# Olympische Geschichte Kanadas
| Gelbes Symbol für Goldmedaillen mit stilisierten Olympischen Ringen | Graues Symbol für Silbermedaillen mit stilisierten Olympischen Ringen | Braundes Symbol für Bronzemedaillen mit stilisierten Olympischen Ringen |
| ------------------------------------------------------------------- | --------------------------------------------------------------------- | ----------------------------------------------------------------------- |
| 140                                                                 | 174                                                                   | 213                                                                     |

Kanada, dessen NOK, das Canadian Olympic Committee, 1904 gegründet und 1907 vom IOC anerkannt wurde, schickte schon seit 1900 Sportler zu den Olympischen Spielen. Kanada nahm in der Folgezeit mit Ausnahme der boykottierten Spiele von 1980 in Moskau an allen Sommerspielen teil. Kanadische Athleten nahmen auch an allen Winterspielen teil.
Kanada nahm ebenfalls an den Olympischen Zwischenspielen 1906 in Athen und an den Olympischen Jugendspielen teil.
Kanada ist der Ausrichter von drei Olympischen Spielen. Die Sommerspiele 1976 fanden in Montreal statt, die Winterspiele 1988 in Calgary und die Winterspiele 2010 in Vancouver.

## Allgemeines
Kanada gehört zu den Nationen, die bei allen Teilnahmen mindestens eine Medaille gewinnen konnten. Kanada ist in drei Sportarten die führende Nation. Im Eishockey gewann Kanada 13 Goldmedaillen, neun bei den Männerturnieren, vier bei den Frauen. Die nächstbeste Nation sind die USA mit sieben Olympiasiegen. Ebenfalls führend ist Kanada im Curling mit fünf Goldmedaillen, drei von Männerteams, zwei von Frauenteams. Das nächstbeste Team Schweden stellt zwei Siegermannschaften. Die dritte Sportart, in der Kanada die Führungsposition innehat, wird heute nicht mehr ausgetragen. Lacrosse war 1904 und 1908 olympische Sportart, beide Turniere wurden von Kanada gewonnen.
Die ersten kanadischen Olympioniken waren der Hürdenläufer George Orton und der Mittelstreckenläufer Alex Grant, die am 14. Juli 1900 in Paris in ihren Wettkämpfen an den Start gingen. George Orton war der erste kanadische Medaillengewinner und Olympiasieger, als er am 15. Juli 1900 das Rennen über 2500 Meter Hindernis gewann.
Die Eiskunstläuferin Cecil Smith wurde am 28. Januar 1924 in Chamonix die erste kanadische Frau, die an Olympischen Spielen teilnahm. Der erste Medaillengewinn durch eine Kanadierin erfolgte am 31. Juli 1928 in Amsterdam, als Fanny Rosenfeld die Silbermedaille über 100 Meter gewann. Die erste Olympiasiegerin war am 4. August 1928 Ethel Catherwood, die den Hochsprung gewann.
Die erfolgreichsten Sportler sind zwei Frauen. Clara Hughes und Cindy Klassen gewannen je sechs Medaillen. Die erfolgreichsten Olympioniken in der Anzahl der Goldmedaillen sind die Eishockeyspielerinnen Jayna Hefford, Caroline Ouellette und Hayley Wickenheiser, die beide zwischen 2002 und 2014 vier Mal Olympiasieger wurden. Der erfolgreichste Mann ist Marc Gagnon, der zwischen 1994 und 2002 drei Gold- und zwei Bronzemedaillen im Shorttrack gewann.
Clara Hughes ist eine der Athletinnen, die sowohl bei Sommer- als auch bei Winterspielen antrat. Sie ist eine der wenigen Sportlerinnen, die bei Sommer- und Winterspielen Medaillen gewinnen konnte. Auch Pierre Harvey nahm sowohl an Sommer- als auch an Winterspielen teil. 1976 und 1984 war er als Radrennfahrer aktiv. Vor Los Angeles war er in Sarajevo 1984 als Skilangläufer dabei.
Kanadas erste Olympiamannschaft 1900 umfasste vier Leichtathleten. Die Anzahl der Teilnehmer steigerte sich zuerst auf 87 Athleten in London 1908. Danach sank die Teilnehmerzahl, bis 1932 erstmals über 100 Athleten teilnahmen. Über 200 Athleten reisten erstmals 1972 nach München. Die größte Mannschaft mit 407 Athleten nahm 1984 in Los Angeles teil. Mit 220 Wintersportlern war die Mannschaft 2014 in Sotschi diejenige mit den meisten Teilnehmern bei Winterspielen.
Die erfolgreichsten Spiele überhaupt waren die heimischen Winterspiele 2010. 26 Medaillen, die meisten bei Winterspielen, wurden gewonnen. In Vancouver konnten 14 Olympiasiege gefeiert werden. Die erfolgreichsten Sommerspiele waren die Spiele von Los Angeles 1984 mit 10 Olympiasiegen. Hier wurden insgesamt 44 Medaillen gewonnen, die meisten von allen Olympischen Spielen. Kanada ist die einzige Nation, die als Ausrichter von Olympischen Spielen keine Goldmedaille gewinnen konnte. So gewannen kanadische Athleten 1976 in Montreal fünf Silber- und sechs Bronzemedaillen, 1988 in Calgary zwei Silber- und drei Bronzemedaillen.
Der Springreiter Ian Millar ist, zusammen mit dem österreichischen Segler Hubert Raudaschl, der Olympionike mit den meisten Teilnahmen überhaupt. Insgesamt zehn Mal reiste Millar zu Olympischen Spielen. Seinen ersten Einsatz hatte Millar in der Springreiter-Equipe 1972 in München, seinen letzten 2012 in London. Der Boykott der Spiele von 1980 verhinderte, dass Millar eine elfte Teilnahme absolvieren konnte, womit er alleiniger Rekordhalter wäre.
Die jüngste Medaillengewinnerin und Olympiasiegerin ist die Schwimmerin Penny Oleksiak, die 2016 im Alter von 16 Jahren eine Gold-, eine Silber- und zwei Bronzemedaillen gewinnen konnte. Damit ist sie auch die erste Athletin, die vier Medaillen bei den gleichen Sommerspielen gewinnen konnte. Zusammen mit ihrer Staffelkameradin Taylor Ruck ist sie nach dem Gewinn der Bronzemedaille in der 100-Meter-Freistilstaffel die erste Medaillengewinnerin die im 21. Jahrhundert geboren wurde.
Von 1960 bis 2012 berichtete der Sportjournalist Richard Garneau von den Olympischen Spielen. Bei insgesamt 23 Olympischen Spielen, sowohl Sommer- als auch Winterspiele, war Garneau als Journalist tätig. Nur 1996 in Atlanta und 1998 in Nagano war er nicht dabei. Garneau verstarb im Januar 2013. Während der Winterspiele 2014 in Sotschi wurde er posthum mit der Pierre-de-Coubertin-Medaille ausgezeichnet.
Kanada hat drei IOC-Mitglieder. 1978 wurde Richard Pound, der 1960 als Schwimmer teilnahm, zum IOC-Mitglied gewählt. Seit 2015 in Hayley Wickenheiser IOC-Mitglied. Die vierfache Eishockeyolympiasiegerin ist zugleich Mitglied der Athletenkommission des IOC. 2016 wurde die Ruderin Tricia Smith zum IOC-Mitglied gewählt. Smith nahm 1976, 1984 und 1988 an Olympischen Spielen teil und gewann 1984 eine Silbermedaille. Sie ist Vizepräsidentin des Weltruderverbandes FISA sowie Präsidentin des kanadischen NOKs.

## Bewerbungen und Ausrichtungen der Olympischen Spiele

### Bewerbungen

#### Sommerspiele
Für die Ausrichtung Olympischer Spiele reichten die Städte Montreal und Toronto mehrmals Bewerbungen ein. 1940 bewarben sich beide Städte zur Ausrichtung der 12. Olympischen Spiele 1940. Beide scheiterten ohne Stimme im ersten Wahlgang. Montreal bewarb sich dann für die darauffolgenden 13. Olympischen Spiele 1944. Auch hier scheiterte Montreal ohne Stimme im ersten Wahlgang.
Montreal bewarb sich erst wieder für die Austragung der 16. Olympischen Spiele 1956. Wie schon zuvor erhielt man im ersten Wahlgang keine Stimme und schied aus. Die nächste Bewerbung reichte Montreal für die 20. Olympischen Spiele 1972 ein. Hier scheiterte man im zweiten Wahlgang mit 16:31 Stimmen an München. Mitbewerber Madrid bekam nur 13 Stimmen.
Die Bewerbung zur Ausrichtung der 21. Olympischen Spiele 1976 verlief für Montreal dann erfolgreich. Die Mitbewerber Los Angeles und Florenz schieden nach dem ersten Wahlgang aus. Im zweiten Wahlgang wurde der Bewerbung mit 41:28 Stimmen gegenüber Moskau stattgegeben.
Toronto bewarb sich dann für die 26. Olympischen Spiele 1996 und schied erst im vierten Wahlgang aus. Vorher waren Melbourne, Manchester und Belgrad ausgeschieden. Toronto scheiterte mit 22 Stimmen gegenüber 30 Stimmen für Athen und 34 Stimmen für Atlanta.
Für die 29. Olympischen Spiele 2008 bewarb sich Toronto zusammen mit Peking, Paris, Istanbul und Osaka. Osaka schied im ersten Wahlgang aus. Peking bekam im zweiten Wahlgang über 50 % der Stimmen (56), Toronto lag mit 22 Stimmen dahinter, noch vor Paris (18) und Istanbul (9).

#### Winterspiele
Fünf kanadische Städte haben sich für die Ausrichtung Olympischer Winterspiele beworben. Den Anfang machte 1932 Montreal, das an Lake Placid scheiterte. 1936 wurde statt Montreal Garmisch-Partenkirchen vorgezogen. Für die Ausrichtung der 5. Olympischen Winterspiele 1944 schied man erst im zweiten Wahlgang aus. Gewinner war Cortina d’Ampezzo. Bei der Bewerbung für die 7. Olympischen Winterspiele 1956 verlor Montreal abermals gegen Cortina d’Ampezzo, diesmal schon im ersten Wahlgang.
Calgary bewarb sich zuerst für die Ausrichtung der 9. Olympischen Winterspiele 1964, verlor aber mit 9:49 Stimmen gegen Innsbruck im ersten Wahlgang. Auch bei der Bewerbung für die 10. Olympischen Winterspiele 1968 verlor man. Im ersten Wahlgang lag man hinter Grenoble mit drei Stimmen zurück, im zweiten Wahlgang lag man mit einer Stimme vorne. Im entscheidenden dritten Wahlgang unterlag Calgary mit 24:27 Stimmen.
Die Bewerbung für die 11. Olympischen Winterspiele 1972 ging von Banff aus. Der Wintersportort unterlag im ersten Wahlgang mit 16:32 Stimmen der japanischen Stadt Sapporo. Vancouver bewarb sich für die 12. Olympischen Winterspiele 1976, schied aber schon im ersten Wahlgang mit neun Stimmen aus. Die Bewerbung für die 13. Olympischen Winterspiele 1980 wurde von Vancouver zurückgezogen.
Calgary legte für die 15. Olympischen Winterspiele 1988 eine Bewerbung vor. Im zweiten Wahlgang setzte man sich gegen die schwedische Stadt Falun mit 48:31 Stimmen durch. Erst für die 21. Olympischen Winterspiele 2010 gab es die nächste kanadische Bewerbung. Vancouver lag im ersten Wahlgang noch mit elf Stimmen gegenüber der südkoreanischen Stadt Pyeongchang zurück. Doch im zweiten Wahlgang konnte sich Vancouver mit 56:53 Stimmen durchsetzen.

### Ausrichtung

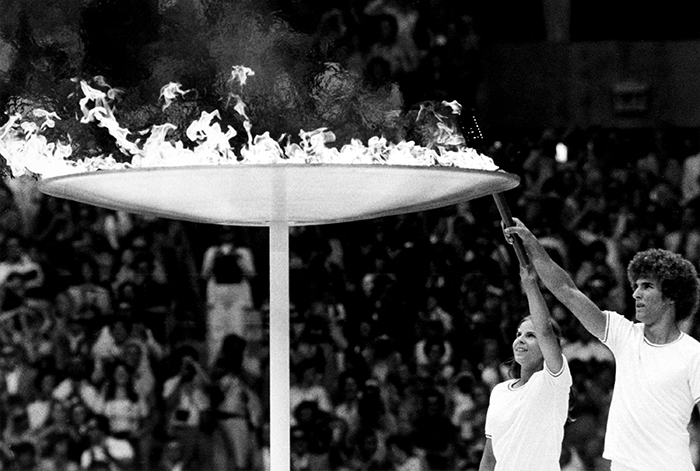
Entzündung des olympischen Feuers 1976 durch Stéphane Préfontaine und Sandra Henderson

Die ersten Olympischen Spiele auf kanadischen Boden waren die Sommerspiele von 1976 in Montreal, die vom 17. Juli bis zum 1. August 1976 stattfanden. 6084 Athleten, davon 1260 Frauen, aus 92 Ländern nahmen teil. 24 afrikanische Länder boykottierten die Spiele. Das IOC hatte sich geweigert, Neuseeland von den Spielen auszuschließen, da eine neuseeländische Rugby-Auswahl eine Tour durch Südafrika gemacht hatte und damit den internationalen Sportbann gegen das Land gebrochen hatte. Aus Solidarität blieb auch Guyana den Spielen fern. Das olympische Feuer wurde von den jugendlichen Athleten Stéphane Préfontaine und Sandra Henderson entzündet. Den olympischen Eid für die Aktiven sprach der Gewichtheber Pierre Saint-Jean, den Eid für die Kampfrichter der Leichtathletik-Schiedsrichter Maurice Fauget.
Vom 13. bis zum 28. Februar 1988 fanden die Winterspiele in Calgary statt. Es nahmen 1423 Athleten, davon 313 Frauen, aus 57 Ländern teil. Die 12-jährige Nachwuchs-Eiskunstläuferin Robyn Perry entzündete das olympische Feuer. Den olympischen Eid für die Aktiven sprach der Skilangläufer Pierre Harvey, den für die Kampfrichter die ehemalige Eiskunstläuferin Suzanne Morrow. Morrow war damit die erste Frau, die den Eid bei Olympischen Winterspielen sprach.

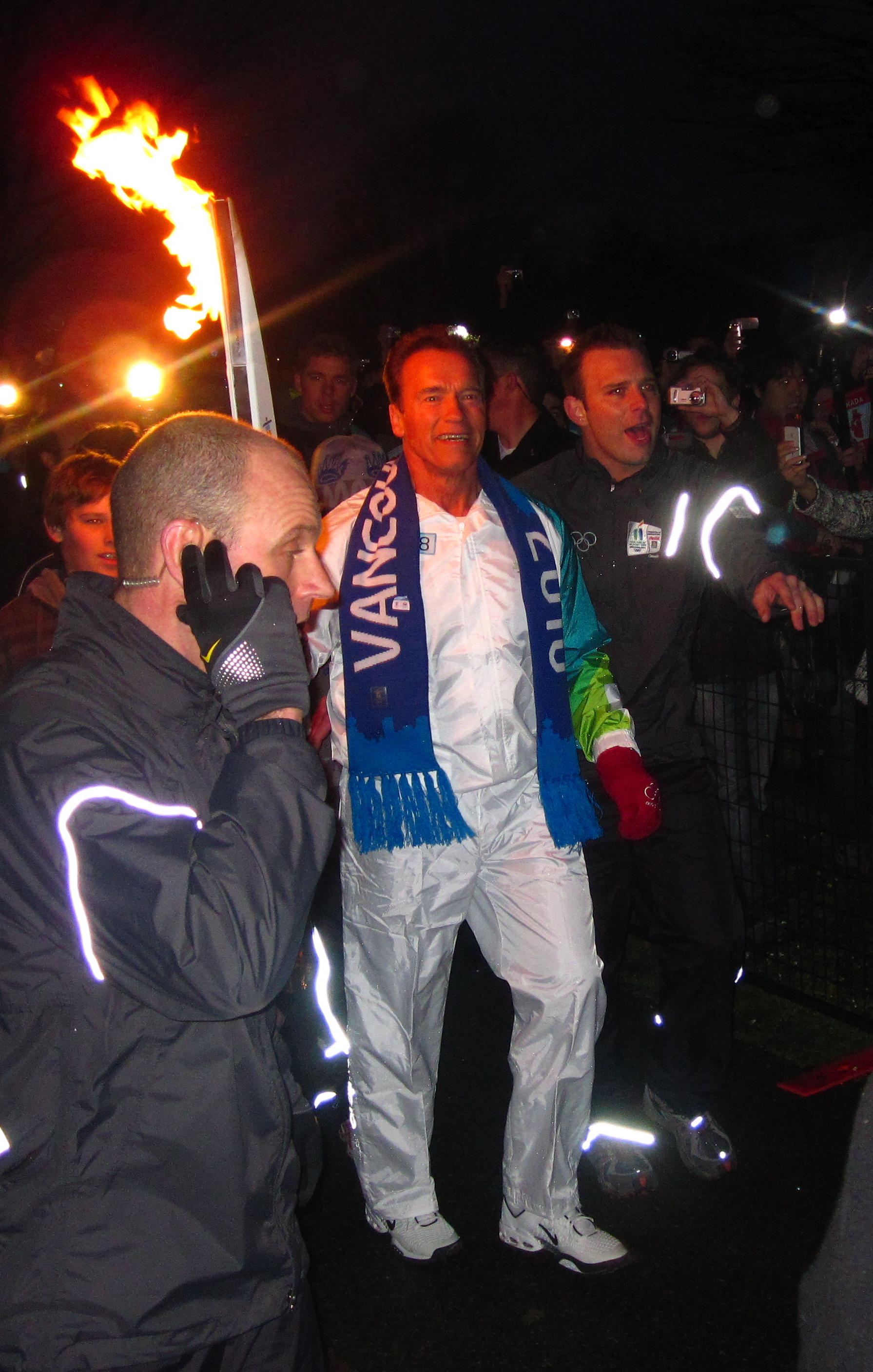
Arnold Schwarzenegger beim olympischen Fackellauf 2010

In Vancouver fanden vom 12. bis zum 28. Februar 2010 die 23. Olympischen Winterspiele statt. 2566 Athleten aus 82 Ländern nahmen teil. Vancouver war damit die bislang größte Ausrichterstadt von Winterspielen. Das olympische Feuer wurde diesmal von vier Athleten entzündet: der Eisschnellläuferin Catriona LeMay Doan, dem ehemaligen Basketballspieler Steve Nash, der ehemaligen Skirennläuferin und Senatorin Nancy Greene sowie dem ehemaligen Eishockeyspieler Wayne Gretzky. Den olympischen Eid für die Aktiven sprach Eishockeyspielerin Hayley Wickenheiser, den für die Kampfrichter der Shorttrack-Schiedsrichter Michel Verrault. Die Spiele von Vancouver waren für Kanada sehr erfolgreich. Kanada wurde die erste Gastgebernation von Winterspielen seit 1952, die den Medaillenspiegel anführte. Die 14 Goldmedaillen bedeuteten einen neuen Rekord von Olympiasiegen bei einer Austragung von Winterspielen. Der bisherige Rekord lag bei 13, aufgestellt von der Sowjetunion 1976 in Innsbruck, egalisiert von Norwegen 2002 in Salt Lake City.

## Übersicht der Teilnahmen

### Sommerspiele
| Jahr | Athleten           | Athleten           | Athleten           | Flaggenträger       | Medaillen          | Medaillen          | Medaillen          | Medaillen          | Medaillen          |
| Jahr | Gesamt             | m                  | w                  | Flaggenträger       |                    |                    |                    | Gesamt             | Rang               |
| ---- | ------------------ | ------------------ | ------------------ | ------------------- | ------------------ | ------------------ | ------------------ | ------------------ | ------------------ |
| 1896 | nicht teilgenommen | nicht teilgenommen | nicht teilgenommen | nicht teilgenommen  | nicht teilgenommen | nicht teilgenommen | nicht teilgenommen | nicht teilgenommen | nicht teilgenommen |
| 1900 | 4                  | 4                  | 0                  |                     | 1                  |                    | 1                  | 2                  | 13                 |
| 1904 | 56                 | 56                 | 0                  |                     | 4                  | 1                  | 1                  | 6                  | 4                  |
| 1908 | 87                 | 87                 | 0                  | Edward Archibald    | 3                  | 3                  | 10                 | 16                 | 7                  |
| 1912 | 36                 | 36                 | 0                  | Duncan Gillis       | 3                  | 2                  | 3                  | 8                  | 9                  |
| 1920 | 52                 | 52                 | 0                  | Archie McDiarmid    | 3                  | 3                  | 3                  | 9                  | 12                 |
| 1924 | 65                 | 65                 | 0                  | Hector Phillips     |                    | 3                  | 1                  | 4                  | 20                 |
| 1928 | 68                 | 61                 | 7                  | Joseph Wright       | 4                  | 4                  | 7                  | 15                 | 10                 |
| 1932 | 100                | 83                 | 17                 | George Maughan      | 2                  | 5                  | 8                  | 15                 | 12                 |
| 1936 | 96                 | 78                 | 18                 | James Worrall       | 1                  | 3                  | 5                  | 9                  | 17                 |
| 1948 | 104                | 89                 | 15                 | Robert McFarlane    |                    | 1                  | 2                  | 3                  | 25                 |
| 1952 | 107                | 97                 | 10                 | Bill Parnell        | 1                  | 2                  |                    | 3                  | 21                 |
| 1956 | 96                 | 81                 | 15                 | Robert Steckle      | 2                  | 1                  | 3                  | 6                  | 15                 |
| 1960 | 85                 | 74                 | 11                 | Carl Schwende       |                    | 1                  |                    | 1                  | 32                 |
| 1964 | 115                | 95                 | 20                 | Gilmour Boa         | 1                  | 2                  | 1                  | 4                  | 22                 |
| 1968 | 139                | 111                | 28                 | Roger Jackson       | 1                  | 3                  | 1                  | 5                  | 23                 |
| 1972 | 208                | 157                | 50                 | Doug Rogers         |                    | 2                  | 3                  | 5                  | 27                 |
| 1976 | 385                | 261                | 124                | Abby Hoffman        |                    | 5                  | 6                  | 11                 | 27                 |
| 1980 | nicht teilgenommen | nicht teilgenommen | nicht teilgenommen | nicht teilgenommen  | nicht teilgenommen | nicht teilgenommen | nicht teilgenommen | nicht teilgenommen | nicht teilgenommen |
| 1984 | 408                | 255                | 151                | Alexander Baumann   | 10                 | 18                 | 16                 | 44                 | 6                  |
| 1988 | 328                | 223                | 105                | Carolyn Waldo       | 3                  | 2                  | 5                  | 10                 | 19                 |
| 1992 | 295                | 179                | 116                | Mike Smith          | 7                  | 4                  | 7                  | 18                 | 11                 |
| 1996 | 304                | 152                | 152                | Charmaine Crooks    | 3                  | 11                 | 8                  | 22                 | 21                 |
| 2000 | 294                | 150                | 144                | Caroline Brunet     | 3                  | 3                  | 8                  | 14                 | 24                 |
| 2004 | 263                | 130                | 133                | Nicolas Gill        | 3                  | 6                  | 3                  | 12                 | 21                 |
| 2008 | 332                | 186                | 146                | Adam van Koeverden  | 3                  | 9                  | 7                  | 19                 | 19                 |
| 2012 | 273                | 119                | 154                | Simon Whitfield     | 1                  | 5                  | 12                 | 18                 | 36                 |
| 2016 | 314                | 128                | 186                | Rosannagh MacLennan | 4                  | 3                  | 15                 | 22                 | 20                 |

### Winterspiele
| Jahr | Athleten | Athleten | Athleten | Flaggenträger                       | Medaillen | Medaillen | Medaillen | Medaillen | Medaillen |
| Jahr | Gesamt   | m        | w        | Flaggenträger                       |           |           |           | Gesamt    | Rang      |
| ---- | -------- | -------- | -------- | ----------------------------------- | --------- | --------- | --------- | --------- | --------- |
| 1924 | 12       | 11       | 1        | Ernie Collett                       | 1         |           |           | 1         | 8         |
| 1928 | 23       | 20       | 3        | John Porter                         | 1         |           |           | 1         | 5         |
| 1932 | 42       | 38       | 4        | Hack Simpson                        | 1         | 1         | 5         | 7         | 4         |
| 1936 | 29       | 22       | 7        | Walter Kitchen                      |           | 1         |           | 1         | 9         |
| 1948 | 28       | 24       | 4        |                                     | 2         |           | 1         | 3         | 6         |
| 1952 | 39       | 31       | 8        | Gordon Audley                       | 1         |           | 1         | 2         | 6         |
| 1956 | 35       | 27       | 8        | Norris Bowden                       |           | 1         | 2         | 3         | 10        |
| 1960 | 44       | 34       | 10       | Robert Paul                         | 2         | 1         | 1         | 4         | 7         |
| 1964 | 55       | 43       | 12       | Ralf Olin                           | 1         | 1         | 1         | 3         | 10        |
| 1968 | 47       | 29       | 18       | Nancy Greene                        | 1         | 1         | 1         | 3         | 13        |
| 1972 | 70       | 55       | 15       | Karen Magnussen                     |           | 1         |           | 1         | 17        |
| 1976 | 59       | 37       | 21       | Dave Irwin                          | 1         | 1         | 1         | 3         | 11        |
| 1980 | 59       | 41       | 18       | Ken Read                            |           | 1         | 1         | 2         | 14        |
| 1984 | 67       | 47       | 20       | Gaétan Boucher                      | 2         | 1         | 1         | 4         | 8         |
| 1988 | 112      | 82       | 30       | Brian Orser                         |           | 2         | 3         | 5         | 13        |
| 1992 | 108      | 79       | 29       | Sylvie Daigle                       | 2         | 3         | 2         | 7         | 9         |
| 1994 | 95       | 66       | 29       | Kurt Browning                       | 3         | 6         | 4         | 13        | 7         |
| 1998 | 144      | 81       | 63       | Jean-Luc Brassard                   | 6         | 5         | 4         | 15        | 4         |
| 2002 | 150      | 85       | 65       | Catriona LeMay Doan                 | 7         | 3         | 7         | 17        | 4         |
| 2006 | 191      | 108      | 83       | Danielle Goyette                    | 7         | 10        | 7         | 24        | 5         |
| 2010 | 201      | 113      | 88       | Clara Hughes                        | 14        | 7         | 5         | 26        | 1         |
| 2014 | 217      | 121      | 96       | Hayley Wickenheiser                 | 10        | 10        | 5         | 25        | 3         |
| 2018 | 225      | 122      | 103      | Tessa Virtue Scott Moir             | 11        | 8         | 10        | 29        | 3         |
| 2022 | 215      | 109      | 106      | Marie-Philip Poulin Charles Hamelin | 4         | 8         | 14        | 26        | 11        |

### Zwischenspiele
| Jahr | Athleten | Athleten | Athleten | Flaggenträger | Medaillen | Medaillen | Medaillen | Medaillen | Medaillen |
| Jahr | Gesamt   | m        | w        | Flaggenträger |           |           |           | Gesamt    | Rang      |
| ---- | -------- | -------- | -------- | ------------- | --------- | --------- | --------- | --------- | --------- |
| 1906 | 3        | 3        | 0        |               | 1         | 1         |           | 2         | 14        |

### Jugend-Sommerspiele
| Jahr | Athleten | Athleten | Athleten | Flaggenträger  | Medaillen | Medaillen | Medaillen | Medaillen | Medaillen |
| Jahr | Gesamt   | m        | w        | Flaggenträger  |           |           |           | Gesamt    | Rang      |
| ---- | -------- | -------- | -------- | -------------- | --------- | --------- | --------- | --------- | --------- |
| 2010 | 60       | 21       | 39       | Jeremy Bagshaw | 3         | 1         | 8         | 12        | 16        |
| 2014 | 75       | 33       | 42       | Dylan French   |           | 4         | 3         | 7         | 55        |

### Jugend-Winterspiele
| Jahr | Athleten | Athleten | Athleten | Flaggenträger      | Medaillen | Medaillen | Medaillen | Medaillen | Medaillen |
| Jahr | Gesamt   | m        | w        | Flaggenträger      |           |           |           | Gesamt    | Rang      |
| ---- | -------- | -------- | -------- | ------------------ | --------- | --------- | --------- | --------- | --------- |
| 2012 | 49       | 34       | 35       | Corryn Brown       | 2         | 1         | 6         | 9         | 15        |
| 2016 | 54       | 35       | 19       | Benjamin Churchill | 3         | 2         | 1         | 6         | 8         |

## Medaillenspiegel

### Olympische Spiele
|                         |     |     |     | Gesamt | Rang |
| ----------------------- | --- | --- | --- | ------ | ---- |
| Olympische Sommerspiele | 63  | 102 | 136 | 301    | 16   |
| Olympische Winterspiele | 73  | 64  | 62  | 199    | 5    |
| Gesamt                  | 136 | 166 | 199 | 501    | 14   |

### Olympische Jugendspiele
|                                |   |   |    | Gesamt | Rang |
| ------------------------------ | - | - | -- | ------ | ---- |
| Olympische Jugend-Sommerspiele | 3 | 5 | 11 | 19     | 33   |
| Olympische Jugend-Winterspiele | 5 | 3 | 7  | 15     | 10   |
| Gesamt                         | 8 | 8 | 18 | 34     | 17   |

## Übersicht der Sportarten

### Sommerspiele

#### Badminton
| Gelbes Symbol für Goldmedaillen mit stilisierten Olympischen Ringen | Graues Symbol für Silbermedaillen mit stilisierten Olympischen Ringen | Braundes Symbol für Bronzemedaillen mit stilisierten Olympischen Ringen |
| ------------------------------------------------------------------- | --------------------------------------------------------------------- | ----------------------------------------------------------------------- |
| —                                                                   | —                                                                     | —                                                                       |

Badminton wurde 1992 olympische Sportart. Bei der ersten Austragung eines Badmintonturniers nahmen auch sechs kanadische Athleten teil, vier Männer und zwei Frauen.
Den größten Erfolg feierten Alexandra Bruce und Michelle Li, die 2012 in London das Halbfinale erreichten, dieses und das Spiel um Bronze jedoch verloren.

#### Baseball
| Gelbes Symbol für Goldmedaillen mit stilisierten Olympischen Ringen | Graues Symbol für Silbermedaillen mit stilisierten Olympischen Ringen | Braundes Symbol für Bronzemedaillen mit stilisierten Olympischen Ringen |
| ------------------------------------------------------------------- | --------------------------------------------------------------------- | ----------------------------------------------------------------------- |
| —                                                                   | —                                                                     | —                                                                       |

Baseball war seit 1992 olympische Sportart. Die erste kanadische Auswahl trat zum olympischen Turnier 2004 in Athen an. Mit fünf Siegen in sieben Spielen qualifizierte sich die Mannschaft für das Halbfinale. Gegen Kuba gab es eine 5:8-Niederlage. Auch das Spiel um Bronze ging verloren, Kanada unterlag Japan mit 2:11.
Im letzten olympischen Baseballturnier 2008 in Peking belegte Kanada nach zwei Siegen und fünf Niederlagen in der Vorrunde Platz 6 und schied aus.

#### Basketball
| Gelbes Symbol für Goldmedaillen mit stilisierten Olympischen Ringen | Graues Symbol für Silbermedaillen mit stilisierten Olympischen Ringen | Braundes Symbol für Bronzemedaillen mit stilisierten Olympischen Ringen |
| ------------------------------------------------------------------- | --------------------------------------------------------------------- | ----------------------------------------------------------------------- |
| —                                                                   | 1                                                                     | —                                                                       |

Eine kanadische Basketballmannschaft nahm erstmals am olympischen Turnier 1936 in Berlin teil. In den ersten Runden wurden Brasilien, Lettland und die Schweiz besiegt, im Viertelfinale Uruguay und im Halbfinale Polen. Im Finale gegen die USA unterlag Kanada mit 8:19. 1948 in London verpasste man die Qualifikation für das Viertelfinale. In den Platzierungsspielen erreichte die Mannschaft Platz 9.
Bei den Heimspielen 1976 ging erstmals eine Frauenmannschaft an den Start. Nach fünf Niederlagen in fünf Spielen wurde sie Letzte. Die Männermannschaft konnte sich mit vier Siegen in fünf Spielen für das Halbfinale qualifizieren. Hier unterlag man den USA mit 77:95. Auch das Spiel um Bronze ging mit 72:100 gegen die Sowjetunion verloren.
1984 in Los Angeles kamen beide Mannschaften bis ins Halbfinale. Die Männer schafften in den Gruppenspielen drei Siege in fünf Spielen und qualifizierten sich als Gruppendritter für das Viertelfinale. Hier schlugen sie Italien mit 78:72. Im Halbfinale verloren sie gegen die USA mit 59:78. Auch das Spiel um Bronze ging mit 82:88 gegen Jugoslawien verloren. Die Frauen lagen nach zwei Siegen in fünf Spielen auf Platz 4. Im Spiel um Bronze verloren sie gegen China mit 57:63.
1988 in Seoul wurde die kanadische Männermannschaft Sechste. Zwei Siege in fünf Gruppenspielen reichten für Platz 4, womit man für das Viertelfinale qualifiziert war. Hier traf man auf Jugoslawien, das Spiel wurde mit 73:95 verloren. In der Platzierungsrunde gewann Kanada mit 96:91 gegen Spanien, unterlag dann gegen Brasilien mit 90:106.
Nachdem sich 1992 keine Mannschaft qualifizieren konnte, waren 1996 in Atlanta die Frauen wieder dabei. In der Vorrunde kassierten sie in fünf Spielen fünf Niederlagen. Auch das Platzierungsspiel gegen Südkorea ging mit 79:88 verloren. 2000 in Athen war auch die Männermannschaft wieder dabei. Die schafften in der Vorrunde zwei Siege in fünf Spielen und erreichten damit das Viertelfinale, in dem sie gegen Frankreich mit 63:68 verloren. Das Spiel um Platz 7 gewannen sie mit 86:83 gegen Russland. Die Frauen schafften ebenfalls zwei Siege in fünf Spielen, konnten sich aber auf Grund der schlechteren Punktedifferenz nicht für das Viertelfinale qualifizieren. Das Spiel um Platz 9 verloren sie mit 58:67 gegen Kuba.
2012 konnte sich wieder eine Frauenmannschaft qualifizieren. Mit zwei Siegen und drei Niederlagen konnte sie sich in der Vorrunde für das Viertelfinale qualifizieren. Hier unterlag man den USA mit 48:91. Auch 2016 in Rio de Janeiro war die Frauenmannschaft dabei. In der Vorrunde wurden von fünf Spielen drei gewonnen, das Team war damit für das Viertelfinale qualifiziert. Gegen Frankreich gab es dann eine 63:68-Niederlage. In der Endabrechnung lag die kanadische Mannschaft auf Platz 7.
| Name                          | Spiele      | Disziplin     | Anmerkung              |
| ----------------------------- | ----------- | ------------- | ---------------------- |
| Nationalmannschaft der Männer | 1936 Berlin | Männerturnier | erster Medaillengewinn |

#### Beach-Volleyball
| Gelbes Symbol für Goldmedaillen mit stilisierten Olympischen Ringen | Graues Symbol für Silbermedaillen mit stilisierten Olympischen Ringen | Braundes Symbol für Bronzemedaillen mit stilisierten Olympischen Ringen |
| ------------------------------------------------------------------- | --------------------------------------------------------------------- | ----------------------------------------------------------------------- |
| —                                                                   | —                                                                     | 1                                                                       |

Beach-Volleyball wurde 1996 in Atlanta erstmals ausgetragen. Das Männer-Duo John Child/Mark Heese konnte gleich beim olympischen Debüt die Bronzemedaille gewinnen.
Erst 2016 in Rio de Janeiro konnte sich wieder ein Duo unter die letzten Acht platzieren. Bei den Frauen gelangen das Heather Bansley und Sarah Pavan. Im Viertelfinale trafen sie auf das deutsche Duo Laura Ludwig/Kira Walkenhorst. Die späteren deutschen Olympiasieger schlugen die Kanadierinnen in zwei Sätzen.
| Name                  | Spiele       | Disziplin     | Anmerkung              |
| --------------------- | ------------ | ------------- | ---------------------- |
| John Child Mark Heese | 1996 Atlanta | Männerturnier | erster Medaillengewinn |

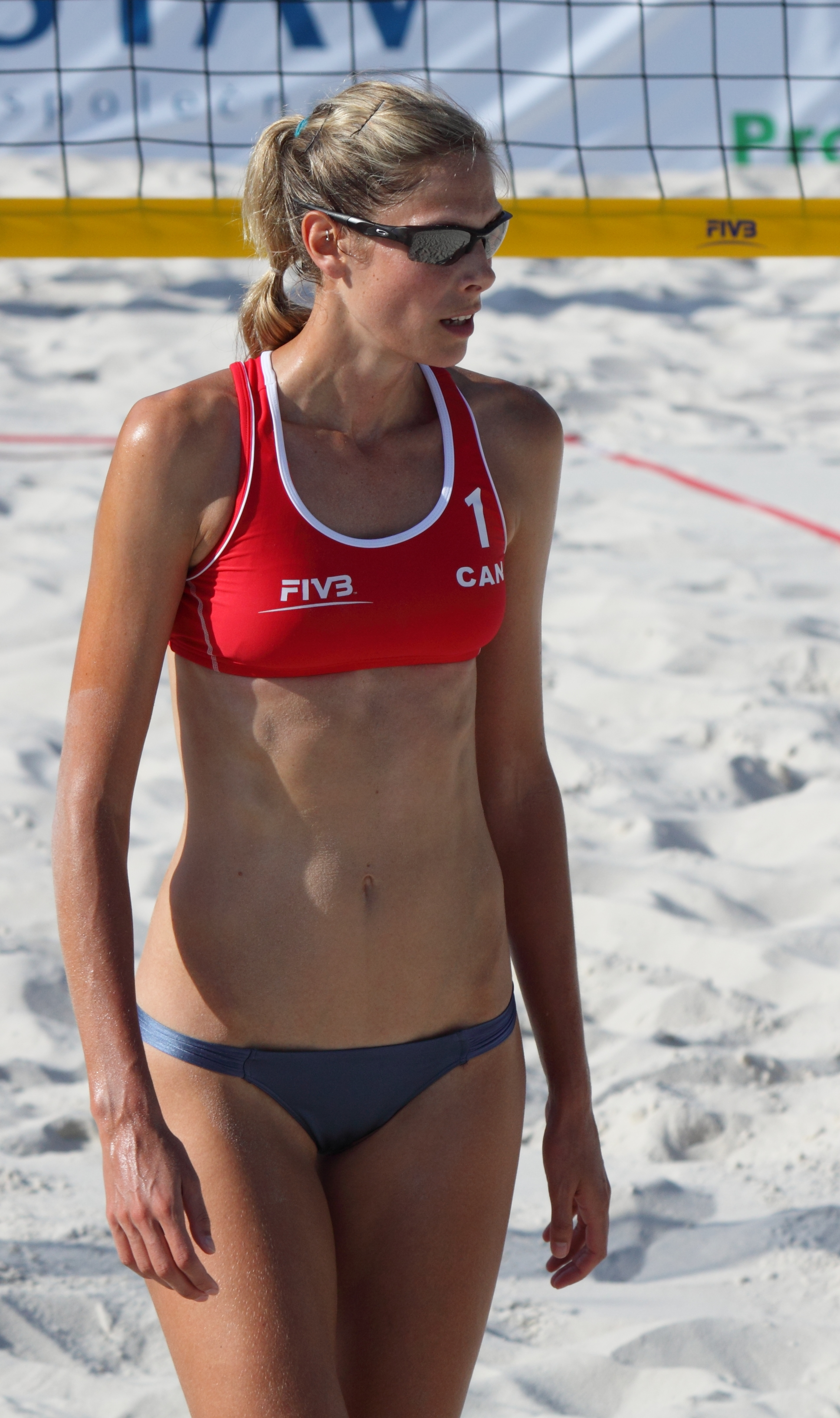
Sarah Pavan (2014)
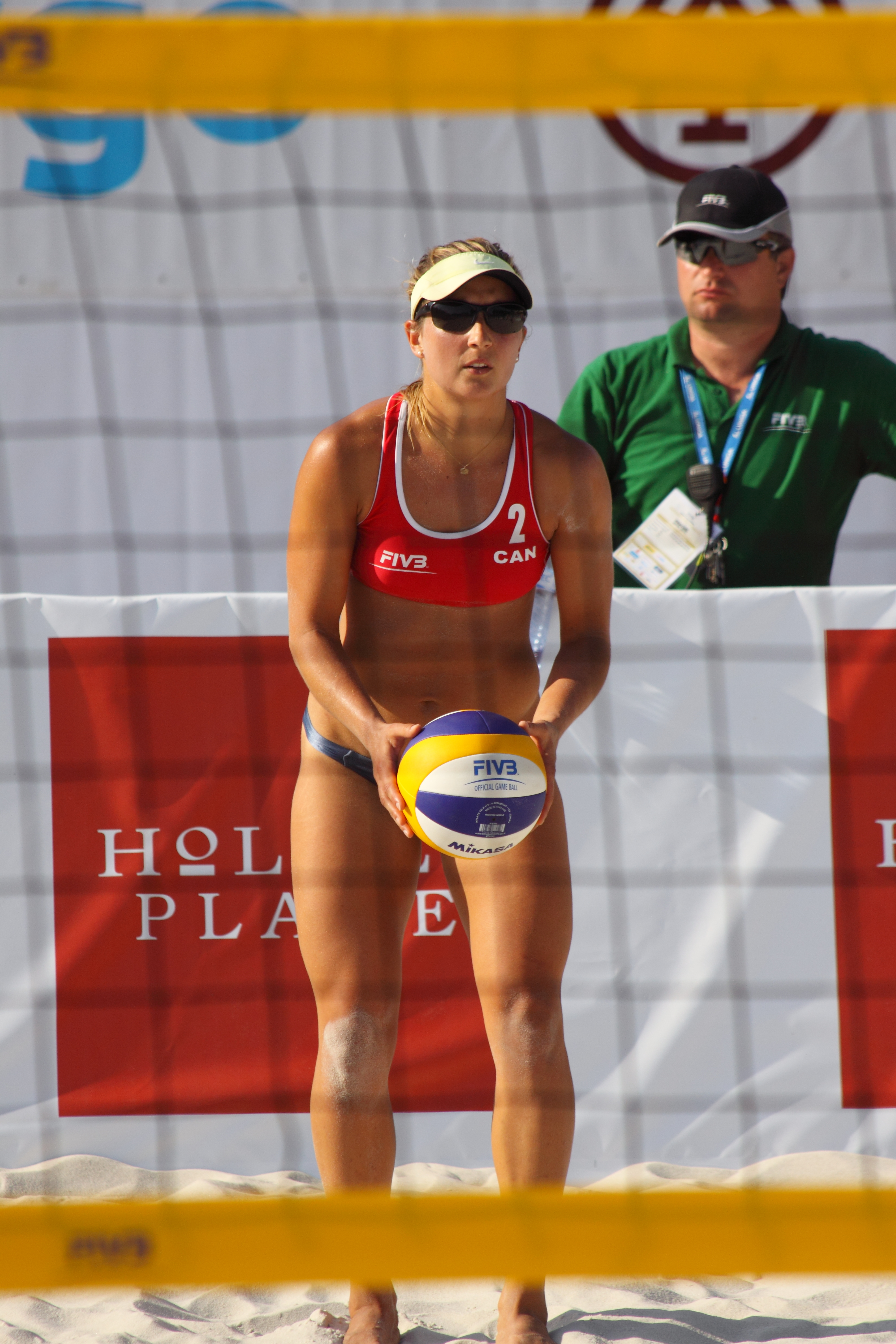
Heather Bansley (2014)

#### Bogenschießen
| Gelbes Symbol für Goldmedaillen mit stilisierten Olympischen Ringen | Graues Symbol für Silbermedaillen mit stilisierten Olympischen Ringen | Braundes Symbol für Bronzemedaillen mit stilisierten Olympischen Ringen |
| ------------------------------------------------------------------- | --------------------------------------------------------------------- | ----------------------------------------------------------------------- |
| —                                                                   | —                                                                     | —                                                                       |

1972 wurde Bogenschießen olympische Sportart. Bei der ersten Austragung des Wettbewerbs nahmen auch sechs kanadische Schützen, drei Frauen und drei Männer, am Turnier teil. Donald Jackson wurde im Männerturnier Sechster. 1976 erreichte Lucille Lemay Platz 5, ihr Teamkollege Dave Mann wurde Siebter.

#### Boxen
| Gelbes Symbol für Goldmedaillen mit stilisierten Olympischen Ringen | Graues Symbol für Silbermedaillen mit stilisierten Olympischen Ringen | Braundes Symbol für Bronzemedaillen mit stilisierten Olympischen Ringen |
| ------------------------------------------------------------------- | --------------------------------------------------------------------- | ----------------------------------------------------------------------- |
| 3                                                                   | 7                                                                     | 7                                                                       |

Das erste olympische Boxturnier mit kanadischer Beteiligung fand 1920 in Antwerpen statt. Gleich bei der ersten Teilnahme wurden eine Gold-, zwei Silber- und zwei Bronzemedaillen gewonnen. Erster Olympiasieger und Medaillengewinner war Albert Schneider, der im Weltergewicht gewann. Silber ging an Clifford Graham im Bantamgewicht und Georges Prud’Homme im Mittelgewicht. Bronze gewannen Clarence Newton im Leichtgewicht und Moe Herscovitch im Mittelgewicht. 1924 in Paris gewann Douglas Lewis Bronze im Weltergewicht. Leslie Black wurde im Mittelgewicht Vierter. 1928 gewann Raymond Smillie Bronze im Weltergewicht. 1932 in Los Angeles wurde Horace Gwynne Olympiasieger im Bantamgewicht.
52 Jahre später, 1984 in Los Angeles, konnten kanadische Boxer wieder Medaillen gewinnen. Shawn O’Sullivan gewann Silber im Halbmittelgewicht, Willie deWit im Schwergewicht. Dale Walters gewann im Bantamgewicht Bronze. 1988 in Calgary wurde Lennox Lewis Olympiasieger im Superschwergewicht. Im Mittelgewicht gewann Egerton Marcus nach einer Finalniederlage gegen den DDR-Boxer Henry Maske die Silbermedaille. Raymond Downey gewann im Halbmittelgewicht Bronze.
In Barcelona 1992 konnte Mark Leduc im Halbweltergewicht Silber gewinnen. Bronze gewann Chris Johnson im Mittelgewicht. 1996 gewann David Defiagbon Silber im Schwergewicht.
| Name             | Spiele           | Disziplin          | Anmerkung                     |
| ---------------- | ---------------- | ------------------ | ----------------------------- |
| Albert Schneider | 1920 Antwerpen   | Weltergewicht      | erster Olympiasieger im Boxen |
| Horace Gwynne    | 1932 Los Angeles | Bantamgewicht      |                               |
| Lennox Lewis     | 1988 Seoul       | Superschwergewicht |                               |

| Name               | Spiele           | Disziplin         | Anmerkung |
| ------------------ | ---------------- | ----------------- | --------- |
| Clifford Graham    | 1920 Antwerpen   | Bantamgewicht     |           |
| Georges Prud’Homme | 1920 Antwerpen   | Mittelgewicht     |           |
| Shawn O’Sullivan   | 1984 Los Angeles | Halbmittelgewicht |           |
| Willie deWit       | 1984 Los Angeles | Schwergewicht     |           |
| Egerton Marcus     | 1988 Seoul       | Mittelgewicht     |           |
| Mark Leduc         | 1992 Barcelona   | Halbweltergewicht |           |
| David Defiagbon    | 1996 Atlanta     | Schwergewicht     |           |

| Name            | Spiele           | Disziplin         | Anmerkung |
| --------------- | ---------------- | ----------------- | --------- |
| Clarence Newton | 1920 Antwerpen   | Leichtgewicht     |           |
| Moe Herscovitch | 1920 Antwerpen   | Mittelgewicht     |           |
| Douglas Lewis   | 1924 Paris       | Weltergewicht     |           |
| Raymond Smillie | 1928 Amsterdam   | Weltergewicht     |           |
| Dale Walters    | 1984 Los Angeles | Bantamgewicht     |           |
| Raymond Downey  | 1988 Seoul       | Halbmittelgewicht |           |
| Chris Johnson   | 1992 Barcelona   | Mittelgewicht     |           |

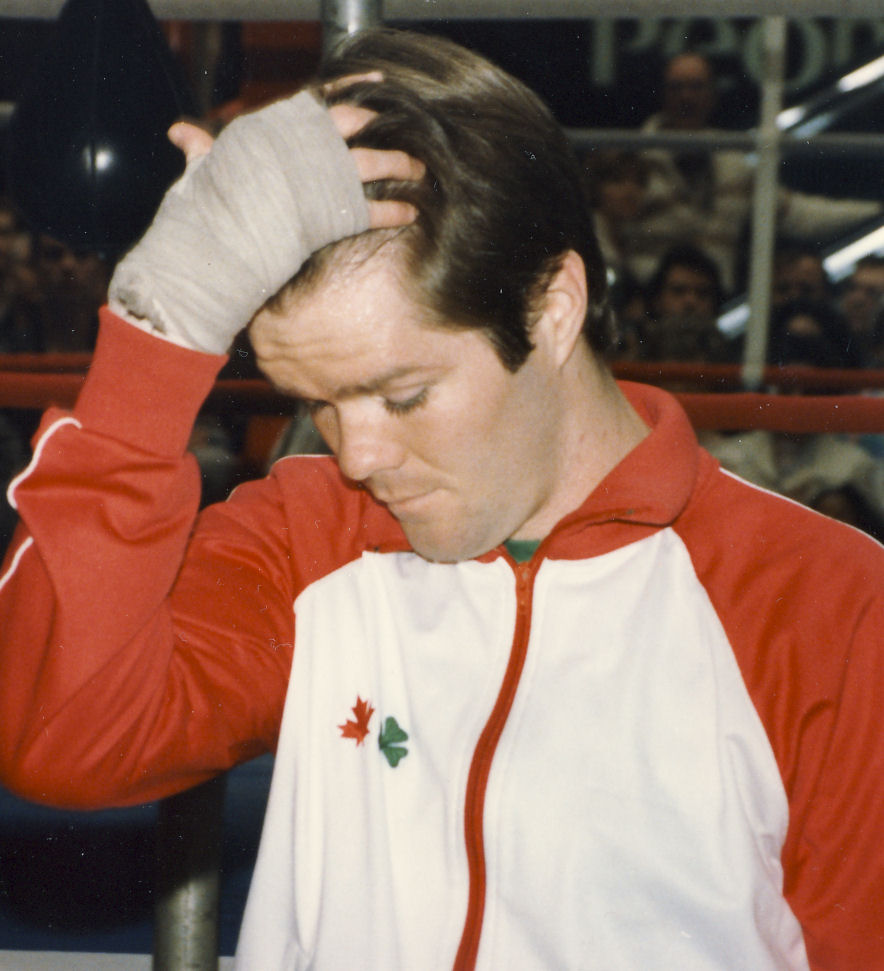
Shawn O’Sullivan gewann 1984 Silber im Halbmittelgewicht
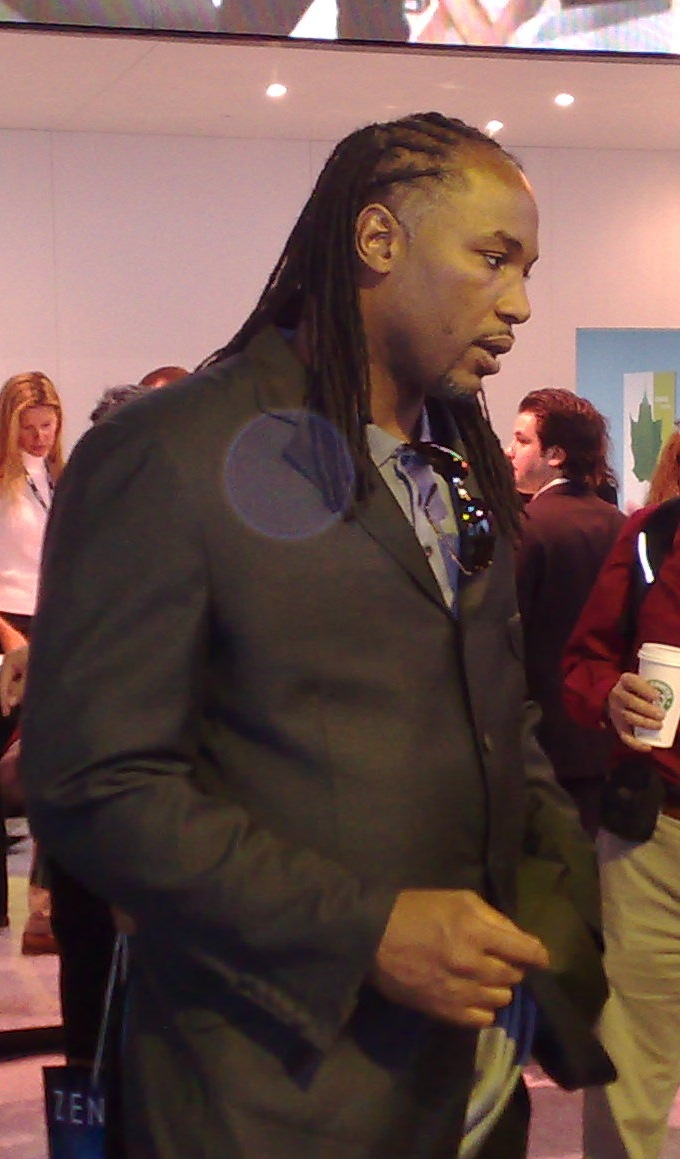
Lennox Lewis, Olympiasieger von 1988, im Jahr 2008

#### Fechten
| Gelbes Symbol für Goldmedaillen mit stilisierten Olympischen Ringen | Graues Symbol für Silbermedaillen mit stilisierten Olympischen Ringen | Braundes Symbol für Bronzemedaillen mit stilisierten Olympischen Ringen |
| ------------------------------------------------------------------- | --------------------------------------------------------------------- | ----------------------------------------------------------------------- |
| —                                                                   | —                                                                     | —                                                                       |

Im Fechten gab der Degenfechter Percy Nobbs 1908 in London das olympische Debüt Kanadas in dieser Sportart. Nach 24 Jahren Pause traten 1932 in Los Angeles kanadische Fechter wieder in Aktion.
Der erste Erfolg stellte sich erst 1984 in Los Angeles ein, als das Degenteam Platz 4 erreichte. Die Florettmannschaft der Frauen wurde 2004 in Athen Vierte.

#### Fußball
| Gelbes Symbol für Goldmedaillen mit stilisierten Olympischen Ringen | Graues Symbol für Silbermedaillen mit stilisierten Olympischen Ringen | Braundes Symbol für Bronzemedaillen mit stilisierten Olympischen Ringen |
| ------------------------------------------------------------------- | --------------------------------------------------------------------- | ----------------------------------------------------------------------- |
| 1                                                                   | —                                                                     | 2                                                                       |

Kanada nahm erstmals 1904 am olympischen Fußballturnier teil. Die kanadische Mannschaft bestand aus Spielern des Galt FC. Die Gegner waren US-amerikanische Collegemannschaften, die beide ohne Gegentor besiegt wurden. Diese zwei Siege reichten zum ersten Olympiasieg einer kanadischen Fußballmannschaft.
Erst 1976 bei den heimischen Sommerspielen in Montreal konnte wieder eine kanadische Fußballmannschaft am olympischen Turnier teilnehmen. Mit zwei Niederlagen gegen Nordkorea und die Sowjetunion belegte man den letzten Platz in der Gruppe und schied aus.
1984 hatte sich Kanada wieder qualifiziert. Mit einem Sieg, einem Unentschieden und einer Niederlage konnte man sich für das Viertelfinale qualifizieren. Hier traf man auf Brasilien und schaffte ein 1:1, das bis zum Schluss der Verlängerung Bestand hatte. Das anschließende Elfmeterschießen gewann Brasilien dann mit 4:2. Es war das erste Spiel in einem olympischen Fußballturnier, das durch Elfmeterschießen entschieden werden musste.
Die Frauenmannschaft hatte sich erstmals für das Turnier 2008 qualifiziert. Mit einem Sieg, einem Unentschieden und einer Niederlage qualifizierte sich das Team für das Viertelfinale. Hier unterlag man den USA mit 1:2 und schied aus. 2012 in London konnten sich die Frauen wieder mit einem Sieg, einem Unentschieden und einer Niederlage für das Viertelfinale qualifizieren. Hier traf man auf Gastgeber Großbritannien und gewann 2:0. Im Halbfinale unterlagen die Kanadierinnen den USA mit 3:4 nach Verlängerung. Das Spiel um Bronze konnten sie dann mit 1:0 gegen Frankreich gewinnen. Damit gelang ihnen der erste Medaillengewinn im Fußball seit 108 Jahren.
In Rio de Janeiro 2016 konnten die Frauen alle drei ihrer Vorrundenspiele gewinnen, u. a. mit 2:1 gegen Deutschland. Im Viertelfinale wurde Frankreich mit 1:0 geschlagen. Im Halbfinale kam es zu einem weiteren Duell mit Deutschland. Diesmal gewannen die Deutschen mit 2:0. Im Spiel um die Bronzemedaille waren die Gastgeberinnen aus Brasilien die Gegner. Kanada gewann mit 2:1 und gewann damit die zweite Bronzemedaille in Folge.
| Name    | Spiele         | Disziplin     | Anmerkung                     |
| ------- | -------------- | ------------- | ----------------------------- |
| Galt FC | 1904 St. Louis | Männerturnier | erster Olympiasieg im Fußball |

| Name                          | Spiele              | Disziplin     | Anmerkung |
| ----------------------------- | ------------------- | ------------- | --------- |
| Nationalmannschaft der Frauen | 2012 London         | Frauenturnier |           |
| Nationalmannschaft der Frauen | 2016 Rio de Janeiro | Frauenturnier |           |

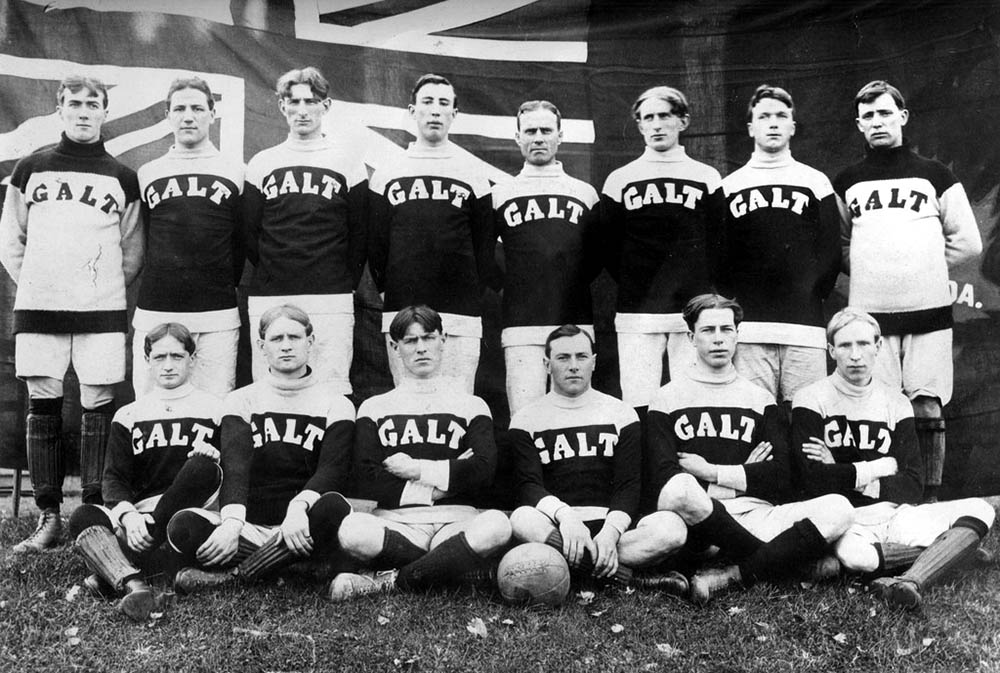
Die Mannschaft des Galt FC, die 1904 Olympiasieger wurden
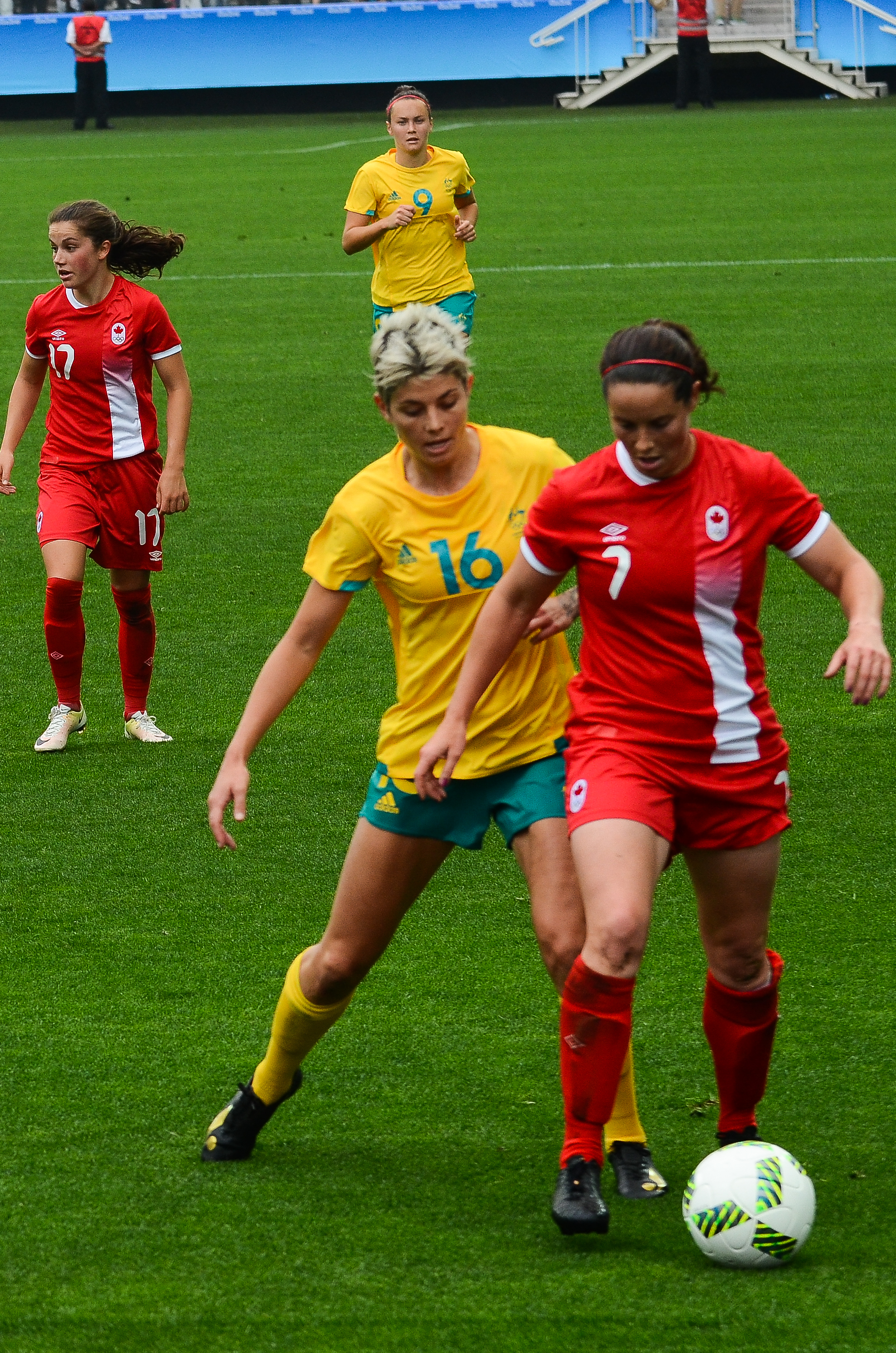
Szene aus dem Vorrundenspiel gegen Australien 2016: Rhian Wilkinson (7) im Duell mit Michelle Heyman (16)
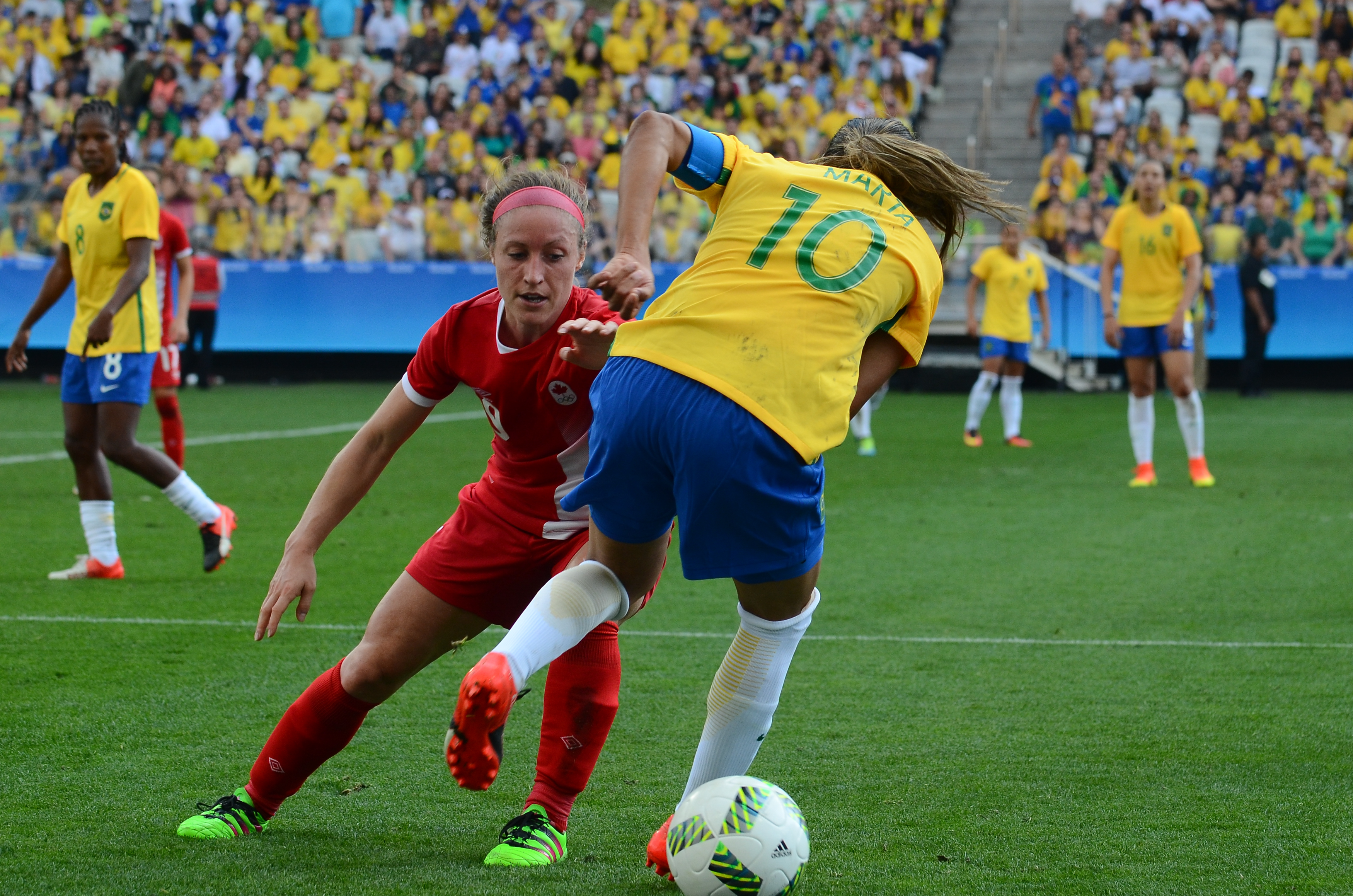
Szene aus dem Spiel um Bronze gegen Brasilien 2016: Josée Bélanger (9) im Duell mit Marta
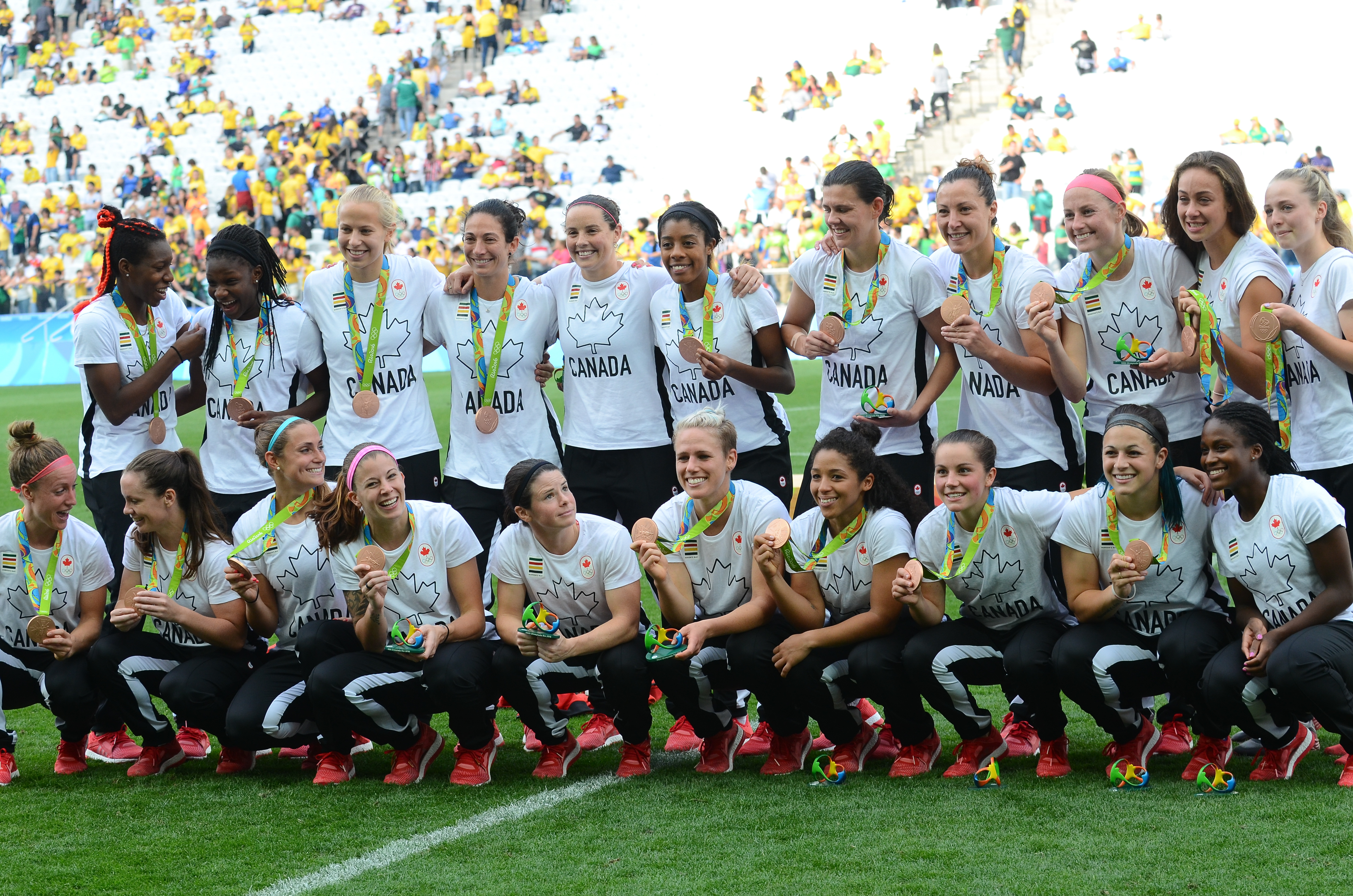
Bronzemedaille 2016 für das Team Canada

#### Gewichtheben
| Gelbes Symbol für Goldmedaillen mit stilisierten Olympischen Ringen | Graues Symbol für Silbermedaillen mit stilisierten Olympischen Ringen | Braundes Symbol für Bronzemedaillen mit stilisierten Olympischen Ringen |
| ------------------------------------------------------------------- | --------------------------------------------------------------------- | ----------------------------------------------------------------------- |
| —                                                                   | 2                                                                     | 1                                                                       |

Das kanadische Debüt im Gewichtheben fand 1948 in London statt. Erster Gewichtheber war Rosaire Smith im Bantamgewicht, der Platz 7 erreichte. Auch in den anderen Gewichtsklassen konnten sich kanadische Teilnehmer vorne platzieren. Auf Platz 5 rangierten John Stuart im Leichtgewicht und Gerard Gratton im Mittelgewicht. Jack Varaleau erreichte im Halbschwergewicht Platz 6. Die erste Medaille gewann Gerard Gratton 1952 in Helsinki. Im Mittelgewicht gewann er die Silbermedaille.
32 Jahre später folgte der nächste Medaillengewinn. In Los Angeles 1984 gewann Jacques Demers Silber im Mittelgewicht. Seit 2000 in Sydney gab es auch eine Konkurrenz für Frauen. Maryse Turcotte erreichte im Leichtgewicht Platz 4. 2008 in Peking wurde Christine Girard im Mittelgewicht ebenfalls Vierte. 2012 in London konnte sie dann Bronze gewinnen.
| Name           | Spiele           | Disziplin     | Anmerkung              |
| -------------- | ---------------- | ------------- | ---------------------- |
| Gerard Gratton | 1952 Helsinki    | Mittelgewicht | erster Medaillengewinn |
| Jacques Demers | 1984 Los Angeles | Mittelgewicht |                        |

| Name             | Spiele      | Disziplin     | Anmerkung |
| ---------------- | ----------- | ------------- | --------- |
| Christine Girard | 2012 London | Mittelgewicht |           |

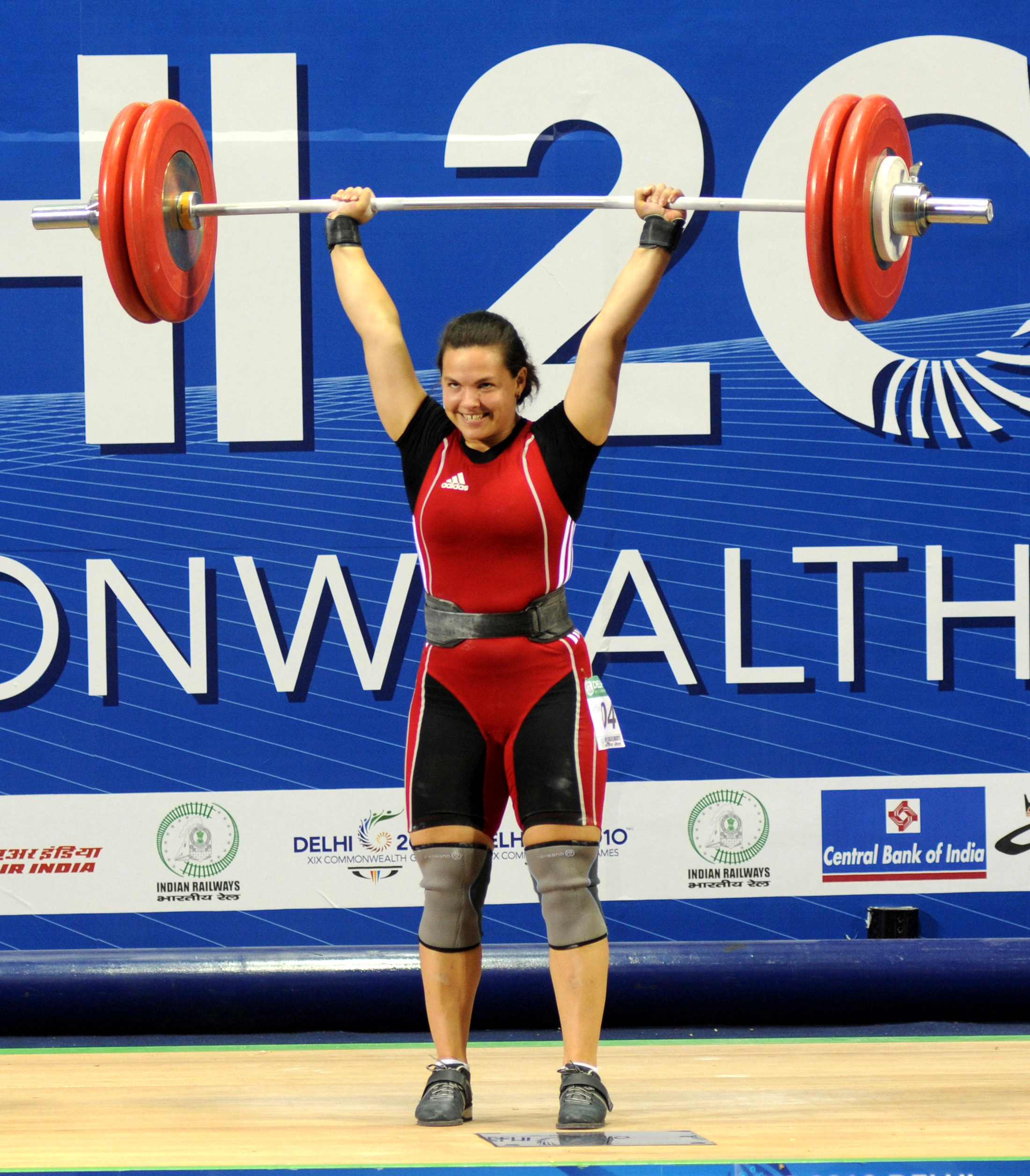
Christine Girard (2010)

#### Golf
| Gelbes Symbol für Goldmedaillen mit stilisierten Olympischen Ringen | Graues Symbol für Silbermedaillen mit stilisierten Olympischen Ringen | Braundes Symbol für Bronzemedaillen mit stilisierten Olympischen Ringen |
| ------------------------------------------------------------------- | --------------------------------------------------------------------- | ----------------------------------------------------------------------- |
| 1                                                                   | —                                                                     | —                                                                       |

Golf war 1900 und 1904 olympische Sportart. 1904 nahmen drei Kanadier am Turnier teil. George Lyon gewann das Turnier, das nach einer Qualifikationsrunde in fünf Runden im K.-o.-System ausgespielt wurde.
2016 wurde Golf wieder in das olympische Programm aufgenommen. Brooke Henderson erreichte bei den Frauen Platz 7.
| Name        | Spiele         | Disziplin | Anmerkung                    |
| ----------- | -------------- | --------- | ---------------------------- |
| George Lyon | 1904 St. Louis | Einzel    | erster Olympiasieger im Golf |

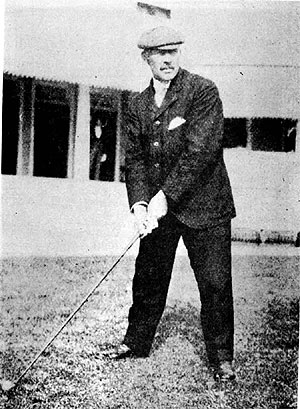
George Lyon, Olympiasieger von 1904

#### Handball
| Gelbes Symbol für Goldmedaillen mit stilisierten Olympischen Ringen | Graues Symbol für Silbermedaillen mit stilisierten Olympischen Ringen | Braundes Symbol für Bronzemedaillen mit stilisierten Olympischen Ringen |
| ------------------------------------------------------------------- | --------------------------------------------------------------------- | ----------------------------------------------------------------------- |
| —                                                                   | —                                                                     | —                                                                       |

Erstmals nahmen kanadische Handballmannschaften 1976 in Montreal am Olympiaturnier teil. Die Männermannschaft kassierte in fünf Spielen fünf Niederlagen und belegte den letzten Gruppenplatz. Auch die Frauen verloren alle ihre Spiele und wurden Gruppenletzter. Dies waren die einzigen Olympiaauftritte kanadischer Handballmannschaften.

#### Hockey
| Gelbes Symbol für Goldmedaillen mit stilisierten Olympischen Ringen | Graues Symbol für Silbermedaillen mit stilisierten Olympischen Ringen | Braundes Symbol für Bronzemedaillen mit stilisierten Olympischen Ringen |
| ------------------------------------------------------------------- | --------------------------------------------------------------------- | ----------------------------------------------------------------------- |
| —                                                                   | —                                                                     | —                                                                       |

Das erste olympische Hockeyturnier mit Beteiligung einer kanadischen Mannschaft fand 1964 in Tokio statt. Die Kanadier gewannen nur eines von sieben Spielen und schieden in der Vorrunde aus. Ähnlich endete das Turnier 1976 in Montreal. Ein Sieg in fünf Spielen bedeutete das Aus in der Vorrunde.
1984 in Los Angeles schaffte die Männermannschaft in den Gruppenspielen nur ein Unentschieden in fünf Spielen. In der Platzierungsrunde wurde Malaysia mit 1:0 besiegt, das bedeutete Platz 10. Das Frauenteam schaffte zwei Siege und ein Unentschieden in der Gruppenphase. Gegen die bundesdeutsche Mannschaft verlor das Team mit 0:3. In der Endabrechnung war Kanada damit punktgleich mit den USA und Australien. Die um vier Tore schlechtere Tordifferenz brachte dem Team dann nur Platz 5 ein.
1988 in Seoul schaffte das Männerteam zwei Unentschieden in der Gruppenphase, gegen die Bundesrepublik verlor das Team mit 1:3. Als Gruppenletzter musste man nun in die Platzierungsrunde. Gegen Spanien unterlagen die Kanadier dann mit 0:2 und wurden Elfte. Die Frauenmannschaft schaffte in drei Gruppenspielen nur ein Unentschieden und blieb Gruppenletzter. Gegen die Bundesrepublik Deutschland hatte es eine 1:2-Niederlage gegeben. In der Platzierungsrunde schlug man Argentinien mit 3:1 nach Verlängerung. Damit wurde die Mannschaft Sechste.
1992 in Barcelona hatte sich nur das Frauenteam qualifizieren können. Die Gruppenphase beendete die Mannschaft als Letzte nach drei Niederlagen in drei Spielen. So gab es u. a. ein 0:4 gegen die deutsche Mannschaft. Auch das Platzierungsspiel gegen die Niederlande wurde mit 0:2 verloren. Die kanadische Mannschaft wurde damit Siebte.
Erst 2000 in Sydney gab es wieder eine kanadische Beteiligung. Diesmal hatte sich das Männerteam qualifizieren können. In der Vorrunde schaffte sie nur drei Unentschieden in fünf Spielen und blieb damit Gruppenletzter. Gegen Deutschland hatte das Team 1:2 verloren. In der Platzierungsrunde wurde Polen mit 3:2 besiegt, Kanada belegte damit Platz 10.
Die Männer traten wieder 2008 in Peking an. In der Vorrunde gelang ihnen ein Sieg und ein Unentschieden in fünf Spielen. Als Fünfte ihrer Gruppe spielten sie gegen Belgien um Platz 9 und verloren mit 0:3. 2016 schafften die Männer nur ein Unentschieden in fünf Spielen. Sie unterlagen u. a. mit 2:6 gegen Deutschland, konnte aber ein 2:2 gegen Indien erkämpfen. In der Endabrechnung belegten sie Platz 11 noch vor Gastgeber Brasilien.

#### Judo
| Gelbes Symbol für Goldmedaillen mit stilisierten Olympischen Ringen | Graues Symbol für Silbermedaillen mit stilisierten Olympischen Ringen | Braundes Symbol für Bronzemedaillen mit stilisierten Olympischen Ringen |
| ------------------------------------------------------------------- | --------------------------------------------------------------------- | ----------------------------------------------------------------------- |
| —                                                                   | 2                                                                     | 3                                                                       |

Gleich im ersten Judoturnier der olympischen Spiele 1964 in Tokio konnte der einzige kanadische Judoka eine Medaille gewinnen. Doug Rogers gewann die Silbermedaille im Schwergewicht. Die nächste Medaille wurde 20 Jahre später 1984 in Los Angeles gewonnen. Mark Berger gewann Bronze im Schwergewicht.
Der nächste Erfolg stellte sich in Barcelona 1992 ein. Nicolas Gill erkämpfte sich die Bronzemedaille im Mittelgewicht. Gill wechselte später ins Halbschwergewicht und konnte dort 2000 in Sydney die Silbermedaille gewinnen. 12 Jahre später folgte der nächste Medaillengewinn. Antoine Valois-Fortier gewann Bronze im Halbmittelgewicht.
| Name         | Spiele      | Disziplin         | Anmerkung              |
| ------------ | ----------- | ----------------- | ---------------------- |
| Doug Rogers  | 1964 Tokio  | Schwergewicht     | erster Medaillengewinn |
| Nicolas Gill | 2000 Sydney | Halbschwergewicht |                        |

| Name                   | Spiele           | Disziplin         | Anmerkung |
| ---------------------- | ---------------- | ----------------- | --------- |
| Mark Berger            | 1984 Los Angeles | Schwergewicht     |           |
| Nicolas Gill           | 1992 Barcelona   | Mittelgewicht     |           |
| Antoine Valois-Fortier | 2012 London      | Halbmittelgewicht |           |

#### Kanusport
| Gelbes Symbol für Goldmedaillen mit stilisierten Olympischen Ringen | Graues Symbol für Silbermedaillen mit stilisierten Olympischen Ringen | Braundes Symbol für Bronzemedaillen mit stilisierten Olympischen Ringen |
| ------------------------------------------------------------------- | --------------------------------------------------------------------- | ----------------------------------------------------------------------- |
| 4                                                                   | 10                                                                    | 10                                                                      |

Die ersten kanadischen Kanuten gingen 1936 in Berlin an den Start. In den Kanadiern gewannen die Athleten gleich einen ganzen Medaillensatz. Im Einer-Kanadier über 1000 Meter wurde Frank Amyot erster Olympiasieger Kanadas im Kanusport. Frank Saker und Harvey Charters gewannen zwei Medaillen. Im Zweier-Kanadier über 10.000 Meter gewannen sie Silber, über 1000 Meter Bronze. 1948 gewann Douglas Bennett Silber im Einer-Kanadier über 1000 Meter. Norman Lane gewann Bronze über die 10.000-Meter-Distanz. Mit Harry Poulton kam Bennett im Zweier-Kanadier über 1000 Meter auf Platz 4.
1952 in Helsinki gewannen Kenneth Lane, Bruder von Norman Lane, und Donald Hawgood Silber im Zweier-Kanadier über 10.000 Meter. Norman Lane erreichte im Einer-Kanadier über die gleiche Distanz Platz 5. Erst 24 Jahre später, 1976 in Montreal, konnte eine weitere Medaille gefeiert werden. Im Einer-Kanadier über 500 Meter gewann John Wood die Silbermedaille.
Die Spiele von Los Angeles 1984 gestalteten sich für die kanadischen Kanuten als die erfolgreichsten. Larry Cain wurde Olympiasieger im Einer-Kanadier über 500 Meter. Über 1000 Meter gewann er Silber. Olympiasieger wurden auch Hugh Fisher und Alwyn Morris im Zweier-Kajak über 1000 Meter. Über 500 Meter gewannen sie Bronze. Im Zweier-Kajak der Frauen gewannen Alexandra Barré und Susan Holloway die Silbermedaille. Der Kajak-Vierer, auch mit Barré und Holloway am Start, gewann Bronze.
Cain konnte 1988 seinen Olympiasieg nicht wiederholen. Im Kanadier-Einer über 1000 Meter wurde er Vierter. Auch 1992 blieb ohne Medaillen. In Barcelona kam Steve Giles im Einer-Kanadier über 500 Meter auf Platz 6. Bei den Frauen fuhren Alison Herst und Klara MacAskill im Zweier-Kajak auf Platz 5, das Vierer-Kajak wurde Sechste.
1996 in Atlanta konnten nur die Frauen auf vordere Plätze vorfahren. Im Einer-Kajak gewann Caroline Brunet die Silbermedaille. Fünfte Plätze erzielten das Zweier-Kajak und das Vierer-Kajak. Im Slalom fuhr Margaret Langford im Kajak auf Platz 8. 2000 gewann Steve Giles Bronze im Einer-Kanadier über 1000 Meter. Über 500 Meter wurde Maxime Boilard Vierter. Caroline Brunet gewann im Einer-Kajak wieder die Silbermedaille.
2004 in Athen konnte nach 20 Jahren ein Olympiasieg gefeiert werden. Adam van Koeverden gewann im Einer-Kajak über 500 Meter. Zuvor hatte er über 1000 Meter die Bronzemedaille gewonnen. Steve Giles erreichte mit dem Kanadier-Einer über 1000 Meter Rang 5. Im Kajakslalom wurde David Ford Vierter. Bei den Frauen gewann Caroline Brunet Bronze im Einer-Kajak.
Zwei Medaillen gab es 2008 in Peking. Adam van Koeverden wurde diesmal Zweiter im Einer-Kajak über 500 Meter und Achter über 1000 Meter. Thomas Hall gewann Bronze im Einer-Kanadier über 1000 Meter. Das Zweier-Kajak mit Richard Dober und Andrew Willows belegte Rang 6 über 500 Meter, der Zweier-Kanadier mit Andrew Russell und Gabriel Beauchesne-Sévigny wurde Fünfter über 500 und Sechster über 1000 Meter. Im Kajakslalom fuhr David Ford auf Platz 6.
2012 in London gab es drei Medaillen. Adam van Koeverden gewann mit Silber im Einer-Kajak über 1000 Meter seine vierte Medaille. Mark de Jonge gewann Bronze im Kajak-Einer über 200 Meter. Ebenfalls Bronze gewann Mark Oldershaw im Einer-Kanadier über 1000 Meter. In Rio de Janeiro gingen die Kanuten leer aus. Die beste Platzierung erreichte Mark de Jonge mit Platz 7 im Einer-Kajak über 200 Meter.
| Name                     | Spiele           | Disziplin  | Anmerkung            |
| ------------------------ | ---------------- | ---------- | -------------------- |
| Frank Amyot              | 1936 Berlin      | C 1 1000 m | erster Olympiasieger |
| Larry Cain               | 1984 Los Angeles | C 1 500 m  |                      |
| Hugh Fisher Alwyn Morris | 1984 Los Angeles | K 2 1000 m |                      |
| Adam van Koeverden       | 2004 Athen       | K 1 500 m  |                      |

| Name                           | Spiele           | Disziplin    | Anmerkung |
| ------------------------------ | ---------------- | ------------ | --------- |
| Frank Saker Harvey Charters    | 1936 Berlin      | C 2 10.000 m |           |
| Douglas Bennett                | 1948 London      | C 1 1000 m   |           |
| Kenneth Lane Donald Hawgood    | 1952 Helsinki    | C 2 10.000 m |           |
| John Wood                      | 1976 Montreal    | C 1 500 m    |           |
| Larry Cain                     | 1984 Los Angeles | C 1 1000 m   |           |
| Alexandra Barré Susan Holloway | 1984 Los Angeles | K 2          |           |
| Caroline Brunet                | 1996 Atlanta     | K 1          |           |
| Caroline Brunet                | 2000 Sydney      | K 1          |           |
| Adam van Koeverden             | 2008 Peking      | K 1 500 m    |           |
| Adam van Koeverden             | 2012 London      | K 1 1000 m   |           |

| Name                                                      | Spiele           | Disziplin    | Anmerkung |
| --------------------------------------------------------- | ---------------- | ------------ | --------- |
| Frank Saker Harvey Charters                               | 1936 Berlin      | C 2 1000 m   |           |
| Norman Lane                                               | 1948 London      | C 1 10.000 m |           |
| Hugh Fisher Alwyn Morris                                  | 1984 Los Angeles | K 2 500 m    |           |
| Alexandra Barré Lucie Guay Susan Holloway Barbara Olmsted | 1984 Los Angeles | K 4          |           |
| Steve Giles                                               | 2000 Sydney      | C 1 1000 m   |           |
| Adam van Koeverden                                        | 2004 Athen       | K 1 1000 m   |           |
| Caroline Brunet                                           | 2004 Athen       | K 1          |           |
| Thomas Hall                                               | 2008 Peking      | C 1 1000 m   |           |
| Mark de Jonge                                             | 2012 London      | K 1 200 m    |           |
| Mark Oldershaw                                            | 2012 London      | C 1 1000 m   |           |

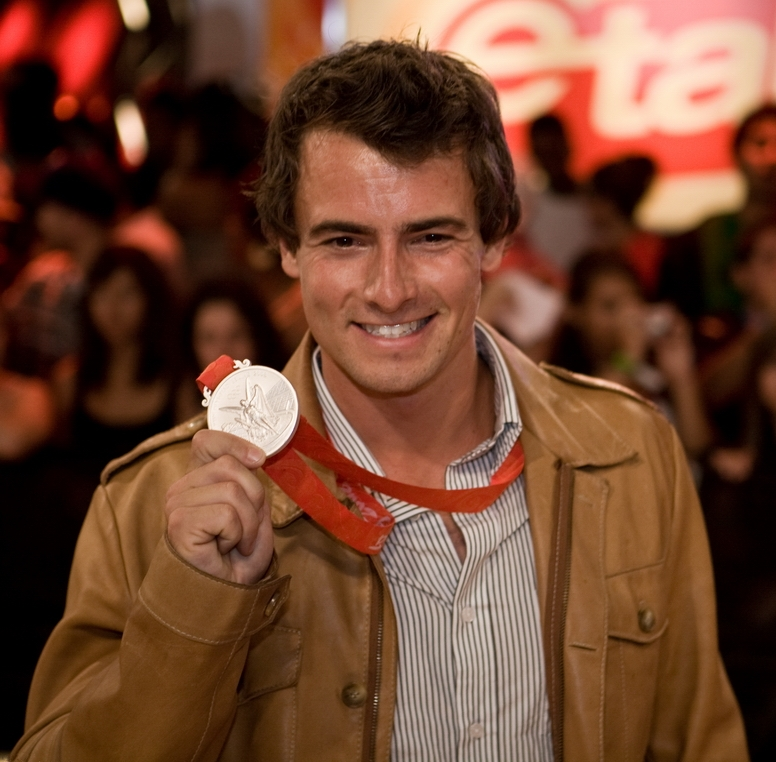
Adam van Koeverden, Olympiasieg und Bronze 2004, dazu Silber 2008 und 2012

#### Lacrosse
| Gelbes Symbol für Goldmedaillen mit stilisierten Olympischen Ringen | Graues Symbol für Silbermedaillen mit stilisierten Olympischen Ringen | Braundes Symbol für Bronzemedaillen mit stilisierten Olympischen Ringen |
| ------------------------------------------------------------------- | --------------------------------------------------------------------- | ----------------------------------------------------------------------- |
| 2                                                                   | —                                                                     | 1                                                                       |

Lacrosse war 1904 und 1908 olympische Sportart. Am Turnier 1904 nahmen drei Mannschaften teil, zwei kanadische und eine US-amerikanische. Die Winnipeg Shamrocks gewannen das Turnier, die Mohawk Indians wurden Dritte. Diese Mannschaft bestand nur aus Mitgliedern der First Nations vom Stamme der Mohawk.
1908 in London konnte Kanada seinen Olympiasieg von 1904 verteidigen. Im einzigen Spiel des Turniers wurde die britische Mannschaft mit 14:11 geschlagen.
| Name               | Spiele         | Disziplin | Anmerkung                                          |
| ------------------ | -------------- | --------- | -------------------------------------------------- |
| Winnipeg Shamrocks | 1904 St. Louis |           | erster Olympiasieg und Medaillengewinn im Lacrosse |
| Nationalmannschaft | 1908 London    |           |                                                    |

| Name           | Spiele         | Disziplin | Anmerkung |
| -------------- | -------------- | --------- | --------- |
| Mohawk Indians | 1904 St. Louis |           |           |

#### Leichtathletik
| Gelbes Symbol für Goldmedaillen mit stilisierten Olympischen Ringen | Graues Symbol für Silbermedaillen mit stilisierten Olympischen Ringen | Braundes Symbol für Bronzemedaillen mit stilisierten Olympischen Ringen |
| ------------------------------------------------------------------- | --------------------------------------------------------------------- | ----------------------------------------------------------------------- |
| 14                                                                  | 15                                                                    | 31                                                                      |

In der olympischen Leichtathletik nimmt Kanada seit 1900 teil. Die erste Olympiamannschaft 1900 in Paris bestand nur aus Leichtathleten. Die ersten Olympioniken Kanadas waren der 800-Meter-Läufer Alex Grant und der Hürdenläufer George Orton. Orton war der erste Medaillengewinner Kanadas überhaupt, als er am 15. Juli 1900 Dritter über 400 Meter Hürden wurde. Am gleichen Tag wurde er zugleich Kanadas erster Olympiasieger, als er das Hindernisrennen über 2500 Meter gewann. Über 4000 Meter Hindernis wurde er zudem Fünfter.
1904 in St. Louis konnte Étienne Desmarteau im Gewichtwerfen siegen. In London 1908 gewann der Sprinter Robert Kerr Gold über 200 und Bronze über 100 Meter. Im Dreisprung wurde Garfield MacDonald Zweiter. Calvin Bricker belegte Rang 4, gewann im Weitsprung jedoch die Bronzemedaille. Weitere Bronzemedaillen gewannen Edward Archibald im Stabhochsprung und Con Walsh im Hammerwurf. John Tait wurde im 1500-Meter-Lauf Vierter. Den gleichen Rang erreichte George Goulding im Bahngehen über 3500 Meter.
1912 in Stockholm wurde George Goulding Olympiasieger im Gehen über 10 Kilometer. Calvin Bricker gewann mit Silber im Weitsprung seine zweite Medaille. Eine weitere Silbermedaille gewann Duncan Gillis im Hammerwurf. William Halpenny im Stabhochsprung und Frank Lukeman im Fünfkampf gewannen Bronze. Lukeman war zuerst Vierter im Klassement, doch der Olympiasieger Jim Thorpe aus den USA wurde nachträglich wegen Verstoßes gegen das Amateurstatut disqualifiziert. Im 10.000-Meter-Lauf erreichte Joe Keeper das Ziel als Vierter, Mel Brock wurde über 800 Meter Fünfter.

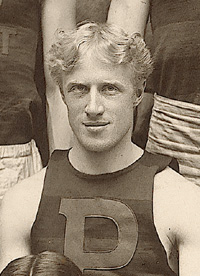
Kanadas erster Medaillengewinner und Olympiasieger: George Orton (1900)
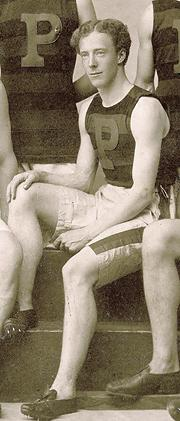
Mit George Orton der erste kanadische Olympionike: Alex Grant
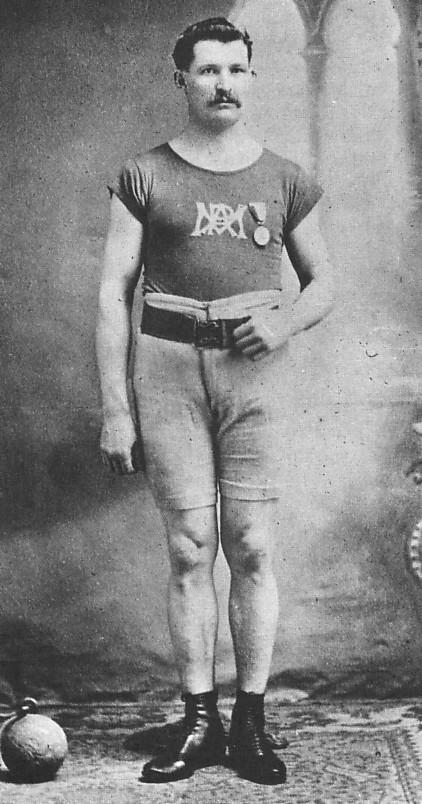
Étienne Desmarteau, Olympiasieger 1904 im Gewichtwerfen
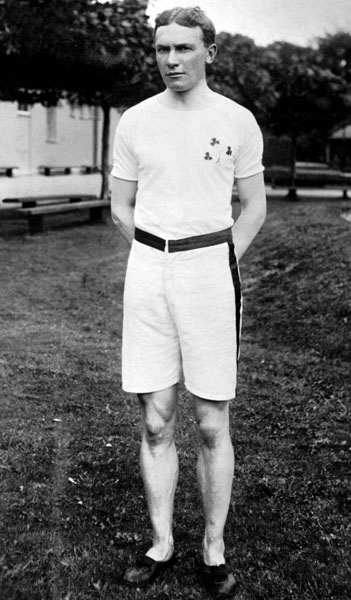
Robert Kerr, Olympiasieger 1908 über 200 m, Bronze über 100 m
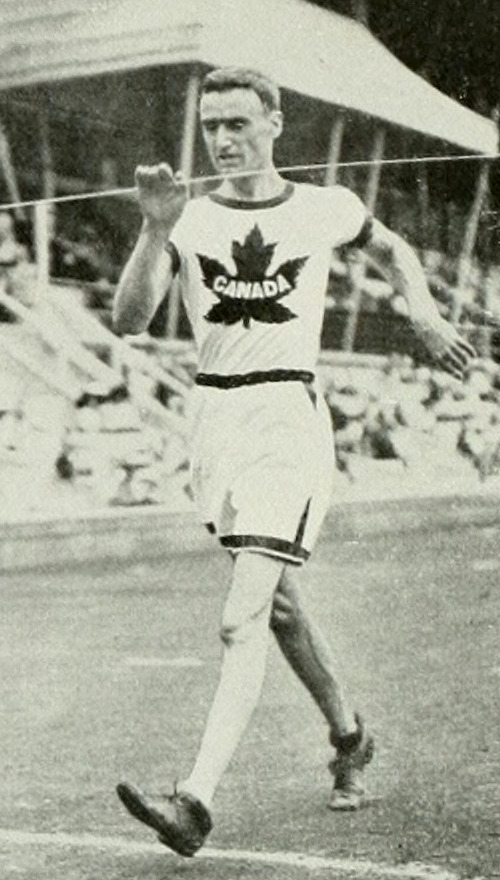
George Goulding als Olympiasieger im Ziel des 10-km-Gehens 1912
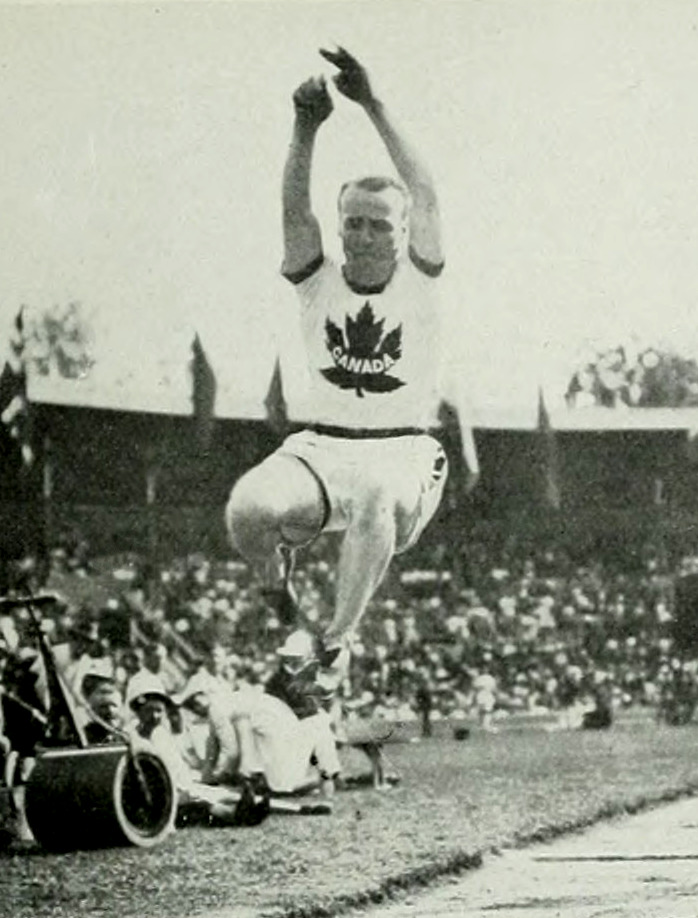
Silber 1912 und Bronze 1908 im Weitsprung für Calvin Bricker
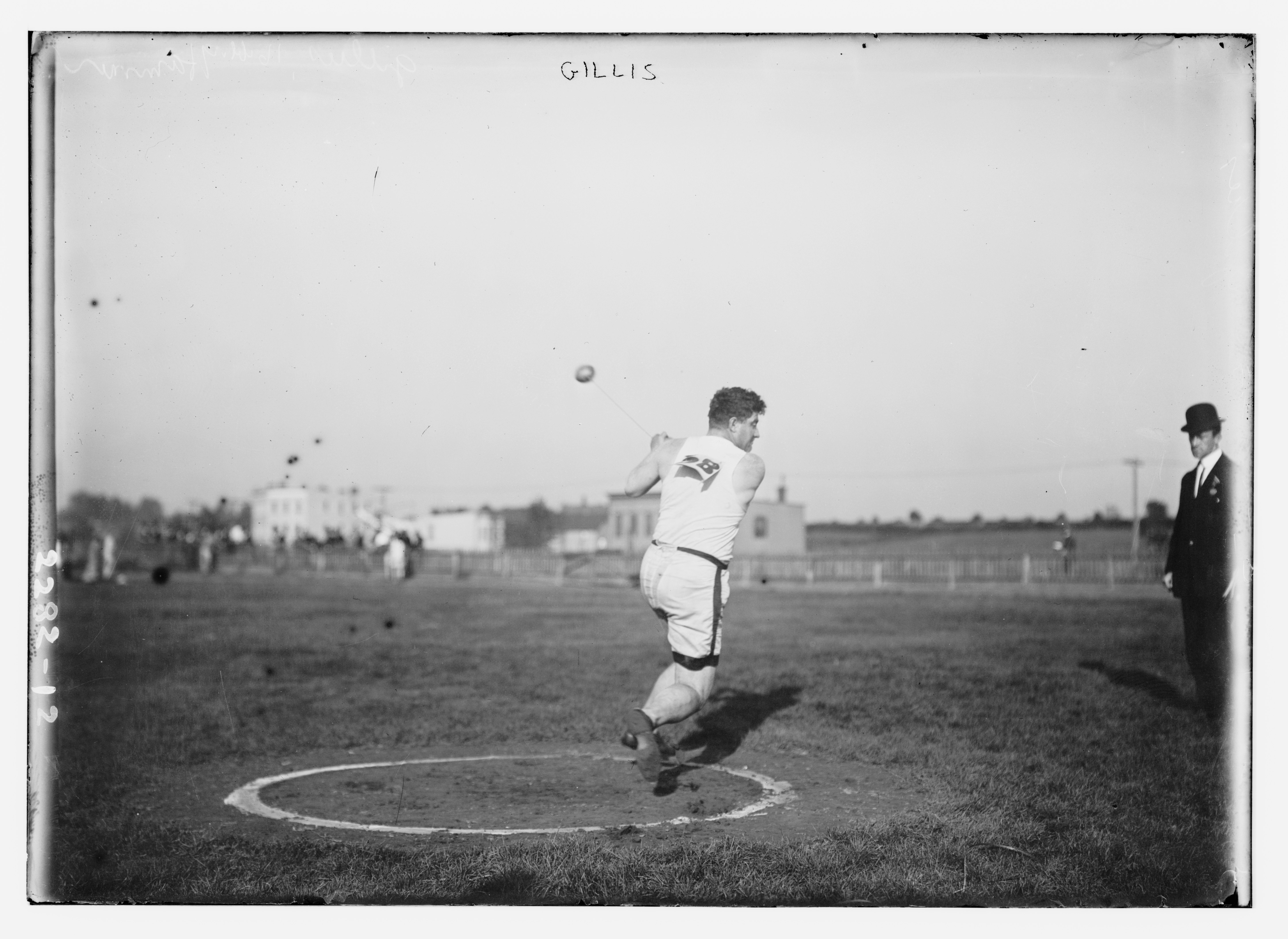
Duncan Gillis gewann Silber 1912 im Hammerwurf

1920 in Antwerpen wurde Earl Thomson Olympiasieger über 110 Meter Hürden. Im Gewichtwerfen erreichte Archie McDiarmid Platz 4. 1924 in Paris gingen die kanadischen Leichtathleten leer aus. Don Johnson wurde im 400-Meter-Lauf Vierter, die 400-Meter-Staffel ebenfalls. Victor Pickard erreichte im Stabhochsprung Platz 5.
Vier Goldmedaillen gewannen die Leichtathleten 1928 in Amsterdam. Percy Williams siegte über 100 und 200 Meter, Ethel Catherwood gewann den Hochsprung. Die vierte Goldmedaille ging an die 100-Meter-Staffel der Frauen. Über 400 Meter konnte James Ball Silber gewinnen, ebenso wie Fanny Rosenfeld über 100 Meter. Ethel Smith gewann in diesem Rennen Bronze, wie auch die 400-Meter-Staffel der Männer. Weitere Topplatzierungen lieferten John Fitzpatrick als Fünfter im 200-Meter-Lauf, Phil Edwards als Vierter über 800 Meter, Victor Pickard auf Platz 4 im Stabhochsprung sowie Jean Thompson und Fanny Rosenfeld auf den Plätzen 4 und 5 im 800-Meter-Lauf.
1932 in Los Angeles wurde Duncan McNaughton Olympiasieger im Hochsprung. Zwei Medaillen gewannen Mittelstreckenläufer. Alex Wilson gewann Silber über 800 und Bronze über 400 Meter. Phil Edwards holte zwei Bronzemedaillen über 800 und 1500 Meter. Beide waren Mitglieder der 400-Meter-Staffel, die ebenfalls Bronze gewann, während die 100-Meter-Staffel auf Platz 4 einlief. Bei den Frauen gewann Hilda Strike Silber über 100 Meter und mit der 100-Meter-Staffel. Eva Dawes gewann Bronze im Hochsprung. 1936 in Berlin gewann Phil Edwards nochmals Bronze über 800 Meter, John Loaring Silber über 400 Meter Hürden. Lee Orr belegte über 200 Meter Platz 5, ebenso William Fritz über 400 Meter. Im gleichen Renne wurde John Loaring Sechster. Rang 5 erreichte auch Phil Edwards über 1500 Meter. Larry O’Connor wurde Sechster über 110 Meter Hürden. Die 100-Meter-Staffel belegte Rang 5, die 400-Meter-Staffel Rang 4. Bei den Frauen gewann Elizabeth Taylor Bronze über 80 Meter Hürden. Auch die 100-Meter-Staffel gewann Bronze.

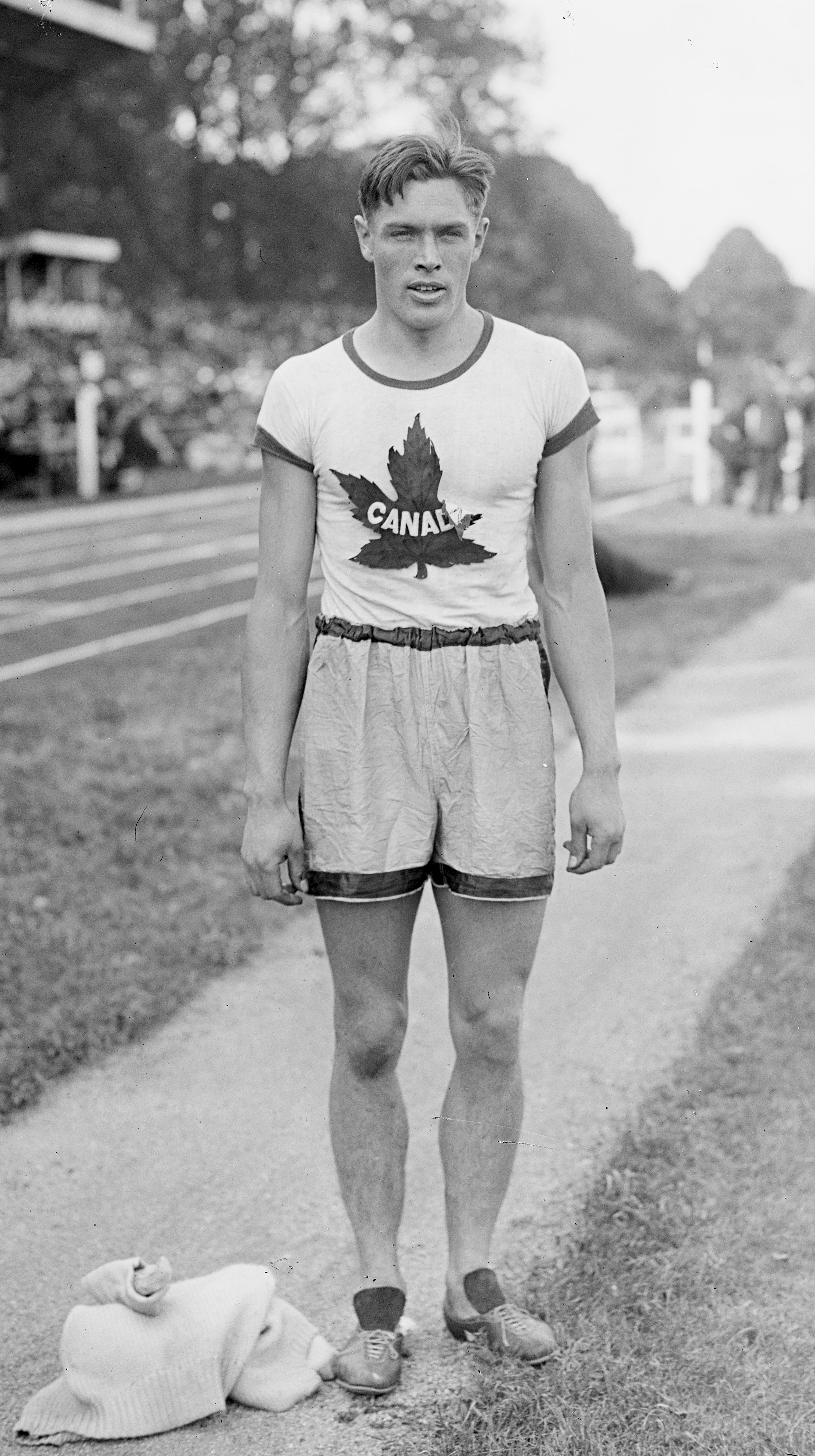
Earl Thomson, Olympiasieger 1920 über 110 Meter Hürden
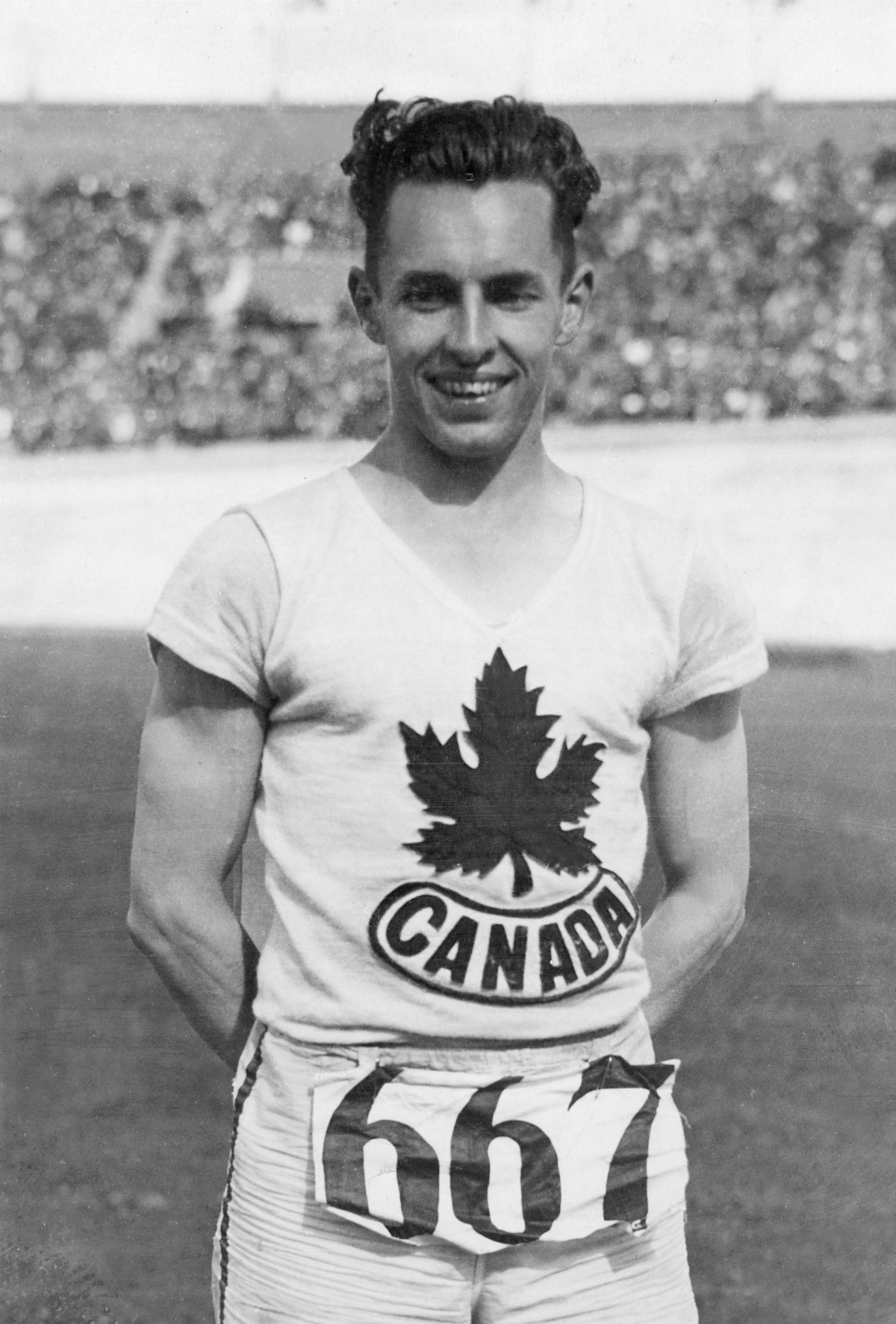
Doppelolympiasieger 1928: Percy Williams
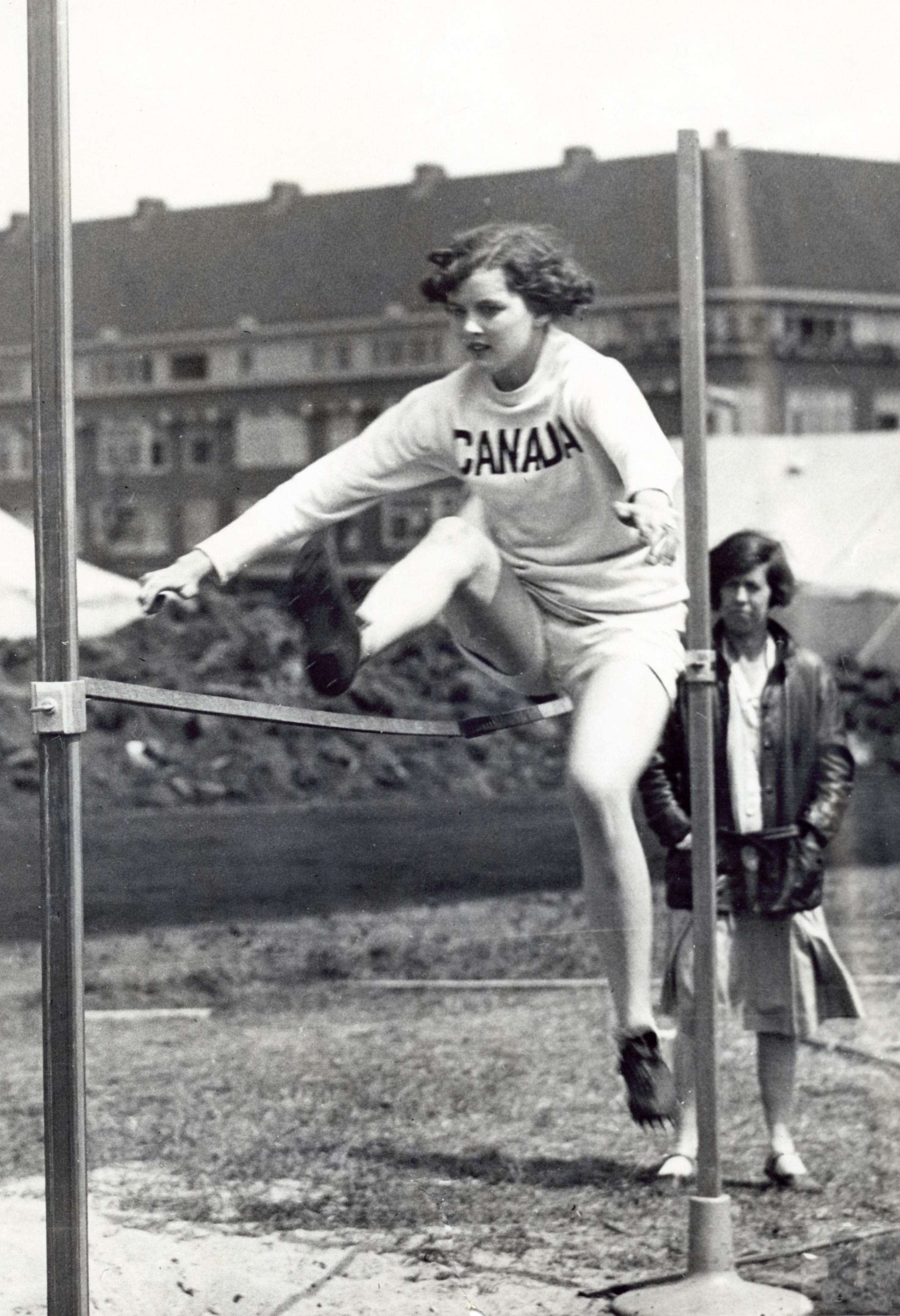
Ethel Catherwood wurde 1928 erste Hochsprungolympiasiegerin
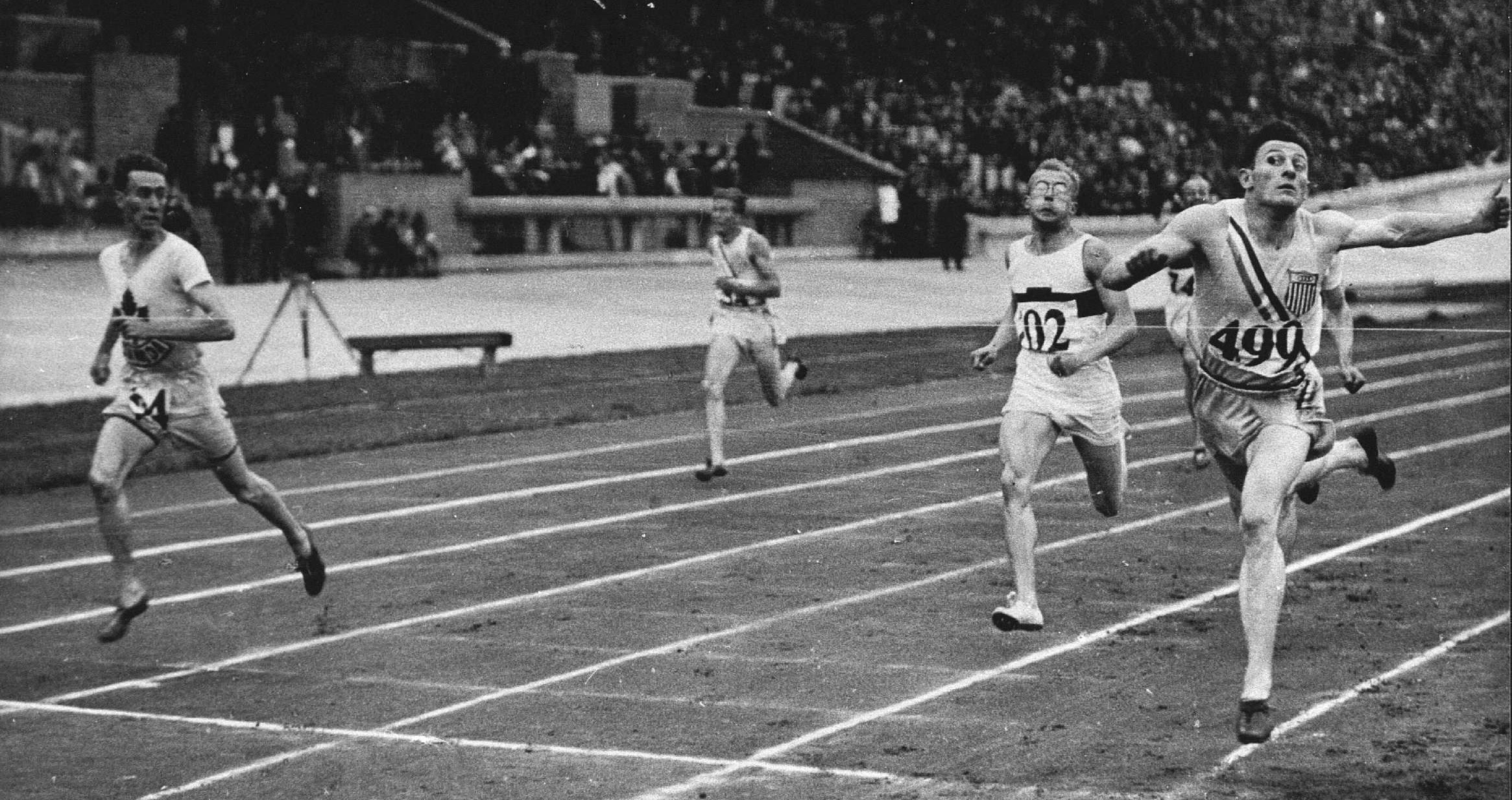
Zieleinlauf im 400-Meter-Finale 1928: links James Ball (Silber), in der Mitte mit Brille Joachim Büchner (Bronze), links Ray Barbuti (Gold)
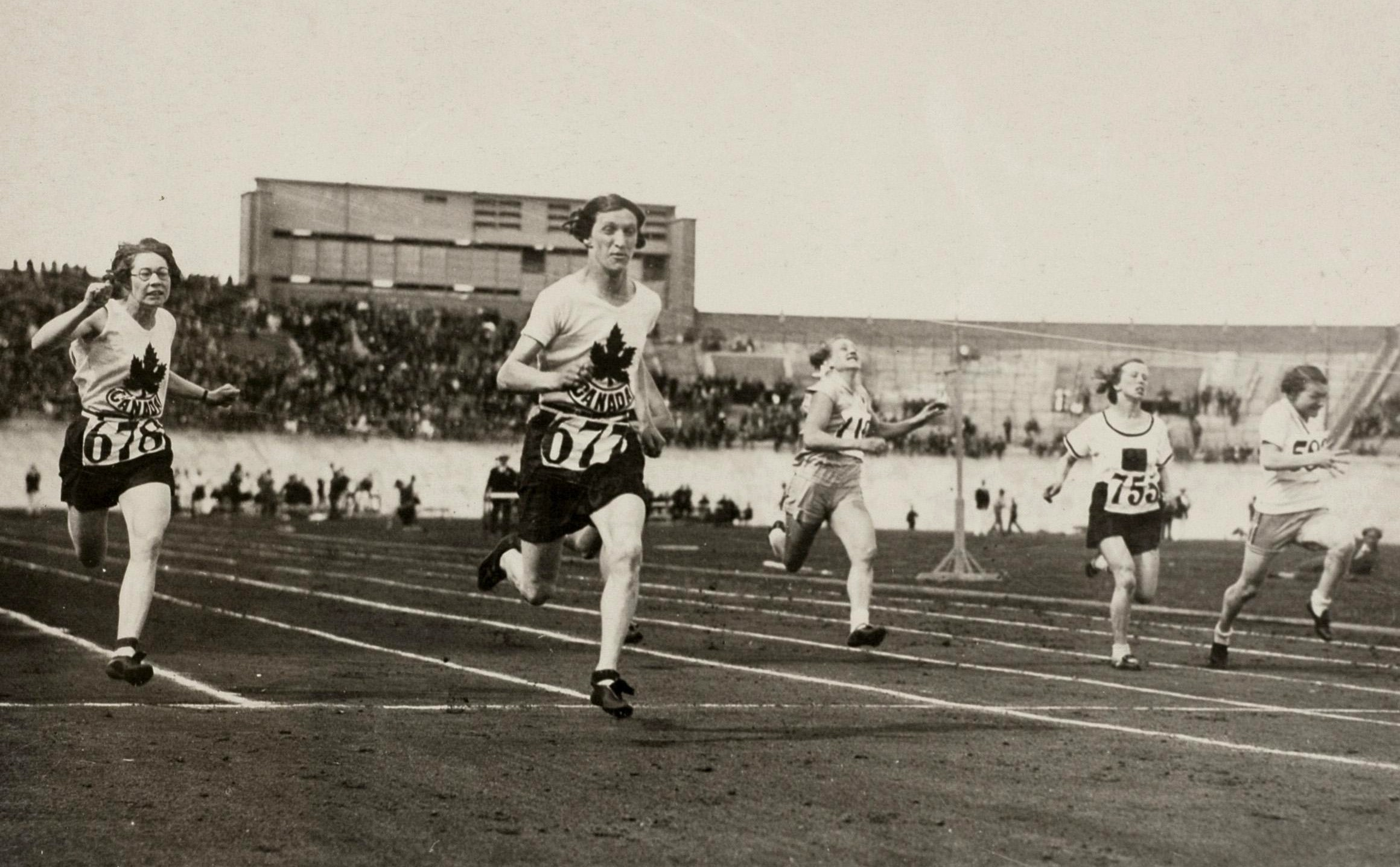
Ethel Smith (l.) und Fanny Rosenfeld (2. v. l.) im Halbfinallauf über 100 Meter 1928
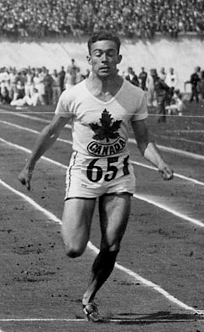
John Fitzpatrick wurde 1928 Fünfter über 200 Meter
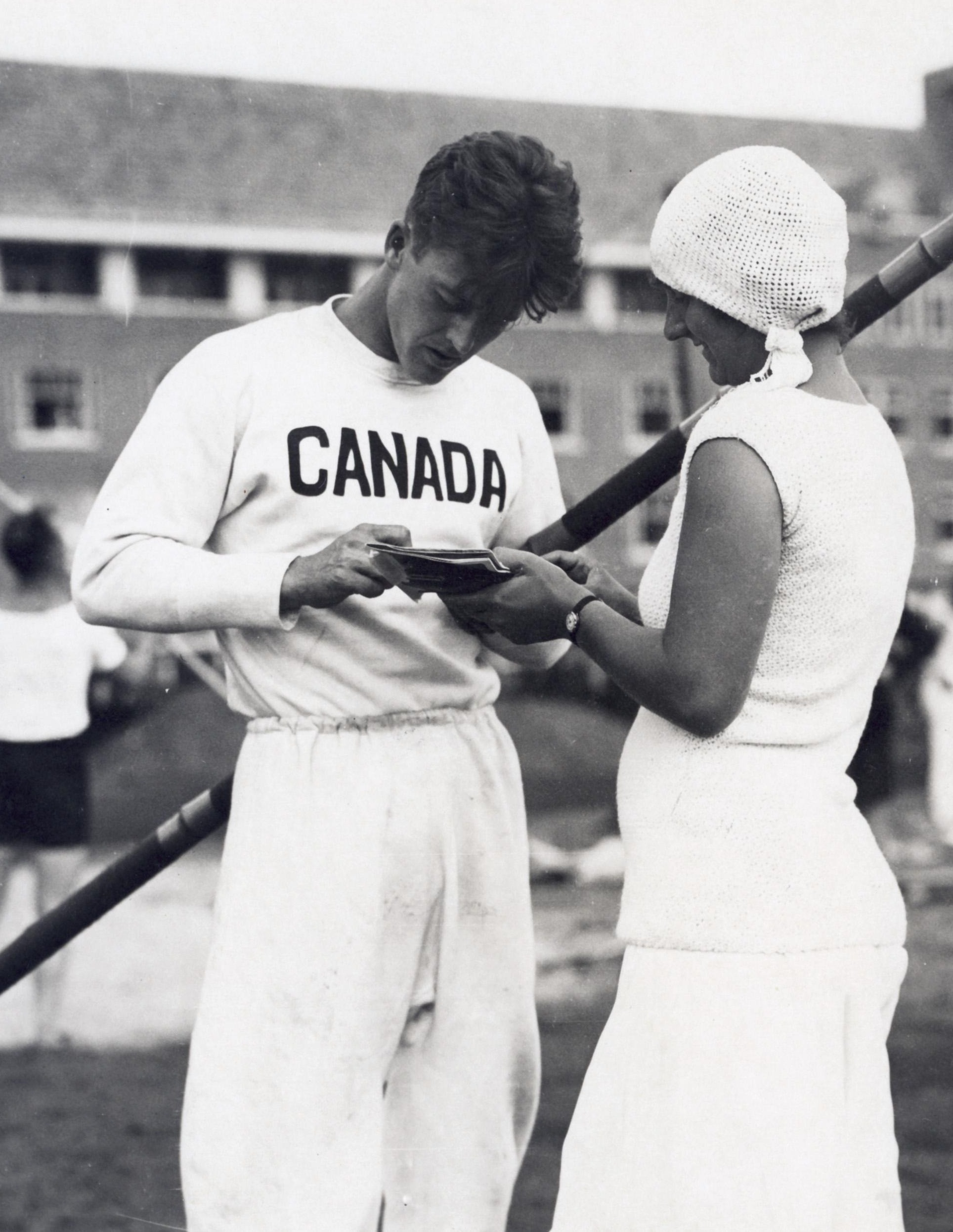
Victor Pickard wurde 1924 Fünfter und 1928 Vierter im Stabhochsprung
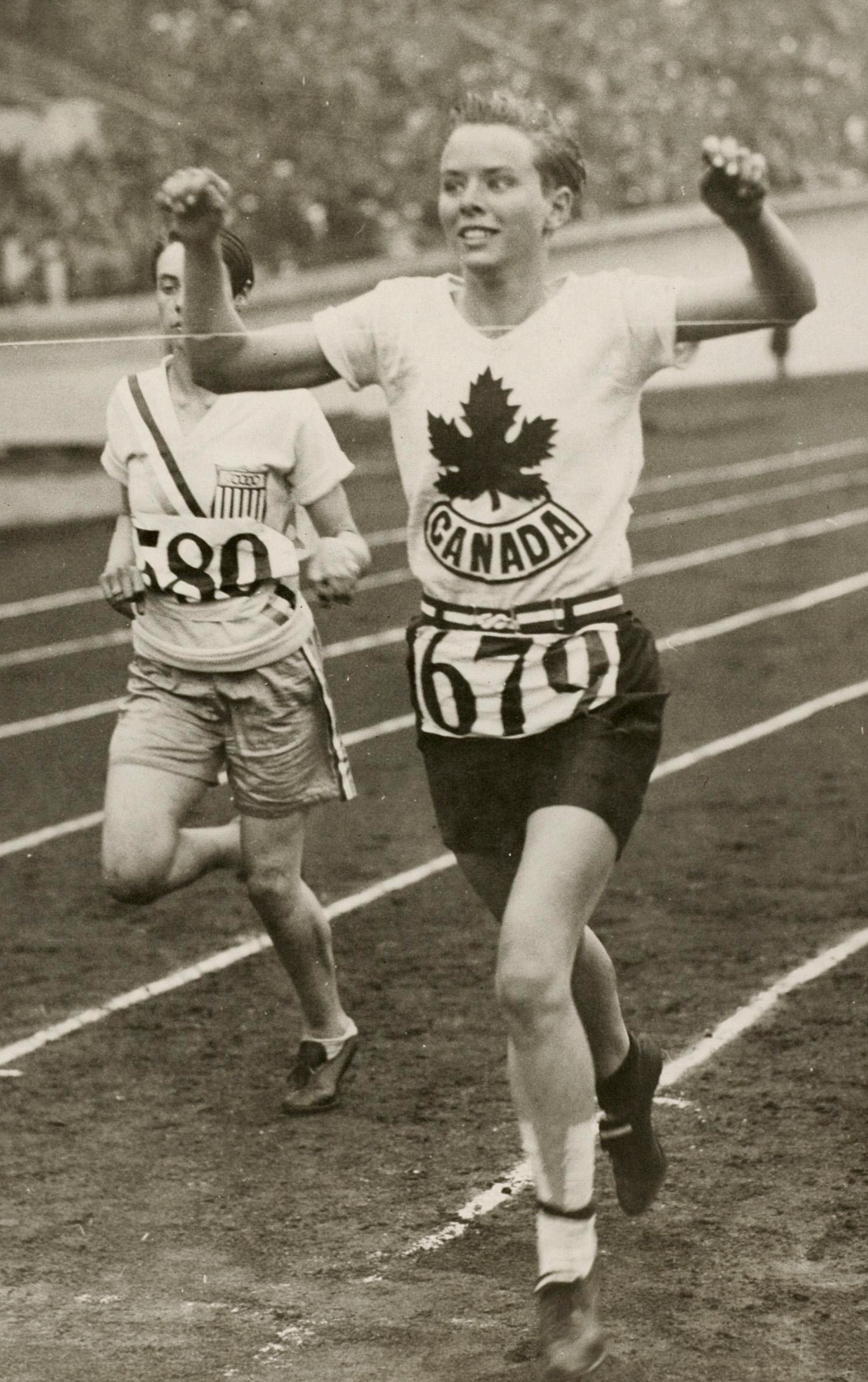
Jean Thompson (r.) wurde Vierte über 800 Meter 1928
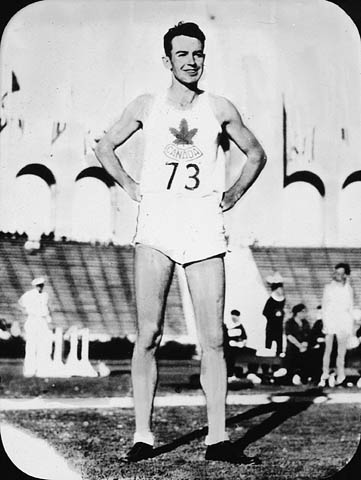
Duncan McNaughton, Olympiasieger 1932 im Hochsprung
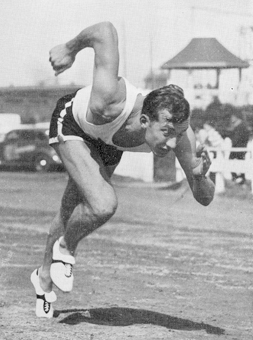
John Loaring gewann 1936 Silber über 400 Meter Hürden

Eine Bronzemedaille für die 100-Meter-Staffel der Frauen war die Ausbeute der kanadischen Leichtathletik-Mannschaft 1948 in London. Die 100-Meter-Staffel der Männer belegte Platz 5. Arthur Jackes erreichte im Hochsprung Platz 6. Bei den Frauen kamen die Staffelmitglieder Viola Myers und Patricia Jones im 100-Meter-Lauf auf die Plätze 4 und 5. Einen vierten Platz erreichte die Hochspringerin Doreen Dredge. 1952 in Helsinki konnte keine Medaille gewonnen werden. Die einzige Finalplatzierung war Platz 4 durch die 400-Meter-Staffel der Männer. Die Erfolglosigkeit kanadischer Leichtathleten setzte sich 1956 in Melbourne fort. Die 400-Meter-Staffel der Männer wurde im Finale Fünfte. Der Hochspringer Ken Money erreichte ebenfalls Platz 5. 1960 sprang nur eine Topplatzierung heraus. Alex Oakley wurde im Gehen über 50 Kilometer Sechster.
Medaillen konnten erst wieder 1964 in Tokio gewonnen werden. Bill Crothers gewann Silber über 800 Meter. Harry Jerome gewann Bronze über 100 Meter und wurde Vierter über 200 Meter. Diane Gerace belegte im Hochsprung Platz 5, Nancy McCredie Platz 7 im Kugelstoßen. 1968 blieben die Leichtathleten wieder medaillenlos. Harry Jerome kam ins Finale über 100 Meter und wurde Siebter. Über 5000 Meter wurde Bob Finlay Elfter. Abby Hoffman belegte über 800 Meter Platz 7. Auch in München 1972 gab es keine Medaillen für Kanada. Bruce Simpson wurde Fünfter im Stabhochsprung, John Beers Sechster im Hochsprung. Abby Hoffman belegte Rang 8 über 800 Meter, Debbie Brill im Hochsprung.
1976 in Montreal gewann Greg Joy Silber im Hochsprung. Jerome Drayton wurde Sechster im Marathonlauf, die 400-Meter-Staffel der Männer belegte Rang 4, die 100-Meter-Staffel Rang 8. Bei den Frauen kamen die Staffeln auf Platz 4 (100 Meter) und Platz 8 (400 Meter) ins Ziel. Diane Jones wurde Sechste im Fünfkampf. Zwei Silber- und drei Bronzemedaillen waren die Ausbeute 1984 in Los Angeles. Die Silbermedaillen gewannen die Frauenstaffeln über 100 und 400 Meter. Lynn Williams gewann Bronze über 3000 Meter. Marita Payne-Wiggins wurde über Vierte, Charmaine Crooks Siebte. Über 100 Meter kam Angela Bailey auf Platz 6 und Angella Taylor Platz 8. Im erstmals bei Olympischen Spielen ausgetragenen Frauenmarathon kam Sylvia Ruegger als Achte ins Ziel. Im Hochsprung wurde Debbie Brill Fünfte. Die Männer gewannen Bronze mit der 100-Meter-Staffel und durch Ben Johnson über 100 Meter. Tony Sharpe wurde hier Achter. Über 110 Meter Hürden wurde Mark McKoy Vierter und Jeff Glass Achter. Auch die 400-Meter-Staffel wurde Achte. Der Geher Guillaume Leblanc wurde über 20 km Vierter, der Hochspringer Milton Ottey Sechster und der Speerwerfer Laslo Babits Achter.
1988 in Seoul sorgte der Sprinter Ben Johnson für einen Dopingskandal. Ursprünglich hatte Johnson den 100-Meter-Lauf in neuer Weltrekordzeit (9,79 Sekunden) vor seinem Erzrivalen, dem US-Amerikaner Carl Lewis, gewonnen. Zwei Tage später wurde Johnson des Dopings überführt und disqualifiziert. In seiner Urinprobe wurden das anabole Steroid Stanozolol nachgewiesen. Der Olympiasieg wurde aberkannt und für zwei Jahre gesperrt. Einziger Medaillengewinner in Seoul war damit Dave Steen, der die Bronzemedaille im Zehnkampf gewann. Desai Williams rückte im 100-Meter-Lauf auf Platz 6 nach, Atlee Mahorn wurde Fünfter über 200 Meter. Mark McKoy erreichte Platz 7 über 110 Meter Hürden. Die 100-Meter-Staffel der Männer kam ebenfalls auf Platz 7. Lynn Williams wurde über 1500 Meter Fünfte und Achte über 3000 Meter. Ebenfalls Platz 8 erreichte Susan French-Lee über 10.000 Meter. Über 100 Meter Hürden wurde Julie Baumann Sechste.
In Barcelona 1992 lief Mark McKoy über 110 Meter Hürden zum ersten Olympiasieg kanadischer Leichtathleten seit 60 Jahren. Der Geher Guillaume Leblanc gewann Silber über 20 Kilometer, Angela Chalmers Bronze im 3000-Meter-Lauf. Bruny Surin wurde Vierter im 100-Meter-Lauf. Jillian Richardson kam im Finale über 400 Meter als Fünfte ins Ziel. Die 400-Meter-Staffel der Frauen wurde Vierte. Der Sprinter Donovan Bailey wurde 1996 in Atlanta Doppelolympiasieger. Zuerst gewann er den 100-Meter-Lauf mit neuem Weltrekord, danach siegte er mit der 100-Meter-Staffel. Bei den Frauen wurde Leah Pells Vierte über 1500 Meter und Rosaline Edeh Sechste über 400 Meter Hürden.
2000 in Sydney gingen die Leichtathleten leer aus. Lediglich drei Finalteilnahmen waren zu verzeichnen. Kevin Sullivan wurde Fünfter über 1500 Meter, Mark Boswell Sechster im Hochsprung und Jason Tunks Sechster im Diskuswurf. Auch 2004 in Athen gab es keine Medaillen. Die besten Ergebnisse waren die sechsten Plätze von Charles Allen über 110 Meter Hürden, Angela Whyte über 100 Meter Hürden und Dana Ellis im Stabhochsprung sowie Platz 7 von Mark Boswell im Hochsprung.
2008 gab es wieder Medaillen für kanadische Leichtathleten. Dylan Armstrong gewann Bronze im Kugelstoßen, Priscilla Lopes-Schliep Bronze über 100 Meter Hürden. Gary Reed wurde Vierter über 800 Meter, die 100-Meter-Staffel der Männer belegte Platz 6. Jessica Zelinka wurde Fünfte im Siebenkampf.
Derek Drouin war 2012 in London der einzige Medaillengewinner. Er gewann Bronze im Hochsprung. Michael Mason wurde Achter. Dylan Armstrong wurde Fünfter im Kugelstoßen, Damian Warner Fünfter im Zehnkampf. Bei den Frauen wurde Phylicia George Fünfte über 100 Meter Hürden, Jessica Zelinka wurde Sechste. Zudem belegte sie auch im Siebenkampf Platz 6.
Drek Drouin wurde 2016 in Rio de Janeiro Olympiasieger im Hochsprung. Drei Medaillen gewann Andre De Grasse. Er gewann Silber über 200 Meter, Bronze über 100 Meter und noch einmal Bronze mit der 100-Meter-Staffel der Männer. Bronze gewannen zudem Damian Warner im Zehnkampf und Brianne Theisen-Eaton im Siebenkampf. Mohammed Ahmed wurde Vierter über 5000 Meter, Jonathan Cabral Sechster über 110 Meter Hürden. Im 3000-Meter-Hindernislauf kam Matthew Hughes als Zehnter ins Ziel. 14 Sekunden fehlten Evan Dunfee im 50-Kilometer-Gehen als Vierter zur Bronzemedaille, 0,13 Sekunden Melissa Bishop im Finale über 800 Meter. Über 100 Meter Hürden belegte Phylicia George Platz 8. Die 400-Meter-Staffel der Frauen wurde Vierte, die 100-Meter-Staffel Siebte.
| Name                                                                     | Spiele              | Disziplin               | Anmerkung                              |
| ------------------------------------------------------------------------ | ------------------- | ----------------------- | -------------------------------------- |
| George Orton                                                             | 1900 Paris          | 2500 Meter Hindernis    | erster Olympiasieger Kanadas überhaupt |
| Étienne Desmarteau                                                       | 1904 St. Louis      | Gewichtwerfen           |                                        |
| Robert Kerr                                                              | 1908 London         | 200 Meter               |                                        |
| George Goulding                                                          | 1912 Stockholm      | Gehen 10 Kilometer      |                                        |
| Earl Thomson                                                             | 1920 Antwerpen      | 110 Meter Hürden        |                                        |
| Percy Williams                                                           | 1928 Amsterdam      | 100 Meter               |                                        |
| Percy Williams                                                           | 1928 Amsterdam      | 200 Meter               |                                        |
| Fanny Rosenfeld Ethel Smith Florence Bell Myrtle Cook                    | 1928 Amsterdam      | 4-mal-100-Meter-Staffel | erster Olympiasieg von Frauen          |
| Ethel Catherwood                                                         | 1928 Amsterdam      | Hochsprung              |                                        |
| Duncan McNaughton                                                        | 1932 Los Angeles    | Hochsprung              |                                        |
| Mark McKoy                                                               | 1992 Barcelona      | 110 Meter Hürden        |                                        |
| Donovan Bailey                                                           | 1996 Atlanta        | 100 Meter               |                                        |
| Robert Esmie Glenroy Gilbert Bruny Surin Donovan Bailey Carlton Chambers | 1996 Atlanta        | 4-mal-100-Meter-Staffel |                                        |
| Derek Drouin                                                             | 2016 Rio de Janeiro | Hochsprung              |                                        |

| Name                                                                                   | Spiele              | Disziplin               | Anmerkung |
| -------------------------------------------------------------------------------------- | ------------------- | ----------------------- | --------- |
| Garfield MacDonald                                                                     | 1908 London         | Dreisprung              |           |
| Calvin Bricker                                                                         | 1912 Stockholm      | Weitsprung              |           |
| Duncan Gillis                                                                          | 1912 Stockholm      | Hammerwurf              |           |
| James Ball                                                                             | 1928 Amsterdam      | 400 Meter               |           |
| Fanny Rosenfeld                                                                        | 1928 Amsterdam      | 100 Meter               |           |
| Alex Wilson                                                                            | 1932 Los Angeles    | 800 Meter               |           |
| Hilda Strike                                                                           | 1932 Los Angeles    | 100 Meter               |           |
| Mildred Fizzell Lillian Palmer Mary Frizzell Hilda Strike                              | 1932 Los Angeles    | 4-mal-100-Meter-Staffel |           |
| John Loaring                                                                           | 1936 Berlin         | 400 Meter Hürden        |           |
| Bill Crothers                                                                          | 1964 Tokio          | 800 Meter               |           |
| Greg Joy                                                                               | 1976 Montreal       | Hochsprung              |           |
| Angela Bailey Marita Payne-Wiggins Angela Taylor France Gareau                         | 1984 Los Angeles    | 4-mal-100-Meter-Staffel |           |
| Charmaine Crooks Jillian Richardson Molly Killingbeck Marita Payne-Wiggins Dana Wright | 1984 Los Angeles    | 4-mal-400-Meter-Staffel |           |
| Guillaume Leblanc                                                                      | 1992 Barcelona      | 20 Kilometer Gehen      |           |
| Andre De Grasse                                                                        | 2016 Rio de Janeiro | 200 Meter               |           |

| Name                                                                     | Spiele              | Disziplin               | Anmerkung                                  |
| ------------------------------------------------------------------------ | ------------------- | ----------------------- | ------------------------------------------ |
| George Orton                                                             | 1900 Paris          | 400 Meter Hürden        | erster Medaillengewinner Kanadas überhaupt |
| Robert Kerr                                                              | 1908 London         | 100 Meter               |                                            |
| Calvin Bricker                                                           | 1908 London         | Weitsprung              |                                            |
| Edward Archibald                                                         | 1908 London         | Stabhochsprung          |                                            |
| Con Walsh                                                                | 1908 London         | Hammerwurf              |                                            |
| William Halpenny                                                         | 1912 Stockholm      | Stabhochsprung          |                                            |
| Frank Lukeman                                                            | 1912 Stockholm      | Fünfkampf               |                                            |
| Alex Wilson Phil Edwards Stanley Glover James Ball                       | 1928 Amsterdam      | 4-mal-400-Meter-Staffel |                                            |
| Ethel Smith                                                              | 1928 Amsterdam      | 100 Meter               |                                            |
| Alex Wilson                                                              | 1932 Los Angeles    | 400 Meter               |                                            |
| Phil Edwards                                                             | 1932 Los Angeles    | 800 Meter               |                                            |
| Phil Edwards                                                             | 1932 Los Angeles    | 1500 Meter              |                                            |
| Ray Lewis James Ball Phil Edwards Alex Wilson                            | 1932 Los Angeles    | 4-mal-400-Meter-Staffel |                                            |
| Eva Dawes                                                                | 1932 Los Angeles    | Hochsprung              |                                            |
| Phil Edwards                                                             | 1936 Berlin         | 800 Meter               |                                            |
| Elizabeth Taylor                                                         | 1936 Berlin         | 80 Meter Hürden         |                                            |
| Dorothy Brookshaw Mildred Dolson Hilda Cameron Aileen Meagher            | 1936 Berlin         | 4-mal-100-Meter-Staffel |                                            |
| Viola Myers Nancy Mackay Diane Foster Patricia Jones                     | 1948 London         | 4-mal-100-Meter-Staffel |                                            |
| Harry Jerome                                                             | 1964 Tokio          | 100 Meter               |                                            |
| Ben Johnson                                                              | 1984 Los Angeles    | 100 Meter               |                                            |
| Ben Johnson Tony Sharpe Desai Williams Sterling Hinds                    | 1984 Los Angeles    | 4-mal-100-Meter-Staffel |                                            |
| Lynn Williams                                                            | 1984 Los Angeles    | 3000 Meter              |                                            |
| Dave Steen                                                               | 1988 Seoul          | Zehnkampf               |                                            |
| Angela Chalmers                                                          | 1992 Barcelona      | 3000 Meter              |                                            |
| Dylan Armstrong                                                          | 2008 Peking         | Kugelstoßen             |                                            |
| Priscilla Lopes-Schliep                                                  | 2008 Peking         | 100 Meter Hürden        |                                            |
| Derek Drouin                                                             | 2012 London         | Hochsprung              |                                            |
| Andre De Grasse                                                          | 2016 Rio de Janeiro | 100 Meter               |                                            |
| Aaron Brown Andre De Grasse Akeem Haynes Brendon Rodney Mobolade Ajomale | 2016 Rio de Janeiro | 4-mal-100-Meter-Staffel |                                            |
| Damian Warner                                                            | 2016 Rio de Janeiro | Zehnkampf               |                                            |
| Brianne Theisen-Eaton                                                    | 2016 Rio de Janeiro | Siebenkampf             |                                            |

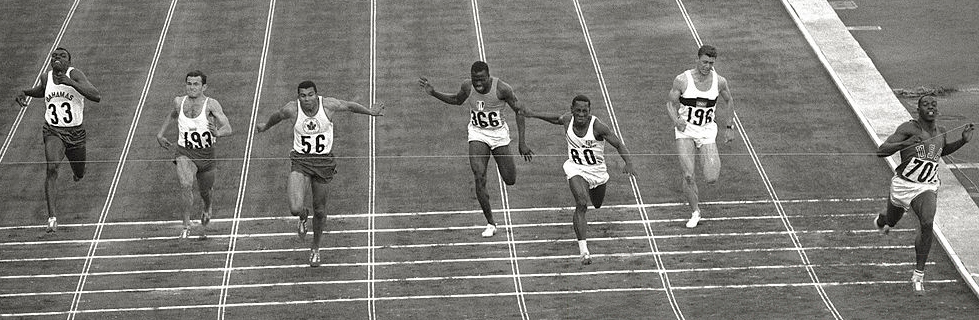
Zieleinlauf im 100-Meter-Finale 1964: Harry Jerome (56) wurde Dritter
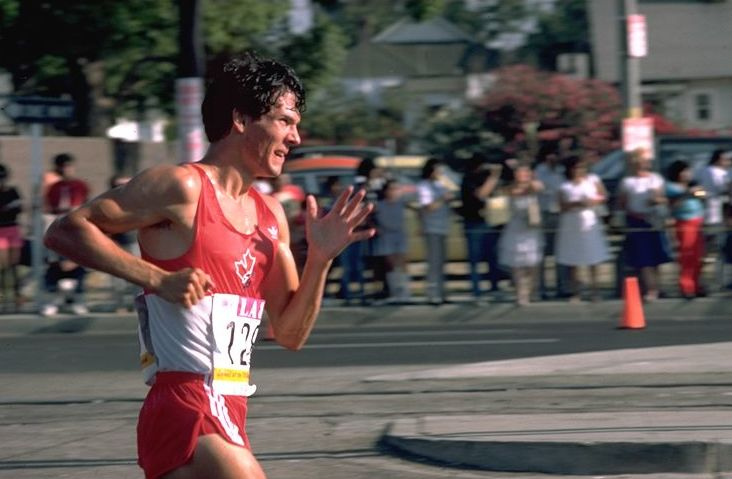
Guillaume Leblanc wurde Zweiter über 20 km Gehen 1992
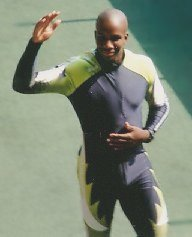
Donovan Bailey (Foto von 1997), Doppelolympiasieger von 1996
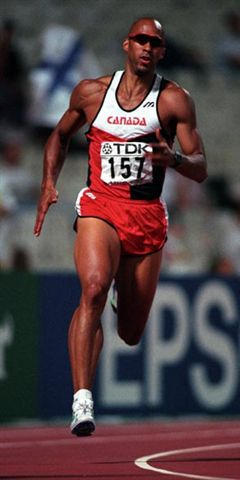
Zehnkämpfer Mike Smith
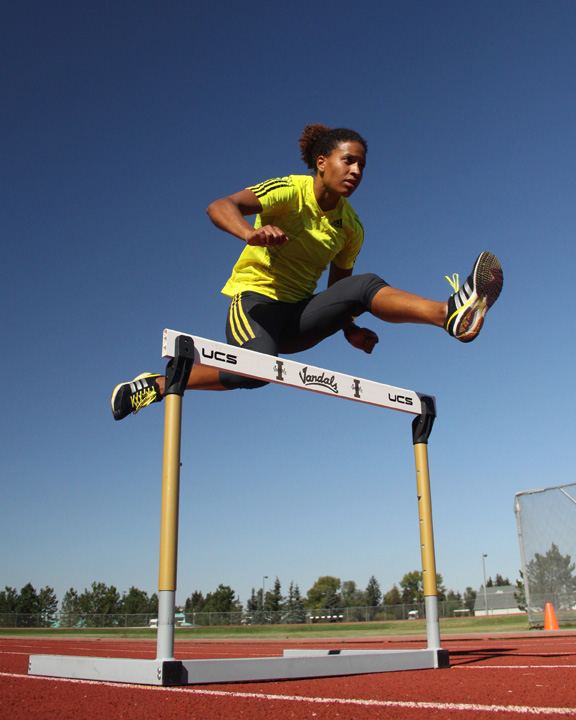
Angela Whyte nahm 2004 und 2008 teil
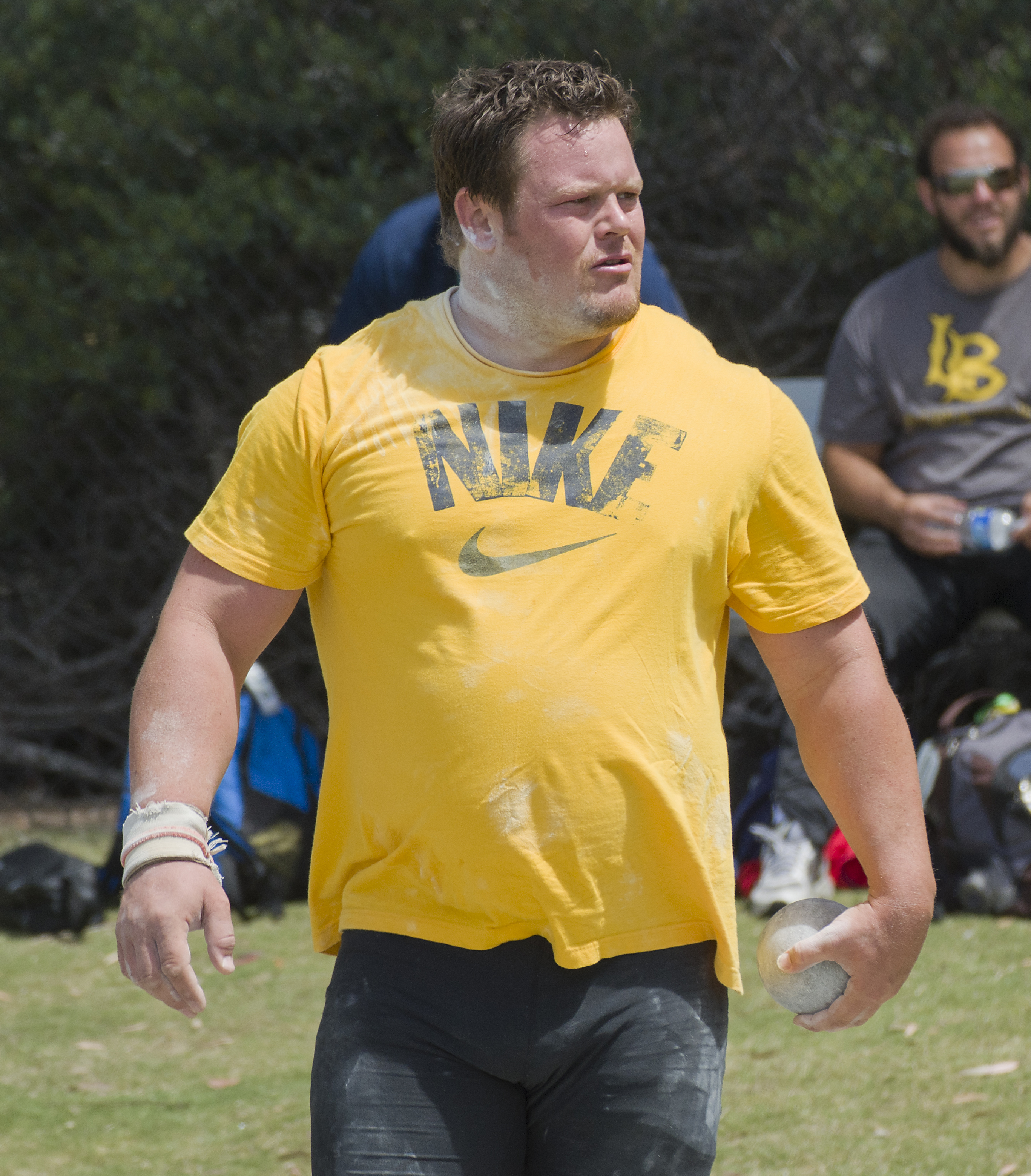
Dylan Armstrong gewann 2008 Bronze im Kugelstoßen
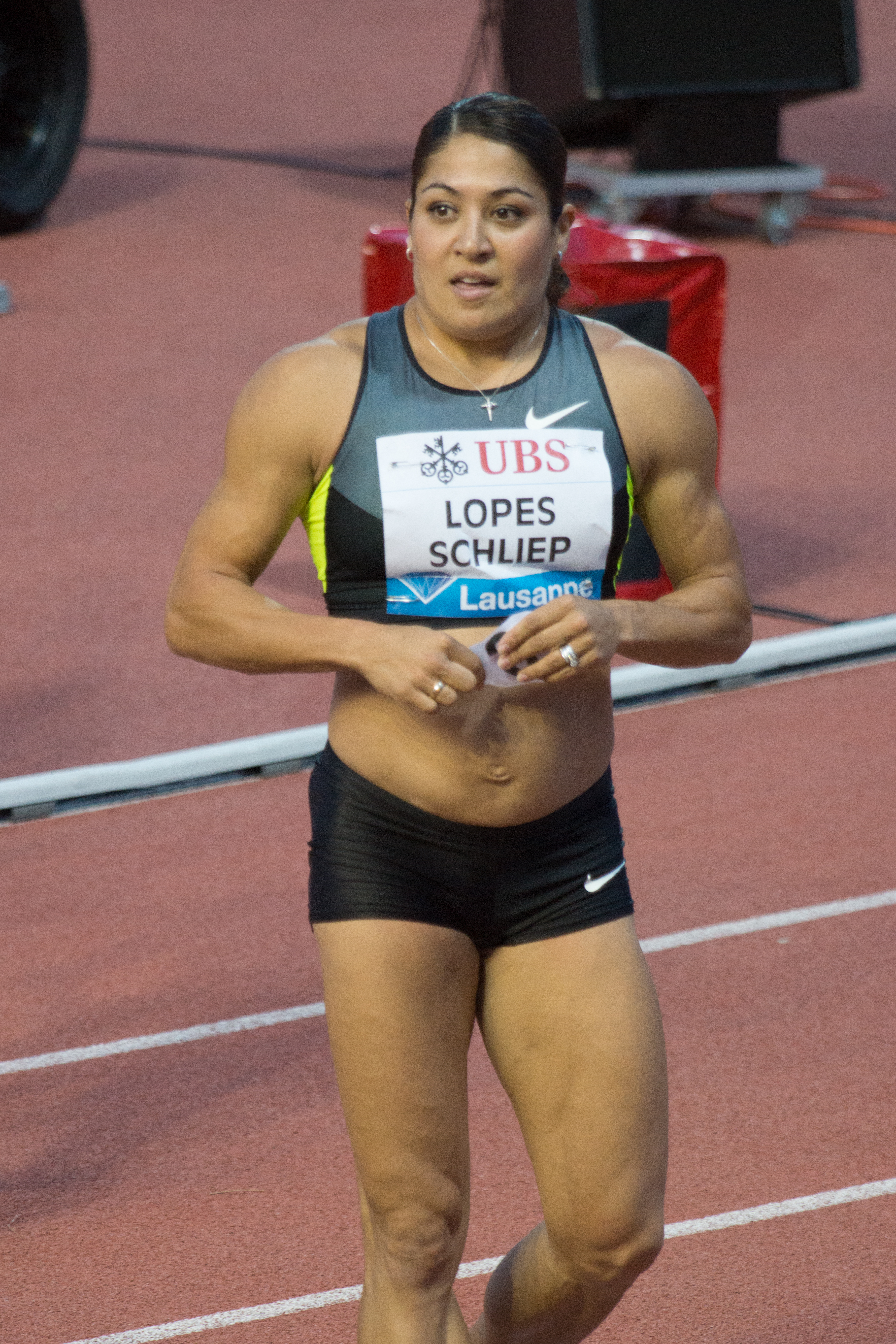
Bronze 2008 über 100 Meter Hürden: Priscilla Lopes-Schliep
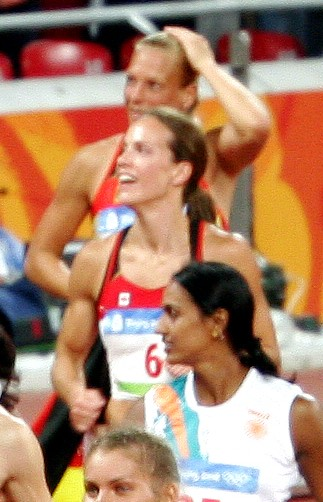
Siebenkämpferin Jessica Zelinka (Nr. 6)
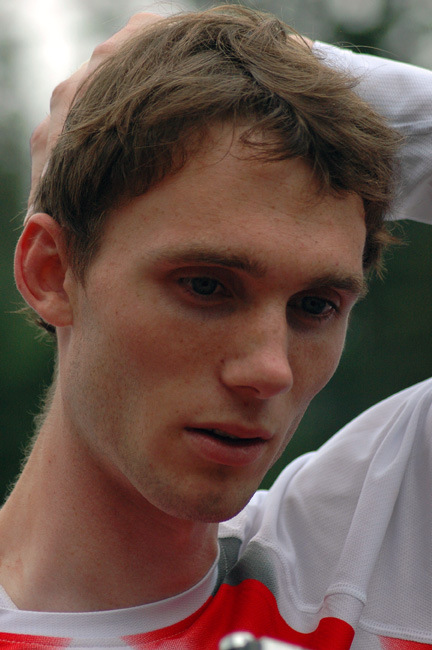
Hochspringer Michael Mason
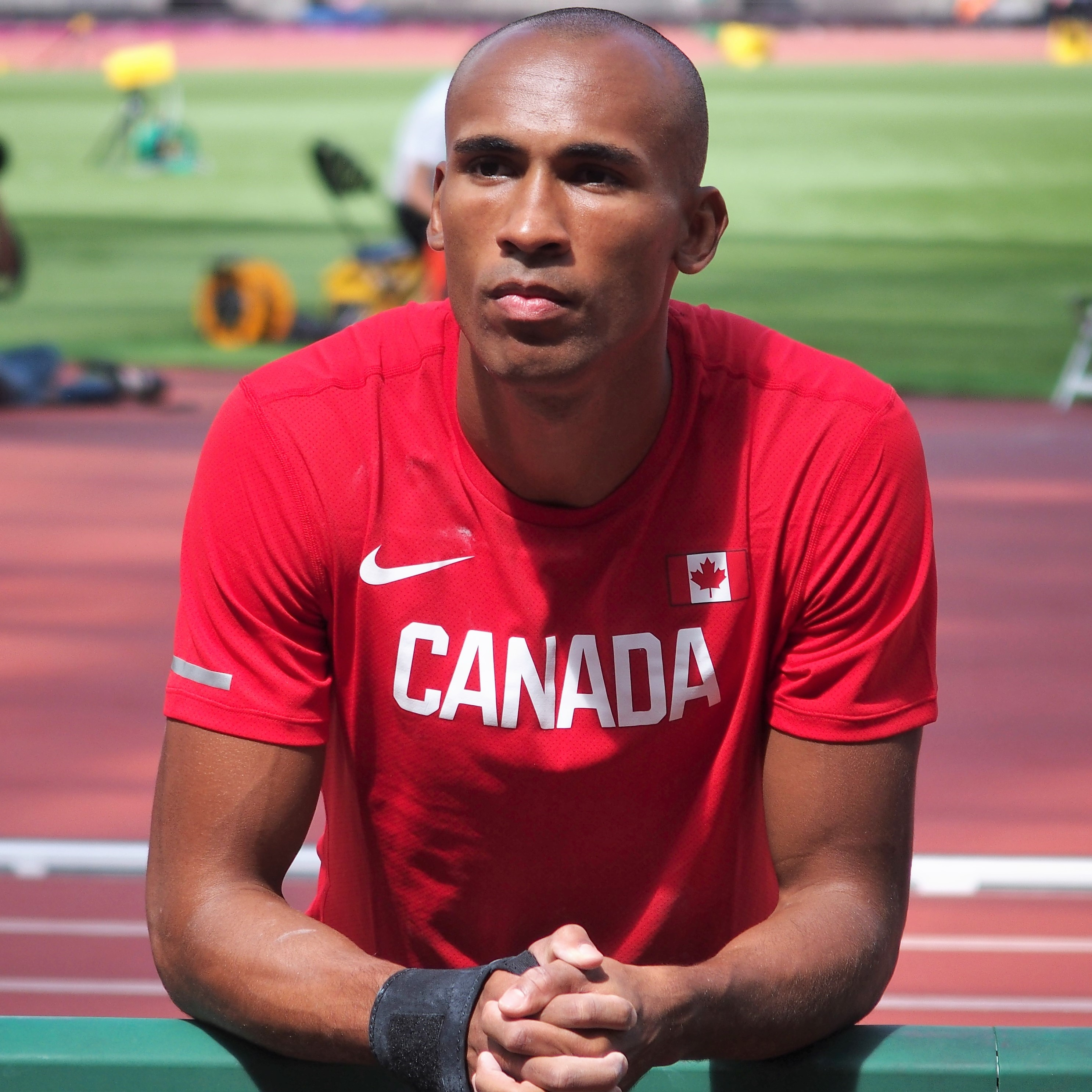
Zehnkämpfer Damian Warner gewann 2016 Bronze
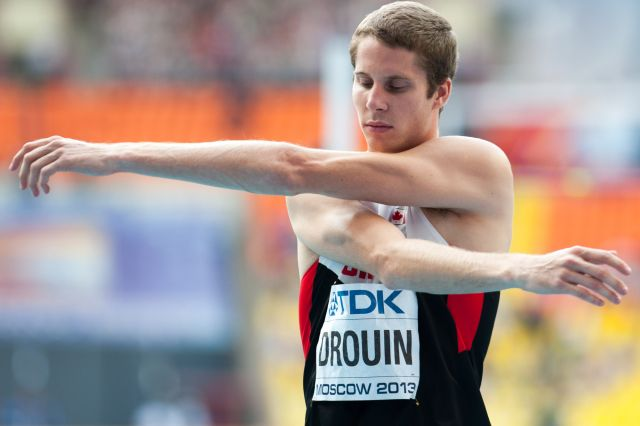
Derek Drouin, Hochsprungolympiasieger 2016
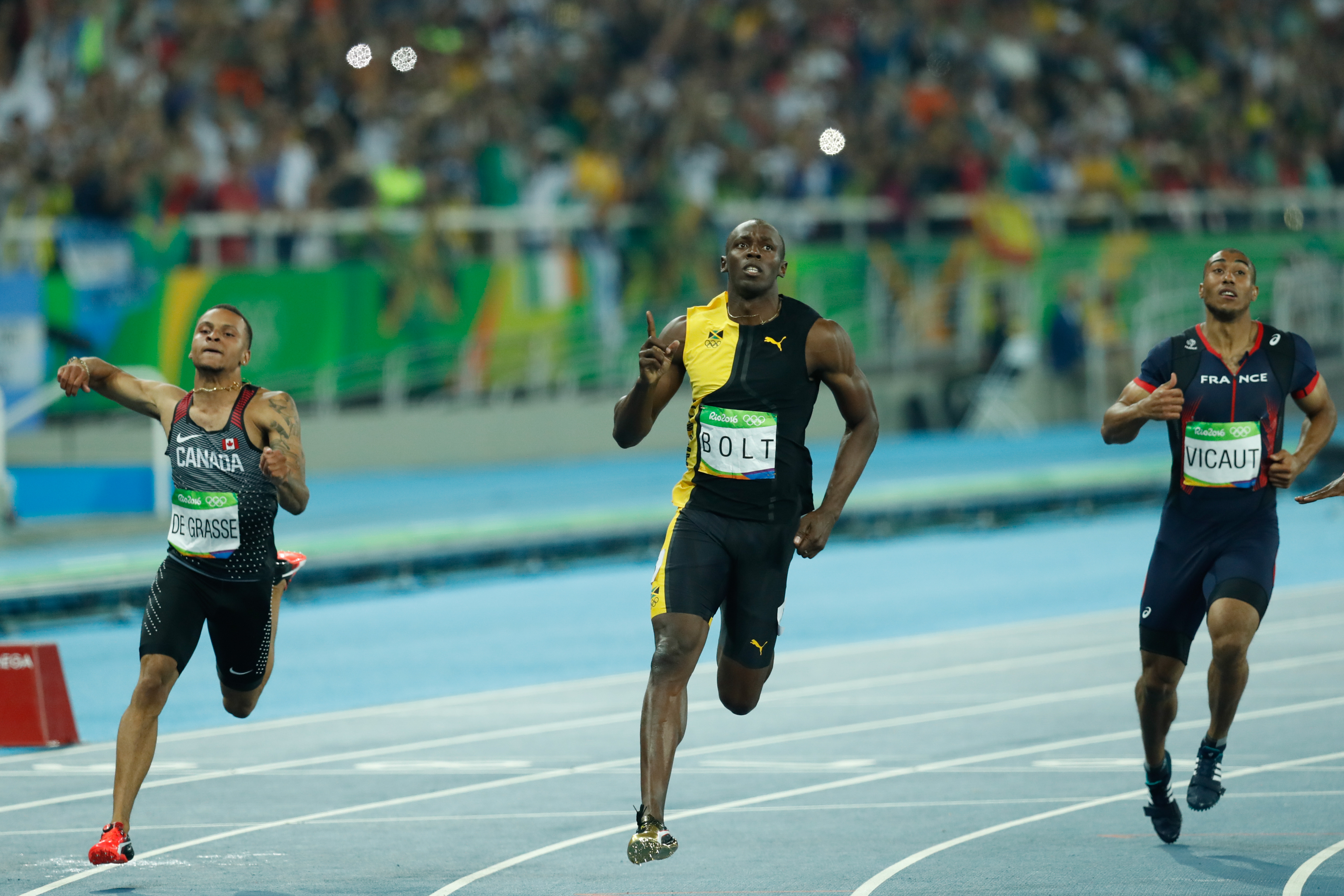
Andre De Grasse (links neben Usain Bolt über 200 Meter 2016) gewann 2016 drei Medaillen
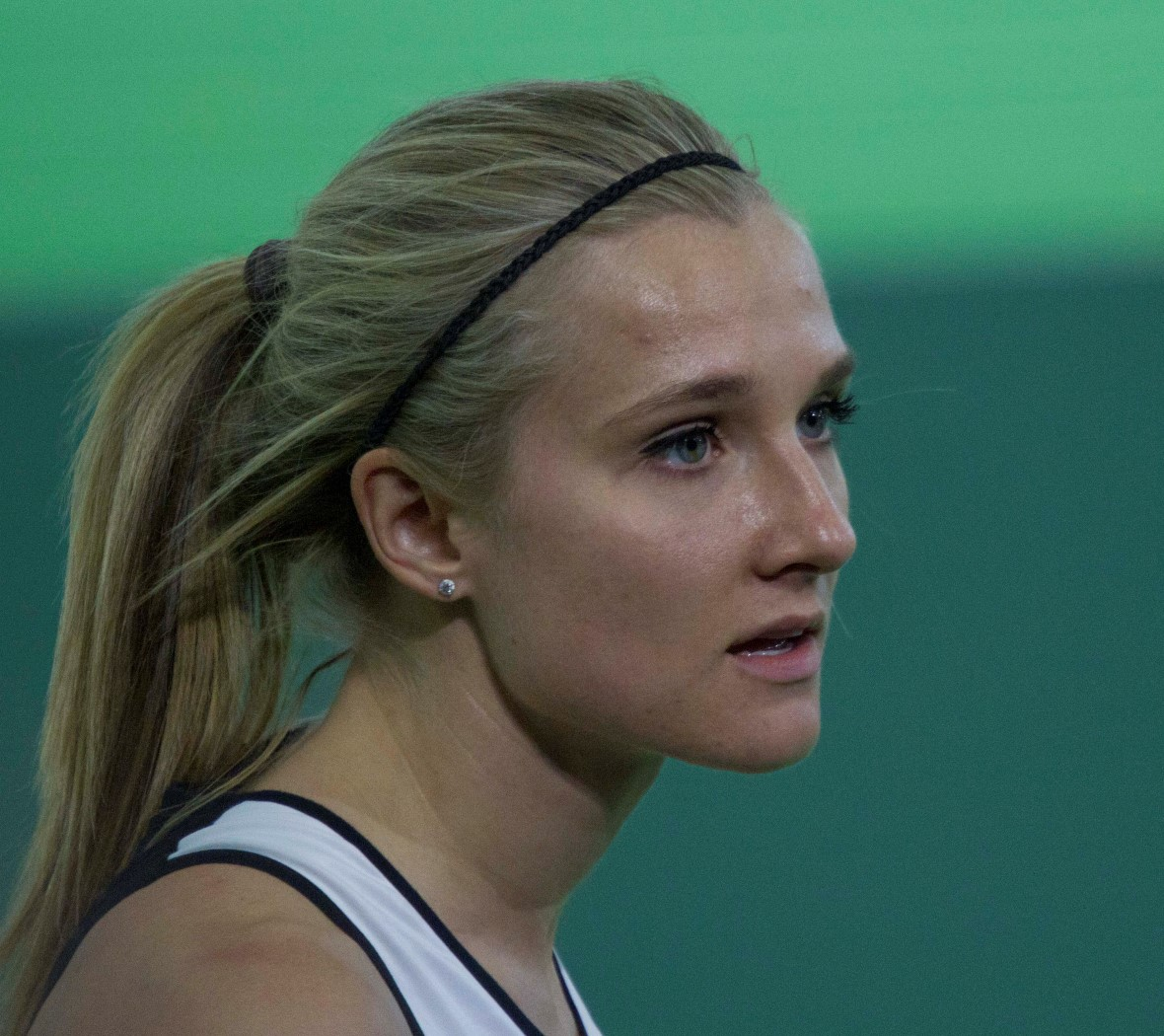
Brianne Theisen-Eaton gewann 2016 Bronze im Siebenkampf

#### Moderner Fünfkampf
| Gelbes Symbol für Goldmedaillen mit stilisierten Olympischen Ringen | Graues Symbol für Silbermedaillen mit stilisierten Olympischen Ringen | Braundes Symbol für Bronzemedaillen mit stilisierten Olympischen Ringen |
| ------------------------------------------------------------------- | --------------------------------------------------------------------- | ----------------------------------------------------------------------- |
| —                                                                   | —                                                                     | —                                                                       |

1972 in München nahmen erstmals kanadische Pentathleten teil. Scott Scheuermann, Kenneth Maaten und George Skene traten sowohl im Einzel als auch in der Mannschaftswertung an, blieben aber auf den hinteren Plätzen.

#### Radsport
| Gelbes Symbol für Goldmedaillen mit stilisierten Olympischen Ringen | Graues Symbol für Silbermedaillen mit stilisierten Olympischen Ringen | Braundes Symbol für Bronzemedaillen mit stilisierten Olympischen Ringen |
| ------------------------------------------------------------------- | --------------------------------------------------------------------- | ----------------------------------------------------------------------- |
| 1                                                                   | 5                                                                     | 8                                                                       |

Im olympischen Radsport ist Kanada seit 1908 vertreten. Die ersten kanadischen Radsportler waren am 13. Juli 1908 Walter Andrews und Fred McCarthy im Tandemrennen. In der Mannschaftsverfolgung gewannen Andrews, McCarthy sowie William Morton und William Anderson die Bronzemedaille, somit die erste kanadische Medaille im Radsport. 1912 in Stockholm wurde Frank Brown Fünfter im Straßenrennen.
Erst 1932 in Los Angeles konnten kanadische Radrennfahrer wieder auf sich aufmerksam machen. In der Mannschaftsverfolgung erreichte das kanadische Team Platz 4. Es sollte weitere 36 Jahre dauern, bis wieder eine vordere Platzierung zu Stande kam. 1968 in Mexiko-Stadt wurde Jocelyn Lovell Siebter im 1000-Meter-Zeitfahren.
96 Jahre nach der Bronzemedaille von London konnten 1984 in Los Angeles Radsportmedaillen gewonnen werden. Im Straßenrennen gewann Steve Bauer Silber. Ebenfalls Silber gewann Curt Harnett im 1000-Meter-Zeitfahren. Mit dem Fahrer Pierre Harvey, der auch schon 1976 zur Olympiamannschaft gehörte, nahm ein Athlet teil, der 1984 und 1988 bei Olympischen Winterspielen im Skilanglauf antrat.
Im Straßenrennen 1988 in Seoul wurde Geneviève Robic-Brunet Vierte. Acht Jahre nach seiner Silbermedaille gewann Curt Harnett 1992 in Barcelona Bronze im Sprint. Vier Jahre später folgte eine weitere Bronzemedaille für ihn in dieser Disziplin. In Atlanta gewann zudem Brian Walton Silber im Punktefahren. Ebenfalls Silber gewann Alison Sydor auf dem Mountainbike, während Clara Hughes im Straßenrennen und im Zeitfahren jeweils Bronze gewann.
2000 in Sydney konnten sich nur die Frauen in Szene setzen. Clara Hughes wurde Sechste im Zeitfahren, Tanya Dubnicoff Siebte im Sprint sowie Achte im 500-Meter-Zeitfahren. Alison Sydor erreichte mit dem Mountainbike Platz 5, ihre Teamkameradin Chrissy Redden Platz 8. Auch 2004 in Athen setzten die Frauen die Akzente. Lori-Ann Muenzer wurde gewann im Sprint und schaffte somit den ersten kanadischen Olympiasieg im Radsport. Marie-Hélène Prémont fuhr mit dem Mountainbike auf den Silberrang. Mit dem Mountainbike erreichte Catharine Pendrel 2008 in Peking Platz 4.
2012 in London konnte das Frauen-Team in der Mannschaftsverfolgung Bronze gewinnen. Im Keirin fuhr Monique Sullivan auf Platz 6, im Omnium Tara Whitten auf Platz 4. Clara Hughes, zweifache Bronzemedaillengewinnerin von Atlanta sowie Olympiasiegerin im Eisschnelllauf, kam bei ihrer sechsten Teilnahme bei Olympischen Spielen (drei Mal bei Sommer-, drei Mal bei Winterspielen) auf Platz 5 im Zeitfahren.
In Rio de Janeiro 2016 gewann das Frauenteam Bronze in der Mannschaftsverfolgung. Ebenfalls Bronze gewann Catharine Pendrel auf dem Mountainbike.
| Name             | Spiele     | Disziplin | Anmerkung          |
| ---------------- | ---------- | --------- | ------------------ |
| Lori-Ann Muenzer | 2004 Athen | Sprint    | erster Olympiasieg |

| Name                 | Spiele           | Disziplin             | Anmerkung |
| -------------------- | ---------------- | --------------------- | --------- |
| Steve Bauer          | 1984 Los Angeles | Straßenrennen         |           |
| Curt Harnett         | 1984 Los Angeles | 1000-Meter-Zeitfahren |           |
| Brian Walton         | 1996 Atlanta     | Punktefahren          |           |
| Alison Sydor         | 1996 Atlanta     | Mountainbike          |           |
| Marie-Hélène Prémont | 2004 Athen       | Mountainbike          |           |

| Name                                                                        | Spiele              | Disziplin             | Anmerkung                          |
| --------------------------------------------------------------------------- | ------------------- | --------------------- | ---------------------------------- |
| William Morton Walter Andrews Fred McCarthy William Anderson                | 1908 London         | Mannschaftsverfolgung | erster Medaillengewinn im Radsport |
| Curt Harnett                                                                | 1992 Barcelona      | Sprint                |                                    |
| Curt Harnett                                                                | 1996 Atlanta        | Sprint                |                                    |
| Clara Hughes                                                                | 1996 Atlanta        | Straßenrennen         |                                    |
| Clara Hughes                                                                | 1996 Atlanta        | Zeitfahren            |                                    |
| Tara Whitten Gillian Carleton Jasmin Glaesser                               | 2012 London         | Mannschaftsverfolgung |                                    |
| Allison Beveridge Jasmin Glaesser Kirsti Lay Georgia Simmerling Laura Brown | 2016 Rio de Janeiro | Mannschaftsverfolgung |                                    |
| Catharine Pendrel                                                           | 2016 Rio de Janeiro | Mountainbike          |                                    |

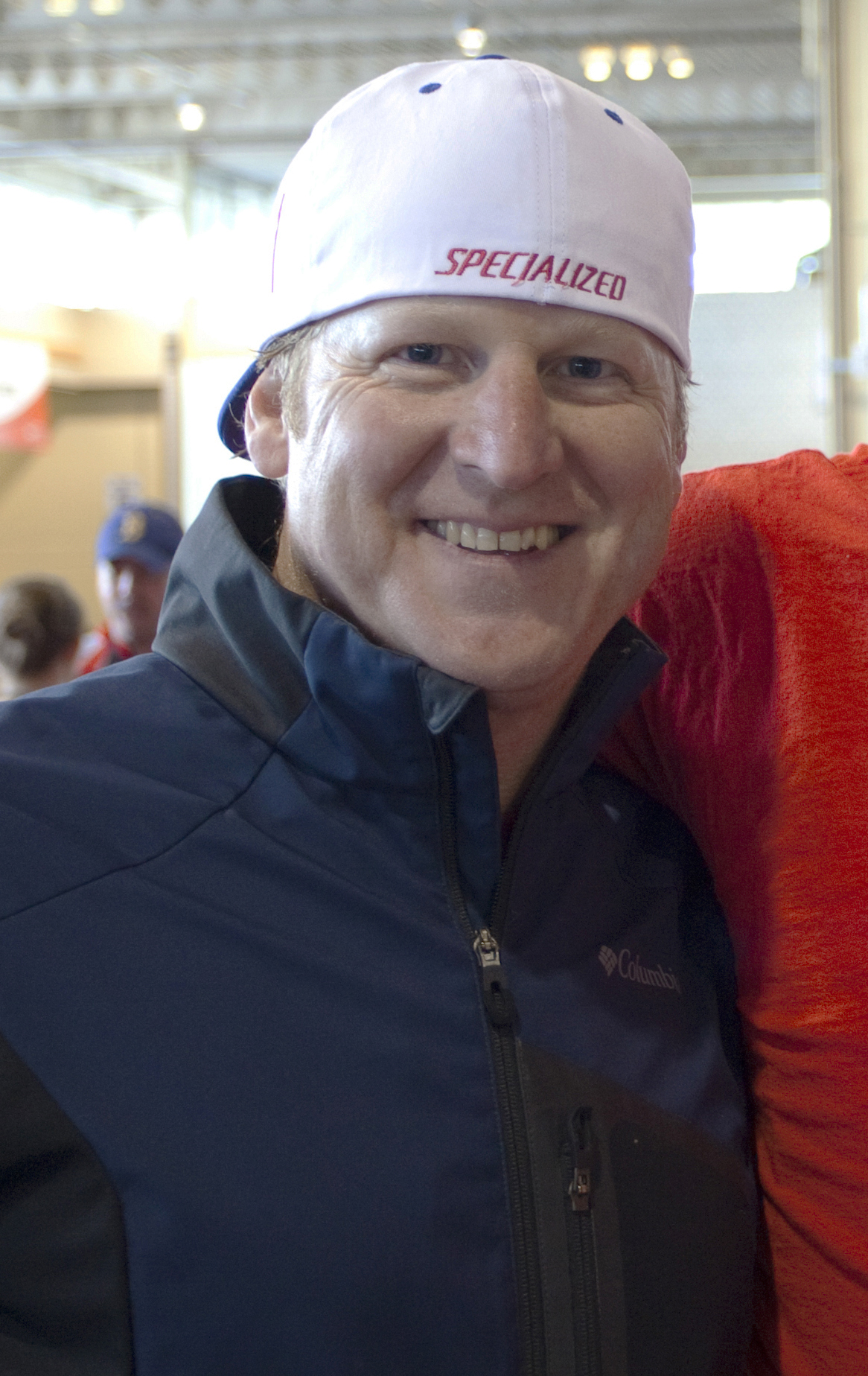
Curt Harnett, Silber 1984 und Bronze 1992 und 1996, im Jahr 2010
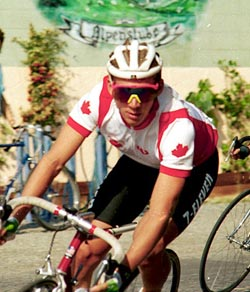
Brian Walton, hier bei einem Straßenrennen 1988, gewann 1996 Silber im Punktefahren
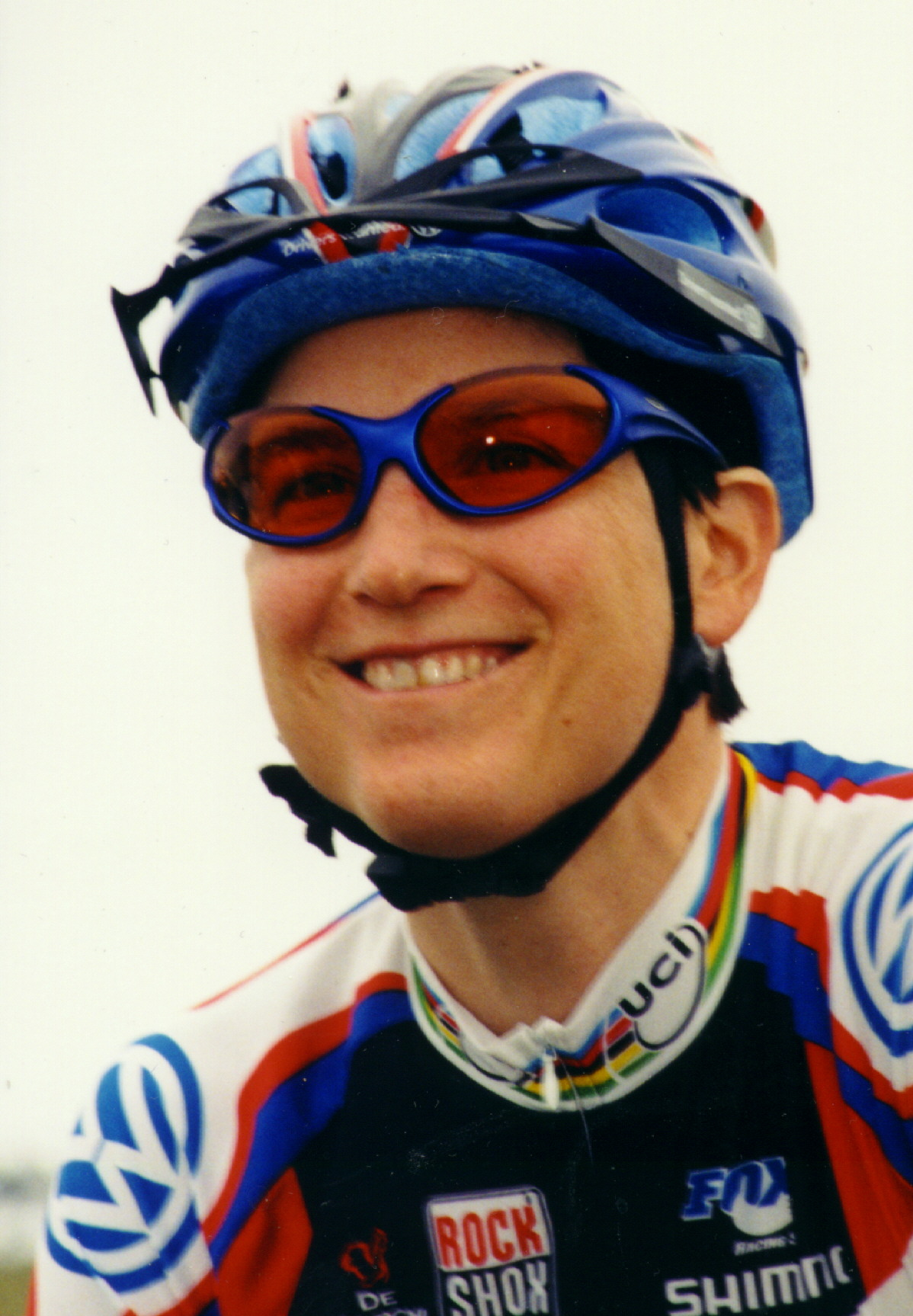
Alison Sydor, Silber 1996 mit dem Mountainbike
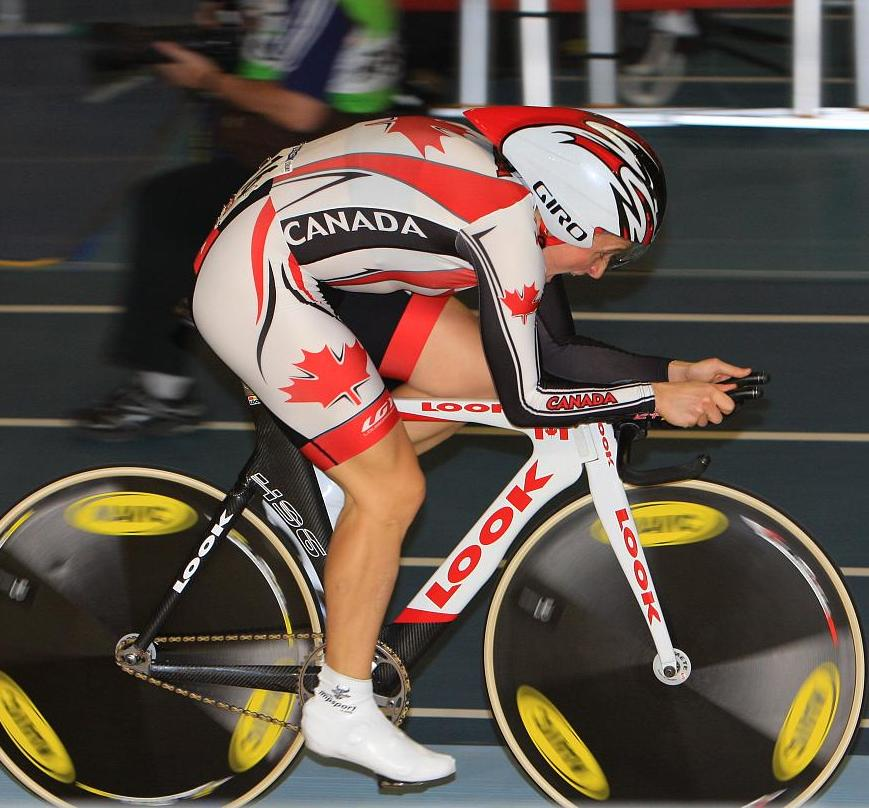
Tara Whitten
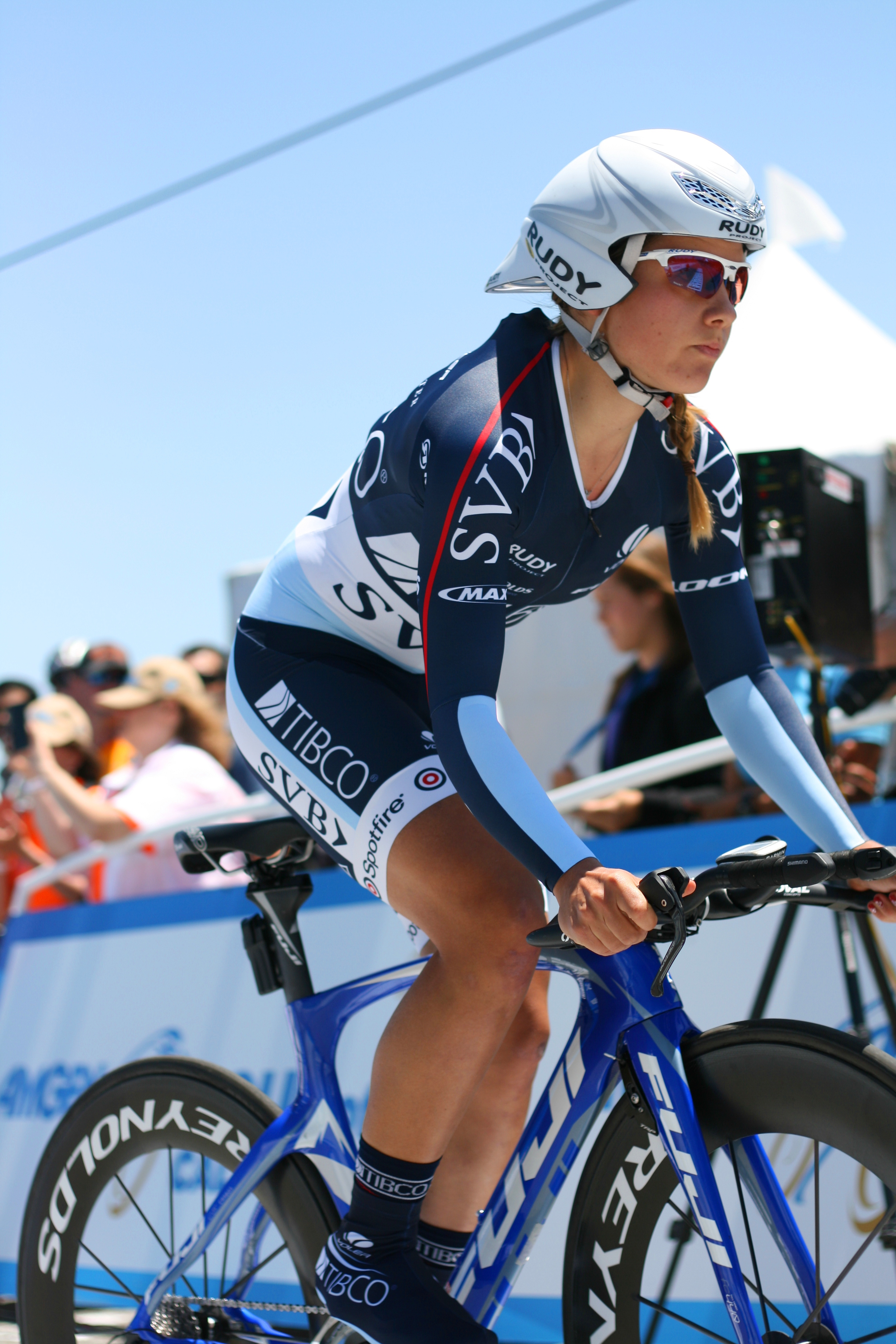
Jasmin Glaesser
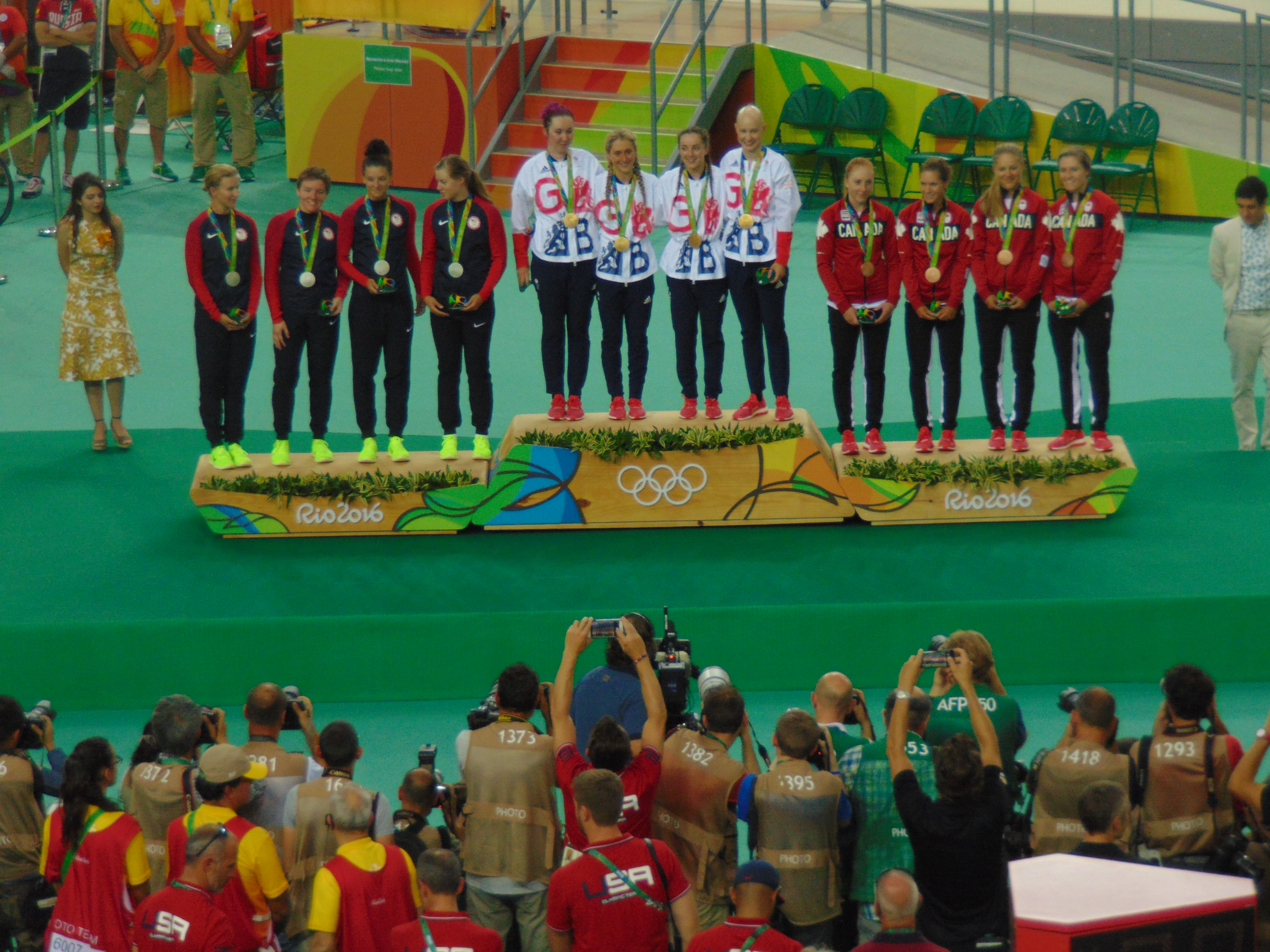
Siegerehrung in der Mannschaftsverfolgung 2016: rechts Kanada mit Bronze, links die USA mit Silber, in der Mitte Großbritannien mit Gold
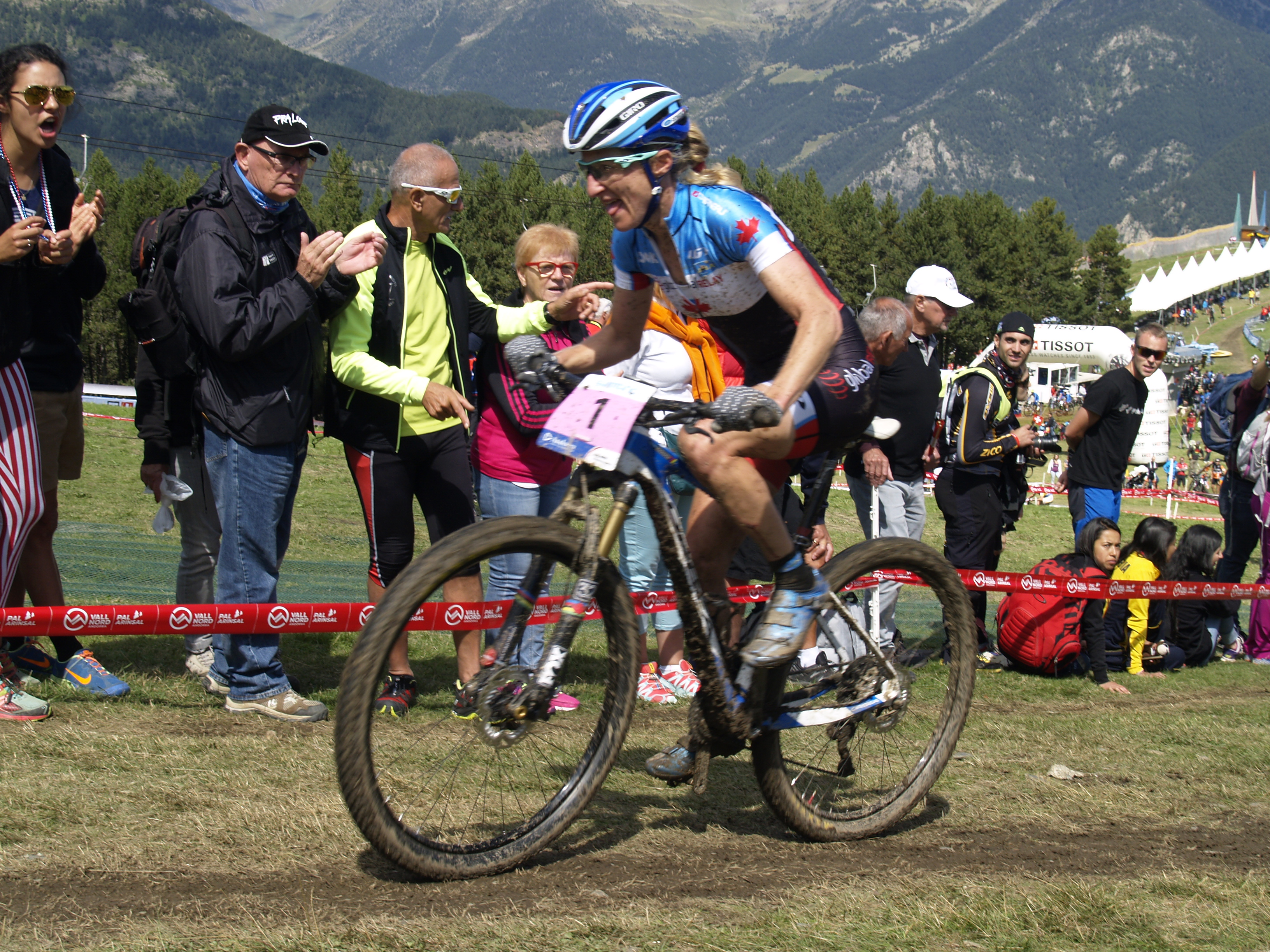
Catharine Pendrel gewann 2016 Bronze auf dem Mountainbike

#### Reiten
| Gelbes Symbol für Goldmedaillen mit stilisierten Olympischen Ringen | Graues Symbol für Silbermedaillen mit stilisierten Olympischen Ringen | Braundes Symbol für Bronzemedaillen mit stilisierten Olympischen Ringen |
| ------------------------------------------------------------------- | --------------------------------------------------------------------- | ----------------------------------------------------------------------- |
| 2                                                                   | 2                                                                     | 3                                                                       |

Die erste kanadische Reiter-Equipe bei Olympischen Spielen kam 1952 in Helsinki zum Einsatz. Stewart Treviranus, Lawrence McGuinness und Tom Gayford nahmen am Militaryreiten teil. 1956 bei den Reiterspielen in Stockholm konnte die Vielseitigkeits-Equipe in der Mannschaftswertung Bronze und somit die erste olympische Reitmedaille gewinnen.
Die Springreiter-Mannschaft gewann 1968 in Mexiko-Stadt die Goldmedaille und wurde schaffte damit Kanadas ersten Olympiasieg im Reiten. In München wurde das Team Sechster, die Dressur-Mannschaft ebenso. James Day ritt in der Einzelwertung des Springens mit Steelmaster auf Platz 4. Michel Vaillancourt konnte 1976 in Montreal im Springen auf Branch County die Silbermedaille gewinnen. Sowohl die Springreiter-Mannschaft als auch das Dressurteam erreichten Platz 5, das Vielseitigkeitsteam wurde Sechster.
1984 wurde die Springreiter-Equipe Vierte, den gleichen Rang erzielte Mario Deslauriers in der Einzelwertung. Die Dressurmannschaft konnte 1988 in Seoul die Bronzemedaille gewinnen, in der Einzelwertung erreichte Cindy Neale-Ishoy, die nach 16 Jahren Pause wieder an Olympischen Spielen teilnahm, Platz 4. Auch die Springreiter-Equipe landete auf dem vierten Platz.
20 Jahre mussten kanadische Reiter auf Medaillen warten. 2008 in Peking wurde Eric Lamaze Olympiasieger in der Einzelwertung des Springreitens. Mit der Mannschaft gewann er zusätzlich eine Silbermedaille. 2012 landete die Springreiter-Equipe auf Platz 5. Mannschaftsmitglied Ian Millar war zum zehnten Mal bei Olympischen Spielen dabei. Damit ist er der Athlet mit den meisten Teilnahmen. 2016 in Rio de Janeiro gewann Eric Lamaze noch einmal Bronze in der Einzelwertung des Springreitens.
| Name                                                                              | Spiele            | Disziplin            | Anmerkung          |
| --------------------------------------------------------------------------------- | ----------------- | -------------------- | ------------------ |
| James Elder auf The Immigrant James Day auf Canadian Club Tom Gayford auf Big Dee | 1968 Mexiko-Stadt | Springen Teamwertung | erster Olympiasieg |
| Eric Lamaze auf Hickstead                                                         | 2008 Peking       | Springen Einzel      |                    |

| Name                                                                                              | Spiele        | Disziplin            | Anmerkung |
| ------------------------------------------------------------------------------------------------- | ------------- | -------------------- | --------- |
| Michel Vaillancourt auf Branch County                                                             | 1976 Montreal | Springen Einzel      |           |
| Eric Lamaze auf Hickstead Jill Henselwood auf Special Ed Ian Millar auf In Style Mac Cone auf Ole | 2008 Peking   | Springen Teamwertung |           |

| Name | Spiele              | Disziplin                  | Anmerkung              |
| --- | ------------------- | -------------------------- | ---------------------- |
| John Rumble auf Cilroy James Elder auf Colleen Brian Herbinson auf Tara                                        | 1956 Stockholm      | Vielseitigkeit Teamwertung | erster Medaillengewinn |
| Cindy Neale-Ishoy auf Dynasty Gina Smith auf Malte Ashley Nicoll-Holzer auf Reipo Eva Maria Pracht auf Emirage | 1988 Seoul          | Dressur Teamwertung        |                        |
| Eric Lamaze auf Fine Lady                                                                                      | 2016 Rio de Janeiro | Springen Einzel            |                        |

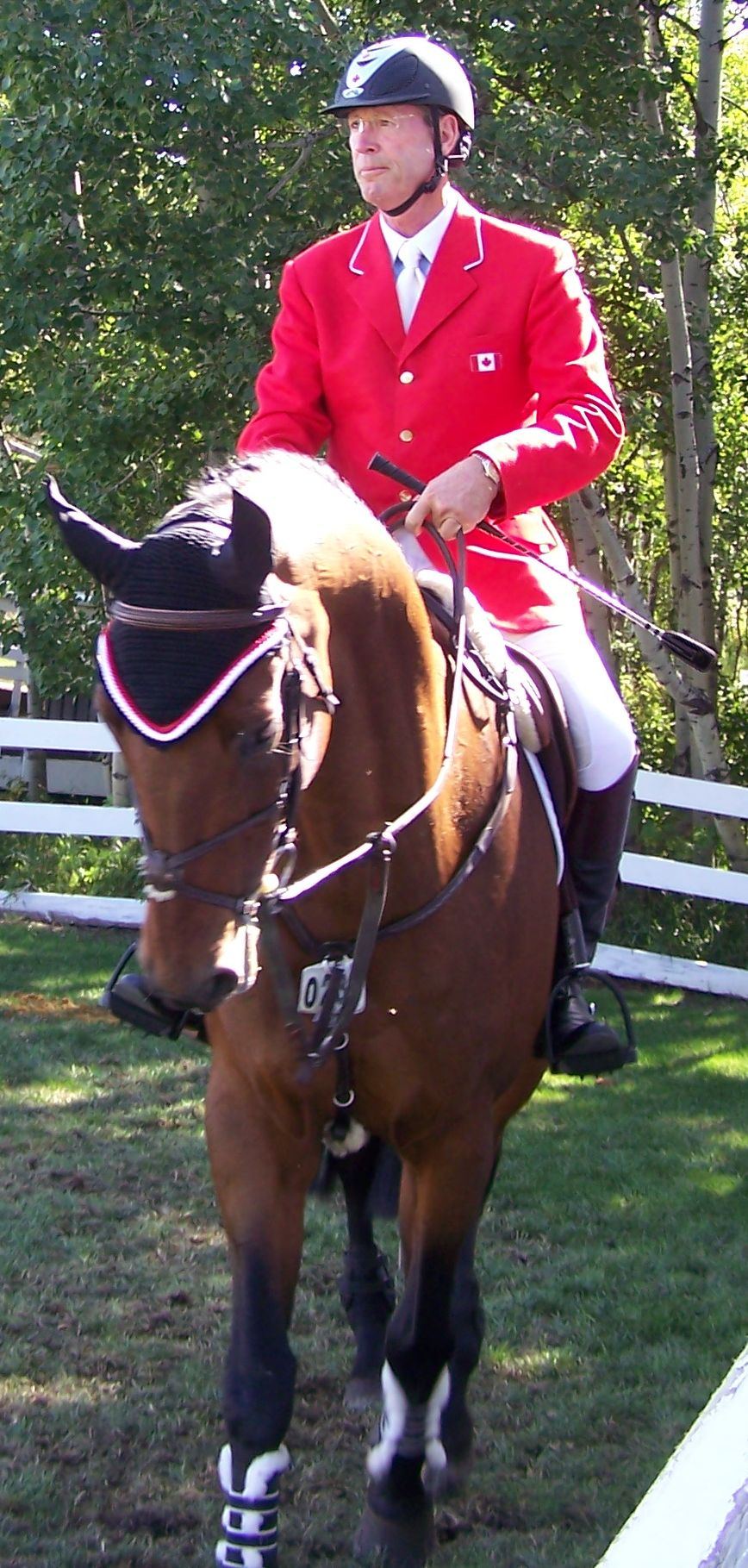
Ian Millar (2007) hält den Rekord von zehn Teilnahmen an Olympischen Spielen

#### Ringen
| Gelbes Symbol für Goldmedaillen mit stilisierten Olympischen Ringen | Graues Symbol für Silbermedaillen mit stilisierten Olympischen Ringen | Braundes Symbol für Bronzemedaillen mit stilisierten Olympischen Ringen |
| ------------------------------------------------------------------- | --------------------------------------------------------------------- | ----------------------------------------------------------------------- |
| 3                                                                   | 7                                                                     | 7                                                                       |

Kanada schickte erstmals 1904 einen Ringer zu Olympischen Spielen. Frederick Ferguson trat sowohl im Freistil als auch im griechisch-römischen Stil an. Im Freistil wurde der Federgewichtler Vierter. 1908 in London gelang der erste Medaillengewinn. Freistilringer Aubert Côté gewann die Bronzemedaille im Bantamgewicht.
Freistilringer konnten 1928 in Amsterdam drei Medaillen erkämpfen. Im Mittelgewicht gewann Donald Stockton Silber, im Bantamgewicht James Trifunov Bronze. Auch der Weltergewichtler Maurice Letchford gewann Bronze. 1932 in Los Angeles gewann im Freistil der Weltergewichtler Daniel MacDonald Silber. In Berlin 1936 war der Freistilringer Joseph Schleimer erfolgreich. Er gewann Bronze im Weltergewicht.
1948 blieben die Ringer erfolglos. Beste Platzierung war Rang 4 im Halbschwergewicht des Freistils durch Fernand Payette. 1956 in Melbourne trat Robert Steckle sowohl im Freistil als auch im griechisch-römischen Ringen an. Hier wurde er im Halbschwergewicht Vierter.
Erst 28 Jahre später konnten wieder Medaillen im Freistilringen gewonnen werden. Robert Molle gewann 1984 in Los Angeles Silber im Superschwergewicht, Chris Rinke Bronze im Mittelgewicht. Ihre Kämpfe um die Bronzemedaille verloren Ray Takahashi im Fliegengewicht und Clark Davis im Halbschwergewicht. In Barcelona 1992 gewann Jeffrey Thue die Silbermedaille im Superschwergewicht.
1996 in Atlanta kam eine Silbermedaille im Bantamgewicht durch Guivi Sissaouri hinzu. 2000 in Sydney wurde Daniel Igali zum ersten kanadischen Olympiasieger im Freistilringen. Er siegte im Weltergewicht. 2004 in Athen durften erstmals Frauen im olympischen Ringen antreten. Zwei fünften Plätzen von Christine Nordhagen im Schwer- und Viola Yanik im Mittelgewicht folgte die Silbermedaille von Tonya Verbeek im Leichtgewicht.
2008 in Peking wurde Carol Huynh Olympiasiegerin im Fliegengewicht. Tonya Verbeek gewann Bronze im Leichtgewicht. 2012 gewann Huynh noch einmal Bronze, Verbeek noch einmal Silber. Im Schwergewicht wurde Erica Wiebe 2016 in Rio de Janeiro Olympiasiegerin.
| Name         | Spiele              | Disziplin                | Anmerkung          |
| ------------ | ------------------- | ------------------------ | ------------------ |
| Daniel Igali | 2000 Sydney         | Weltergewicht, Freistil  | erster Olympiasieg |
| Carol Huynh  | 2008 Peking         | Fliegengewicht, Freistil |                    |
| Erica Wiebe  | 2016 Rio de Janeiro | Schwergewicht, Freistil  |                    |

| Name             | Spiele           | Disziplin                    | Anmerkung |
| ---------------- | ---------------- | ---------------------------- | --------- |
| Donald Stockton  | 1928 Amsterdam   | Mittelgewicht, Freistil      |           |
| Daniel MacDonald | 1932 Los Angeles | Weltergewicht, Freistil      |           |
| Robert Molle     | 1984 Los Angeles | Superschwergewicht, Freistil |           |
| Jeffrey Thue     | 1992 Barcelona   | Superschwergewicht, Freistil |           |
| Guivi Sissaouri  | 1996 Atlanta     | Bantamgewicht, Freistil      |           |
| Tonya Verbeek    | 2004 Athen       | Leichtgewicht, Freistil      |           |
| Tonya Verbeek    | 2012 London      | Leichtgewicht, Freistil      |           |

| Name              | Spiele           | Disziplin                | Anmerkung                          |
| ----------------- | ---------------- | ------------------------ | ---------------------------------- |
| Aubert Côté       | 1908 London      | Bantamgewicht, Freistil  | erster Medaillengewinner im Ringen |
| James Trifunov    | 1928 Amsterdam   | Bantamgewicht, Freistil  |                                    |
| Maurice Letchford | 1928 Amsterdam   | Weltergewicht, Freistil  |                                    |
| Joseph Schleimer  | 1936 Berlin      | Weltergewicht, Freistil  |                                    |
| Chris Rinke       | 1984 Los Angeles | Mittelgewicht, Freistil  |                                    |
| Tonya Verbeek     | 2008 Peking      | Leichtgewicht, Freistil  |                                    |
| Carol Huynh       | 2012 London      | Fliegengewicht, Freistil |                                    |

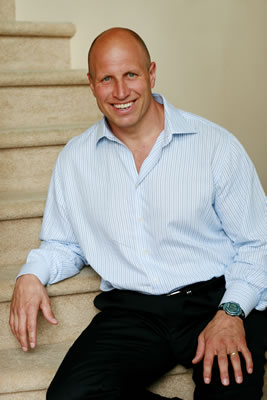
Robert Molle, Silber 1984, im Jahr 2011
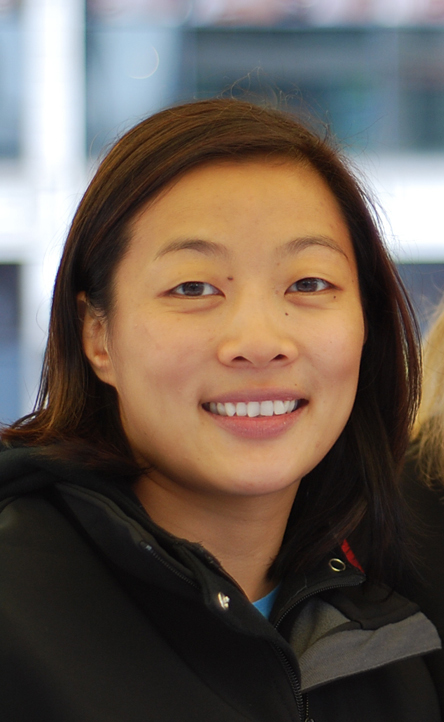
Olympiasiegerin von 2008 Carol Huynh

#### Rudern
| Gelbes Symbol für Goldmedaillen mit stilisierten Olympischen Ringen | Graues Symbol für Silbermedaillen mit stilisierten Olympischen Ringen | Braundes Symbol für Bronzemedaillen mit stilisierten Olympischen Ringen |
| ------------------------------------------------------------------- | --------------------------------------------------------------------- | ----------------------------------------------------------------------- |
| 9                                                                   | 17                                                                    | 15                                                                      |

Der kanadische Achter war das erste Boot Kanadas, das an einer olympischen Ruderregatta teilnahm. 1904 waren nur zwei Achter am Start. Das kanadische Boot bestand aus Mitgliedern des Argonaut Rowing Clubs und unterlag dem US-amerikanischen Boot mit drei Längen Rückstand.
1908 wurden drei kanadische Boote, alle vom Argonaut Rowing Club, mit Bronzemedaillen ausgezeichnet. Im Zweier und im Vierer, jeweils ohne Steuermann, schieden die Boote schon nach der ersten Runde aus. Da die Regatten nur von jeweils vier Booten bestritten wurden, bekamen die Verlierer die Bronzemedaille. Im Achter gewann das kanadische Boot gegen den norwegischen Achter, unterlag im Halbfinale den Briten vom Leander Club und gewann so ebenfalls Bronze. 1912 in Stockholm kam eine Bronzemedaille im Einer durch Everard Butler hinzu.
Zwei Silbermedaillen waren die Ausbeute der kanadischen Ruderer in Paris 1924 im Vierer ohne Steuermann und im Achter. Der Achter konnte 1928 in Amsterdam die Bronzemedaille gewinnen, der Doppelzweier gewann Silber. Beide Boote gewannen 1932 in Los Angeles nochmals Bronze. 1936 blieben die Ruderer erfolglos. Im Einer erreichte Charles Campbell Platz 4.
1948 und 1952 blieben kanadische Boote ebenfalls erfolglos. Dies änderte sich mit der Ruderregatta 1956 in Melbourne. Der Vierer ohne Steuermann ruderte zum ersten kanadischen Olympiasieg in dieser Sportart. Der Achter fuhr zur Silbermedaille. Auch 1960 in Rom gewann der Achter Silber, nachdem er vom deutschen Boot geschlagen wurde. Der Zweier ohne Steuermann wurde 1964 in Tokio Olympiasieger.
1976 in Montreal durften erstmals Frauen bei den olympischen Ruderregatten starten. Der Achter der Frauen wurde Vierter, der Zweier ohne Steuermann Fünfter und der Doppelzweier Sechster. Bei den Männern ruderte der Vierer ohne Steuermann auf Platz 5.
Die Regatten von Los Angeles 1984 wurde sehr erfolgreich für die kanadischen Boote. Der Achter der Männer wurde Olympiasieger, der Frauen-Achter wurde Vierter. Der Vierer mit Steuerfrau der Frauen sowie der Zweier ohne Steuerfrau gewannen Silber, Bronze ging an den Doppelzweier der Frauen. Der Doppelvierer der Männer gewann ebenfalls Bronze, ebenso wie Robert Mills im Einer. Andrea Schreiner wurde Vierte im Einer der Frauen, bei den Männern fuhren die Zweier und Vierer jeweils mit Steuermann auf Platz 5.
Noch erfolgreicher wurde die Teilnahme 1992 in Barcelona. Insgesamt holten acht kanadische Boote fünf Medaillen, darunter alle Frauenboote. Vier Olympiasieger konnten gekürt werden. Beide Achter gewannen die Regatta sowie die ungesteuerten Zweier und Vierer der Frauen. Die Ruderinnen im Zweier und Vierer waren auch Teil der Besatzung des siegreichen Achters und damit Doppelolympiasiegerinnen. Dazu kam eine Bronzemedaille für Silken Laumann im Einer.
Auch 1996 in Atlanta waren kanadische Ruderer erfolgreich. Die Männer gewannen zwei Silbermedaillen durch den Leichtgewichts-Vierer ohne Steuermann und durch Derek Porter im Einer. Der Achter belegte Rang 4. Bei den Frauen wurde der Doppelzweier Olympiasieger. Silken Laumann im Einer und der Achter gewannen Silber, der Doppelvierer gewann Bronze. 2000 holte der Achter der Frauen mit Bronze die einzige Ruder-Medaille in Sydney. Derek Porter wurde im Einer Vierter, ebenso wie der Zweier ohne Steuerfrau.
2004 in Athen gewann der Vierer ohne Steuermann Silber, der Achter wurde Fünfter. Bei den Frauen kam der Zweier ohne Steuerfrau auf Platz 4, der Leichtgewichts-Vierer ohne Steuerfrau wurde Fünfter. Drei von vier Männerbooten gewannen 2008 in Peking Medaillen. Der Achter wurde Olympiasieger, der Zweier ohne Steuermann gewann Silber, der Leichtgewichts-Vierer ohne Steuermann Bronze. Bei den Frauen gewann der Leichtgewichts-Doppelzweier Bronze, der Achter belegte Platz 4.
2012 in London holten beide Achter Silbermedaillen. Nur der Zweier ohne Steuermann konnte in ein weiteres Finale fahren. Er wurde Sechster. Im Leichtgewichts-Doppelvierer konnten die Kanadierinnen 2016 in Rio de Janeiro die Silbermedaille gewinnen. Der Achter der Frauen erreichte Platz 5, der Vierer ohne Steuermann der Männer Platz 6, der Doppelvierer Platz 8.
| Name                                                          | Spiele           | Disziplin              | Anmerkung          |
| ------------------------------------------------------------- | ---------------- | ---------------------- | ------------------ |
| Archibald MacKinnon Lorne Loomer Walter D’Hondt Donald Arnold | 1956 Melbourne   | Vierer ohne Steuermann | erster Olympiasieg |
| George Hungerford Roger Jackson                               | 1964 Tokio       | Zweier ohne Steuermann |                    |
| Kanada-Achter der Männer                                      | 1984 Los Angeles | Achter                 |                    |
| Kanada-Achter der Männer                                      | 1992 Barcelona   | Achter                 |                    |
| Kanada-Achter der Frauen                                      | 1992 Barcelona   | Achter                 |                    |
| Marnie McBean Kathleen Heddle                                 | 1992 Barcelona   | Zweier ohne Steuerfrau |                    |
| Kirsten Barnes Brenda Taylor Jessica Monroe Kay Worthington   | 1992 Barcelona   | Vierer ohne Steuerfrau |                    |
| Marnie McBean Kathleen Heddle                                 | 1996 Atlanta     | Doppelzweier           |                    |
| Kanada-Achter der Männer                                      | 2008 Peking      | Achter                 |                    |

| Name                                                                          | Spiele              | Disziplin                             | Anmerkung                        |
| ----------------------------------------------------------------------------- | ------------------- | ------------------------------------- | -------------------------------- |
| Argonaut Rowing Club                                                          | 1904 St. Louis      | Achter                                | erster Medaillengewinn im Rudern |
| Colin Finlayson Archibald Black George MacKay William Wood                    | 1924 Paris          | Vierer ohne Steuermann                |                                  |
| Kanada-Achter der Männer                                                      | 1924 Paris          | Achter                                |                                  |
| Joseph Wright Jack Guest                                                      | 1928 Amsterdam      | Doppelzweier                          |                                  |
| Kanada-Achter der Männer                                                      | 1956 Melbourne      | Achter                                |                                  |
| Kanada-Achter der Männer                                                      | 1960 Rom            | Achter                                |                                  |
| Elisabeth Craig Tricia Smith                                                  | 1984 Los Angeles    | Zweier ohne Steuerfrau                |                                  |
| Marilyn Brain Angela Schneider Barbara Armbrust Jane Tregunno Lesley Thompson | 1984 Los Angeles    | Vierer mit Steuerfrau                 |                                  |
| Derek Porter                                                                  | 1996 Atlanta        | Einer                                 |                                  |
| Jeffrey Lay Dave Boyes Gavin Hassett Brian Peaker                             | 1996 Atlanta        | Vierer ohne Steuermann, Leichtgewicht |                                  |
| Silken Laumann                                                                | 1996 Atlanta        | Einer                                 |                                  |
| Kanada-Achter der Frauen                                                      | 1996 Atlanta        | Achter                                |                                  |
| Cameron Baerg Thomas Herschmiller Jake Wetzel Barney Williams                 | 2004 Athen          | Vierer ohne Steuermann                |                                  |
| David Calder Scott Frandsen                                                   | 2008 Peking         | Zweier ohne Steuermann                |                                  |
| Kanada-Achter der Männer                                                      | 2012 London         | Achter                                |                                  |
| Kanada-Achter der Frauen                                                      | 2012 London         | Achter                                |                                  |
| Lindsay Jennerich Patricia Obee                                               | 2016 Rio de Janeiro | Doppelzweier, Leichtgewicht           |                                  |

| Name                                                           | Spiele           | Disziplin                             | Anmerkung |
| -------------------------------------------------------------- | ---------------- | ------------------------------------- | --------- |
| Argonaut Rowing Club                                           | 1908 London      | Zweier ohne Steuermann                |           |
| Argonaut Rowing Club                                           | 1908 London      | Vierer ohne Steuermann                |           |
| Argonaut Rowing Club                                           | 1908 London      | Achter                                |           |
| Everard Butler                                                 | 1912 Stockholm   | Einer                                 |           |
| Kanada-Achter der Männer                                       | 1928 Amsterdam   | Achter                                |           |
| Charles Pratt Noël de Mille                                    | 1932 Los Angeles | Doppelzweier                          |           |
| Kanada-Achter                                                  | 1932 Los Angeles | Achter                                |           |
| Robert Mills                                                   | 1984 Los Angeles | Einer                                 |           |
| Doug Hamilton Mike Hughes Phil Monckton Bruce Ford             | 1984 Los Angeles | Doppelvierer                          |           |
| Danièle Laumann Silken Laumann                                 | 1984 Los Angeles | Doppelzweier                          |           |
| Silken Laumann                                                 | 1992 Barcelona   | Einer                                 |           |
| Laryssa Biesenthal Marnie McBean Diane O’Grady Kathleen Heddle | 1996 Atlanta     | Doppelvierer                          |           |
| Iain Brambell Jon Beare Mike Lewis Liam Parsons                | 2008 Peking      | Vierer ohne Steuermann, Leichtgewicht |           |
| Melanie Kok Tracy Cameron                                      | 2008 Peking      | Doppelzweier, Leichtgewicht           |           |

#### Rugby Sevens
| Gelbes Symbol für Goldmedaillen mit stilisierten Olympischen Ringen | Graues Symbol für Silbermedaillen mit stilisierten Olympischen Ringen | Braundes Symbol für Bronzemedaillen mit stilisierten Olympischen Ringen |
| ------------------------------------------------------------------- | --------------------------------------------------------------------- | ----------------------------------------------------------------------- |
| —                                                                   | —                                                                     | 1                                                                       |

Rugby Sevens wurde 2016 in Rio de Janeiro olympische Sportart. Für das Turnier in Rio hatte sich die kanadische Frauenmannschaft qualifizieren können. Mit zwei Siegen in drei Spielen qualifizierte sich das Team für das Viertelfinale. Hier wurde Frankreich mit 15:5 besiegt. Mit 5:17 unterlag man im Halbfinale Australien. Das Spiel um Bronze gegen Großbritannien, gegen das man in der Vorrunde noch 0:22 verloren hatte, wurde mit 33:10 gewonnen.
| Name                          | Spiele              | Disziplin     | Anmerkung              |
| ----------------------------- | ------------------- | ------------- | ---------------------- |
| Nationalmannschaft der Frauen | 2016 Rio de Janeiro | Frauenturnier | erster Medaillengewinn |

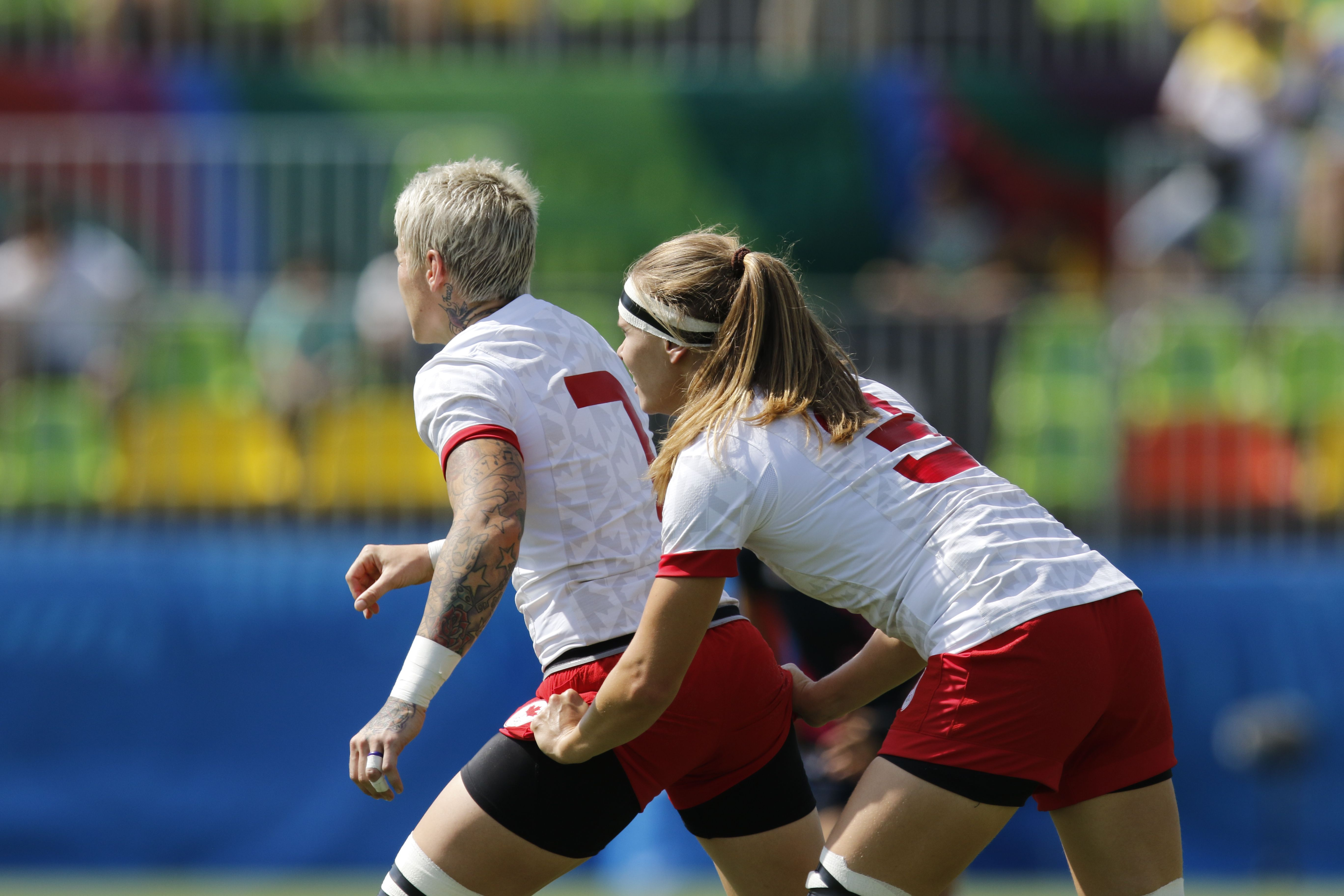
Szene aus dem Vorrundenspiel gegen Japan: Mannschaftsführerin Jennifer Kish (7) und Karen Paquin (3)

#### Schießen
| Gelbes Symbol für Goldmedaillen mit stilisierten Olympischen Ringen | Graues Symbol für Silbermedaillen mit stilisierten Olympischen Ringen | Braundes Symbol für Bronzemedaillen mit stilisierten Olympischen Ringen |
| ------------------------------------------------------------------- | --------------------------------------------------------------------- | ----------------------------------------------------------------------- |
| 4                                                                   | 3                                                                     | 2                                                                       |

Schießwettbewerbe wurden von Kanadiern erstmals 1908 in London bestritten. Die erfolgreichsten Schützen dort waren die Trapschützen. Im Einzel wurde Walter Ewing erster Medaillengewinner und Olympiasieger Kanadas im Schießsport. George Beattie steuerte eine Silbermedaille zum kanadischen Doppelsieg bei. In der Teamwertung gewann Kanada Silber. Auch die Mannschaft mit dem Militärgewehr holte die Bronzemedaille.
Erst 1924 in Paris folgte der nächste Erfolg kanadischer Schützen. In der Einzelwertung belegte James Montgomery den vierten Platz. Die Mannschaft im Trapschießen gewann die Silbermedaille. Ein Mitglied der Mannschaft war George Beattie, der schon 1908 in London teilgenommen hatte.
Nach einer erfolglosen Teilnahme 1928 in Amsterdam gingen erst 28 Jahre später, 1952 in Helsinki, wieder kanadische Schützen an den Start. George Genereux gewann das Trapschießen. Gilmour Boa wurde Vierter mit dem Kleinkalibergewehr liegend. Vier Jahre später wurde Gerald Ouellette in dieser Disziplin Olympiasieger, Boa gewann die Bronzemedaille. Im Dreistellungskampf erreichte er Platz 6. 1964 in Tokio belegte Boa noch einmal Rang 4 im Liegendanschlag. Gerald Ouellette wurde 1968 noch einmal Sechster im Dreistellungskampf.
In München 1972 konnte sich John Primrose als Siebter im Trapschießen auszeichnen. 1976 in Montreal erreichte Arne Sorensen Platz 6 im Liegendanschlag mit dem Kleinkalibergewehr, John Primrose wurde nochmals Siebter im Trapschießen. 1984 in Los Angeles wurde Linda Thom Olympiasiegerin mit der Sportpistole. Mit dem Luftgewehr wurde Sharon Bowes Vierte, David Lee erreichte im Wettbewerb mit der laufenden Scheibe Platz 5.
1988 in Seoul belegte Sharon Bowes mit dem Luftgewehr Platz 7, im Dreistellungskampf kam sie auf Platz 5. Michael Ashcroft wurde im Liegendanschlag Achter. 1992 wurde Bowes im Dreistellungskampf Siebte. Im Doppeltrap der Frauen erreichte Cynthia Meyer 2000 in Sydney Platz 5, im Trapschießen der Frauen wurde Susan Nattress in Athen 2004 Sechste.
| Name             | Spiele           | Disziplin                  | Anmerkung                                              |
| ---------------- | ---------------- | -------------------------- | ------------------------------------------------------ |
| Walter Ewing     | 1908 London      | Trap                       | erster Olympiasieger und Medaillengewinner im Schießen |
| George Genereux  | 1952 Helsinki    | Trap                       |                                                        |
| Gerald Ouellette | 1956 Melbourne   | Kleinkalibergewehr liegend |                                                        |
| Linda Thom       | 1984 Los Angeles | Sportpistole               |                                                        |

| Name                                                                                    | Spiele      | Disziplin       | Anmerkung |
| --------------------------------------------------------------------------------------- | ----------- | --------------- | --------- |
| George Beattie                                                                          | 1908        | Trap            |           |
| Walter Ewing George Beattie Arthur Westover Mylie Fletcher George Vivian David McMackon | 1908 London | Trap Mannschaft |           |
| James Montgomery George Beattie Samuel Vance John Black William Barnes Samuel Newton    | 1924 Paris  | Trap Mannschaft |           |

| Name                                                                                    | Spiele         | Disziplin                  | Anmerkung |
| --------------------------------------------------------------------------------------- | -------------- | -------------------------- | --------- |
| William Smith Charles Crowe Bertram Williams Dugald McInnes William Eastcott Harry Kerr | 1908 London    | Militärgewehr Mannschaft   |           |
| Gilmour Boa                                                                             | 1956 Melbourne | Kleinkalibergewehr liegend |           |

#### Schwimmen
| Gelbes Symbol für Goldmedaillen mit stilisierten Olympischen Ringen | Graues Symbol für Silbermedaillen mit stilisierten Olympischen Ringen | Braundes Symbol für Bronzemedaillen mit stilisierten Olympischen Ringen |
| ------------------------------------------------------------------- | --------------------------------------------------------------------- | ----------------------------------------------------------------------- |
| 11                                                                  | 19                                                                    | 27                                                                      |

Der erste kanadische Schwimmer ging 1908 in London an den Start. Robert Zimmerman, der auch als Wasserspringer antrat, war der erste Athlet in dieser Sportart. 1912 in London wurde George Hodgson der erste kanadische Athlet, der zwei Goldmedaillen bei den gleichen Spielen gewann. Hodgson wurde sowohl über 400 Meter Freistil als auch über 1500 Meter Freistil der erste kanadische Medaillengewinner und Olympiasieger im Schwimmen. 1920 in Antwerpen gewann George Vernot ebenfalls zwei Medaillen in diesen Disziplinen. Über 400 Meter Freistil gewann er Silber, über 1500 Meter Freistil Bronze.
1928 in Amsterdam ging mit Dorothy Prior erstmals eine kanadische Schwimmerin an den Start. In Amsterdam konnte die 200-Meter-Freistilstaffel der Männer Bronze gewinnen. Walter Spence, Mitglied der Staffel, erreichte zwei weitere Finale. Über 100 Meter Freistil und über 200 Meter Brust wurde er jeweils Sechster. Garnet Ault, wie Spence Staffelmitglied, wurde Sechster im Finale über 1500 Meter Freistil. 1932 in Los Angeles blieb die kanadische Schwimm-Mannschaft ohne Medaillen. Die einzigen Finalplätze erreichten die 200-Meter-Frestilstaffel der Männer und die 100-Meter-Freistilstaffel der Frauen. Beide belegten Platz 4. 1936 blieben die Schwimmer ebenso erfolglos. Nur die 100-Meter-Freistilstaffel der Frauen erreichte das Finale. Hier wurden sie Vierte.
Erfolglos blieben die Teilnahmen an den Spielen von 1948 und 1952. In Melbourne 1952 erreichte William Slater das Finale über 1500 Meter Freistil und wurde Fünfter. Den gleichen Rang erreichten Virginia Grant über 100 Meter Freistil sowie die 100-Meter-Freistilstaffel der Frauen. Erst 1960 schafften kanadische Schwimmer Finalteilnahmen. Richard Pound wurde Sechster über 100 Meter Freistil, die 100-Meter-Freistilstaffel der Männer erreichte Platz 4. Mary Beth Stewart wurde über 100 Meter Freistil Achte.
1964 in Tokio kam Ralph Hutton ins Finale über 200 Meter Rücken und wurde Siebter. Daniel Sherry wurde Achter über 200 Meter Delphin, John Gilchrist Fünfter über 400 Meter Lagen. Bei den Frauen kam Marion Lay über 100 Meter Freistil als Fünfte ins Ziel. Jane Hughes wurde über 400 Meter Freistil ebenfalls Fünfte, Eileen Weir Siebte über 100 Meter Rücken und Mary Beth Stewart Achte über 100 Meter Delphin. Die Frauenstaffel über 100 Meter Freistil wurde Siebte, die über 100 Meter Lagen wurde Sechste.
Vier Medaillen konnten die Schwimmer 1968 in Mexiko-Stadt gewinnen. Ralph Hutton gewann Silber über 400 Meter Freistil und wurde Vierter über 200 Meter sowie Fünfter über 1500 Meter. Zwei Silbermedaillen gewann Elaine Tanner, eine über 100 Meter Rücken, eine weitere über 200 Meter Rücken. Die 100-Meter-Freistilstaffel der Frauen gewann Bronze. James Shaw wurde Fünfter über 200 Meter Rücken, George Smith über 200 Meter Lagen. In diesem Rennen belegte John Gilchrist Platz 6 sowie Platz 5 über 400 Meter Lagen. Die 100-Meter-Freistilstaffel der Männer wurde Vierte, die 200-Meter-Freistilstaffel Siebte. Marion Lay wurde Vierte über 100 Meter Freistil, Angela Coughlan Siebte über 400 Meter Freistil und Sechste über 800 Meter.
Zwei Mal Silber und zwei Mal Bronze lautet die Erfolgsquote von München 1972. Silber gewannen Bruce Robertson über 100 Meter Delphin und Leslie Cliff über 400 Meter Lagen. Bronze ging an die 100-Meter-Lagenstaffel der Männer sowie Donna-Marie Gurr über 200 Meter Rücken. Weitere Finalisten waren Ralph Hutton über 200 Meter Lagen mit Platz 8, die 100-Meter-Freistilstaffel der Männer mit Platz 5, die 200-Meter-Freistilstaffel mit Platz 7, Byron McDonald mit Platz 6 über 100 Meter Rücken, Wendy Cook-Hogg mit Platz 5 über 100 Meter Rücken, Leslie Cliff mit Platz 8 über 200 Meter Rücken und Platz 5 über 200 Meter Lagen sowie die 100-Meter-Freistilstaffel der Frauen und die 100-Meter-Lagenstaffel, beide mit Platz 7.
1976 in Montreal konnten sich die kanadischen Schwimmer wieder hervortun. Die 100-Meter-Lagenstaffel der Männer gewann Silber, während Staffelmitglied Graham Smith über beide Bruststrecken jeweils Vierter wurde. Über 400 Meter Lagen wurden Smith Fünfter, sein Teamkamerad Andrew Ritchie Siebter. Stephen Badger erreichte über 400 Meter Freistil Platz 8. Noch besser schnitten die Frauen ab. Über 400 Meter Lagen holten Cheryl Gibson Silber und Rebecca Smith Bronze. Über 200 Meter Lagen wurde Gibson Sechste hinter Wendy Quirk, die über 100 Meter Delphin Sechste wurde. Nancy Garapick gewann über beide Rückenstrecke Bronze. Auf der kürzeren Strecke kamen Wendy Cook-Hogg als Vierte und Cheryl Gibson als Fünfte ins Ziel. Cook-Hogg wurde zudem Achte über 200 Meter Rücken. Eine weitere Bronzemedaille gewann Shannon Smith über 400 Meter Freistil. Smith wurde Sechste über 800 Meter, Gail Amundrud Fünfte über 200 Meter Freistil. Die Staffeln über 100 Meter Freistil und 100 Meter Lagen gewannen jeweils Bronze.
1984 in Los Angeles wurde Alex Baumann Doppelolympiasieger. Er triumphierte in den Rennen über 200 und 400 Meter Lagen. Victor Davis wurde Olympiasieger über 200 Meter Brust, über 100 Meter gewann er Silber. Bronze gewannen Mike West über 100 Meter Rücken sowie Cameron Henning über 200 Meter Rücken. Während die 200-Meter-Freistilstaffel Fünfte wurde, gewann die Lagenstaffel Silber. Die Frauen gewannen einen kompletten Medaillensatz. Anne Ottenbrite wurde Olympiasiegerin über 200 Meter Brust, über 100 Meter gewann sie Silber. Die Lagenstaffel gewann Bronze. Über 400 Meter Lagen wurde Nathalie Gingras Fünfte und Donna McGinnis Sechste. Im erstmals bei Olympischen Spielen ausgetragenen Synchronschwimmen gewannen Carolyn Waldo im Einzel sowie Sharon Hambrook und Kelly Kryczka im Duett Silber.
In Seoul 1988 wurde Carolyn Waldo Doppelolympiasiegerin. Nach ihrem Sieg im Einzel gewann sie auch das Duett zusammen mit ihrer Partnerin Michelle Cameron. Die Lagenstaffel der Männer gewann Silber, die der Frauen Bronze. Mark Tewksbury wurde Fünfter über 100 Meter Rücken, Sean Murphy Achter. Victor Davis wurde Vierter über 100 Meter Brust, Jonathan Cleveland Siebter über die 200-Meter-Distanz. Tom Ponting erreichte Platz 4 über 200 Meter Delphin und Platz 7 über 100 Meter. Auf der längeren Strecke kam Jon Kelly auf Platz 7. Platz 4 erreichte auch Allison Higson über 100 Meter Brust, über 200 Meter wurde sie Siebte. Die 100-Meter-Freistilstaffel der Frauen kam auf Platz 6.
1992 in Barcelona konnte Mark Tewksbury Olympiasieger über 100 Meter Rücken werden. Die Lagenstaffel der Männer gewann Bronze. Finalplätze erreichten Marcel Gery über 100 Meter Delphin und Gary Anderson über 200 Meter Lagen. Gery wurde Sechster, Anderson Achter. Bei den Frauen wurden in drei Einzeldisziplinen Finalplätze erschwommen. Guylaine Cloutier wurde Vierte über 100 Meter Brust und Fünfte über 200 Meter. Nathalie Giguère schwamm ebenfalls die 200 Meter Brust und wurde Sechste. Über 200 Meter Lagen kamen Marianne Limpert und Nancy Sweetnam ins Finale. Limpert kam auf Platz 6, Sweetnam auf Platz 7. Die 100-Meter-Freistilstaffel wurde Achte, die Lagenstaffel Sechste. Im Synchronschwimmen wurde Sylvie Fréchette Olympiasiegerin im Einzel. Im Duett gewannen die Zwillingsschwestern Penelope und Victoria Vilagos Silber.
In Atlanta 1996 taten sich die Lagenschwimmer hervor. Curtis Myden gewann zwei Bronzemedaillen über 200 und 400 Meter Lagen. Marianne Limpert konnte über 200 Meter Lagen Silber gewinnen, ihre Teamkollegin Joanne Malar wurde Vierte. Die Lagenstaffel der Frauen belegte Platz 5, ebenso die 200-Meter-Freistilstaffel, während die 100-Meter-Freistilstaffel der Frauen Siebte wurde. Weitere Finalteilnahmen gelangen Gylaine Cloutier über 100 Meter Brust, die Sechste wurde. Christin Petelski wurde Achte über 200 Meter Brust. Bei den Männern belegte Stephen Clarke Platz 7 über 100 Meter Delphin. Im Synchronschwimmen konnte die kanadische Mannschaft Silber gewinnen. Myden konnte 2000 in Sydney eine weitere Bronzemedaille über 400 Meter Lagen gewinnen. Richard Say wurde Siebter über 200 Meter Freistil, Morgan Knabe Sechster über 100 Meter Brust und Michael Mintenko Fünfter über 100 Meter Delphin. Die Lagenstaffel der Männer wurde Sechste, ebenso die der Frauen. Über 200 Meter Lagen wurden Marianne Limpert Vierte und Joanne Malar Fünfte. Malar belegte über die 400-Meter-Distanz Platz 7. Beide Freistilstaffeln der Frauen erreichten das Finale. Die 100-Meter-Staffel wurde Siebte, die 200-Meter-Staffel Fünfte. Bei den Synchronschwimmern wurde das Duo Claire Carver-Dias und Fanny Létourneau Fünfte. Die Synchrongruppe gewann Bronze.
2004 in Athen erreichte die 100-Meter-Freistilstaffel der Männer Platz 5. Richard Say wurde über 200 Meter Freistil Sechster, ebenso wie Mike Brown über 200 Meter Brust. Das Synchronschwimm-Team erreichte Platz 5, das Duett Fanny Létourneau/Courtenay Stewart Platz 6. 2008 in Peking gewann Ryan Cochrane Bronze über 1500 Meter Freistil. Über 200 Meter Brust wurde Mike Brown Vierter, Keith Beavers Siebter über 200 Meter Lagen, Brian Johns Siebter über 400 Meter Lagen. Die 200-Meter-Freistilstaffel der Männer wurde Fünfte, die 100-Meter-Freistilstaffel Sechste. Die 100-Meter-Freistilstaffel der Frauen wurde Achte, die Lagenstaffel Siebte. Annamay Pierse wurde Sechste über 200 Meter Brust und Julia Wilkinson Siebte über 200 Meter Lagen. Die Synchrongruppe belegte Rang 4, das Duett Marie-Pierre Boudreau-Gagnon und Isabelle Rampling Rang 6.
2012 in London gewann Ryan Cochrane dann Silber über 1500 Meter Freistil. Brent Hayden schwamm über 100 Meter Freistil zu Bronze. Die Lagenstaffel der Männer wurde Achte. Im Freiwasserschwimmen gewann Richard Weinberger Bronze. Die 200-Meter-Freistilstaffel der Frauen wurde Vierte. Brittany Maclean wurde Siebte über 400 Meter Freistil, Martha McCabe Fünfte über 200 Meter Brust, Sinead Russell Achte über 200 Meter Rücken. Im Synchronschwimmen wurde die Mannschaft Vierte. Ebenfalls Platz 4 belegte das Duett Marie-Pierre Boudreau-Gagnon und Élise Marcotte.
2016 in Rio de Janeiro waren die Frauen besonders erfolgreich. Penny Oleksiak wurde über 100 Meter Freistil Olympiasiegerin, die erste kanadische Schwimmolympiasiegerin nach 24 Jahren. Zudem gewann sie Silber über 100 Meter Delphin. Auf den Rückenstrecken gab es zwei Mal Bronze. Über 100 Meter wurde Kylie Masse Dritte, über 200 Meter Hilary Caldwell. Bronze gewannen auch die Freistilstaffeln über 100 und 200 Meter. Die Lagenstaffel wurde Fünfte. Weitere Finalplatzierungen erreichten Brittany MacLean mit Platz 5 über 200 Meter Freistil, Rachel Nicol mit Platz 5 über 100 Meter Brust, Kierra Smith mit Platz 7 über 200 Meter Brust, Sydney Pickrem mit Platz 6 über 200 Meter Lagen und Emily Overholt mit Platz 5 über 400 Meter Lagen. Bei den Männern erreichte Santo Condorelli das Finale über 100 Meter Freistil und wurde Vierter. Ryan Cochrane belegte über 1500 Meter Freistil Platz 6. Die 100-Meter-Freistilstaffel wurde Sechste.
| Name                           | Spiele              | Disziplin                | Anmerkung                                               |
| ------------------------------ | ------------------- | ------------------------ | ------------------------------------------------------- |
| George Hodgson                 | 1912 Stockholm      | 1500 Meter Freistil      | erster Olympiasieger und Medaillengewinner im Schwimmen |
| George Hodgson                 | 1912 Stockholm      | 400 Meter Freistil       |                                                         |
| Alex Baumann                   | 1984 Los Angeles    | 200 Meter Lagen          |                                                         |
| Alex Baumann                   | 1984 Los Angeles    | 400 Meter Lagen          |                                                         |
| Victor Davis                   | 1984 Los Angeles    | 200 Meter Brust          |                                                         |
| Anne Ottenbrite                | 1984 Los Angeles    | 200 Meter Brust          |                                                         |
| Carolyn Waldo                  | 1988 Seoul          | Synchronschwimmen Einzel |                                                         |
| Carolyn Waldo Michelle Cameron | 1988 Seoul          | Synchronschwimmen Duett  |                                                         |
| Mark Tewksbury                 | 1992 Barcelona      | 100 Meter Rücken         |                                                         |
| Sylvie Fréchette               | 1992 Barcelona      | Synchronschwimmen Einzel |                                                         |
| Penny Oleksiak                 | 2016 Rio de Janeiro | 100 Meter Freistil       |                                                         |

| Name                                                                 | Spiele              | Disziplin                | Anmerkung |
| -------------------------------------------------------------------- | ------------------- | ------------------------ | --------- |
| George Vernot                                                        | 1920 Antwerpen      | 400 Meter Freistil       |           |
| Ralph Hutton                                                         | 1968 Mexiko-Stadt   | 400 Meter Freistil       |           |
| Elaine Tanner                                                        | 1968 Mexiko-Stadt   | 100 Meter Rücken         |           |
| Elaine Tanner                                                        | 1968 Mexiko-Stadt   | 200 Meter Rücken         |           |
| Bruce Robertson                                                      | 1972 München        | 100 Meter Delphin        |           |
| Leslie Cliff                                                         | 1972 München        | 400 Meter Lagen          |           |
| Cheryl Gibson                                                        | 1976 Montreal       | 400 Meter Lagen          |           |
| Steve Pickell Graham Smith Clay Evans Gary MacDonald Bruce Robertson | 1976 Montreal       | 100-Meter-Lagenstaffel   |           |
| Victor Davis                                                         | 1984 Los Angeles    | 100 Meter Brust          |           |
| Mike West Victor Davis Tom Ponting Sandy Goss                        | 1984 Los Angeles    | 100-Meter-Lagenstaffel   |           |
| Anne Ottenbrite                                                      | 1984 Los Angeles    | 100 Meter Brust          |           |
| Carolyn Waldo                                                        | 1984 Los Angeles    | Synchronschwimmen Einzel |           |
| Sharon Hambrook Kelly Kryczka                                        | 1984 Los Angeles    | Synchronschwimmen Duett  |           |
| Mark Tewksbury Victor Davis Tom Ponting Sandy Goss                   | 1988 Seoul          | 100-Meter-Lagenstaffel   |           |
| Penelope Vilagos Victoria Vilagos                                    | 1992 Barcelona      | Synchronschwimmen Duett  |           |
| Marianne Limpert                                                     | 1996 Atlanta        | 200 Meter Lagen          |           |
| Synchronschwimm-Mannschaft                                           | 1996 Atlanta        | Gruppe                   |           |
| Ryan Cochrane                                                        | 2012 London         | 1500 Meter Freistil      |           |
| Penny Oleksiak                                                       | 2016 Rio de Janeiro | 100 Meter Delphin        |           |

| Name                                                                                    | Spiele              | Disziplin                 | Anmerkung |
| --------------------------------------------------------------------------------------- | ------------------- | ------------------------- | --------- |
| George Vernot                                                                           | 1920 Antwerpen      | 1500 Meter Freistil       |           |
| Munroe Bourne James Thompson Garnet Ault Walter Spence                                  | 1928 Amsterdam      | 200-Meter-Freistilstaffel |           |
| Angela Coughlan Marilyn Corson Elaine Tanner Marion Lay                                 | 1968 Mexiko-Stadt   | 100-Meter-Freistilstaffel |           |
| Erik Fish Bill Mahony Bruce Robertson Robert Kasting                                    | 1972 München        | 100-Meter-Lagenstaffel    |           |
| Donna Gurr                                                                              | 1972 München        | 200 Meter Rücken          |           |
| Shannon Smith                                                                           | 1976 Montreal       | 400 Meter Freistil        |           |
| Nancy Garapick                                                                          | 1976 Montreal       | 100 Meter Rücken          |           |
| Nancy Garapick                                                                          | 1976 Montreal       | 200 Meter Rücken          |           |
| Rebecca Smith                                                                           | 1976 Montreal       | 400 Meter Lagen           |           |
| Gail Amundrud Barbara Clark Rebecca Smith Anne Jardin Deborah Clarke                    | 1976 Montreal       | 100-Meter-Freistilstaffel |           |
| Wendy Cook-Hogg Robin Corsiglia Susan Sloan Anne Jardin Deborah Clarke                  | 1976 Montreal       | 100-Meter-Lagenstaffel    |           |
| Mike West                                                                               | 1984 Los Angeles    | 100 Meter Rücken          |           |
| Cameron Henning                                                                         | 1984 Los Angeles    | 200 Meter Rücken          |           |
| Reema Abdo Anne Ottenbrite Michelle MacPherson Pamela Rai                               | 1984 Los Angeles    | 100-Meter-Lagenstaffel    |           |
| Lorie Melien Allison Higson Jane Kerr Andrea Nugent Keltie Duggan Patricia Noall        | 1988 Seoul          | 100-Meter-Lagenstaffel    |           |
| Mark Tewksbury Jonathan Cleveland Marcel Gery Stephen Clarke Tom Ponting                | 1992 Barcelona      | 100-Meter-Lagenstaffel    |           |
| Curtis Myden                                                                            | 1996 Atlanta        | 200 Meter Lagen           |           |
| Curtis Myden                                                                            | 1996 Atlanta        | 400 Meter Lagen           |           |
| Curtis Myden                                                                            | 2000 Sydney         | 200 Meter Lagen           |           |
| Synchronschwimm-Mannschaft                                                              | 2000 Sydney         | Gruppe                    |           |
| Ryan Cochrane                                                                           | 2008 Peking         | 1500 Meter Freistil       |           |
| Brent Hayden                                                                            | 2012 London         | 100 Meter Freistil        |           |
| Richard Weinberger                                                                      | 2012 London         | Freiwasserschwimmen       |           |
| Kylie Masse                                                                             | 2016 Rio de Janeiro | 100 Meter Rücken          |           |
| Hilary Caldwell                                                                         | 2016 Rio de Janeiro | 200 Meter Rücken          |           |
| Sandrine Mainville Penny Oleksiak Chantal van Landeghem Taylor Ruck Michelle Williams   | 2016 Rio de Janeiro | 100-Meter-Freistilstaffel |           |
| Brittany MacLean Penny Oleksiak Katerine Savard Taylor Ruck Kennedy Goss Emily Overholt | 2016 Rio de Janeiro | 200-Meter-Freistilstaffel |           |

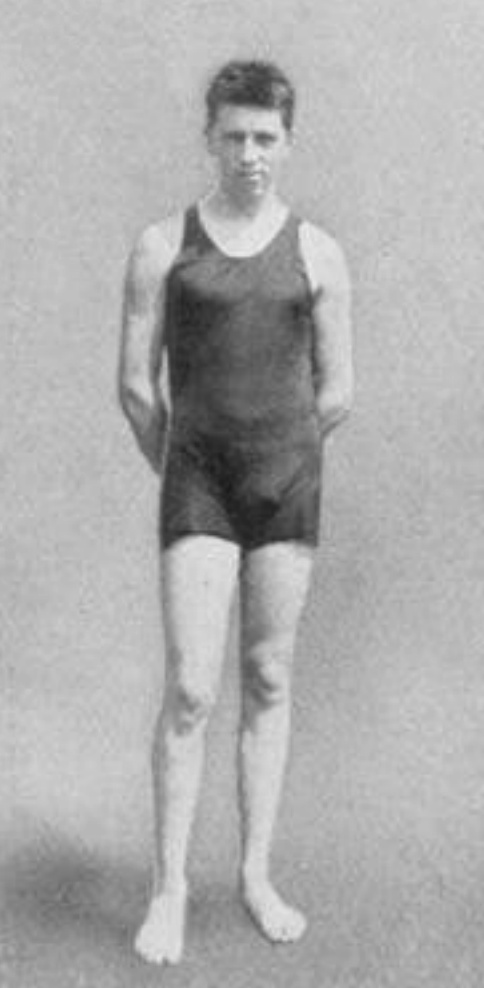
George Hodgson, zweifacher Olympiasieger von 1912
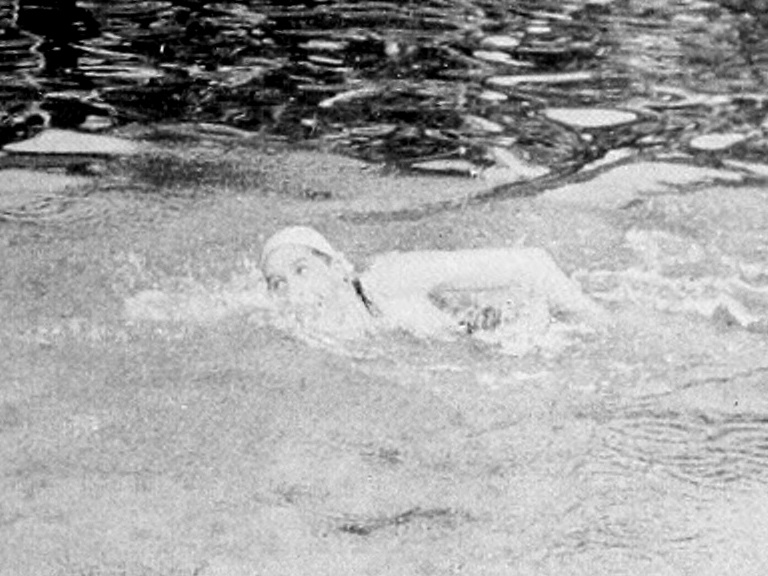
George Hodgson auf dem Weg zu Gold über 1500 Meter Freistil
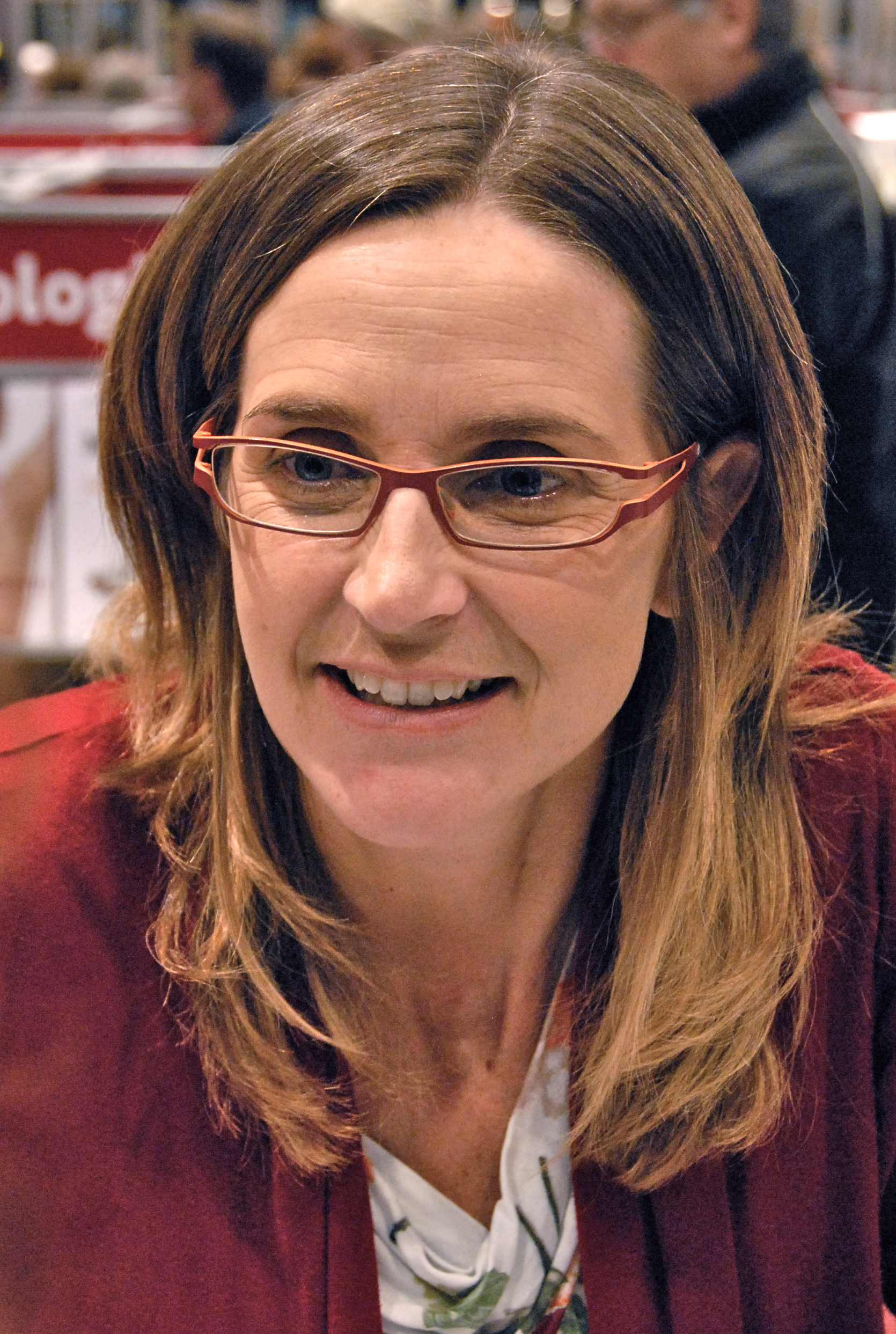
Sylvie Fréchette, Olympiasiegerin 1992 im Synchronschwimmen (Foto von 2012)
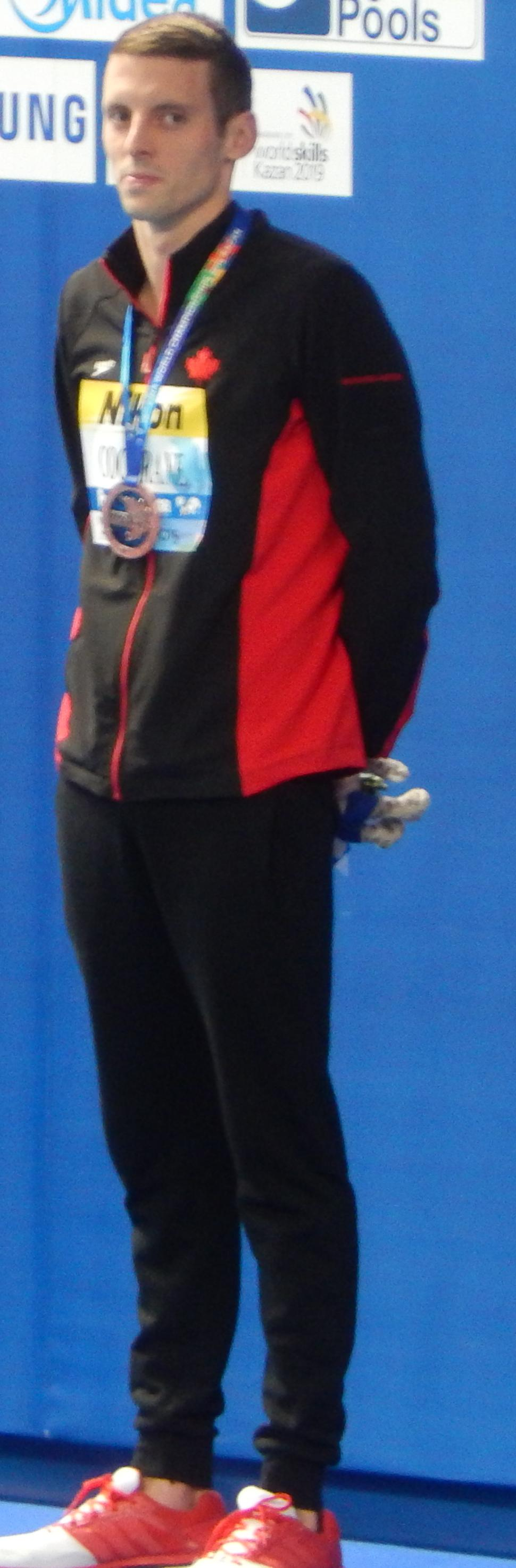
Ryan Cochrane (Foto von 2015) gewann Bronze 2008 und Silber 2012
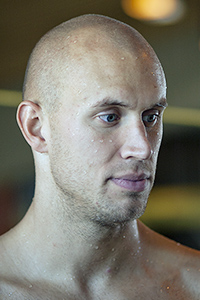
Brent Hayden, Bronze 2012
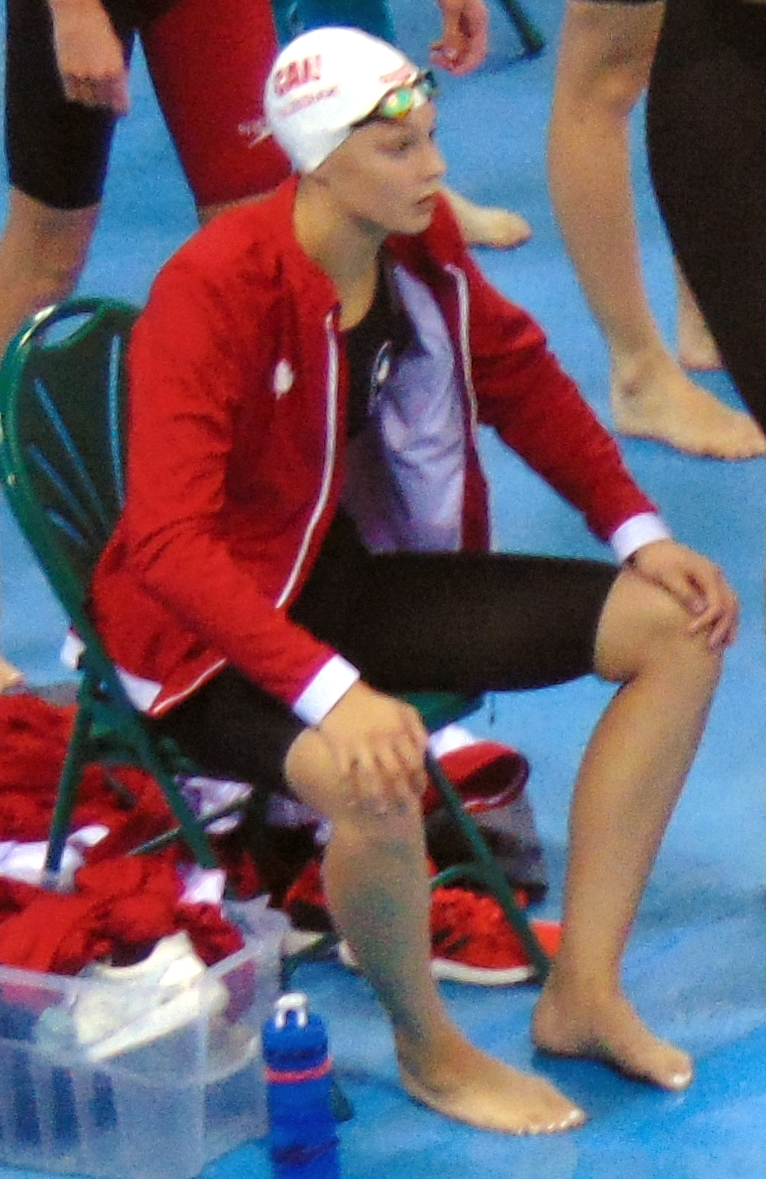
Penny Oleksiak, Olympiasiegerin 2016

#### Segeln
| Gelbes Symbol für Goldmedaillen mit stilisierten Olympischen Ringen | Graues Symbol für Silbermedaillen mit stilisierten Olympischen Ringen | Braundes Symbol für Bronzemedaillen mit stilisierten Olympischen Ringen |
| ------------------------------------------------------------------- | --------------------------------------------------------------------- | ----------------------------------------------------------------------- |
| —                                                                   | 3                                                                     | 6                                                                       |

Norman Robertson war der erste Kanadier, der an einer olympischen Segelregatta teilnahm. Er startete 1924 in Finn-Dinghi. 1932 in Los Angeles segelten nur zwei Boote in der 8-Meter-Klasse, die kanadische Santa Maria wurde Zweite. Drei Boote nahmen in der 6-Meter-Klasse teil. Die Caprice aus Kanada wurde Dritte.
Erst 1960 erreichten kanadische Segler eine vordere Platzierung. In der Drachenklasse fuhr die Argo II auf den fünften Platz. 1968 folgte ein vierter Platz in dieser Klasse. 1972 konnte eine Bronzemedaille in der Solingklasse gewonnen werden. Der Flying Dutchman segelte 1976 auf Platz 4.
1984 konnte der Flying Dutchman Silber gewinnen. Bronze gewann das Boot der Solingklasse sowie Terry Neilson im Finn-Dinghi. 1988 folgte eine Bronzemedaille für den Flying Dutchman, 1992 eine weitere Bronzemedaille in der Starbootklasse.
12 Jahre später in Athen gewann das Starboot Silber. 2008 wurde Christopher Cook im Finn-Dinghi Fünfter, das Boot der Tornadoklasse belegte Rang 4.
| Name                                                                              | Spiele           | Disziplin       | Anmerkung              |
| --------------------------------------------------------------------------------- | ---------------- | --------------- | ---------------------- |
| Ernest Cribb Peter Gordon George Gyles Harry Jones Ronald Maitland Hubert Wallace | 1932 Los Angeles | 8-Meter-Klasse  | erster Medaillengewinn |
| Evert Bastet Terry McLaughlin                                                     | 1984 Los Angeles | Flying Dutchman |                        |
| Ross MacDonald Mike Wolfs                                                         | 2004 Athen       | Star            |                        |

| Name                                                       | Spiele           | Disziplin       | Anmerkung |
| ---------------------------------------------------------- | ---------------- | --------------- | --------- |
| Gardner Boultbee Kenneth Glass Philip Rogers Gerald Wilson | 1932 Los Angeles | 6-Meter-Klasse  |           |
| David Miller John Ekels Paul Côté                          | 1972 München     | Soling          |           |
| Terry Neilson                                              | 1984 Los Angeles | Finn-Dinghi     |           |
| Stephen Calder John Kerr Hans Fogh                         | 1984 Los Angeles | Soling          |           |
| Frank McLaughlin John Millen                               | 1988 Seoul       | Flying Dutchman |           |
| Eric Jespersen Ross MacDonald                              | 1992 Barcelona   | Star            |           |

#### Softball
| Gelbes Symbol für Goldmedaillen mit stilisierten Olympischen Ringen | Graues Symbol für Silbermedaillen mit stilisierten Olympischen Ringen | Braundes Symbol für Bronzemedaillen mit stilisierten Olympischen Ringen |
| ------------------------------------------------------------------- | --------------------------------------------------------------------- | ----------------------------------------------------------------------- |
| —                                                                   | —                                                                     | —                                                                       |

1996 in Atlanta gehörte Softball erstmals zu den olympischen Sportarten. Die kanadische Mannschaft belegte Platz 5, nachdem sie in der Gruppenphase drei Spiele gewonnen und vier verloren hatte. 2000 in Sydney wurden die Kanadierinnen Letzte im Gesamtklassement, nachdem sie nur eines von sieben Spielen gewinnen konnten. Im kanadischen Kader stand auch Hayley Wickenheiser, die im Eishockey vierfache Olympiasiegerin wurde (2002 bis 2014). 2004 in Athen gewannen die Kanadierinnen drei von sieben Spielen und belegten Platz 5. Die punktgleichen Chinesinnen waren in der Run-Wertung um drei Runs besser.
Im letzten olympischen Softballturnier gewannen die Kanadierinnen in der Vorrunde drei von sieben Spiele und waren damit als Gruppen-Vierte für das Halbfinale qualifiziert. Hier verlor man gegen Australien mit 3:5. Da das Turnier im Page-Playoff-System gespielt wurde, schied Kanada damit als Verlierer des ersten Halbfinals aus.

#### Taekwondo
| Gelbes Symbol für Goldmedaillen mit stilisierten Olympischen Ringen | Graues Symbol für Silbermedaillen mit stilisierten Olympischen Ringen | Braundes Symbol für Bronzemedaillen mit stilisierten Olympischen Ringen |
| ------------------------------------------------------------------- | --------------------------------------------------------------------- | ----------------------------------------------------------------------- |
| —                                                                   | 1                                                                     | 1                                                                       |

Taekwondo wurde 2000 in Sydney erstmals bei Olympischen Spielen durchgeführt. Für Kanada nahm eine Taekwondoin teil, die Schwergewichtlerin Dominique Bosshart, die mit Bronze auch gleich die erste kanadische Medaille in dieser Sportart gewann. 2008 gewann Karine Sergerie Silber im Weltergewicht.
| Name            | Spiele      | Disziplin     | Anmerkung |
| --------------- | ----------- | ------------- | --------- |
| Karine Sergerie | 2008 Peking | Weltergewicht |           |

| Name               | Spiele      | Disziplin     | Anmerkung              |
| ------------------ | ----------- | ------------- | ---------------------- |
| Dominique Bosshart | 2000 Sydney | Schwergewicht | erster Medaillengewinn |

#### Tennis
| Gelbes Symbol für Goldmedaillen mit stilisierten Olympischen Ringen | Graues Symbol für Silbermedaillen mit stilisierten Olympischen Ringen | Braundes Symbol für Bronzemedaillen mit stilisierten Olympischen Ringen |
| ------------------------------------------------------------------- | --------------------------------------------------------------------- | ----------------------------------------------------------------------- |
| 1                                                                   | —                                                                     | —                                                                       |

Kanada nahm am Tennisturnier 1908 in London teil. Charles Brown, Robert Powell und John Foulkes waren am 6. Juli 1908 die ersten kanadischen Athleten dieser Sportart.
92 Jahre später wurden Sébastien Lareau und Daniel Nestor Olympiasieger im Herren-Doppel, die im Finale das australische Duo Mark Woodforde und Todd Woodbridge in vier Sätzen schlagen konnten. Zuvor hatten sie im Viertelfinale das deutsche Doppel Thomas Haas und David Prinosil in zwei Sätzen ausgeschaltet.
Daniel Nestor trat 2016 in Rio de Janeiro mit seinem neuen Partner Vasek Pospisil wieder im Doppel an. Im Halbfinale unterlagen sie dem spanischen Doppel Rafael Nadal/Marc López, den späteren Olympiasiegern, in zwei Sätzen. Sie verloren auch das Spiel um die Bronzemedaille. Sie wurden von ihren Gegnern, den US-Spielern Steve Johnson und Jack Sock, in zwei Sätzen besiegt.
| Name                           | Spiele      | Disziplin     | Anmerkung                              |
| ------------------------------ | ----------- | ------------- | -------------------------------------- |
| Sébastien Lareau Daniel Nestor | 2000 Sydney | Herren Doppel | erster Olympiasieg und Medaillengewinn |

#### Tischtennis
| Gelbes Symbol für Goldmedaillen mit stilisierten Olympischen Ringen | Graues Symbol für Silbermedaillen mit stilisierten Olympischen Ringen | Braundes Symbol für Bronzemedaillen mit stilisierten Olympischen Ringen |
| ------------------------------------------------------------------- | --------------------------------------------------------------------- | ----------------------------------------------------------------------- |
| —                                                                   | —                                                                     | —                                                                       |

Im 1988 erstmals bei Olympischen Spielen ausgetragenen Tischtennis nahmen als erste Kanadier bei den Männern Joe Ng und Horatio Pintea und bei den Frauen Mariann Domonkos teil.
1996 in Atlanta erreichte Johnny Huang als erster kanadischer Teilnehmer das Viertelfinale, wobei er in der Runde zuvor den Schweden Jan-Ove Waldner in vier Sätzen besiegen konnte. Im Viertelfinale scheiterte er an dem Chinesen Liu Guoliang, dem späteren Olympiasieger.

#### Triathlon
| Gelbes Symbol für Goldmedaillen mit stilisierten Olympischen Ringen | Graues Symbol für Silbermedaillen mit stilisierten Olympischen Ringen | Braundes Symbol für Bronzemedaillen mit stilisierten Olympischen Ringen |
| ------------------------------------------------------------------- | --------------------------------------------------------------------- | ----------------------------------------------------------------------- |
| 1                                                                   | 1                                                                     | —                                                                       |

Triathlon wurde 2000 in Sydney ins olympische Programm aufgenommen. Gleich bei der ersten Durchführung konnte Kanada den ersten Olympiasieg in dieser Sportart feiern, als Simon Whitfield bei den Männern gewann. Nach einem elften Platz 2004 in Athen gewann Whitfield 2008 in Peking noch einmal Silber.
| Name            | Spiele      | Disziplin | Anmerkung                              |
| --------------- | ----------- | --------- | -------------------------------------- |
| Simon Whitfield | 2000 Sydney |           | erster Olympiasieg und Medaillengewinn |

| Name            | Spiele      | Disziplin | Anmerkung |
| --------------- | ----------- | --------- | --------- |
| Simon Whitfield | 2008 Peking |           |           |

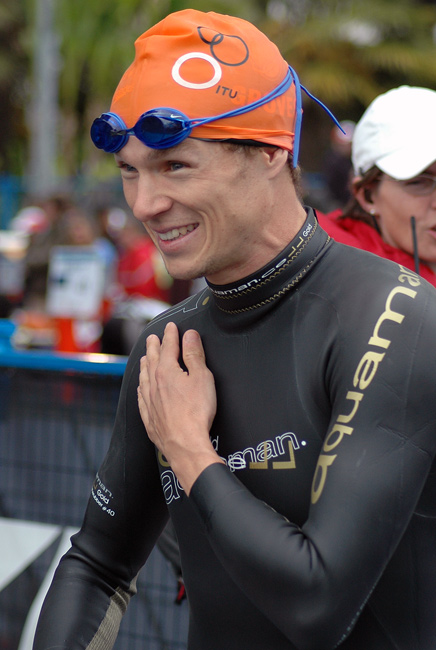
Simon Whitfield, 2000 erster Olympiasieger im Triathlon

#### Turnen
| Gelbes Symbol für Goldmedaillen mit stilisierten Olympischen Ringen | Graues Symbol für Silbermedaillen mit stilisierten Olympischen Ringen | Braundes Symbol für Bronzemedaillen mit stilisierten Olympischen Ringen |
| ------------------------------------------------------------------- | --------------------------------------------------------------------- | ----------------------------------------------------------------------- |
| 4                                                                   | 3                                                                     | 2                                                                       |

Orville Elliott und Allan Keith waren 1908 in London die ersten kanadischen Turner bei Olympischen Spielen. Die erste Turnerin war 1956 in Melbourne Ernestine Russell-Carter.
1984 in Los Angeles gab es die ersten Erfolge. Bei den Frauen belegte die kanadische Riege im Mehrkampf Platz 5. In der rhythmischen Sportgymnastik wurde Lori Fung zur ersten kanadischen Olympiasiegerin im Turnen sowie zur ersten Olympiasiegerin in dieser erstmals ausgetragenen Disziplin. 1988 in Seoul wurde Curtis Hibbert Sechster am Barren und Siebter am Reck.
Seit 2000 in Sydney wird das Trampolinturnen durchgeführt. Gleich im ersten olympischen Wettkampf gab es zwei Bronzemedaillen. Mathieu Turgeon gewann Bronze bei den Männern, Karen Cockburn bei den Frauen.
Im Geräteturnen wurde 2004 in Athen Kyle Shewfelt Olympiasieger am Boden. Im Pferdsprung wurde er Vierter. Ein Gerätefinale erreichte auch Kate Richardson. Am Boden wurde sie Siebte. Karen Cockburn gewann auf dem Trampolin Silber. Cockburn gewann 2008 in Peking wieder Silber ebenso wie Jason Burnett bei den Männern.
2012 in London erreichte im Geräteturnen die Frauenmannschaft Platz 5 im Mehrkampf. Im Pferdsprung kamen zwei Athletinnen ins Finale. Brittany Rogers wurde Siebte, Elisabeth Black Achte. Im Trampolinturnen wurde Rosannagh MacLennan Olympiasiegerin, Karen Cockburn erreichte Platz 4. Bei den Männern wurde Jason Burnett Achter.
Im Geräteturnen wurde 2016 in Rio de Janeiro Elisabeth Black Fünfte im Mehrkampf. Rosannagh MacLaren konnte ihren Olympiasieg von London verteidigen.
| Name                | Spiele              | Disziplin                  | Anmerkung                              |
| ------------------- | ------------------- | -------------------------- | -------------------------------------- |
| Lori Fung           | 1984 Los Angeles    | Rhythmische Sportgymnastik | erster Olympiasieg und Medaillengewinn |
| Kyle Shewfelt       | 2004 Athen          | Boden                      |                                        |
| Rosannagh MacLennan | 2012 London         | Trampolin                  |                                        |
| Rosannagh MacLennan | 2016 Rio de Janeiro | Trampolin                  |                                        |

| Name           | Spiele      | Disziplin | Anmerkung |
| -------------- | ----------- | --------- | --------- |
| Karen Cockburn | 2004 Athen  | Trampolin |           |
| Jason Burnett  | 2008 Peking | Trampolin |           |
| Karen Cockburn | 2008 Peking | Trampolin |           |

| Name            | Spiele      | Disziplin | Anmerkung |
| --------------- | ----------- | --------- | --------- |
| Mathieu Turgeon | 2000 Sydney | Trampolin |           |
| Karen Cockburn  | 2000 Sydney | Trampolin |           |

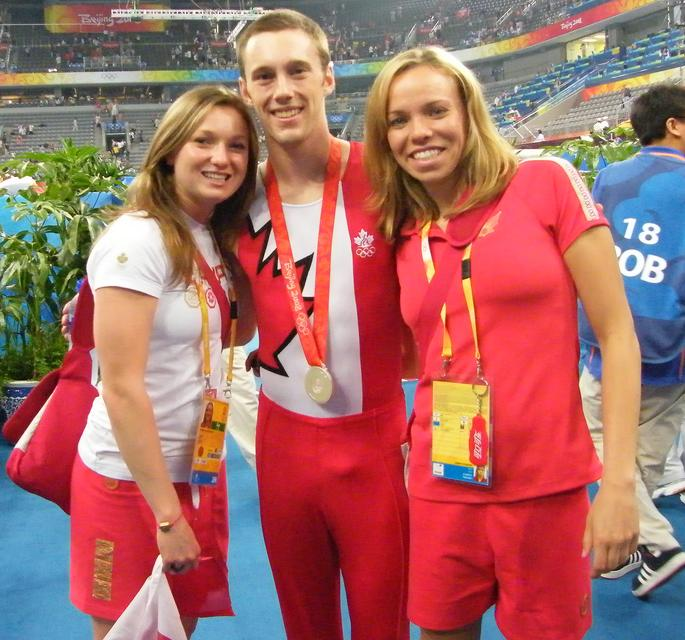
Das kanadische Trampolinteam 2008 und 2012: links Rosannagh MacLennan, Mitte Jason Burnett, rechts Karen Cockburn

#### Volleyball
| Gelbes Symbol für Goldmedaillen mit stilisierten Olympischen Ringen | Graues Symbol für Silbermedaillen mit stilisierten Olympischen Ringen | Braundes Symbol für Bronzemedaillen mit stilisierten Olympischen Ringen |
| ------------------------------------------------------------------- | --------------------------------------------------------------------- | ----------------------------------------------------------------------- |
| —                                                                   | —                                                                     | —                                                                       |

Das erste olympische Volleyballturnier mit kanadischer Beteiligung fand 1976 in Montreal statt. Beide Mannschaften verloren alle ihre Spiele und wurden jeweils Gruppenletzter. 1984 in Los Angeles wurden die Männer Gruppenerster nach drei Siegen und einer Niederlage. Im Halbfinale verloren sie mit 0:3 gegen die USA. Auch das Spiel um Bronze gegen Italien ging mit 0:3 verloren. Die Frauen wurden mit drei Niederlagen Gruppenletzte. Das Platzierungsspiel gegen die Bundesrepublik Deutschland ging mit 0:3 ebenso verloren.
1988 konnte sich keine Mannschaft qualifizieren, 1992 nur das Männerteam. In der Vorrunde erzielte Kanada in fünf Spielen einen Sieg. Das Platzierungsspiel um Platz 9 ging mit 1:3 an Südkorea verloren. In Atlanta 1996 waren die Frauen am Start. Wie schon vier Jahre zuvor bei den Männern kamen in der Gruppenphase ein Sieg und vier Niederlagen zu Stande und schied damit aus, da es keine Platzierungsspiele gab.
Erst 2016 in Rio de Janeiro war wieder eine kanadische Volleyballmannschaft dabei. Diesmal hatten sich die Männer qualifizieren können. In ihrer Vorrundengruppe gewannen sie drei von fünf Spielen und zogen damit ins Viertelfinale ein. Hier unterlagen sie Russland mit 0:3 und schieden aus.

#### Wasserball
| Gelbes Symbol für Goldmedaillen mit stilisierten Olympischen Ringen | Graues Symbol für Silbermedaillen mit stilisierten Olympischen Ringen | Braundes Symbol für Bronzemedaillen mit stilisierten Olympischen Ringen |
| ------------------------------------------------------------------- | --------------------------------------------------------------------- | ----------------------------------------------------------------------- |
| —                                                                   | —                                                                     | —                                                                       |

Kanada nahm erstmals 1972 in München am olympischen Wasserballturnier teil. Nach fünf Niederlagen in fünf Spielen in der Gruppenphase schied die Mannschaft aus. 1976 wurde gegen Australien mit 6:5 gewonnen, die beiden übrigen Spiele gingen verloren, u. a. auch gegen die Bundesrepublik (0:5). In der Platzierungsrunde gewann Kanada erneut über Australien, diesmal mit 4:3. Es folgte eine Niederlage gegen Kuba (5:7) und ein Sieg über den Iran (8:1). Zum Abschluss gab es zwei Unentschieden gegen die Sowjetunion (6:6) und Mexiko (4:4). Damit belegte Kanada im Gesamtklassement Platz 9.
1984 gab es drei Niederlagen in den Gruppenspielen. In der Platzierungsrunde erkämpften sich die Kanadier ein 10:10 gegen Brasilien und besiegten Japan mit 8:5. Im Endklassement belegten sie Platz 10.
Seit 2000 gab es ein Wasserballturnier für Frauen bei Olympischen Spielen. 2004 konnten sich die Kanadierinnen qualifizieren. Mit einem Sieg aus drei Spielen belegten sie in der Vorrunde den letzten Gruppenplatz. Das abschließende Spiel um Platz 7 gewannen sie mit 10:4 gegen Kasachstan.
2008 hatten sich wieder die Männer qualifiziert. Mit fünf Niederlagen in fünf Spielen belegte Kanada den letzten Platz seiner Gruppe. In der Platzierungsrunde verlor Kanada zunächst mit 11:13 gegen Australien. Das Spiel um Platz 11 gewann Kanada dann mit 8:7 gegen China.

#### Wasserspringen
| Gelbes Symbol für Goldmedaillen mit stilisierten Olympischen Ringen | Graues Symbol für Silbermedaillen mit stilisierten Olympischen Ringen | Braundes Symbol für Bronzemedaillen mit stilisierten Olympischen Ringen |
| ------------------------------------------------------------------- | --------------------------------------------------------------------- | ----------------------------------------------------------------------- |
| 1                                                                   | 4                                                                     | 8                                                                       |

Der erste kanadische Wasserspringer, Robert Zimmerman, trat 1908 in London an. In Stockholm 1912 erreichte Zimmerman Platz 5 im Kunstspringen. Erst 1932 in Los Angeles konnten kanadische Wasserspringer wieder Topplatzierungen erreichen. Alfred Phillips wurde Vierter im Kunstspringen, Doris Ogilvie Fünfte.
1956 in Melbourne wurde die erste Medaille gewonnen. Irene MacDonald gewann die Bronzemedaille im Kunstspringen. 1960 wurde Ernest Meissner im Kunstspringen Fünfter, Irene MacDonald Sechste und im Turmspringen Neunte. 1968 wurde Beverly Boys Vierte im Turm- und Siebte im Kunstspringen, 1972 Sechste im Kunstspringen.
1976 in Montreal wurde Cindy Shatto im Turmspringen Fünfte direkt vor ihrer Teamkameradin Teri York. 1984 in Los Angeles wurde Sylvie Bernier Olympiasiegerin im Kunstspringen. Deborah Fuller wurde im Turmspringen Sechste. Erst 1996 in Atlanta konnte eine weitere Medaille gewonnen werden. Annie Pelletier sprang im Kunstspringen zur Bronzemedaille.
2000 gewannen Émilie Heymans und Anne Montminy Silber im Synchron-Turmspringen. In der Einzelkonkurrenz gewann Montminy Bronze, Heymans wurde Fünfte. Im Synchron-Kunstspringen wurden Eryn Bulmer und Blythe Hartley Fünfte. Bei den Männern erreichte Alexandre Despatie Rang 4 im Turmspringen.
2004 in Athen gewann Alexandre Despatie Silber im Kunstspringen. Im Turmspringen wurde er Vierter. Zusammen mit seinem Partner Philippe Comtois belegte er im Synchron-Turmspringen Platz 5. Im Synchron-Turmspringen bei den Frauen gewannen Blythe Hartley und Émilie Heymans die Bronzemedaille. Im Synchron-Kunstspringen kamen beide auf Platz 7. Hartley wurde im Kunstspringen Fünfte, Heymans Zehnte. Im Turmspringen kam Heymans auf Platz 4, Myriam Boileau wurde Siebte.
Despatie konnte 2008 in Peking seine Silbermedaille im Kunstspringen wiederholen. Mit Arturo Miranda erreichte er Platz 5 im Synchron-Kunstspringen. Émilie Heymans gewann Silber im Turmspringen, Marie-Ève Marleau wurde Siebte. Im Kunstspringen wurde Blythe Hartley Vierte. Meaghan Benfeito und Roseline Filion kamen im Synchron-Turmspringen auf Platz 7.
2012 in London gab es zwei Bronzemedaillen. Émilie Heymans und Jennifer Abel wurden Dritte beim Synchron-Kunstspringen. Meaghan Benfeito und Roseline Filion erreichten den gleichen Platz im Synchron-Turmspringen. Im Kunstspringen wurde Abel Sechste. Platz 6 erreichte auch das Duo Alexandre Despatie und Reuben Ross im Synchron-Kunstspringen.
Benfeito und Filion wurden auch 2016 in Rio de Janeiro Dritten im Synchron-Turmspringen. Benfeito gewann dazu Bronze im Einzelspringen vom Turm. Filion wurde Sechste. Jennifer Abel wurde diesmal Vierte im Kunstspringen, Pamela Ware Siebte. Zusammen belegten sie Platz 4 im Synchron-Kunstspringen.

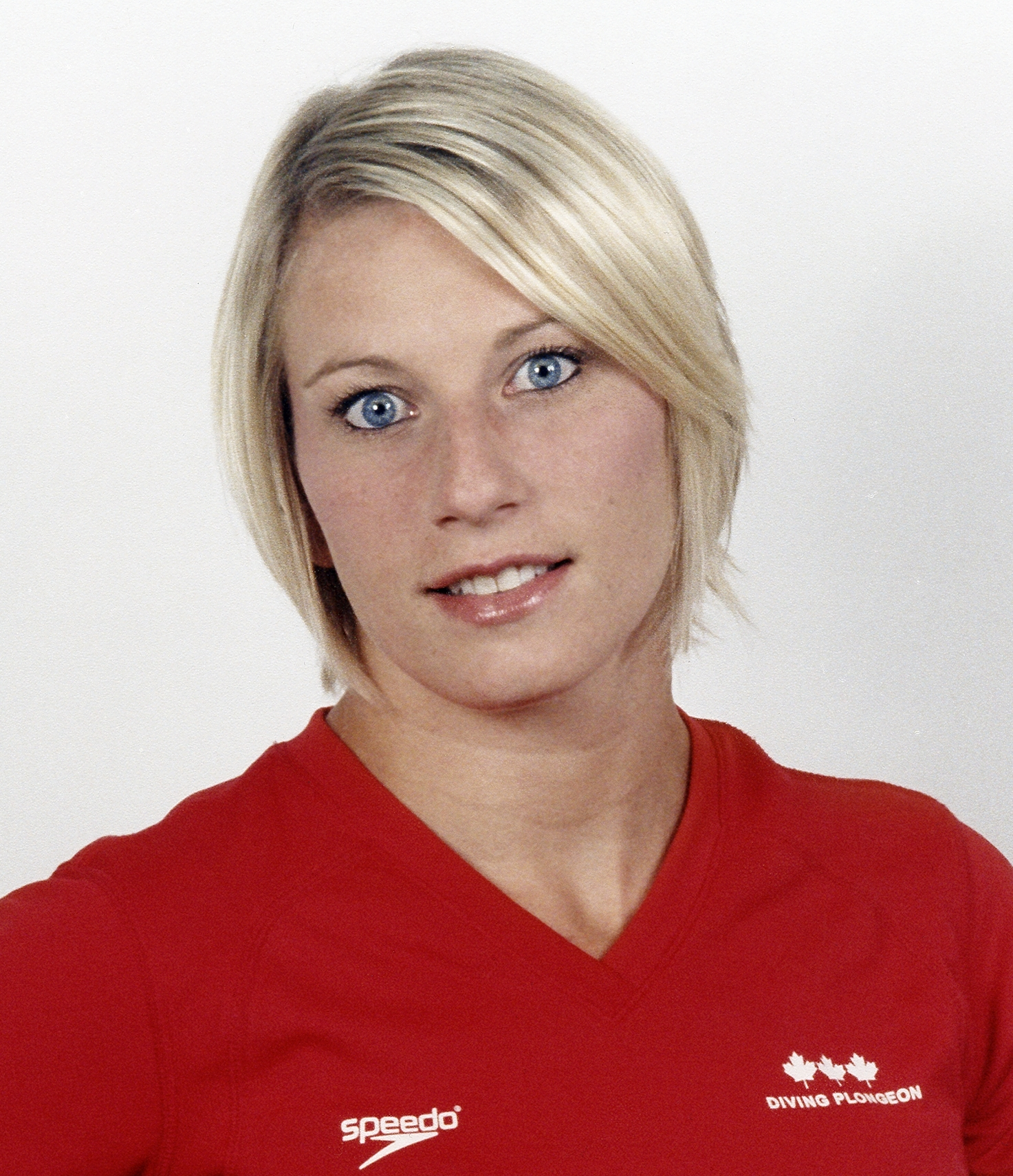
Émilie Heymans
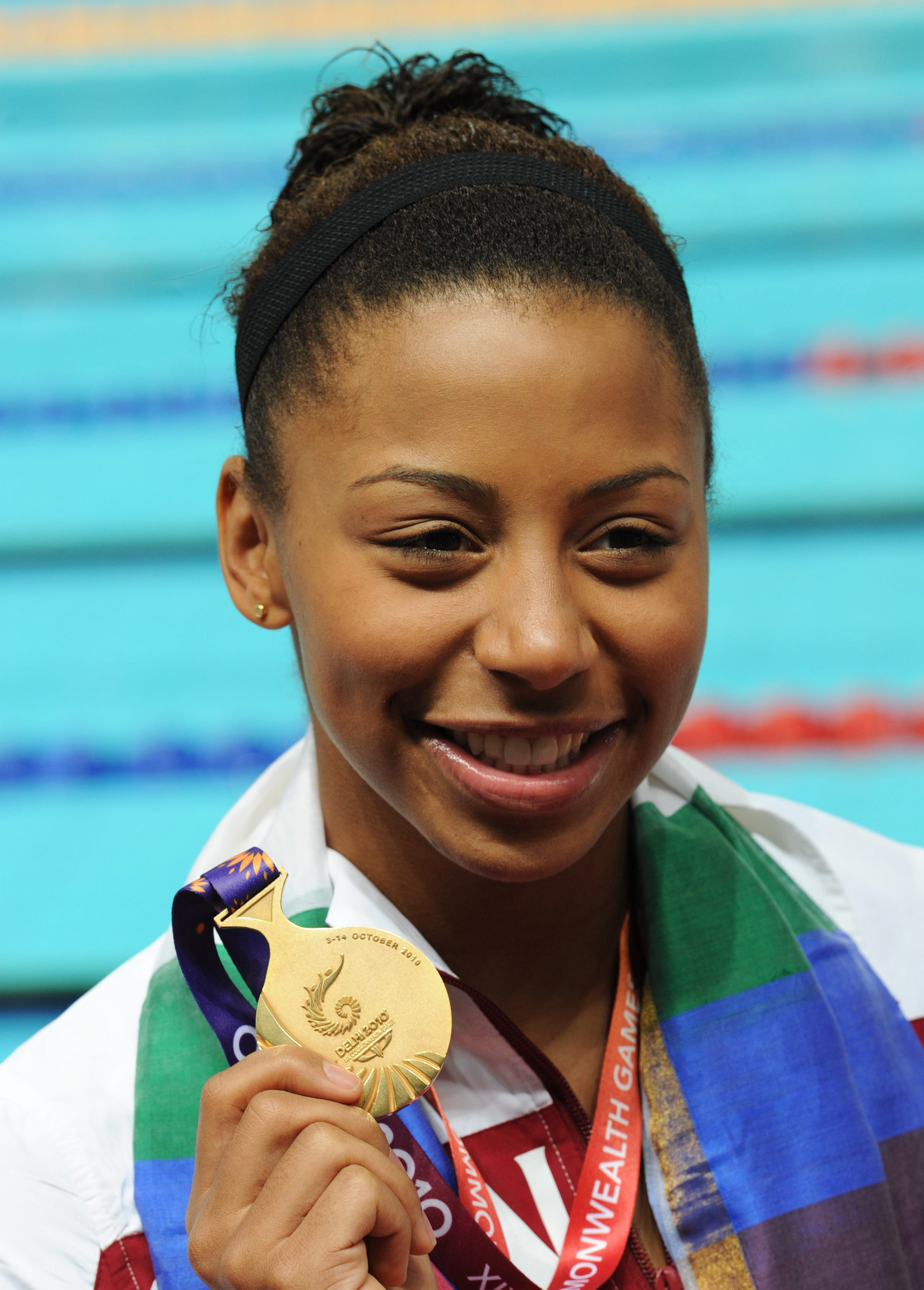
Jennifer Abel

| Name           | Spiele           | Disziplin     | Anmerkung          |
| -------------- | ---------------- | ------------- | ------------------ |
| Sylvie Bernier | 1984 Los Angeles | Kunstspringen | erster Olympiasieg |

| Name                         | Spiele      | Disziplin             | Anmerkung |
| ---------------------------- | ----------- | --------------------- | --------- |
| Émilie Heymans Anne Montminy | 2000 Sydney | Synchron-Turmspringen |           |
| Alexandre Despatie           | 2004 Athen  | Kunstspringen         |           |
| Alexandre Despatie           | 2008 Peking | Kunstspringen         |           |
| Émilie Heymans               | 2008 Peking | Turmspringen          |           |

| Name                             | Spiele              | Disziplin              | Anmerkung              |
| -------------------------------- | ------------------- | ---------------------- | ---------------------- |
| Irene MacDonald                  | 1956 Melbourne      | Kunstspringen          | erster Medaillengewinn |
| Annie Pelletier                  | 1996 Atlanta        | Kunstspringen          |                        |
| Anne Montminy                    | 2000 Sydney         | Turmspringen           |                        |
| Émilie Heymans Blythe Hartley    | 2004 Athen          | Synchron-Turmspringen  |                        |
| Émilie Heymans Jennifer Abel     | 2012 London         | Synchron-Kunstspringen |                        |
| Meaghan Benfeito Roseline Filion | 2012 London         | Synchron-Turmspringen  |                        |
| Meaghan Benfeito                 | 2016 Rio de Janeiro | Turmspringen           |                        |
| Meaghan Benfeito Roseline Filion | 2016 Rio de Janeiro | Synchron-Turmspringen  |                        |

- Émilie Heymans
- Jennifer Abel

### Winterspiele

#### Biathlon
| Gelbes Symbol für Goldmedaillen mit stilisierten Olympischen Ringen | Graues Symbol für Silbermedaillen mit stilisierten Olympischen Ringen | Braundes Symbol für Bronzemedaillen mit stilisierten Olympischen Ringen |
| ------------------------------------------------------------------- | --------------------------------------------------------------------- | ----------------------------------------------------------------------- |
| 2                                                                   | —                                                                     | 1                                                                       |

Die ersten kanadischen Biathleten nahmen 1968 in Grenoble teil. Esko Karu, George Ede, James Boyde und George Rattai nahmen am 20-km-Rennen und in mit der Staffel teil, belegten jedoch nur hintere Plätze. Erst 20 Jahre später in Calgary nahmen wieder Biathleten teil, blieben jedoch ebenfalls erfolglos.
1992 in Albertville zeigte sich die kanadische Mannschaft erfolgreicher. Bei den Männern erreichte Steve Cyr Platz 8 im Sprint. Bei den Frauen sorgte Myriam Bédard für den ersten Medaillengewinn Kanadas im Biathlon. Über 15 Kilometer gewann sie die Bronzemedaille. 1994 in Lillehammer wurde sie die erste Olympiasiegerin Kanadas im Biathlon. Zuerst gewann sie das Rennen über 15 Kilometer, fünf Tage später siegte sie im Sprint.
2010 in Vancouver erreichte Jean-Philippe Leguellec Platz 6 im Sprint. 2014 in Sotschi belegte er Platz 5.
| Name          | Spiele           | Disziplin | Anmerkung          |
| ------------- | ---------------- | --------- | ------------------ |
| Myriam Bédard | 1994 Lillehammer | 15 km     | erster Olympiasieg |
| Myriam Bédard | 1994 Lillehammer | Sprint    |                    |

| Name          | Spiele           | Disziplin | Anmerkung              |
| ------------- | ---------------- | --------- | ---------------------- |
| Myriam Bédard | 1992 Albertville | 15 km     | erster Medaillengewinn |

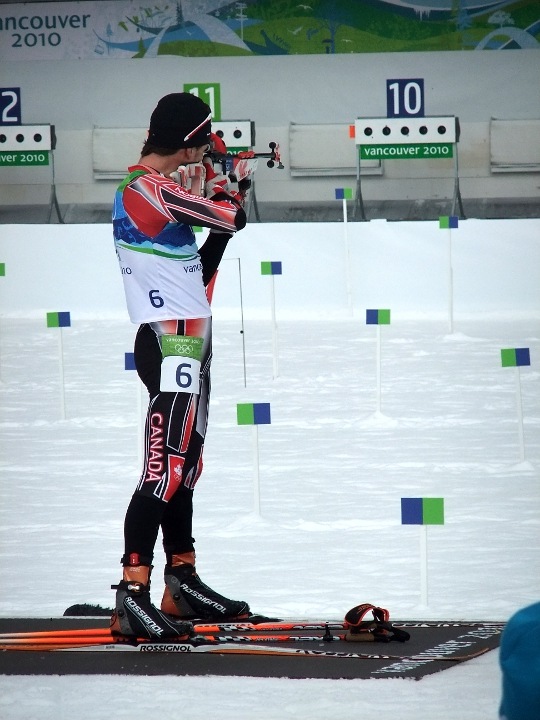
Jean-Philippe Leguellec

#### Bobsport
| Gelbes Symbol für Goldmedaillen mit stilisierten Olympischen Ringen | Graues Symbol für Silbermedaillen mit stilisierten Olympischen Ringen | Braundes Symbol für Bronzemedaillen mit stilisierten Olympischen Ringen |
| ------------------------------------------------------------------- | --------------------------------------------------------------------- | ----------------------------------------------------------------------- |
| 5                                                                   | 2                                                                     | 2                                                                       |

Gleich bei der ersten Teilnahme eines kanadischen Bobs gab es den ersten Olympiasieg. 1964 in Innsbruck siegte der Viererbob Kanada I. Im Zweierbob rasten Victor Emery und Peter Kirby auf Platz 4.
Erst 34 Jahre später, 1998 in Nagano, konnte Kanada einen weiteren Erfolg feiern. Der Zweierbob mit Pierre Lueders und David MacEachern gewann Gold. 2002 in Salt Lake City erreichte Lueders, diesmal mit seinem Partner Giulio Zardo, Platz 5. 2006 in Turin gewann Lueders mit Lascelles Brown Silber im Zweierbob. Brown war 2002 für das jamaikanische Bobteam gestartet und 2004 nach Kanada emigriert. Lueders steuerte den Viererbob auf Platz 4. Helen Upperton und Heather Moyse belegten im Zweierbob Platz 4.
2010 in Vancouver gewann der Viererbob Bronze. Der Zweierbob der Frauen mit Kaillie Humphries und Heather Moyse wurde Olympiasieger vor ihren Teamkameradinnen Helen Upperton und Shelley-Ann Brown. 2014 in Sotschi konnten Humphries und Moyse ihren Triumph wiederholen. In Pyeongchang 2018 gewannen sie Bronze. Bei den Herren wurden Justin Kripps und Alexander Kopacz Olympiasieger im Zweierbob.
| Name                                               | Spiele           | Disziplin | Anmerkung          |
| -------------------------------------------------- | ---------------- | --------- | ------------------ |
| Victor Emery Peter Kirby Douglas Anakin John Emery | 1964 Innsbruck   | Viererbob | erster Olympiasieg |
| Pierre Lueders David MacEachern                    | 1998 Nagano      | Zweierbob |                    |
| Kaillie Humphries Heather Moyes                    | 2010 Vancouver   | Zweierbob |                    |
| Kaillie Humphries Heather Moyes                    | 2014 Sotschi     | Zweierbob |                    |
| Justin Kripps Alexander Kopacz                     | 2018 Pyeongchang | Zweierbob |                    |

| Name                             | Spiele         | Disziplin | Anmerkung |
| -------------------------------- | -------------- | --------- | --------- |
| Pierre Lueders Lascelles Brown   | 2006 Turin     | Zweierbob |           |
| Helen Upperton Shelley-Ann Brown | 2010 Vancouver | Zweierbob |           |

| Name                                                     | Spiele           | Disziplin | Anmerkung |
| -------------------------------------------------------- | ---------------- | --------- | --------- |
| Lyndon Rush David Bissett Lascelles Brown Chris Le Bihan | 2010 Vancouver   | Viererbob |           |
| Kaillie Humphries Heather Moyes                          | 2018 Pyeongchang | Zweierbob |           |

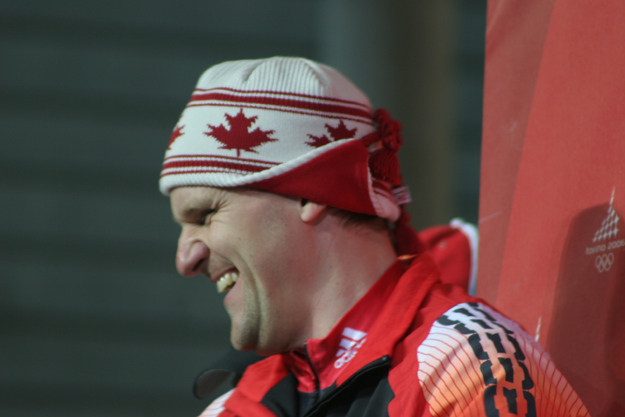
Pierre Lueders, Olympiasieger 1998, Silber 2006
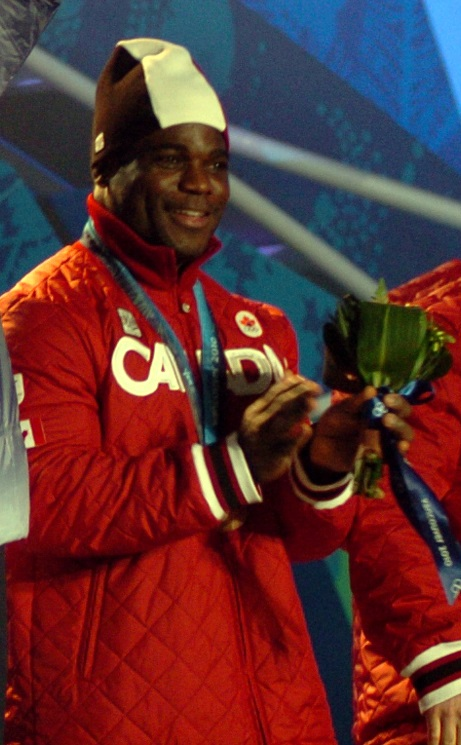
Lascelles Brown, 2002 für Jamaika gestartet, gewann 2006 Silber im Zweierbob und 2010 Bronze im Viererbob
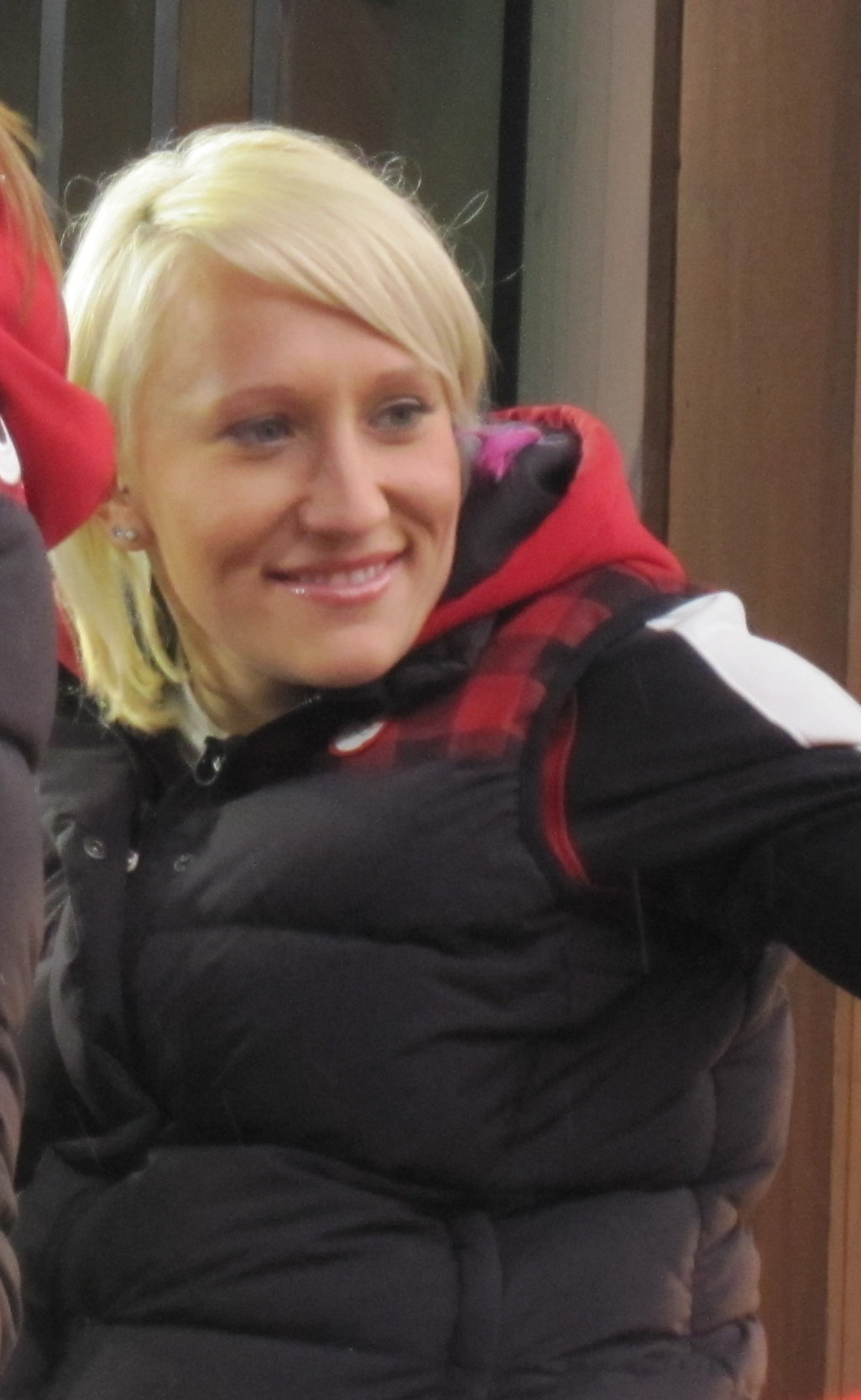
Kaillie Humphries, Olympiasiegerin im Zweierbob 2010 und 2014
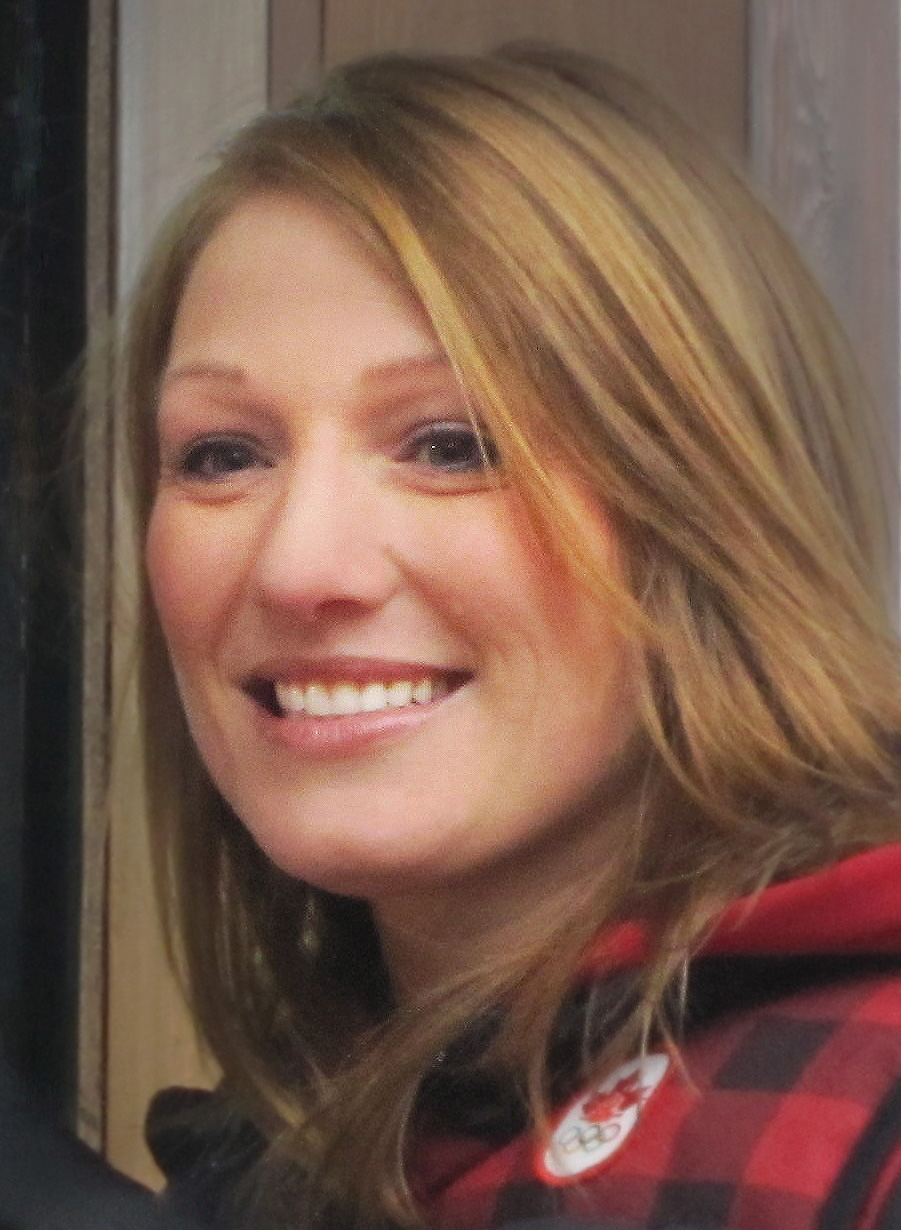
Heather Moyse, Partnerin von Kaillie Humphries
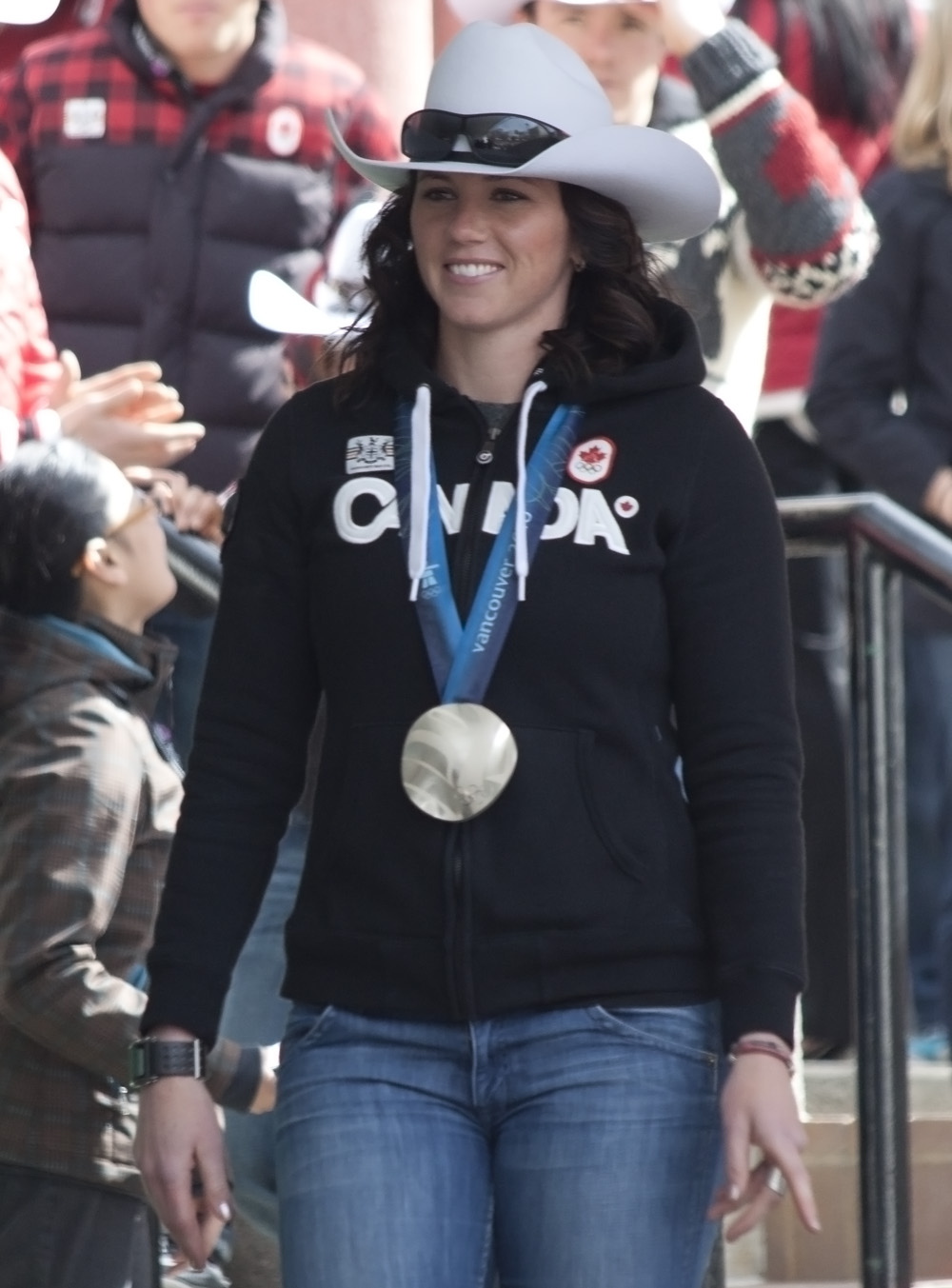
Helen Upperton, Silber 2010 im Zweierbob
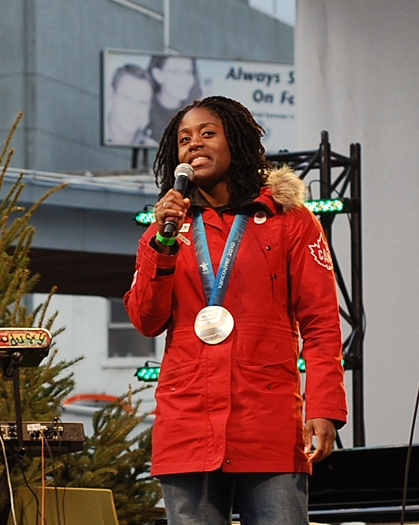
Shelley-Ann Brown, Partnerin von Helen Upperton
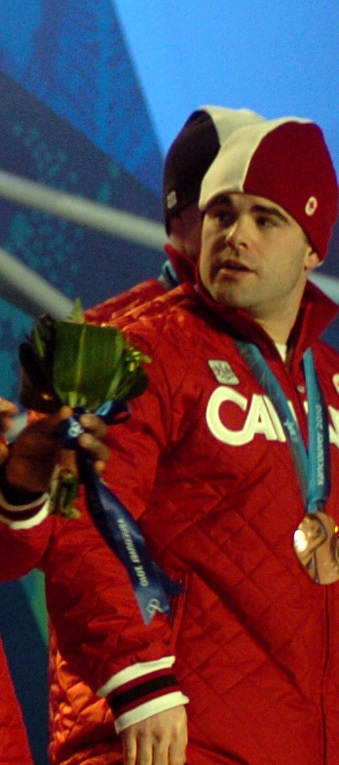
David Bissett, Bronze im Viererbob 2010

#### Curling
| Gelbes Symbol für Goldmedaillen mit stilisierten Olympischen Ringen | Graues Symbol für Silbermedaillen mit stilisierten Olympischen Ringen | Braundes Symbol für Bronzemedaillen mit stilisierten Olympischen Ringen |
| ------------------------------------------------------------------- | --------------------------------------------------------------------- | ----------------------------------------------------------------------- |
| 6                                                                   | 3                                                                     | 2                                                                       |

1998 in Nagano wurde Curling ins olympische Programm aufgenommen. Kanada nahm mit einer Männer- und einer Frauenmannschaft teil. Die Frauen gewannen in der Vorrunde sechs von sieben Spielen, darunter ein 8:5 über Deutschland. Im Halbfinale schlugen sie Großbritannien mit 6:5 und im Finale Dänemark mit 7:5. Auch die Männer gewannen in der Vorrunde sechs von sieben Spielen, Deutschland wurde mit 10:6 geschlagen. Im Halbfinale gab es ein 7:1 über die USA. Im Finale unterlagen sie der Schweiz, die in der Vorrunde mit 8:3 besiegt wurde, mit 3:9.
2002 gewannen die Männer Silber. In neun Spielen gewannen sie acht Mal, darunter mit 9:7 gegen Deutschland und mit 7:2 gegen die Schweiz. Im Halbfinale wurde Schweden mit 6:4 geschlagen, das Finale mit 5:6 gegen Norwegen verloren. Die Frauen gewannen Bronze. Auch sie hatten acht von neun Spielen gewonnen, darunter mit 8:4 gegen Deutschland. Gegen die Schweiz hatte es mit 6:7 die einzige Niederlage gegeben. Im Halbfinale unterlag die Mannschaft mit 5:6 gegen Großbritannien, das Spiel um Bronze wurde dann mit 9:5 gegen die USA gewonnen.
2006 in Turin wurden die Männer Olympiasieger. Mit sechs Spielen und drei Niederlagen endete die Vorrunde auf Platz 2. Deutschland wurde mit 10:5 geschlagen, gegen die Schweiz verlor man 7:8. Im Halbfinale besiegte man die USA mit 10:5, im Finale Finnland mit 10:4. Die Frauen siegten in der Vorrunde ebenfalls sechs Mal bei drei Niederlagen, u. a. 5:7 gegen die Schweiz. Im Halbfinale spielten sie wiederum gegen die Schweiz und verloren abermals mit 5:7. Im Spiel um Bronze gewannen sie dann gegen Norwegen mit 11:5.
Die Männer konnten 2010 in Vancouver ihren Olympiasieg verteidigen. In der Vorrunde gewannen sie alle Spiele, so mit 9:4 gegen Deutschland und 6:4 gegen die Schweiz. Im Halbfinale wurde Schweden mit 6:3 besiegt. Das Finale gewannen die Kanadier mit 6:3 gegen Norwegen. Die Frauen verloren nur eins ihrer neun Spiele der Vorrunde. U. a. siegten sie mit 5:4 gegen die Schweiz und mit 6:5 gegen Deutschland. Im Halbfinale trafen sie wieder auf die Schweiz und siegten mit 6:5. Das Finale gegen Schweden verloren sie mit 6:7.
2014 in Sotschi wurden beide Teams Olympiasieger. In der Vorrunde gewannen die Männer sieben Spiele und verloren zwei, u. a. gegen die Schweiz mit 4:5. Gegen Deutschland gewannen sie mit 11:8. Im Halbfinale wurde China mit 10:6 geschlagen, im Finale Großbritannien mit 9:3. Die Frauen gewannen alle ihre neun Vorrundenspiele. Sie siegten u. a. mit 8:5 über die Schweiz. Im Halbfinale schlugen sie Großbritannien mit 6:4, im Finale Schweden mit 6:3.
2018 scheiterte das Männerteam im Halbfinale mit 3:5 an den USA. Das Spiel um Bronze gegen die Schweiz ging mit 5:7 verloren. Schon in der Vorrunde verlor man gegen die Eidgenossen mit 6:8. Das Frauenteam belegte Rang 6. Gegen die Schweiz gewann die Mannschaft mit 10:8. Im neu ins Olympiaprogramm aufgenommenen gemischten Doppel wurden Kaitlyn Lawes und John Morris Olympiasieger. Das Finale gegen das Schweiz Duo gewannen sie mit 10:3. Schon in der Vorrunde gewannen sie mit 7:2
| Name                          | Spiele           | Disziplin         | Anmerkung                              |
| ----------------------------- | ---------------- | ----------------- | -------------------------------------- |
| Nationalmannschaft der Frauen | 1998 Nagano      | Frauenturnier     | erster Olympiasieg und Medaillengewinn |
| Nationalmannschaft der Männer | 2006 Turin       | Männerturnier     |                                        |
| Nationalmannschaft der Männer | 2010 Vancouver   | Männerturnier     |                                        |
| Nationalmannschaft der Männer | 2014 Sotschi     | Männerturnier     |                                        |
| Nationalmannschaft der Frauen | 2014 Sotschi     | Frauenturnier     |                                        |
| Kaitlyn Lawes John Morris     | 2018 Pyeongchang | gemischtes Doppel |                                        |

| Name                          | Spiele              | Disziplin     | Anmerkung |
| ----------------------------- | ------------------- | ------------- | --------- |
| Nationalmannschaft der Männer | 1998 Nagano         | Männerturnier |           |
| Nationalmannschaft der Männer | 2002 Salt Lake City | Männerturnier |           |
| Nationalmannschaft der Frauen | 2010 Vancouver      | Frauenturnier |           |

| Name                          | Spiele              | Disziplin     | Anmerkung |
| ----------------------------- | ------------------- | ------------- | --------- |
| Nationalmannschaft der Frauen | 2002 Salt Lake City | Frauenturnier |           |
| Nationalmannschaft der Frauen | 2006 Turin          | Frauenturnier |           |

#### Eishockey
| Gelbes Symbol für Goldmedaillen mit stilisierten Olympischen Ringen | Graues Symbol für Silbermedaillen mit stilisierten Olympischen Ringen | Braundes Symbol für Bronzemedaillen mit stilisierten Olympischen Ringen |
| ------------------------------------------------------------------- | --------------------------------------------------------------------- | ----------------------------------------------------------------------- |
| 13                                                                  | 6                                                                     | 3                                                                       |

Kanada nahm erstmals 1920 am olympischen Eishockeyturnier teil. Das Turnier 1920 fand schon im April statt und war Teil der Olympischen Sommerspiele 1920, die in Antwerpen abgehalten wurden. Kanada startete mit einem 15:0 über die Tschechoslowakei ins Turnier. Im Halbfinale wurden die USA mit 2:0 besiegt. Das dritte Spiel gegen die Schweden wurde mit 12:1 gewonnen. Damit war Kanada erstmals Olympiasieger im Eishockey.
1924 verteidigte Kanada seinen Titel. Diesmal wurde eine Vorrunde mit zwei Gruppen gespielt. Kanada gewann alle drei Spiele und hatte ein Torverhältnis von 85:0. In der Finalrunde spielte Kanada 19:2 gegen Großbritannien und 6:1 gegen die USA und gewann somit die zweite Goldmedaille in Folge. In St. Moritz 1928 wurde Kanada zum dritten Mal in Folge Olympiasieger. Die kanadische Mannschaft war direkt für die Medaillenrunde gesetzt und traf auf Großbritannien, Schweden und die Schweiz. Kanada fuhr drei Siege bei einem Torverhältnis von 38:0 ein.
Der vierte Olympiasieg folgte 1932 in Lake Placid. Das Turnier wurde mit vier Mannschaften bestritten, jedes Team spielte zwei Mal gegen die anderen Teams. Kanada gewann die ersten fünf Spiele gegen Polen (9:0 und 10:0), Deutschland (4:1 und 5:0) und die USA (2:1). Im letzten Spiel gingen die Kanadier erstmals nicht siegreich vom Eis. Das zweite Spiel gegen die USA endete unentschieden 2:2.
1936 in Garmisch-Partenkirchen wurde die Siegesserie der Kanadier beendet. Nach drei Siegen in der Vorrunde über Österreich, Lettland und Polen folgten in der Zwischenrunde Siege über Deutschland und Ungarn. Gegen Großbritannien erlitt Kanada seine erste Niederlage bei Olympischen Spielen überhaupt. In der Finalrunde konnten zwar die USA und die Tschechoslowakei geschlagen werden, doch da auch die Briten ihre Spiele gewannen, blieb Kanada nur die Silbermedaille.
1948 in St. Moritz gewann Kanada die fünfte Goldmedaille. Das Turnier absolvierten neun Mannschaften in einer Gruppe. Somit spielte jede Mannschaft gegen jede. Kanada konnte in acht Spielen sieben Siege einfahren bei einem torlosen Unentschieden gegen die Tschechoslowakei. Kanada und die Tschechoslowakei hatten die gleiche Punktzahl, so musste, erstmals in der olympischen Geschichte des Eishockeys, die Tordifferenz zur Entscheidung herangezogen werden. Kanada hatte eine Tordifferenz von + 64 (69:5), die Tschechoslowakei war mit + 62 (80:18) um nur zwei Tore schlechter. Der 12:3-Sieg Kanadas über die USA wurde, ebenso wie der 4:3-Sieg der Tschechoslowaken, später annulliert, da die US-Mannschaft disqualifiziert wurde.
Das sechste Gold gewann Kanada 1952 in Oslo. Auch dieses Turnier wurde in einer Gruppenphase entschieden. Kanada schaffte in acht Spielen sieben Siege, darunter ein 15:1 gegen Deutschland und ein 11:2 gegen die Schweiz, und ein Unentschieden gegen die USA (3:3). Mit zwei Punkten Vorsprung war Kanada damit Olympiasieger. 1956 konnte sich die kanadische Auswahl mit drei Siegen, darunter ein 10:0 gegen Deutschland, nicht durchsetzen. Zwei Niederlagen, ein 0:2 gegen die Sowjetunion und ein 1:4 gegen die USA, reichten nur für Platz 3 im Turnier.
1960 in Squaw Valley reichte es für Kanada zur Silbermedaille. In der Vorrunde konnte sich Kanada mit zwei Siegen gegen Schweden und Japan durchsetzen und in die Finalrunde einziehen. Vier Siege, darunter ein 12:0 gegen Deutschland, und eine Niederlage (1:2 gegen die USA) brachten Platz 2 und damit die Silbermedaille ein. In Innsbruck 1964 blieb Kanada erstmals in der olympische Eishockey-Geschichte ohne Medaille. Mit fünf Siegen (inklusive ein 8:0 über die Schweiz und ein 4:2 über Deutschland) und zwei Niederlagen lagen sie punktgleich mit Schweden und der Tschechoslowakei hinter der Sowjetunion. Die Tordifferenz musste über die Platzierung entscheiden. Schweden hatte ein Verhältnis von + 31 (47:16), die Tschechoslowakei von + 19 (38:19) und Kanada von + 15 (32:17). Damit blieb Kanada nur Platz 4.
Eine Medaille konnte Kanada wieder 1968 in Grenoble gewinnen. In der Finalrunde gewann Kanada fünf von sieben Spielen. Gegen die Bundesrepublik Deutschland gelang ein 6:1-Sieg, gegen die DDR ein 11:0. Gegen Finnland verlor man 2:5 und gegen die Sowjetunion mit 0:5. Im Endklassement lag Kanada auf Platz 3 und gewann damit Bronze. 1968 und 1972 konnte sich Kanada nicht für das Eishockeyturnier qualifizieren.
Bei der Rückkehr 1980 in Lake Placid erreichte die kanadische Mannschaft Platz 6. Mit drei Siegen und zwei Niederlagen in der Gruppenphase verpasste Kanada als Gruppendritter die Qualifikation zur Finalrunde. Das Spiel um Platz 5 verlor man mit 1:6 gegen die Tschechoslowakei. 1984 in Sarajevo konnte sich Kanada dann mit vier Siegen in fünf Spielen, darunter ein 8:1 über Österreich, in der Gruppenphase für die Finalrunde qualifizieren. Die 0:4-Niederlage gegen die Tschechoslowaken wurde mit in die Finalrunde übernommen. Es folgten zwei Niederlagen (0:4 gegen die Sowjetunion und 0:2 gegen Schweden). Im Endklassement lag Kanada damit auf Platz 4.
1988 vor heimischen Publikum in Calgary schaffte Kanada in der Vorrunde drei Siege und ein Unentschieden in vier Spielen. Unter anderem wurde die Schweiz mit 4:2 geschlagen. Mit Platz 3 in der Gruppe war man für die Finalrunde qualifiziert. Kanada verlor zuerst gegen die Sowjetunion mit 0:5 und siegte danach mit 8:1 über die Bundesrepublik Deutschland. Der 6:3-Sieg über die Tschechoslowakei war zu wenig, Kanada wurde Vierter.
Auch 1992 in Albertville gewann Kanada nach 24 Jahren wieder eine olympische Medaille. Mit vier Siegen aus fünf Spielen wurde Kanada Erster der Gruppe. Nur gegen das Vereinte Team der ehemaligen Sowjetrepubliken hatte man mit 4:5 verloren. Gegen die Schweiz gab es einen 6:1-Sieg. Das Viertelfinale konnte gegen Deutschland erst im Penaltyschießen entschieden werden. In der regulären Spielzeit endete das Spiel 3:3. Den entscheidenden Penalty verwandelte Eric Lindros. Es war das erste Mal in der Geschichte des olympischen Eishockeys, dass ein Spiel durch Penaltyschießen entschieden werden musste. Das Halbfinale wurde gegen die Tschechoslowakei mit 4:2 gewonnen. Im Finale traf man wieder auf das Vereinte Team. Diesmal verlor man mit 1:3.
Silber gewann das Team auch 1994 in Lillehammer. Drei Siege und ein Unentschieden brachten die Kanadier auf Platz 2 ihrer Gruppe. Das Viertelfinale gewannen sie mit 3:2 gegen Tschechien, das Halbfinale mit 5:3 gegen Finnland. Im Finale traf man auf Schweden, das Spiel endete 2:2 nach 60 Minuten und torloser Verlängerung. Zum ersten Mal musste ein Penaltyschießen über den Olympiasieger entscheiden. Den entscheidenden Penalty verwandelte ein Schwede.
1998 in Nagano durften erstmals auch Frauen am Eishockeyturnier teilnehmen. Die Kanadierinnen gewannen in der Vorrunde vier von fünf Spielen und unterlagen im Finale den USA mit 1:3 und gewannen damit Silber. Die Männer gewannen ihre drei Gruppenspiele und schlugen im Viertelfinale Kasachstan mit 4:1. Im Halbfinale unterlagen sie Tschechien im Penaltyschießen, nachdem es in der regulären Spielzeit 1:1 gestanden hatte. Das Spiel um Bronze wurde ebenfalls verloren, diesmal mit 2:3 gegen Finnland.
2002 in Salt Lake City gewannen beide Mannschaften die Goldmedaille, genau 50 Jahre nach dem letzten Olympiasieg einer kanadischen Mannschaft. Die Männer starteten schwach ins Turnier. In der Zwischenrunde verloren sie zuerst 2:5 gegen Schweden, gewannen dann mit 3:2 gegen Deutschland. Zum Schluss gab es ein 3:3 gegen Tschechien. Im Viertelfinale wurde Finnland mit 2:1 besiegt, im Halbfinale Weißrussland mit 7:1. Das Finale gegen die USA gewann Kanada mit 5:2. Die Frauen siegten in der Vorrunde drei Mal in drei Spielen ohne Gegentor. Das Halbfinale gegen Finnland gewannen sie mit 7:3. Auch die Kanadierinnen spielten im Finale gegen die USA. Sie gewannen mit 3:2.
In Turin 2006 wiederholten die Kanadierinnen ihren Olympiasieg. Mit drei Siegen lagen sie mit nur einem Gegentor nach der Vorrunde an der Spitze ihrer Gruppe. Im Halbfinale wurde Finnland mit 6:0 geschlagen, im Finale Schweden mit 4:1. Die Männer kamen auf nur drei Siege in der Vorrunde bei zwei Niederlagen. Deutschland wurde 5:1 besiegt, gegen die Schweiz gab es eine 0:2-Niederlage. Dennoch konnten sich die Männer für das Viertelfinale qualifizieren. Hier unterlagen sie den Russen mit 0:2. In der Endabrechnung belegte Kanada Platz 7.
Im heimischen Vancouver wurden 2010 sowohl die Frauen als auch die Männer Olympiasieger. In der Vorrunde wurden die Männer Gruppenzweiter. Gegen die Schweiz konnte Kanada erst nach Penaltyschießen gewinnen, gegen die USA verlor man mit 3:5. Damit mussten die Kanadier eine Zusatzrunde spielen, um sich für das Viertelfinale zu qualifizieren. Gegner war Deutschland, Kanada siegte mit 8:2. Im Viertelfinale wurde Russland mit 7:3 bezwungen, im Halbfinale die Slowakei mit 3:2. Im Finale traf man wieder auf die USA und gewann das Spiel mit 3:2. Die Frauen gewannen alle ihre Vorrundenspiele. In drei Spielen schossen sie insgesamt 41 Tore und kassierten nur zwei. Die Schweiz wurde mit 10:1 besiegt. Im Halbfinale schlug man Finnland mit 5:0. Im Finale trafen die Frauen, wie schon die Männer, auf die USA und siegten mit 2:0.
2014 in Sotschi konnten beide Mannschaften ihre Olympiasiege verteidigen. Die Männer gewannen alle drei ihrer Gruppenspiele. Österreich wurde mit 6:1 geschlagen, gegen Finnland gewann Kanada in der Verlängerung mit 2:1. Im Viertelfinale siegte Kanada über Lettland mit 2:1, im Halbfinale wurden die USA mit 1:0 geschlagen. Im Finale gegen Schweden gab es einen 3:0-Sieg. Die Frauen gewannen ebenfalls alle ihre Vorrundenspiele, u. a. gegen die Schweiz mit 5:0. Im Halbfinale wurde die Schweiz mit 3:1 geschlagen. Im Finale trafen sie auf die USA und siegten 3:2. Dies war der vierte Olympiasieg Kanadas in Folge. Kanadas Stürmerin Hayley Wickenheiser, die bei der Eröffnungsfeier die kanadische Flagge trug, trat zum sechsten Mal bei Olympischen Spielen an. Sie war bei allen fünf Eishockeyturnieren dabei und nahm zudem 2000 in Sydney am olympischen Softballturnier teil.
Das Männerteam gewann 2018 in der Gruppenphase mit 5:1 gegen die Schweiz. Im Halbfinale stieß man auf die deutsche Mannschaft und verlor gegen den Außenseiter überraschend mit 3:4. Das Spiel um Bronze gegen Tschechien gewann Kanada mit 6:4. Ds Frauenteam qualifizierte sich ebenfalls für das Halbfinale, konnte dort die Mannschaft der olympischen Athleten aus Russland (OAR) mit 5:0 schlagen. Im Finale stieß man auf die USA, die in der Vorrunde mit 2:1 besiegt wurde. Im Finale unterlag man jedoch den US-Spielerinnen mit 2:3 in der Verlängerung.
| Name                          | Spiele              | Disziplin     | Anmerkung          |
| ----------------------------- | ------------------- | ------------- | ------------------ |
| Nationalmannschaft der Männer | 1920 Antwerpen      | Männerturnier | erster Olympiasieg |
| Nationalmannschaft der Männer | 1924 Chamonix       | Männerturnier |                    |
| Nationalmannschaft der Männer | 1928 St. Moritz     | Männerturnier |                    |
| Nationalmannschaft der Männer | 1932 Lake Placid    | Männerturnier |                    |
| Nationalmannschaft der Männer | 1948 St. Moritz     | Männerturnier |                    |
| Nationalmannschaft der Männer | 1952 Oslo           | Männerturnier |                    |
| Nationalmannschaft der Männer | 2002 Salt Lake City | Männerturnier |                    |
| Nationalmannschaft der Frauen | 2002 Salt Lake City | Frauenturnier |                    |
| Nationalmannschaft der Frauen | 2006 Turin          | Frauenturnier |                    |
| Nationalmannschaft der Männer | 2010 Vancouver      | Männerturnier |                    |
| Nationalmannschaft der Frauen | 2010 Vancouver      | Frauenturnier |                    |
| Nationalmannschaft der Männer | 2014 Sotschi        | Männerturnier |                    |
| Nationalmannschaft der Frauen | 2014 Sotschi        | Frauenturnier |                    |

| Name                          | Spiele                      | Disziplin     | Anmerkung |
| ----------------------------- | --------------------------- | ------------- | --------- |
| Nationalmannschaft der Männer | 1936 Garmisch-Partenkirchen | Männerturnier |           |
| Nationalmannschaft der Männer | 1960 Squaw Valley           | Männerturnier |           |
| Nationalmannschaft der Männer | 1992 Albertville            | Männerturnier |           |
| Nationalmannschaft der Männer | 1994 Lillehammer            | Männerturnier |           |
| Nationalmannschaft der Frauen | 1998 Nagano                 | Frauenturnier |           |
| Nationalmannschaft der Frauen | 2018 Pyeongchang            | Frauenturnier |           |

| Name                          | Spiele                 | Disziplin     | Anmerkung |
| ----------------------------- | ---------------------- | ------------- | --------- |
| Nationalmannschaft der Männer | 1956 Cortina d’Ampezzo | Männerturnier |           |
| Nationalmannschaft der Männer | 1968 Grenoble          | Männerturnier |           |
| Nationalmannschaft der Männer | 2018 Pyeongchang       | Männerturnier |           |

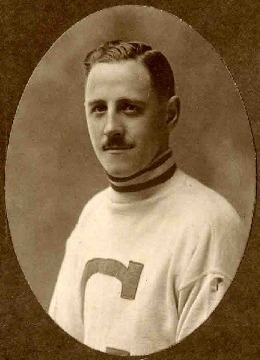
Ernie Collett, Olympiasieger 1924
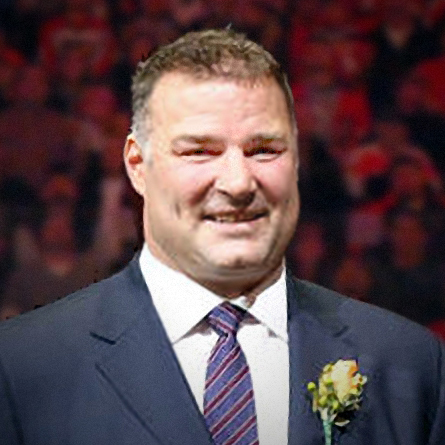
Eric Lindros (Foto von 2014), Silber 1992, Olympiasieger 2002
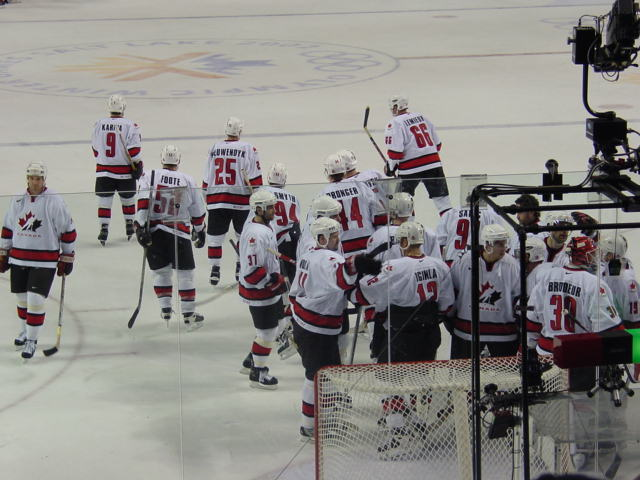
Das Männerteam 2002 im Spiel gegen Tschechien
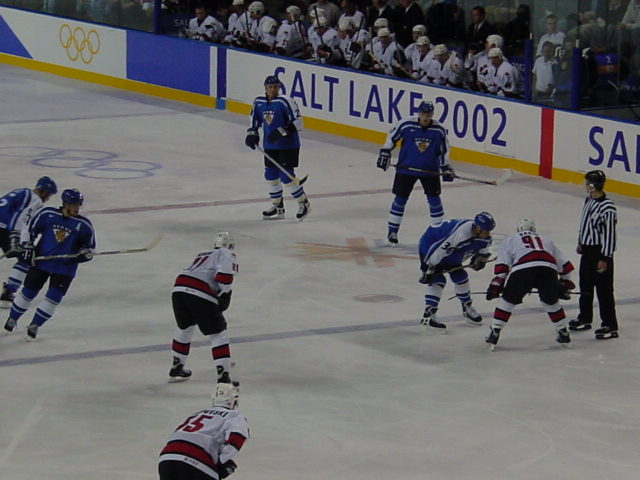
Szene aus dem Viertelfinalspiel der Männer gegen Finnland 2002
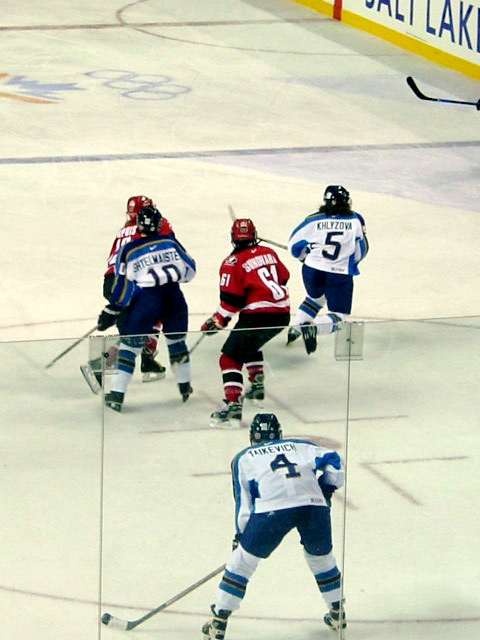
Szene aus dem Vorrundenspiel der Frauen gegen Kasachstan 2002
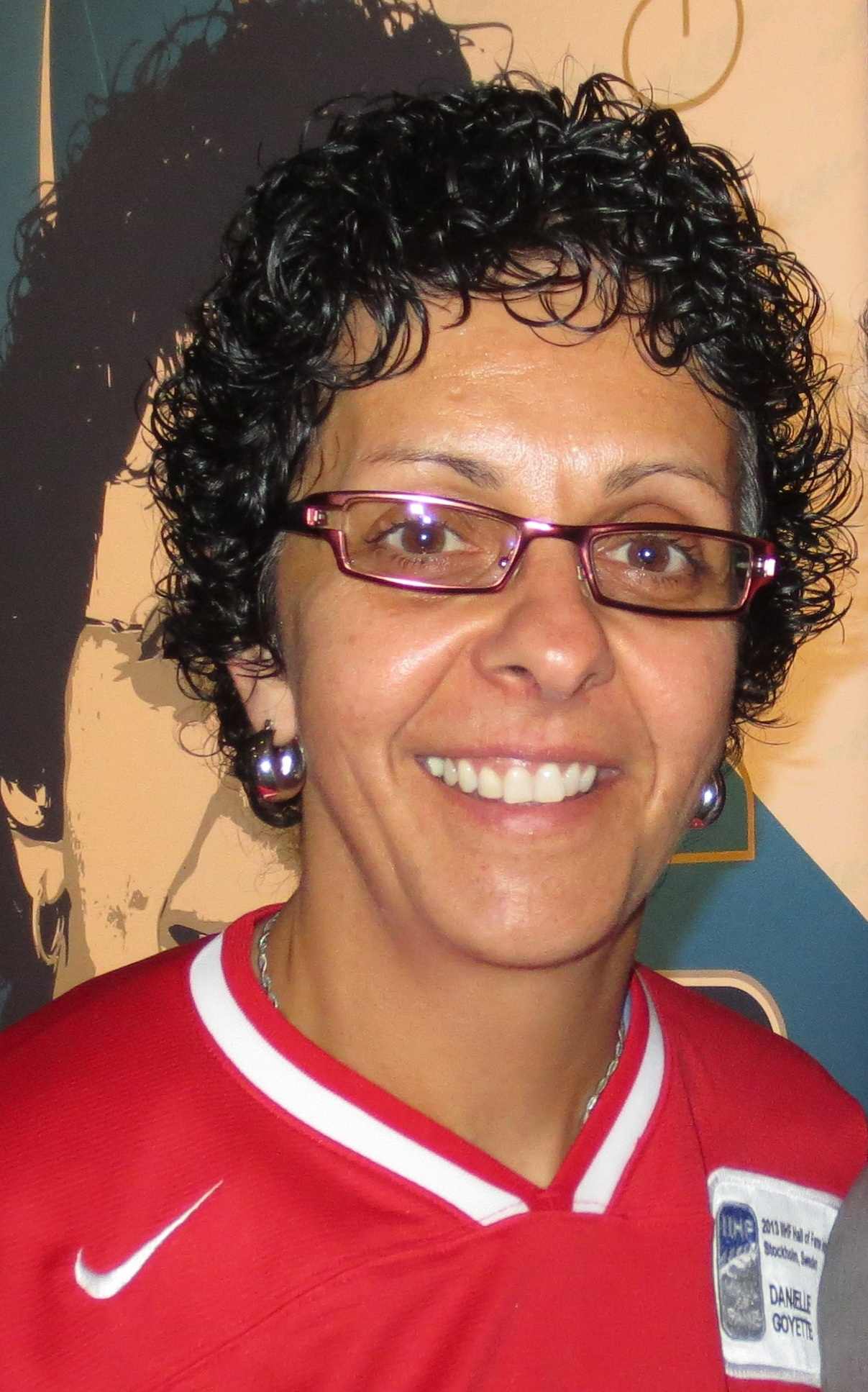
Danielle Goyette, Olympiasiegerin 2002 und 2006, Silber 1998
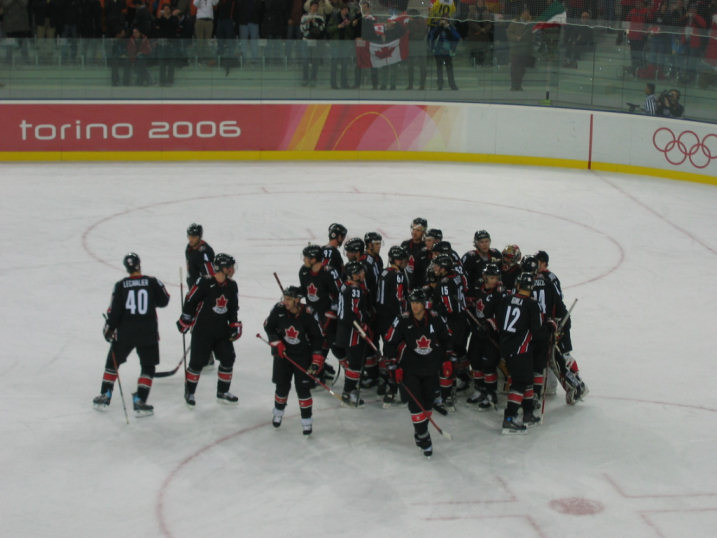
Team Canada 2006
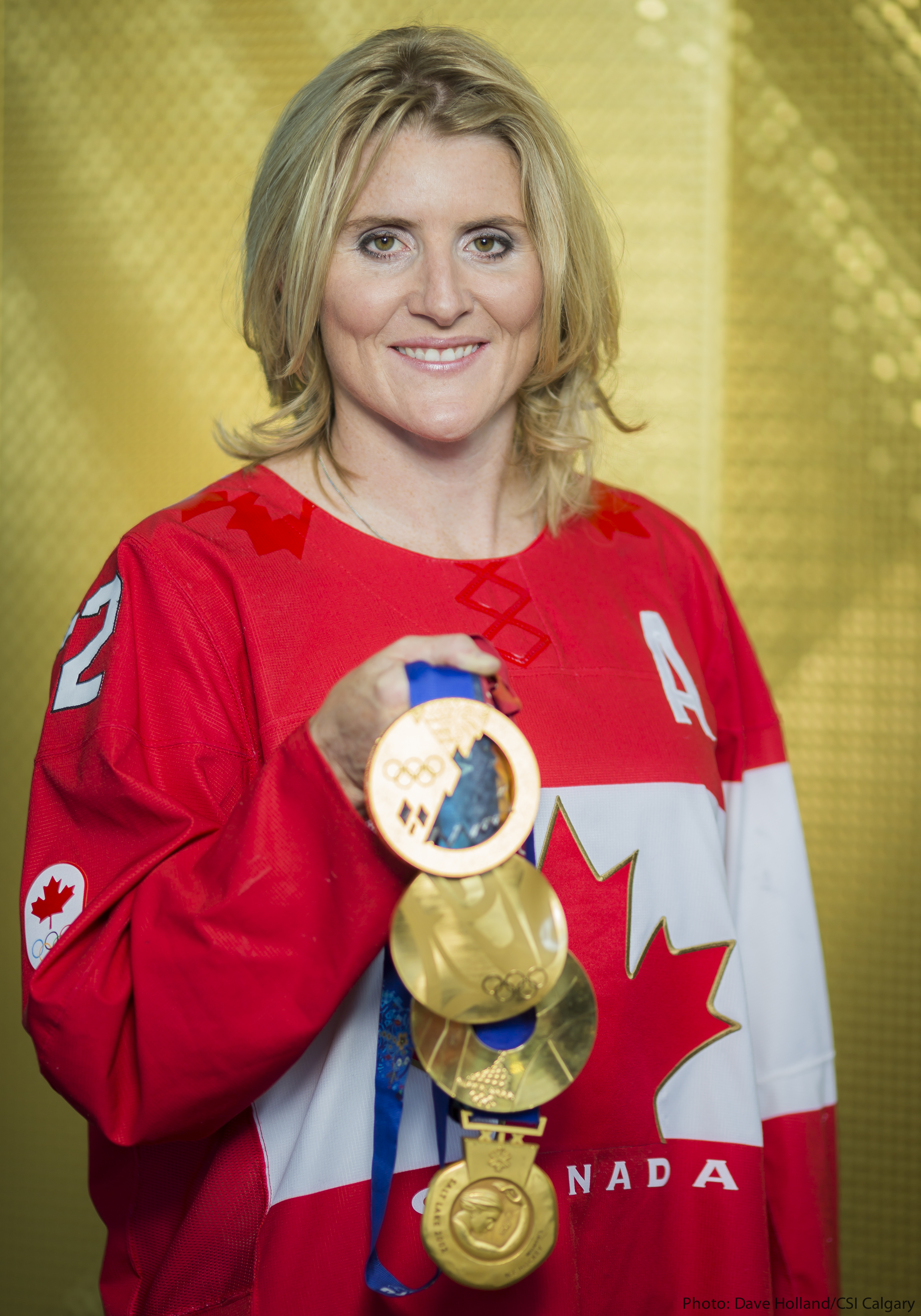
Hayley Wickenheiser mit ihren vier Goldmedaillen
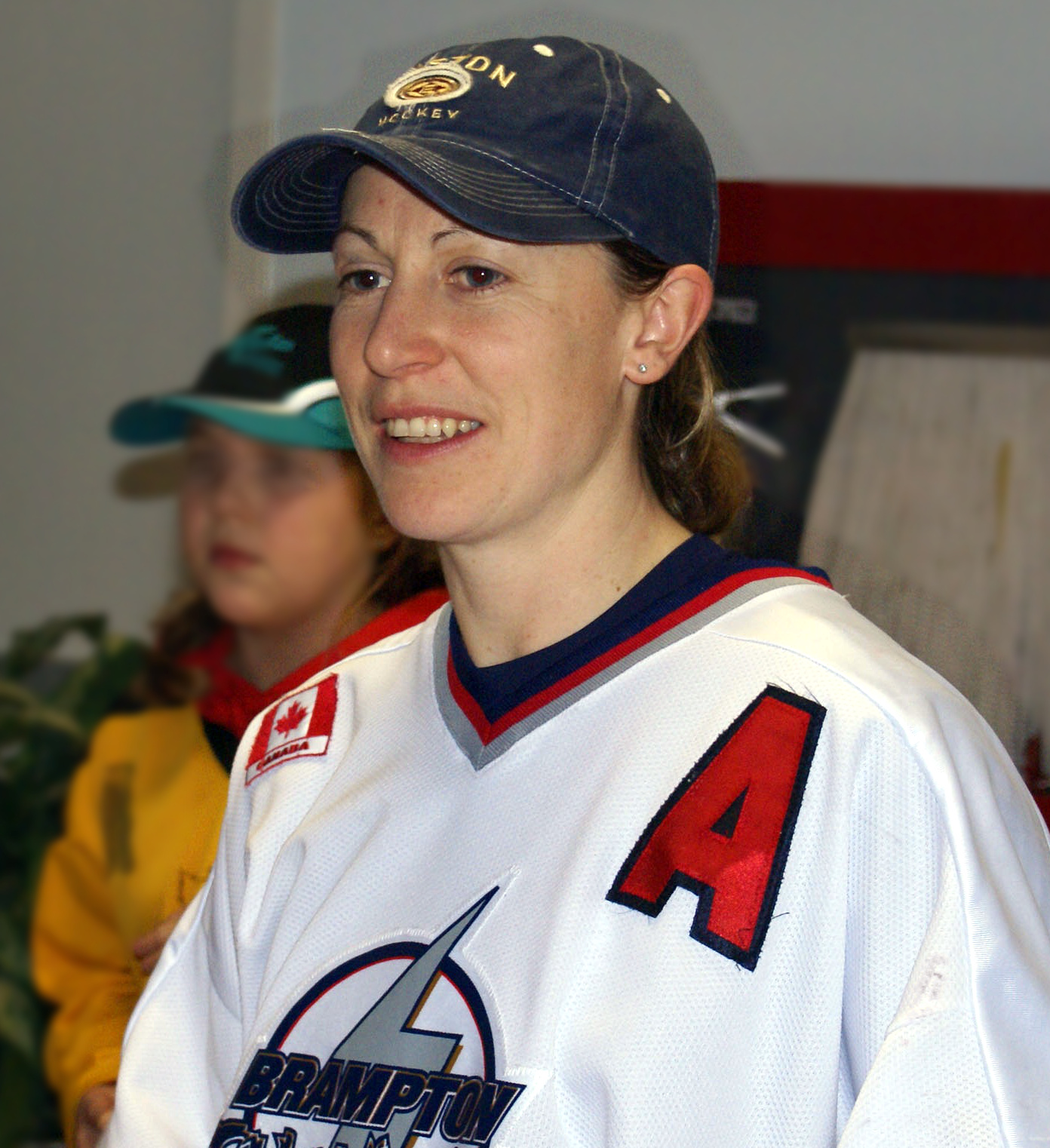
Jayna Hefford, vierfache Olympiasiegerin im Eishockey
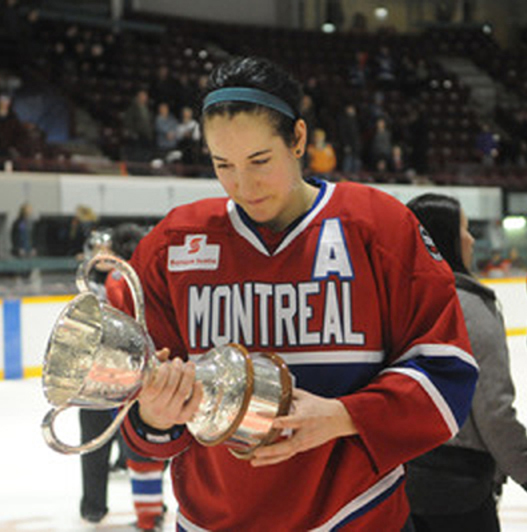
Caroline Ouellette, ebenfalls vierfache Olympiasiegerin im Eishockey

#### Eiskunstlauf
| Gelbes Symbol für Goldmedaillen mit stilisierten Olympischen Ringen | Graues Symbol für Silbermedaillen mit stilisierten Olympischen Ringen | Braundes Symbol für Bronzemedaillen mit stilisierten Olympischen Ringen |
| ------------------------------------------------------------------- | --------------------------------------------------------------------- | ----------------------------------------------------------------------- |
| 6                                                                   | 11                                                                    | 12                                                                      |

Bei den ersten Winterspielen 1924 in Chamonix waren auch kanadische Eiskunstläufer dabei. Cecil Smith war im Einzel der Frauen nicht nur die erste Eiskunstläuferin Kanadas, sie war die erste Frau Kanadas überhaupt, die bei Olympischen Spielen teilnahm. Der erste Eiskunstläufer war Melville Rogers im Männer Einzel.
1932 in Lake Placid gewann William Wilson mit Bronze im Einzel die erste kanadische Medaille im Eiskunstlauf. Seine Schwester Constance Wilson-Samuel wurde im Einzel Vierte und zusammen mit ihrem Bruder Fünfte im Paarlauf. William Wilson wurde 1936 in Garmisch-Partenkirchen noch einmal Vierter im Einzel.
1948 in St. Moritz wurde Barbara Ann Scott erste kanadische Olympiasiegerin im Eiskunstlauf. Sie gewann die Einzelkonkurrenz. Im Paarlauf gewannen Suzanne Morrow und Wallace Diestelmeyer Bronze im Paarlauf. 1952 in Oslo erreichte Peter Firstbrook Platz 5 im Einzel. Die gleiche Platzierung konnte das Paar Frances Dafoe/Norris Bowden erzielen. Suzanne Morrow startete in Oslo im Einzel und wurde Sechste. 1956 gewann das Paar Dafoe/Bowden die Silbermedaille im Paarlauf.
Im Paarlauf 1960 in Squaw Valley gab es den zweiten kanadischen Olympiasieg durch das Paar Barbara Wagner/Robert Paul. Im Einzel gewann Donald Jackson die Bronzemedaille. Das Paar Debbi Wilkes/Guy Revell gewann 1964 in Innsbruck Silber. Petra Burka gewann im Einzel Bronze. 1972 in Sapporo gewann Karen Magnussen im Einzel Silber.
In Innsbruck 1976 wurde Toller Cranston im Einzel Dritter und gewann die nächste Bronzemedaille. Brian Orser konnte 1984 Silber gewinnen. Vier Jahre später in Calgary wiederholte Orser seinen Medaillengewinn mit einer weiteren Silbermedaille. Auch Elizabeth Manley gewann Silber im Einzel. Tracy Wilson und Robert McCall gewannen Bronze im Eistanz.
1992 in Albertville gewannen Isabelle Brasseur und Lloyd Eisler Bronze im Paarlauf. Im Einzel konnte Elvis Stojko 1994 in Lillehammer Silber gewinnen, sein Mannschaftskamerad, der mehrfache Weltmeister Kurt Browning, wurde Fünfter. Das Paar Brasseur/Eisler wiederholte seine Bronzemedaille von Albertville. 1998 in Nagano wiederholte Elvis Stojko seinen Silbermedaillengewinn. Im Eistanz belegte das Paar Shae-Lynn Bourne/Victor Kraatz Platz 4. Vier Jahre später in Salt Lake City erzielten sie das gleiche Ergebnis. Im Paarlauf wurden Jamie Salé und David Pelletier Olympiasieger im Paarlauf.
2006 in Turin gewann Jeffrey Buttle Bronze im Einzel. Joannie Rochette wurde Fünfte. Die Eistänzer Tessa Virtue und Scott Moir wurden 2010 in Vancouver Olympiasieger. Joannie Rochette gewann im Einzel Bronze.
In Sotschi 2014 gewann Patrick Chan Silber im Einzel. Tessa Virtue und Scott Moir tanzten zur Silbermedaille. Im erstmals ausgetragenen Teamwettbewerb, u. a. mit Chan, Virtue und Moir, gewann Kanada ebenfalls Silber. Virtue und Moir wurden 2018 in Pyeongchang Olympiasieger. Auch im Teamwettbewerb gab es eine Goldmedaille. Im Einzel der Frauen gewann Kaetlyn Osmond Bronze. Ebenfalls Bronze holten Meagan Duhamel und Eric Radford im Paarlauf.
| Name                       | Spiele              | Disziplin      | Anmerkung          |
| -------------------------- | ------------------- | -------------- | ------------------ |
| Barbara Ann Scott          | 1948 St. Moritz     | Einzel         | erster Olympiasieg |
| Barbara Wagner Robert Paul | 1960 Squaw Valley   | Paarlauf       |                    |
| Jamie Salé David Pelletier | 2002 Salt Lake City | Paarlauf       |                    |
| Tessa Virtue Scott Moir    | 2010 Vancouver      | Eistanz        |                    |
| Tessa Virtue Scott Moir    | 2018 Pyeongchang    | Eistanz        |                    |
| Team Canada                | 2018 Pyeongchang    | Teamwettbewerb |                    |

| Name                        | Spiele                 | Disziplin      | Anmerkung |
| --------------------------- | ---------------------- | -------------- | --------- |
| Frances Dafoe Norris Bowden | 1956 Cortina d’Ampezzo | Paarlauf       |           |
| Debbi Wilkes Guy Revell     | 1964 Innsbruck         | Paarlauf       |           |
| Karen Magnussen             | 1972 Sapporo           | Einzel         |           |
| Brian Orser                 | 1984 Sarajevo          | Einzel         |           |
| Brian Orser                 | 1988 Calgary           | Einzel         |           |
| Elizabeth Manley            | 1988 Calgary           | Einzel         |           |
| Elvis Stojko                | 1992 Lillehammer       | Einzel         |           |
| Patrick Chan                | 2014 Sotschi           | Einzel         |           |
| Tessa Virtue Scott Moir     | 2014 Sotschi           | Eistanz        |           |
| Team Canada                 | 2014 Sotschi           | Teamwettbewerb |           |

| Name                                | Spiele            | Disziplin | Anmerkung              |
| ----------------------------------- | ----------------- | --------- | ---------------------- |
| William Wilson                      | 1932 Lake Placid  | Einzel    | erster Medaillengewinn |
| Suzanne Morrow Wallace Diestelmeyer | 1948 St. Moritz   | Paarlauf  |                        |
| Donald Jackson                      | 1960 Squaw Valley | Einzel    |                        |
| Petra Burka                         | 1964 Innsbruck    | Einzel    |                        |
| Toller Cranston                     | 1976 Innsbruck    | Einzel    |                        |
| Tracy Wilson Robert McCall          | 1988 Calgary      | Eistanz   |                        |
| Isabelle Brasseur Lloyd Eisler      | 1992 Albertville  | Paarlauf  |                        |
| Isabelle Brasseur Lloyd Eisler      | 1994 Lillehammer  | Paarlauf  |                        |
| Jeffrey Buttle                      | 2006 Turin        | Einzel    |                        |
| Joannie Rochette                    | 2010 Vancouver    | Einzel    |                        |
| Kaetlyn Osmond                      | 2018 Pyeongchang  | Einzel    |                        |
| Meagan Duhamel Eric Radford         | 2018 Pyeongchang  | Paarlauf  |                        |

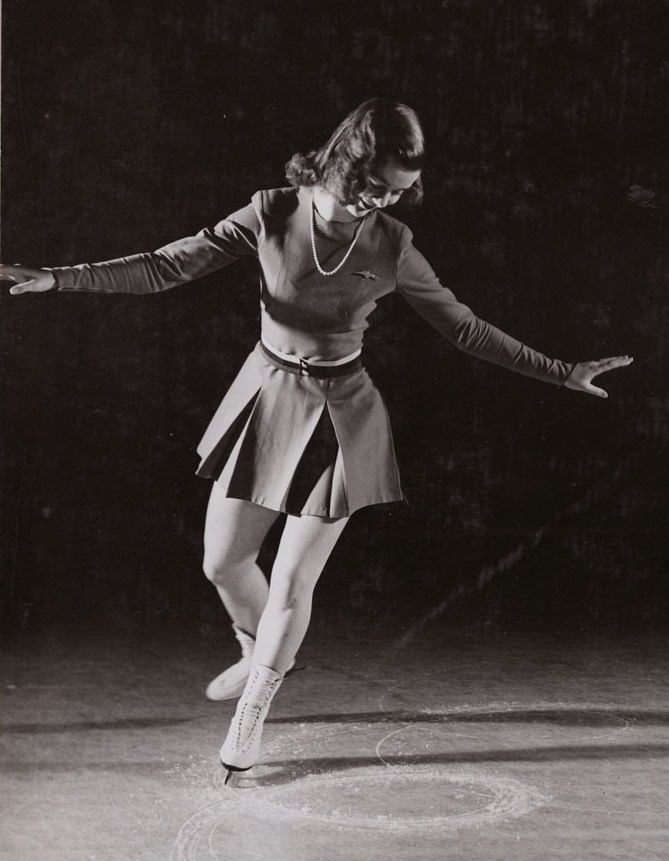
Barbara Ann Scott, Olympiasiegerin 1948 in Einzel
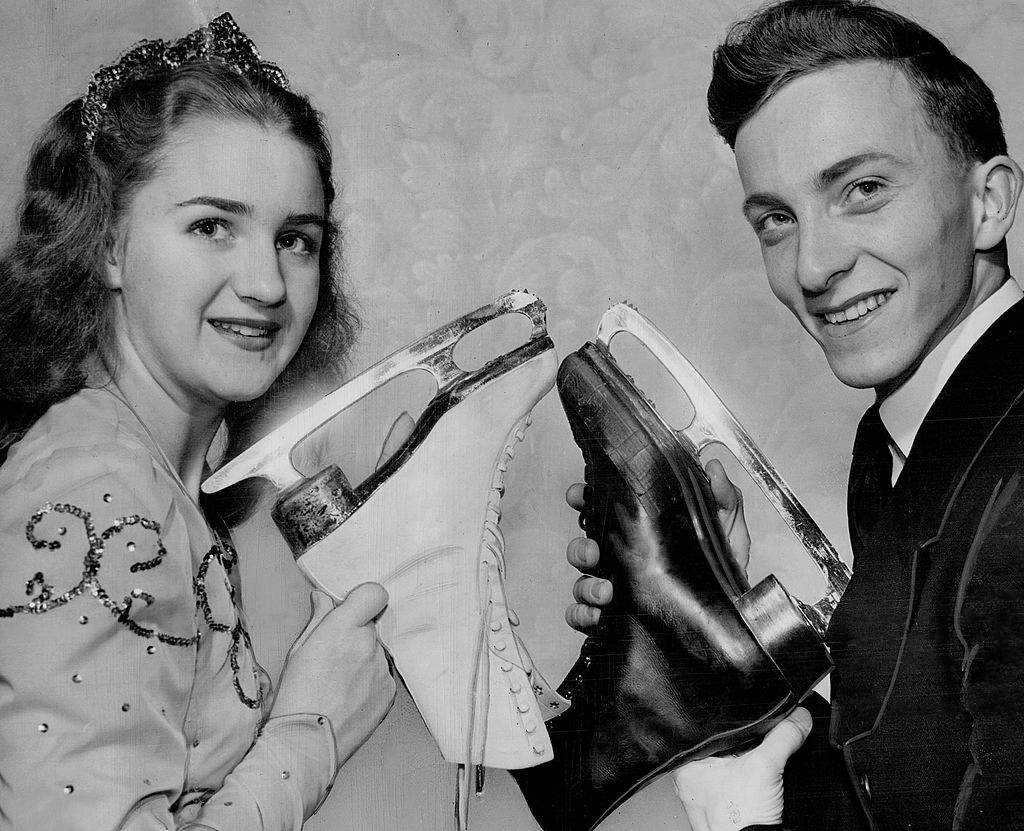
Bronze im Paarlauf 1948 für Suzanne Morrow und Wallace Diestelmeyer
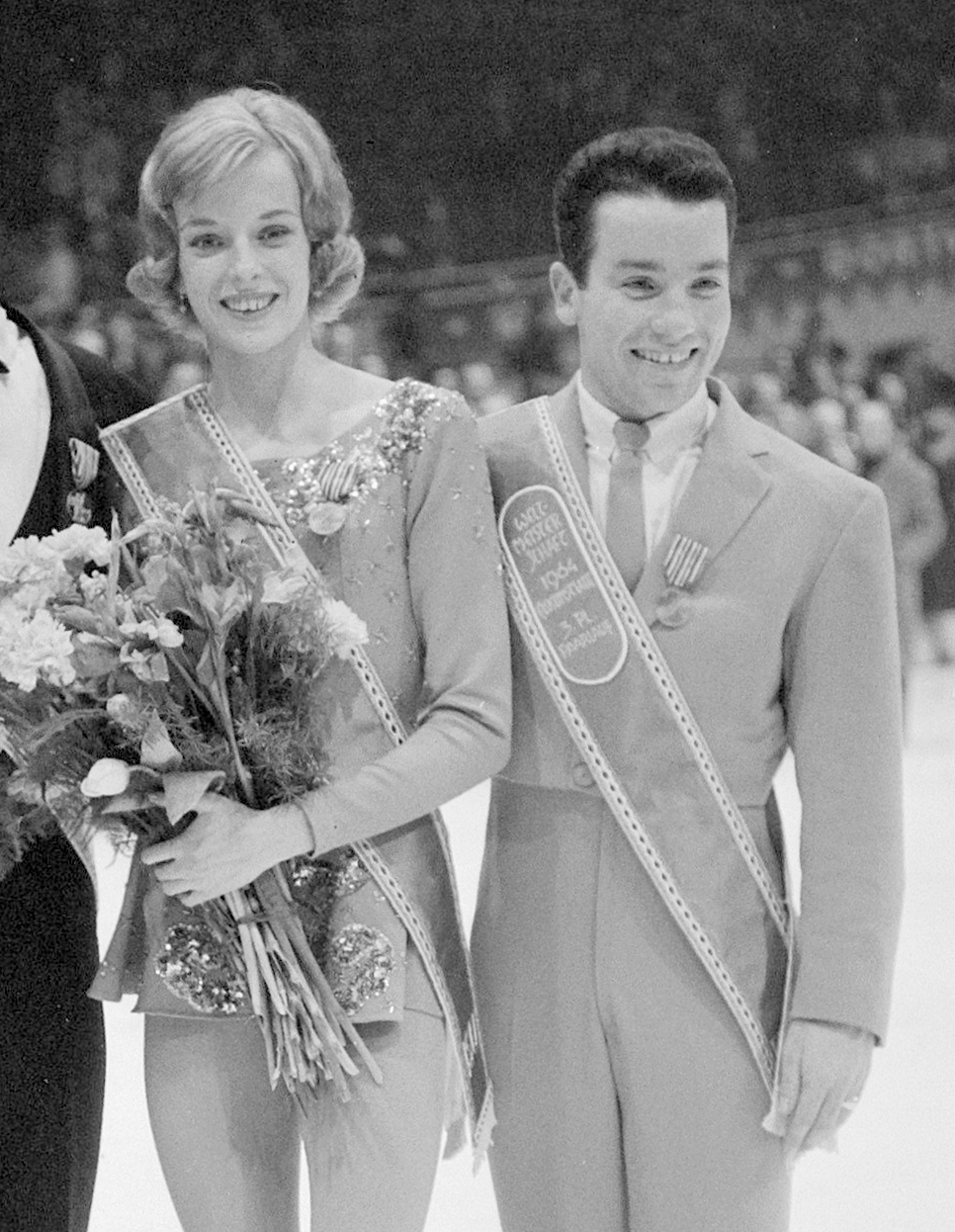
Silbermedaille 1964 im Paarlauf für Debbi Wilkes und Guy Revell
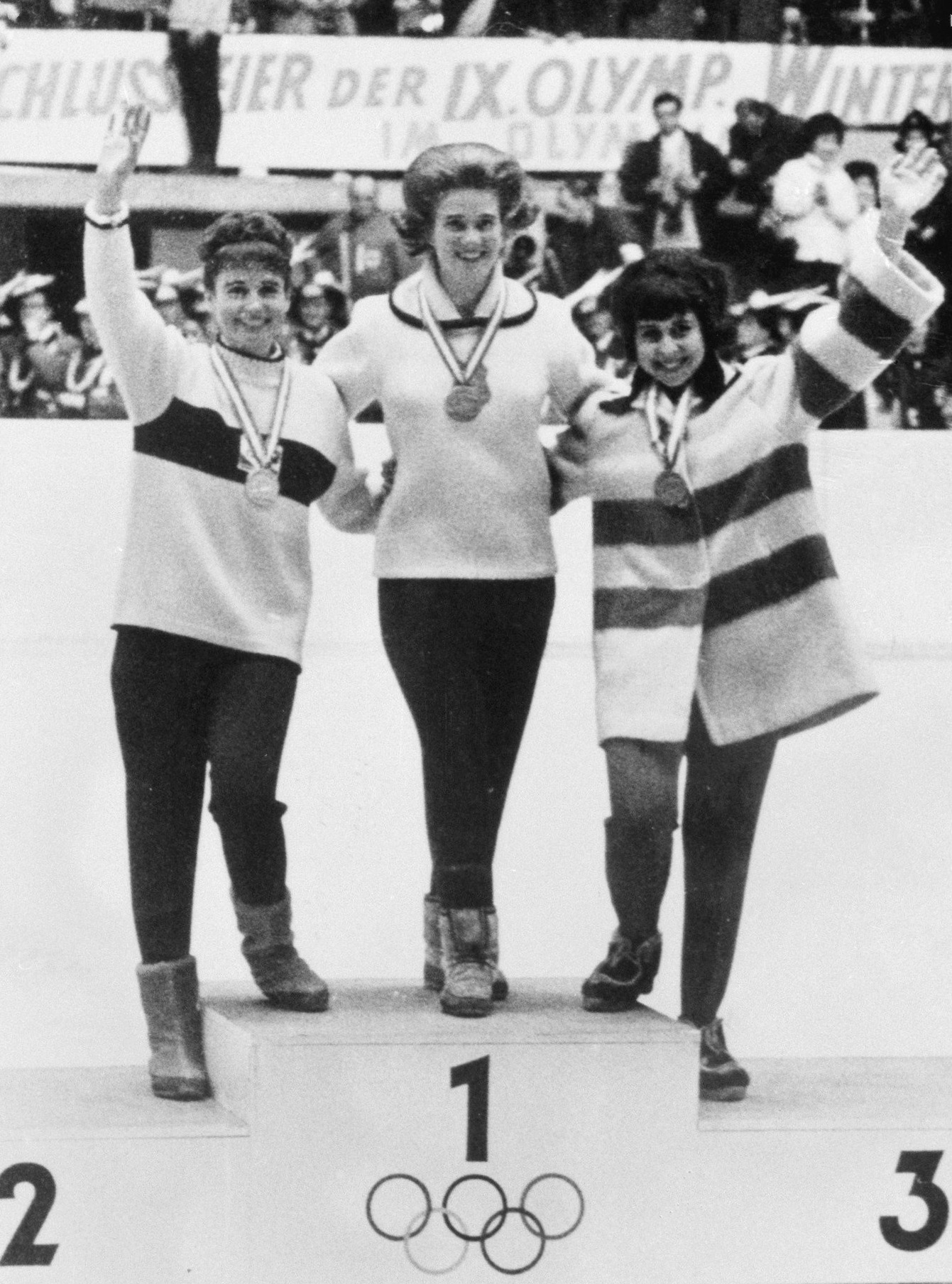
Siegerehrung im Einzel der Damen: rechts Petra Burka (Bronze), in der Mitte Sjoukje Dijkstra (Gold), links Regine Heitzer (Silber)
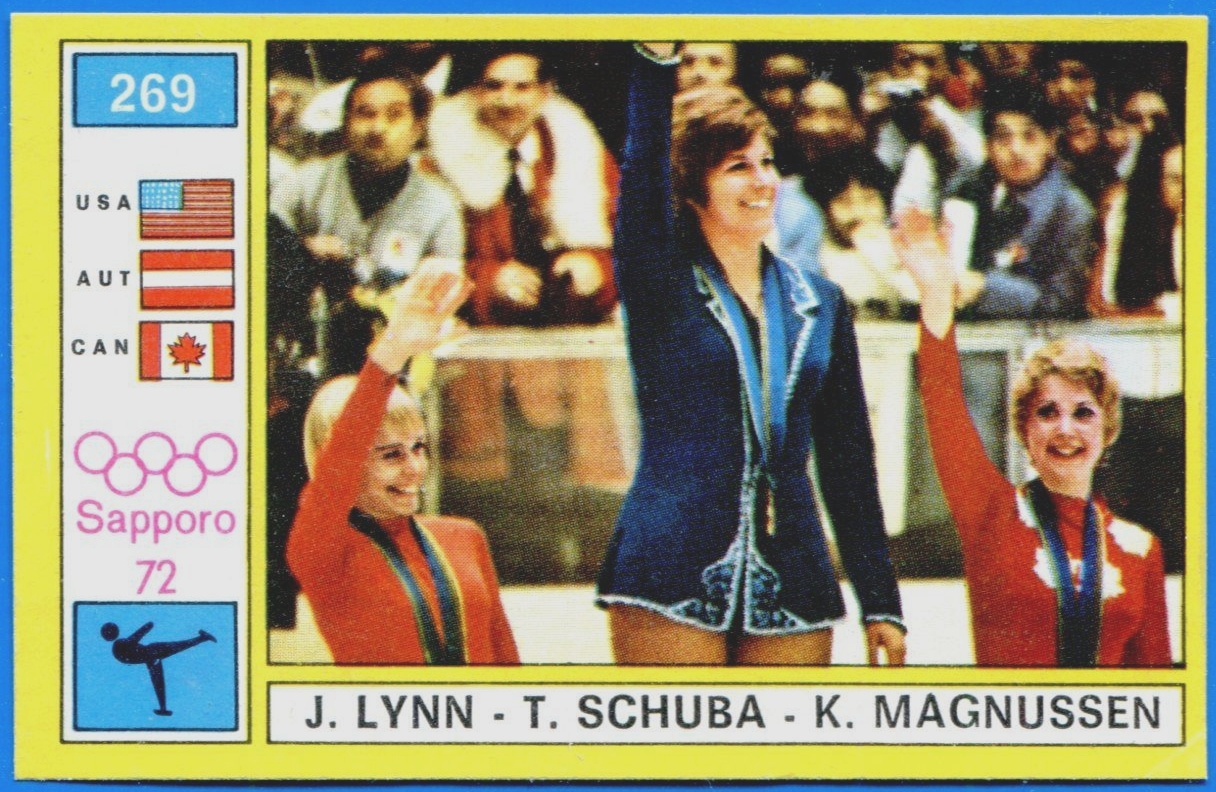
Panini-Sammelbild: Siegerehrung im Damen-Einzel 1972: Mitte die Österreicherin Trixi Schuba (Gold), rechts Karen Magnussen (Silber), links die US-Amerikanerin Janet Lynn (Bronze)
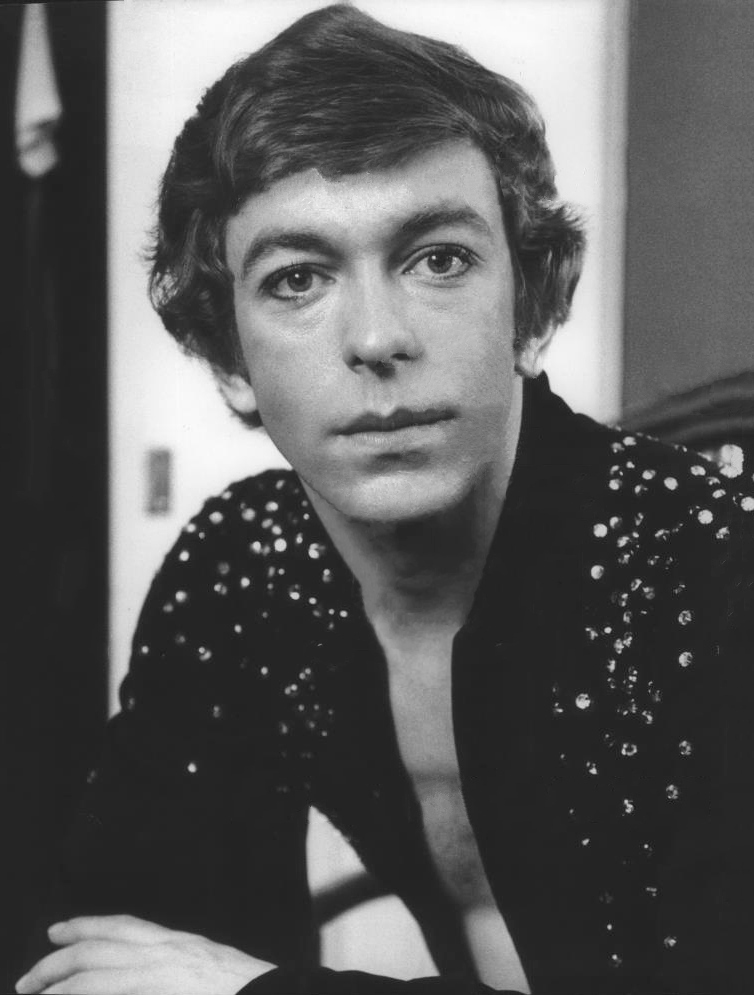
Toller Cranston gewann 1976 Bronze im Einzel
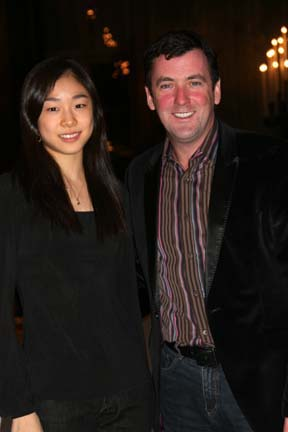
Brian Orser (Foto von 2008) gewann 1984 und 1988 jeweils Silber im Einzel
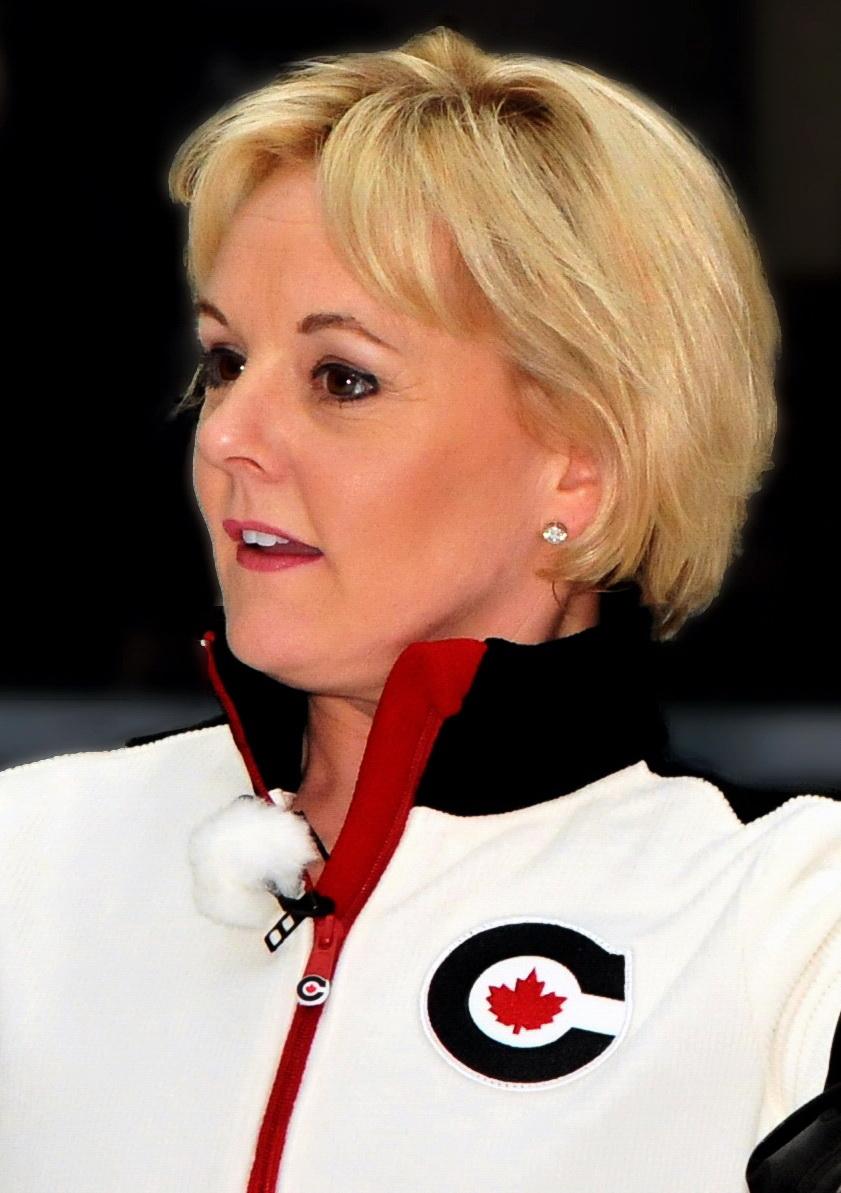
Silber im Einzel 1988 durch Elizabeth Manley (Foto von 2010)
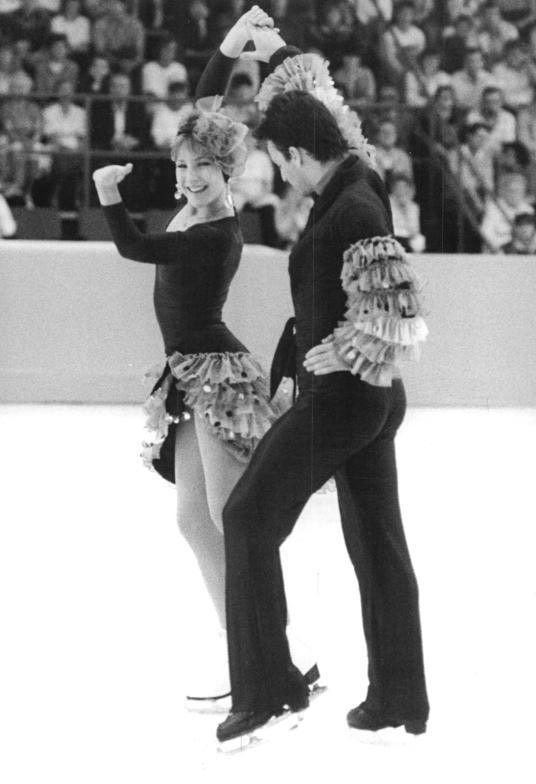
Tracy Wilson und Robert McCall gewannen 1988 Bronze im Eistanz
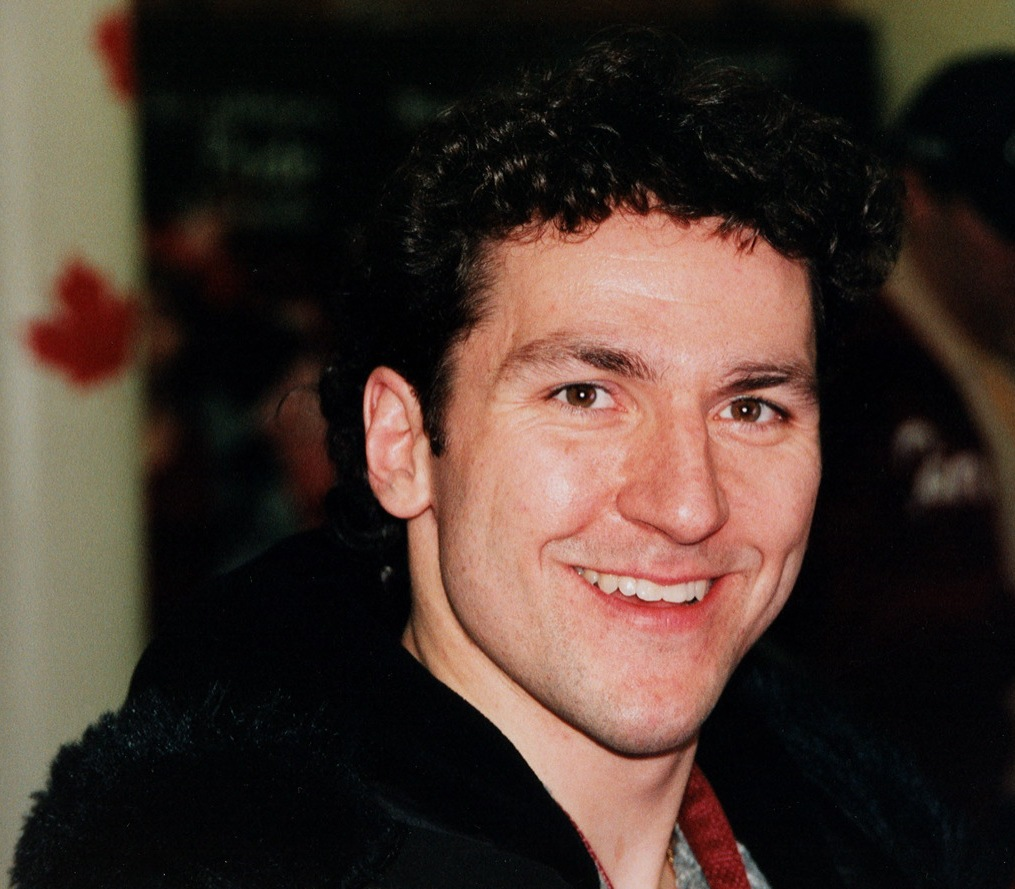
Elvis Stojko, Silber 1994 und 1998 im Einzel
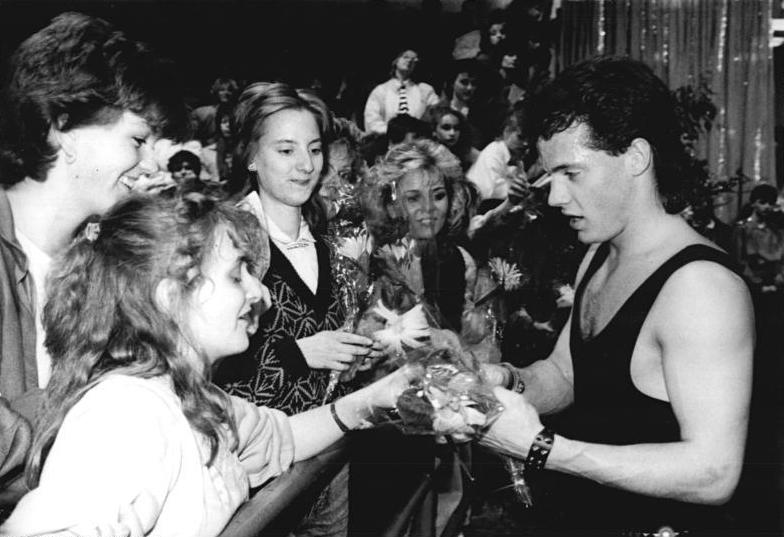
Weltmeister ohne Olympiaerfolg: Kurt Browning
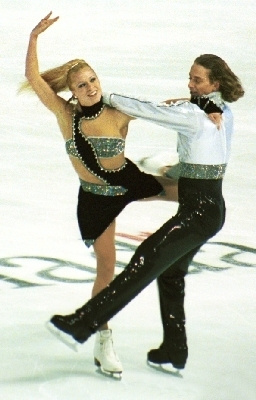
Das Eistanzpaar Shae-Lynn Bourke und Victor Kraatz wurden 1998 und 2002 Vierte
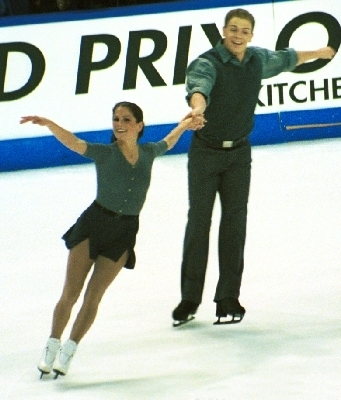
Jamie Salé und David Pelletier, Olympiasieger 2002
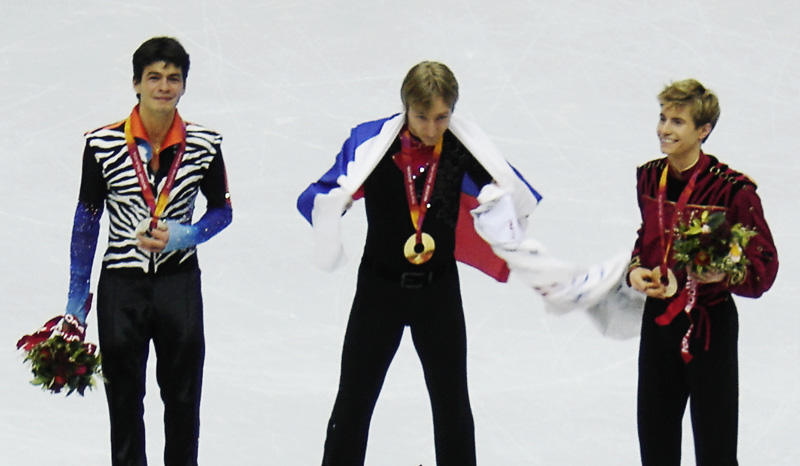
Siegerehrung im Einzel 2006: In der Mitte Olympiasieger Jewgeni Pljuschtschenko, links mit Silber Stéphane Lambiel, rechts mit Bronze Jeffrey Buttle
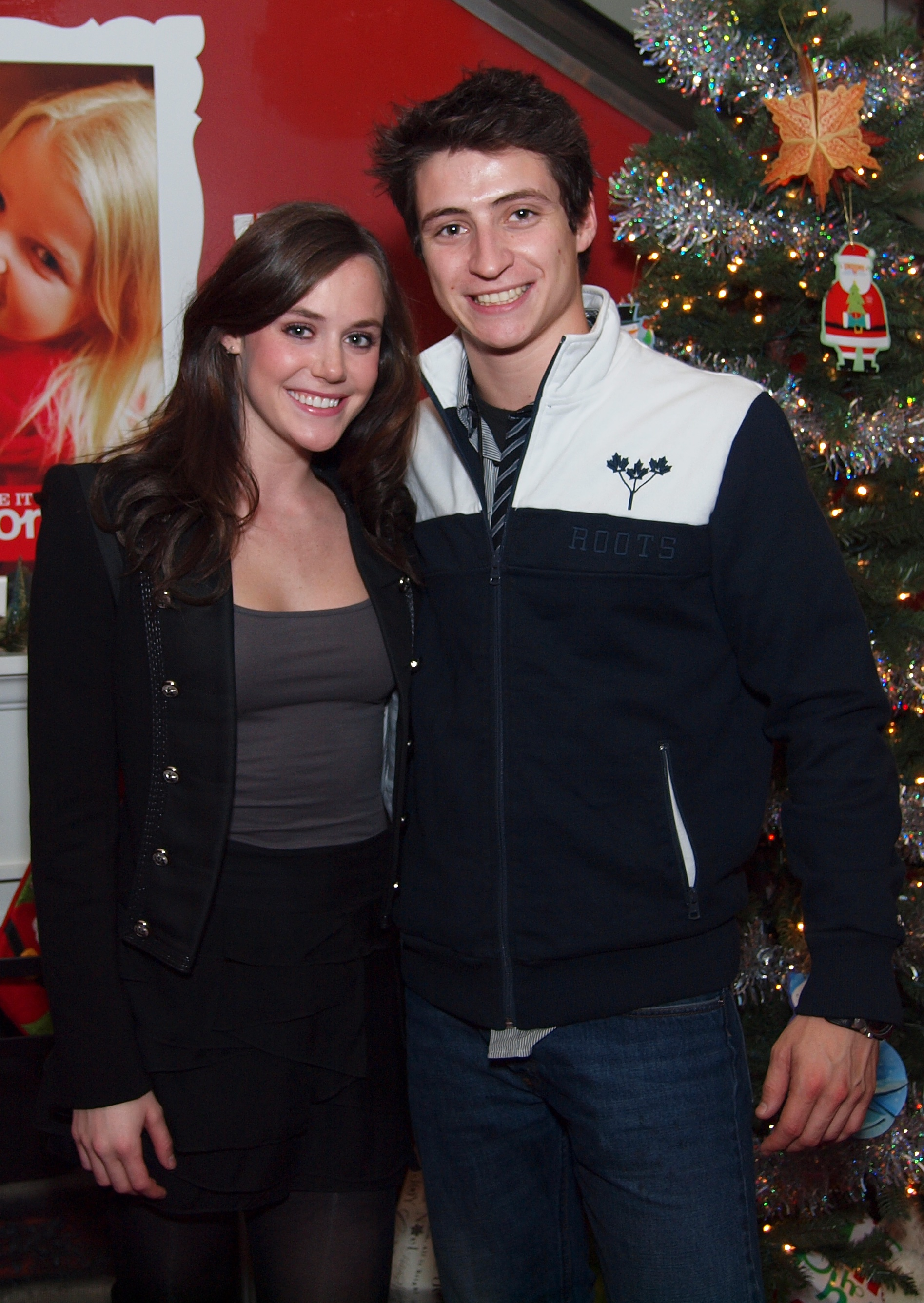
Tessa Virtue und Scott Moir, Olympiasieger 2010 und Silber 2014 im Eistanz
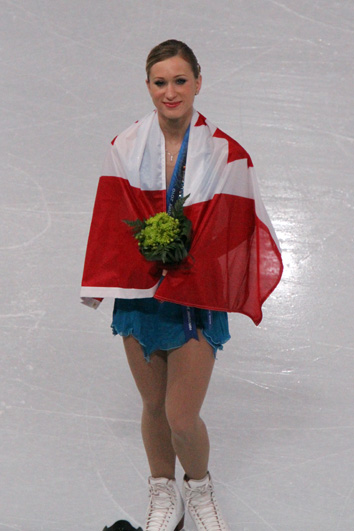
Joannie Rochette bei der Siegerehrung 2010 im Einzel
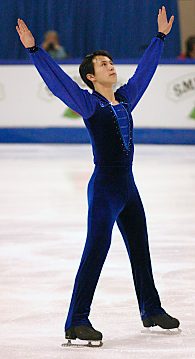
Patrick Chan, Silber 2014 im Einzel
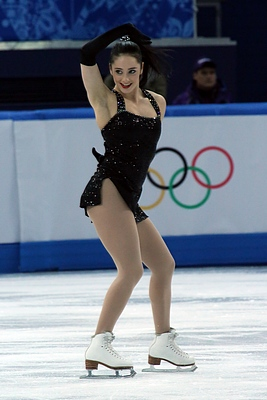
Kaetlyn Osmond, Bronze 2018
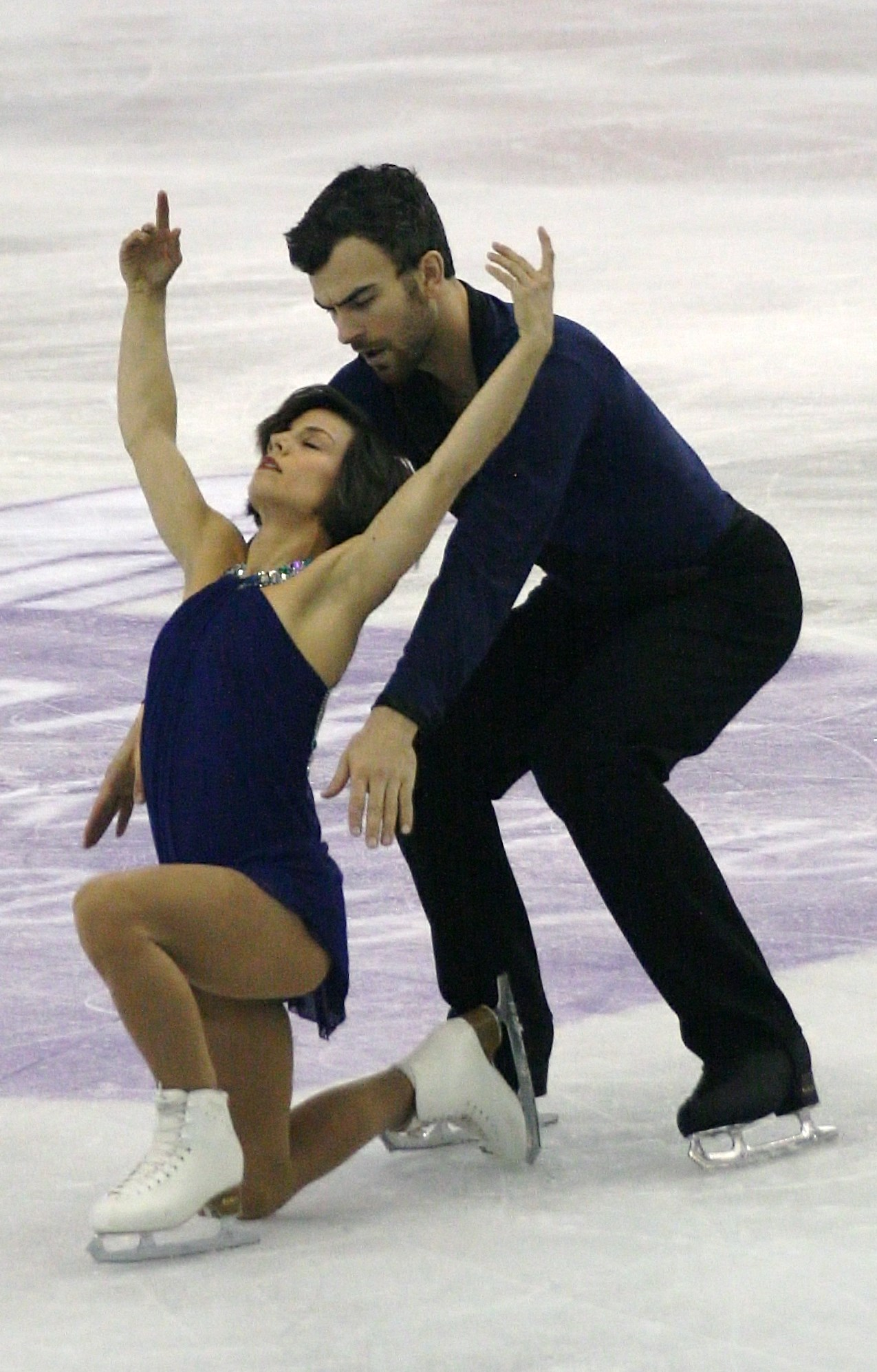
Meagan Duhamel und Eric Radford, Bronze 2018

#### Eisschnelllauf
| Gelbes Symbol für Goldmedaillen mit stilisierten Olympischen Ringen | Graues Symbol für Silbermedaillen mit stilisierten Olympischen Ringen | Braundes Symbol für Bronzemedaillen mit stilisierten Olympischen Ringen |
| ------------------------------------------------------------------- | --------------------------------------------------------------------- | ----------------------------------------------------------------------- |
| 9                                                                   | 13                                                                    | 15                                                                      |

Der erste kanadische Eisschnellläufer war 1924 in Chamonix Charles Gorman. Gorman trat auch 1928 in St. Moritz an. Hier wurde er über 500 Meter Siebter.
1932 in Lake Placid wurden eine Silber- und vier Bronzemedaille gewonnen. Im Rennen über 1500 Meter gewann Alexander Hurd Silber vor seinem Landsmann William Logan. Hurd belegte über 500 Meter den Bronzerang, Logan über 5000 Meter. Über 10.000 Meter gewann Frank Stack Bronze.
Auf die nächste Medaille mussten kanadische Eisschnellläufer 20 Jahre warten. Gordon Audley gewann 1952 in Oslo Bronze über 500 Meter. 24 Jahre später folgte die nächste Medaille. Cathy Priestner gewann als erste Kanadierin eine Medaille, als sie 1976 in Innsbruck Zweite über 500 Meter wurde. Über 1000 Meter wurde sie Sechste, ihre Teamkollegin Sylvia Burka wurde Vierte. Gaétan Boucher belegte Platz 6 über 1000 Meter bei den Männern.
Boucher gewann 1980 in Lake Placid Silber über 1000 Meter und wurde Achter über 500 Meter. Sylvia Burka wurde über 1000 Meter Siebte. 1984 in Sarajevo gewann Gaétan Boucher dann die Rennen über 1000 und 1500 Meter und wurde damit der erste kanadische Olympiasieger im Eisschnelllauf. Dazu gewann er Bronze über 500 Meter.
1988 vor heimischem Publikum in Calgary blieben die Eisschnellläufer ohne Medaillen. Boucher wurde Fünfter über 1000 Meter, Shelley Rhead-Skarvan Sechste über 500 Meter. Auch 1992 in Albertville blieb die kanadische Mannschaft ohne Medaillen. Guy Thibault lief über 1000 Meter auf Platz 7, Susan Auch wurde über 500 Meter Sechste.
Erst 1994 in Lillehammer gab es wieder einen Erfolg zu feiern. Susan Auch gewann Silber über 500 Meter und wurde Achte über 1000 Meter. Im 1000-Meter-Rennen der Männer belegten Sylvain Bouchard Platz 5 und Pat Kelly Platz 6. Noch besser lief es für Kanada 1998 in Nagano. Catriona LeMay Doan wurde über 500 Meter Olympiasiegerin vor ihrer Teamkameradin Susan Auch. Über 1000 Meter gewann sie zudem Bronze. Die Männer dominierten die 500 Meter. Unter den ersten fünf waren vier Kanadier vertreten. Jeremy Wotherspoon gewann Silber vor Kevin Overland, Sylvain Bouchard auf Platz 4 und Patrick Bouchard auf Platz 5. Über 1000 Meter wurde Sylvain Bouchard Fünfter und Wotherspoon Sechster.
2002 in Salt Lake City konnte Catriona LeMay Doan ihren Olympiasieg von Nagano über 500 Meter verteidigen. Sie war damit die erste Athletin (geschlechterübergreifend), die ihren Olympiasieg verteidigen konnte. Im Rennen über 3000 Meter gewann Cindy Klassen Bronze. Über 5000 Meter wurde sie, wie auch schon über 1500 Meter, Vierte. Hier lag sie hinter Clara Hughes, die Bronze gewann. Hughes war schon bei Sommerspielen als Radrennfahrerin angetreten. In Atlanta hatte sie 1996 jeweils Bronze im Straßenrennen und im Zeitfahren gewonnen. Sie ist die einzige Athletin Kanadas, die sowohl bei Sommer- als auch bei Winterspielen Medaillen gewinnen konnte.
2006 in Turin gewannen die Frauen in fünf von sechs Disziplinen mindestens eine Medaille. Cindy Klassen gewann fünf Medaillen (Gold über 1500 Meter, Silber über 1000 Meter und in der Mannschaftsverfolgung, Bronze über 3000 und 5000 Meter). Mit ihren sechs Medaillengewinnen ist sie bis heute geschlechterübergreifend die erfolgreichste Teilnehmerin Kanadas an Olympischen Spielen. Clara Hughes wurde über 5000 Meter Olympiasiegerin. Kristina Groves gewann Silber über 1500 Meter und wurde Fünfte über 1000 und Sechste über 5000 Meter. Bei den Männern gab es eine Silbermedaille in der Mannschaftsverfolgung.
In Vancouver 2010 wurde das Männerteam Olympiasieger in der Verfolgung. Christine Nesbitt gewann Gold über 1000 Meter, Kristina Groves wurde Vierte. Groves gewann dann Silber über 1500 Meter mit Nesbitt auf Platz 6. Hinzu kam eine Bronzemedaille über 3000 Meter, hier wurde Clara Hughes Fünfte. Hughes gewann im 5000-Meter-Rennen noch einmal Bronze, Groves wurde Fünfte. Hughes schloss mit ihren sechs Medaillen zu Cindy Klassen als erfolgreichste Olympiateilnehmerin Kanadas auf. 2014 in Sotschi gewann Denny Morrison Silber über 1000 und Bronze über 1500 Meter. In der Mannschaftsverfolgung kam die kanadische Mannschaft auf Platz 4. Die Frauenmannschaft erreichte Platz 5.
Ted-Jan Bloemen, ein gebürtiger Niederländer, der seit 2015 für Kanada startet, wurde 2018 in Pyeongchang Olympiasieger über 10.000 Meter. Über 5000 Meter gewann er Silber. Bei den Frauen wurde Ivanie Blondin Fünfte über 5000 und Sechste über 3000 Meter. Isabella Weidemann belegte über 5000 Meter Platz 6 und über 3000 Meter Platz 7. In der Mannschaftsverfolgung belegte das Frauenteam Platz 4.
| Name                                         | Spiele              | Disziplin             | Anmerkung          |
| -------------------------------------------- | ------------------- | --------------------- | ------------------ |
| Gaétan Boucher                               | 1984 Sarajevo       | 1000 Meter            | erster Olympiasieg |
| Gaétan Boucher                               | 1984 Sarajevo       | 1500 Meter            |                    |
| Catriona LeMay Doan                          | 1998 Nagano         | 500 Meter             |                    |
| Catriona LeMay Doan                          | 2002 Salt Lake City | 500 Meter             |                    |
| Cindy Klassen                                | 2006 Turin          | 1500 Meter            |                    |
| Clara Hughes                                 | 2006 Turin          | 5000 Meter            |                    |
| Mathieu Giroux Lucas Makowsky Denny Morrison | 2010 Vancouver      | Mannschaftsverfolgung |                    |
| Christine Nesbitt                            | 2010 Vancouver      | 1000 Meter            |                    |
| Ted-Jan Bloemen                              | 2018 Pyeongchang    | 10.000 Meter          |                    |

| Name                                                                        | Spiele           | Disziplin             | Anmerkung |
| --------------------------------------------------------------------------- | ---------------- | --------------------- | --------- |
| Alexander Hurd                                                              | 1932 Lake Placid | 1500 Meter            |           |
| Cathy Priestner                                                             | 1976 Innsbruck   | 500 Meter             |           |
| Gaétan Boucher                                                              | 1980 Lake Placid | 1000 Meter            |           |
| Susan Auch                                                                  | 1994 Lillehammer | 500 Meter             |           |
| Jeremy Wotherspoon                                                          | 1998 Nagano      | 500 Meter             |           |
| Susan Auch                                                                  | 1998 Nagano      | 500 Meter             |           |
| Cindy Klassen                                                               | 2006 Turin       | 1000 Meter            |           |
| Kristina Groves                                                             | 2006 Turin       | 1500 Meter            |           |
| Arne Dankers Steven Elm Denny Morrison Jason Parker Justin Warsylewicz      | 2006 Turin       | Mannschaftsverfolgung |           |
| Kristina Groves Clara Hughes Cindy Klassen Christine Nesbitt Shannon Rumpel | 2006 Turin       | Mannschaftsverfolgung |           |
| Kristina Groves                                                             | 2010 Vancouver   | 1500 Meter            |           |
| Denny Morrison                                                              | 2014 Sotschi     | 1000 Meter            |           |
| Ted-Jan Bloemen                                                             | 2018 Pyeongchang | 5000 Meter            |           |

| Name                | Spiele              | Disziplin    | Anmerkung                                 |
| ------------------- | ------------------- | ------------ | ----------------------------------------- |
| Alexander Hurd      | 1932 Lake Placid    | 500 Meter    | erster Medaillengewinn zusammen mit Logan |
| William Logan       | 1932 Lake Placid    | 5000 Meter   | erster Medaillengewinn zusammen mit Hurd  |
| William Logan       | 1932 Lake Placid    | 1500 Meter   |                                           |
| Frank Stack         | 1932 Lake Placid    | 10.000 Meter |                                           |
| Gordon Audley       | 1952 Oslo           | 500 Meter    |                                           |
| Gaétan Boucher      | 1984 Sarajevo       | 500 Meter    |                                           |
| Kevin Overland      | 1998 Nagano         | 500 Meter    |                                           |
| Catriona LeMay Doan | 1998 Nagano         | 1000 Meter   |                                           |
| Cindy Klassen       | 2002 Salt Lake City | 3000 Meter   |                                           |
| Clara Hughes        | 2002 Salt Lake City | 5000 Meter   |                                           |
| Cindy Klassen       | 2006 Turin          | 3000 Meter   |                                           |
| Cindy Klassen       | 2006 Turin          | 5000 Meter   |                                           |
| Kristina Groves     | 2010 Vancouver      | 3000 Meter   |                                           |
| Clara Hughes        | 2010 Vancouver      | 5000 Meter   |                                           |
| Denny Morrison      | 2014 Sotschi        | 1500 Meter   |                                           |

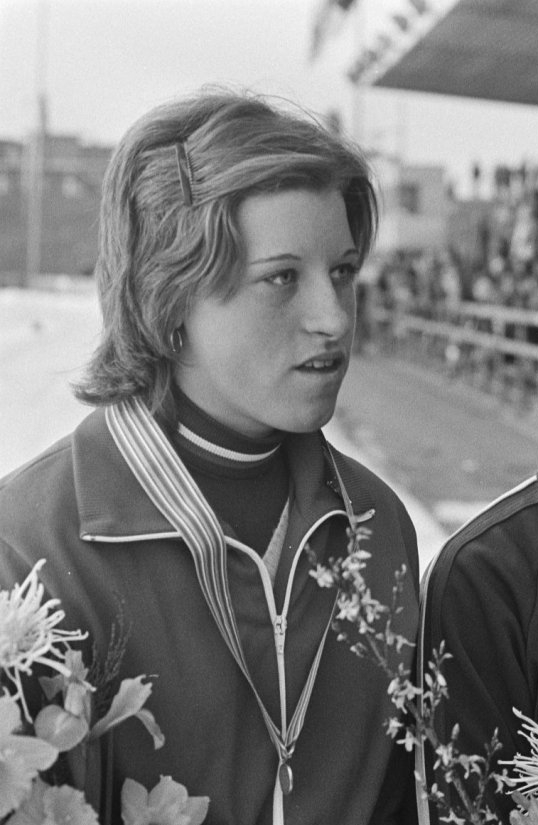
Cathy Priestner gewann 1976 mit Silber die erste Medaille einer Kanadierin im Eisschnelllauf
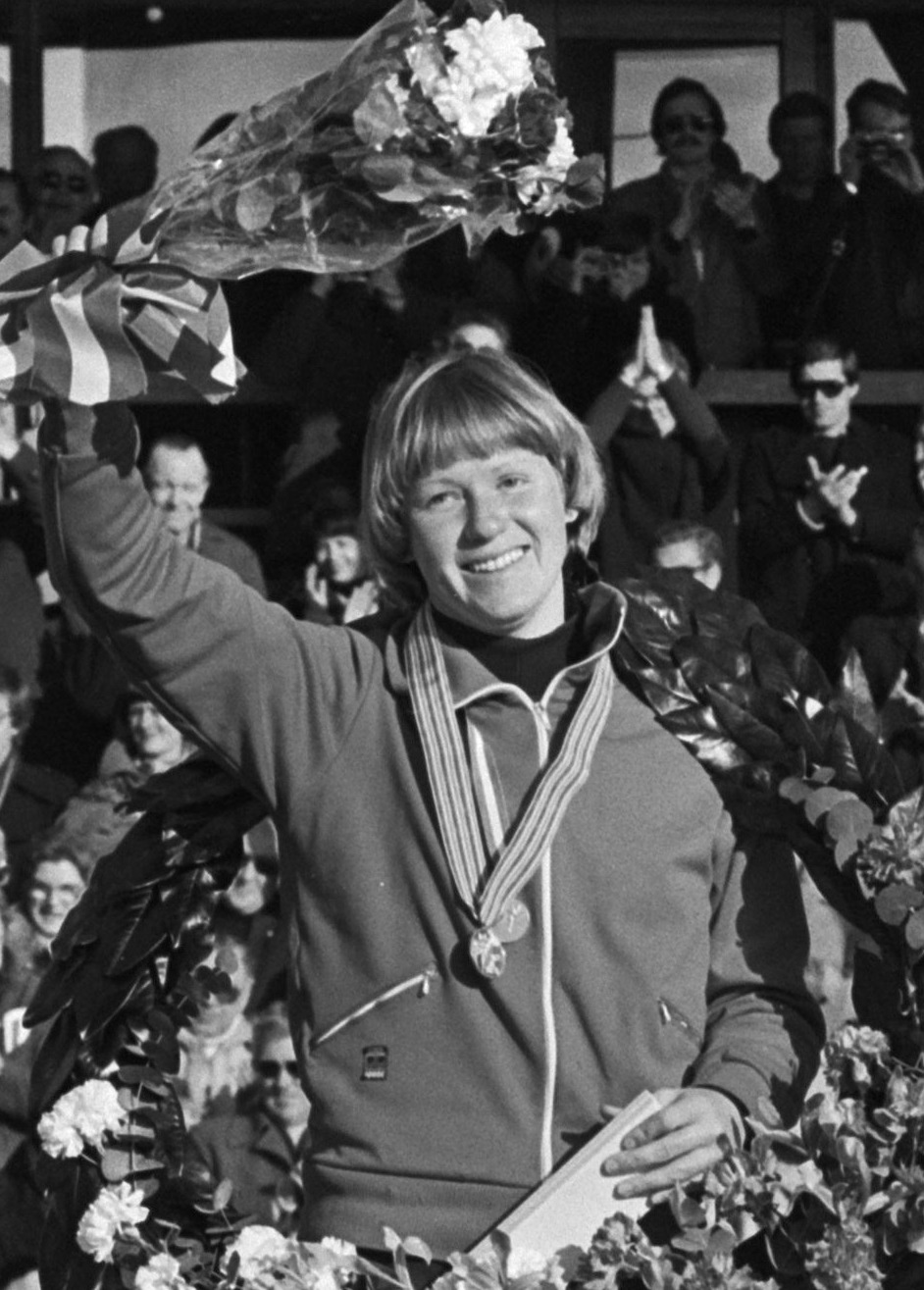
Sylvia Burka lief 1976 über 1000 Meter als Vierte knapp an einer Medaille vorbei
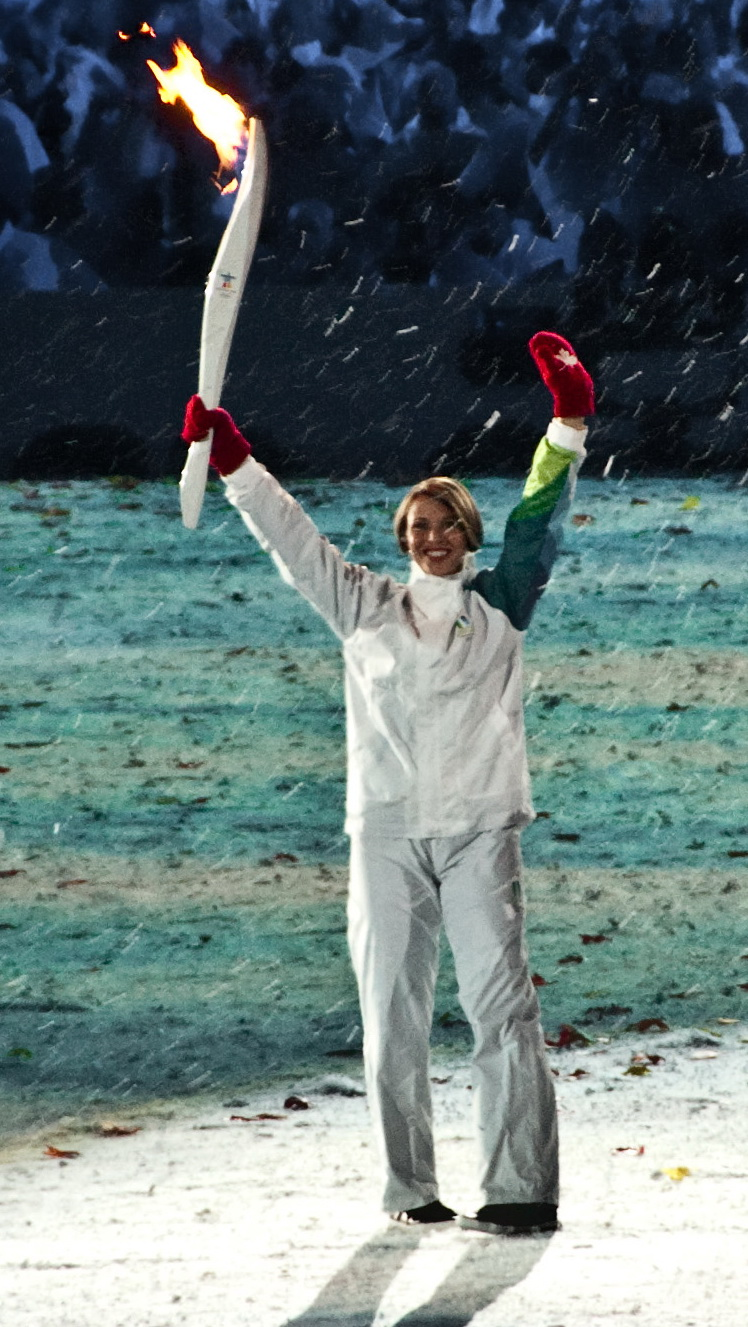
Catriona LeMay Doan, Olympiasiegerin von 1998 und 2002, als Fackelträgerin 2010 in Vancouver
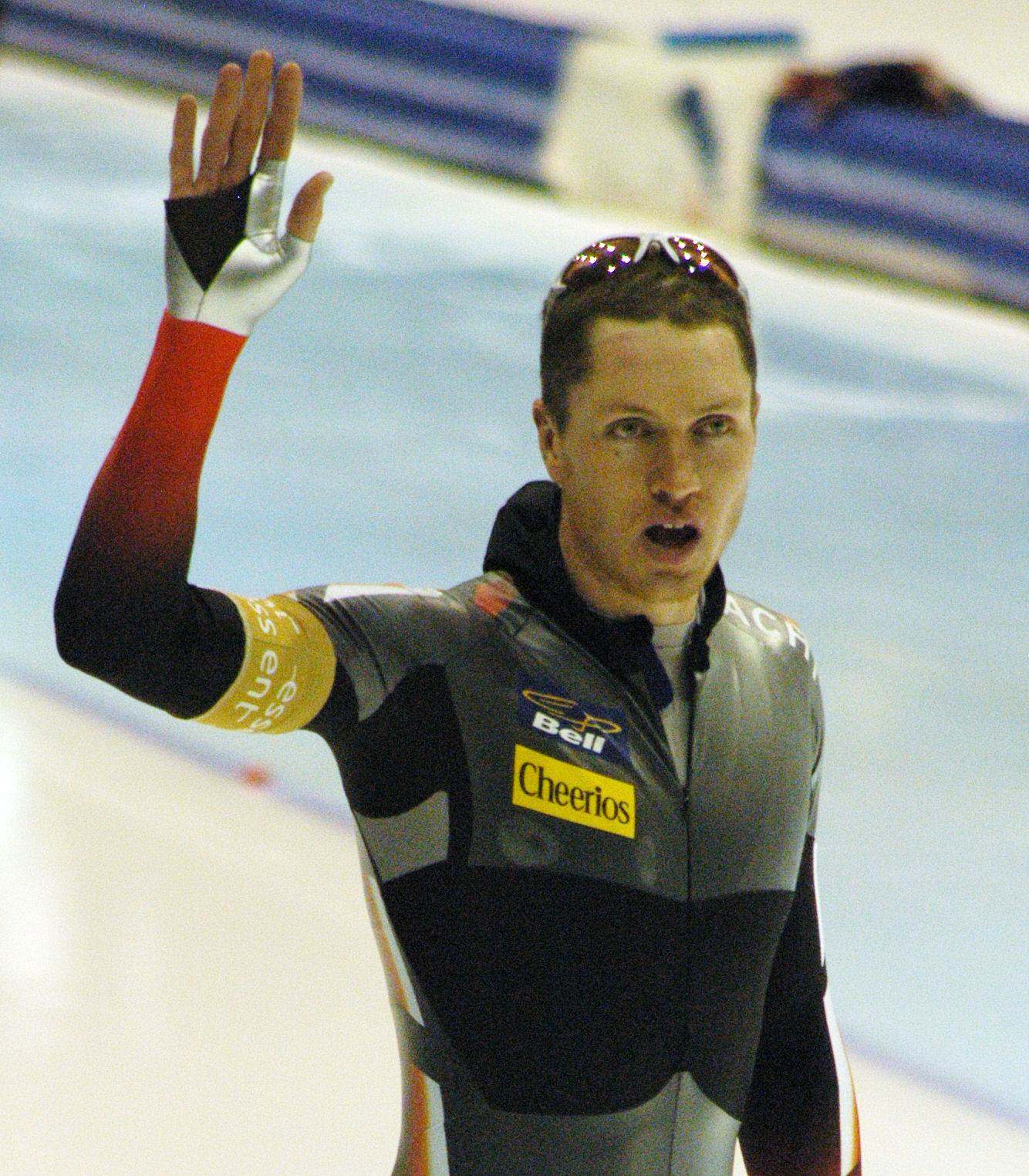
Jeremy Wotherspoon gewann 1998 Bronze
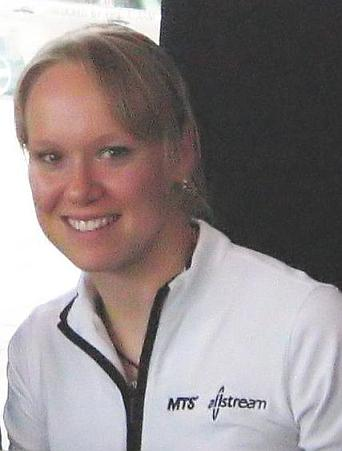
Mit sechs Medaillen (fünf in Turin, eine in Salt Lake City) die erfolgreichste Kanadierin bei Olympischen Spielen: Cindy Klassen
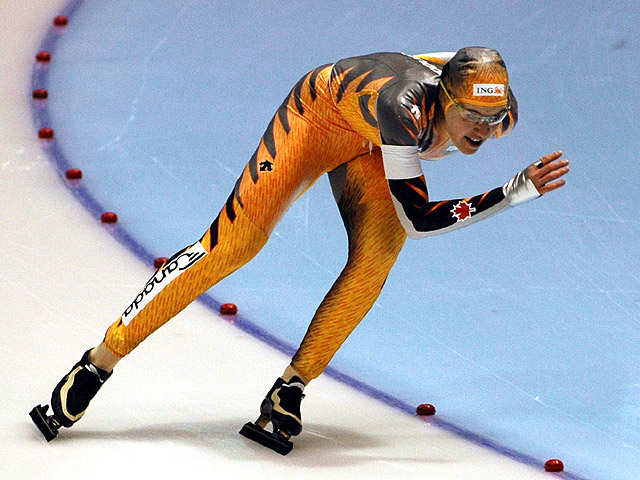
Sechs Medaillen in zwei Sportarten (Radsport und Eisschnelllauf): Clara Hughes
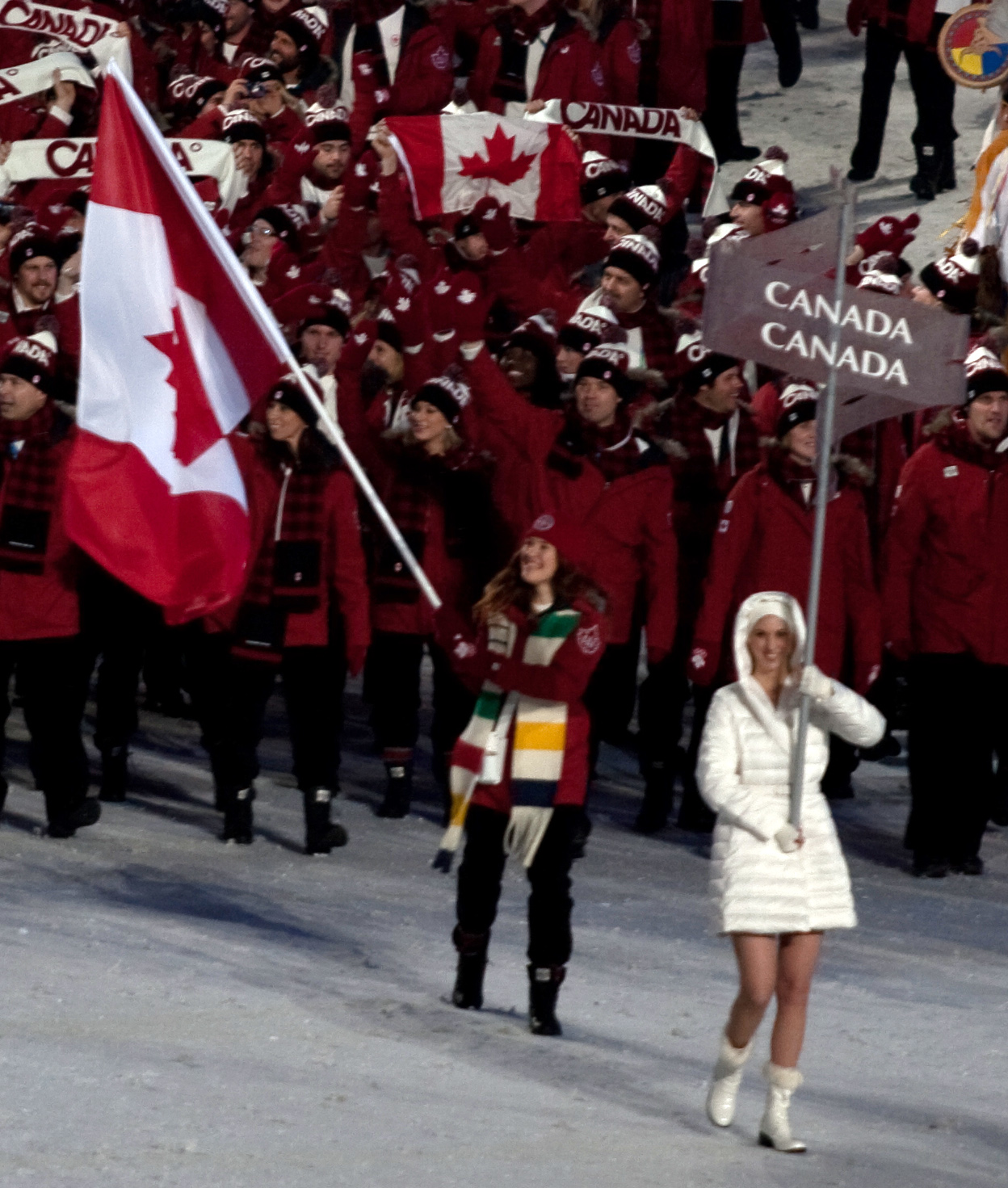
Clara Hughes als Fahnenträgerin 2010
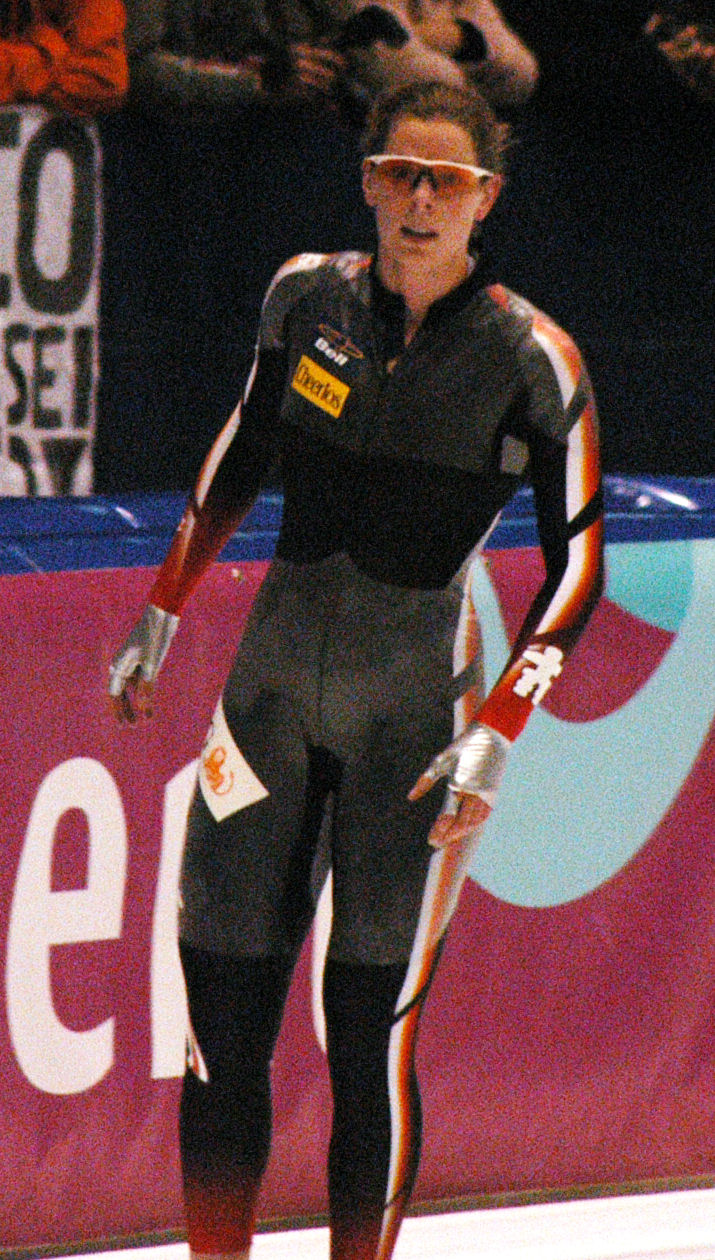
Christine Nesbitt, Olympiasiegerin 2010
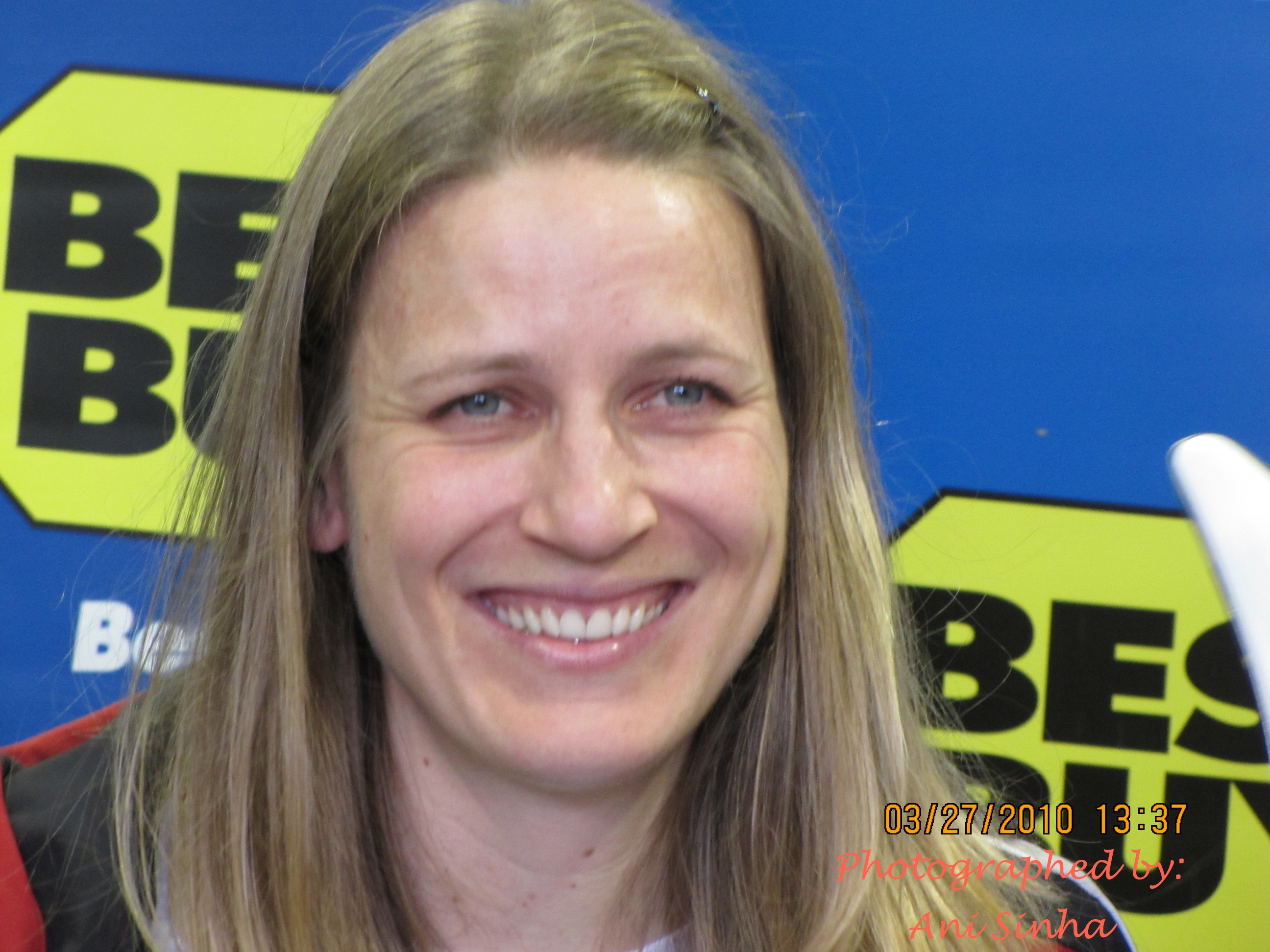
Kristina Groves, zwei Mal Silber 2006, Silber und Bronze 2010

#### Freestyle Ski
| Gelbes Symbol für Goldmedaillen mit stilisierten Olympischen Ringen | Graues Symbol für Silbermedaillen mit stilisierten Olympischen Ringen | Braundes Symbol für Bronzemedaillen mit stilisierten Olympischen Ringen |
| ------------------------------------------------------------------- | --------------------------------------------------------------------- | ----------------------------------------------------------------------- |
| 12                                                                  | 9                                                                     | 4                                                                       |

Freestyle Ski wurde 1992 olympische Sportart. Drei Frauen und drei Männer aus Kanada nahmen als erste Freestyle-Athleten auf der Buckelpiste teil. John Smart wurde dabei Fünfter, Jean-Luc Brassard Siebter.
Die ersten Medaillen wurden 1994 in Lillehammer gewonnen. Erster Medaillengewinner und gleichzeitig Olympiasieger wurde Jean-Luc Brassard mit Gold auf der Buckelpiste. Beim Springen gewannen Philippe LaRoche Silber und Lloyd Langlois Bronze. 1998 konnten keine Medaillen gewonnen werden, dennoch waren die Kanadier gerade auf der Buckelpiste stark. Brassard wurde Vierter, Ryan Johnson Siebter und Stéphane Rochon Achter. Bei den Frauen belegte Ann-Marie Pelchat Platz 5.
2002 in Salt Lake City lieferten die kanadischen Freestyler in beiden Disziplinen starke Leistungen ab. Bei den Männern platzierten sich die Buckelpistenfahrer Scott Bellavance und Ryan Johnson auf den Plätzen 6 und 7. Jeff Bean wurde im Springen Vierter, Andrew Capicik Achter. Jennifer Heil wurde Vierte auf der Buckelpiste. Im Springen gewannen Veronica Brenner Silber und Deidra Dionne Bronze.
Jennifer Heil wurde 2006 in Turin Olympiasiegerin Springen. Kristi Richards und Audrey Robichaud wurden Sechste und Siebte. Bei den Männern wurde Kyle Nissen im Springen Fünfter vor seinem Teamkameraden Warren Shouldice. Auf der Buckelpiste fuhr Marc-André Moreau auf Platz 4. Alexandre Bilodeau wurde 2010 in Vancouver Olympiasieger auf der Buckelpiste. Mit Vincent Marquis auf Platz 4, Pierre-Alexandre Rousseau auf Platz 5 und Maxime Gingras auf Platz 11 lagen alle Kanadier in den Top 15. Kyle Nissen erreichte im Springen Platz 5, Steve Omischl Platz 8. Im Skicross belegten Christopher Del Bosco Platz 4 und Davey Barr Platz 6. Bei den Frauen wurde Ashleigh McIvor Olympiasiegerin im Skicross. Kelsey Serwa wurde Fünfte. Jennifer Heil gewann auf der Buckelpiste Silber, Chloé Dufour-Lapointe wurde Fünfte.
Auf der Buckelpiste gab es in Sotschi 2014 bei den Männern und bei den Frauen Doppelsiege. Bei den Männern siegte Alexandre Bilodeau vor Mikaël Kingsbury. Marc-Antoine Gagnon wurde Vierter, Philippe Marquis Neunter. Bei den Frauen siegte Justine Dufour-Lapointe vor ihrer Schwester Chloé. Audrey Robichaud wurde Zehnte, die dritte der Dufour-Lapointe-Schwestern, Maxime wurde Zwölfte. Bei den Männern gewann Mike Riddle Silber in der Halfpipe. Einen weiteren Doppelsieg gab es im Skicross der Frauen. Hier siegte Marielle Thompson vor Kelsey Serwa. Im Hindernisrennen (Slopestyle) wurde Dara Howell Olympiasiegerin, Kim Lamarre gewann Bronze. Yuki Tsubota wurde Sechste.
Im Skicross stellte Kanada 2018 in Pyeongchang beide Olympiasieger. Bei den Männern siegte Brady Leman, Kevin Drury wurde Vierter. Bei den Frauen gewann Kelsey Serwa, Brittany Phelan holte zudem Silber. Auf der Buckelpiste wurde Mikaël Kingsbury Olympiasieger, Marc-Antoine Gagnon erreichte Platz 4. Bei den Frauen fuhr Justine Dufour-Lapointe auf den Silberrang. Der vierte Olympiasieg im Freestyle gelang Cassie Sharpe in der Halfpipe. Im Slopestyle gewann Alex Beaulieu-Marchand Bronze. Teal Harle wurde Fünfter, Evan McEachran Sechster. Bei den Frauen erreichte Yuki Tsubota Platz 6.
| Name                    | Spiele           | Disziplin   | Anmerkung                              |
| ----------------------- | ---------------- | ----------- | -------------------------------------- |
| Jean-Luc Brassard       | 1994 Lillehammer | Buckelpiste | erster Olympiasieg und Medaillengewinn |
| Jennifer Heil           | 2006 Turin       | Springen    |                                        |
| Alexandre Bilodeau      | 2010 Vancouver   | Buckelpiste |                                        |
| Ashleigh McIvor         | 2010 Vancouver   | Skicross    |                                        |
| Alexandre Bilodeau      | 2014 Sotschi     | Buckelpiste |                                        |
| Justine Dufour-Lapointe | 2014 Sotschi     | Buckelpiste |                                        |
| Marielle Thompson       | 2014 Sotschi     | Skicross    |                                        |
| Dara Howell             | 2014 Sotschi     | Slopestyle  |                                        |
| Brady Leman             | 2018 Pyeongchang | Skicross    |                                        |
| Kelsey Serwa            | 2018 Pyeongchang | Skicross    |                                        |
| Mikaël Kingsbury        | 2018 Pyeongchang | Buckelpiste |                                        |
| Cassie Sharpe           | 2018 Pyeongchang | Halfpipe    |                                        |

| Name                    | Spiele              | Disziplin   | Anmerkung |
| ----------------------- | ------------------- | ----------- | --------- |
| Philippe LaRoche        | 1994 Lillehammer    | Springen    |           |
| Veronica Brenner        | 2002 Salt Lake City | Springen    |           |
| Jennifer Heil           | 2010 Vancouver      | Buckelpiste |           |
| Mikaël Kingsbury        | 2014 Sotschi        | Buckelpiste |           |
| Mike Riddle             | 2014 Sotschi        | Buckelpiste |           |
| Chloé Dufour-Lapointe   | 2014 Sotschi        | Buckelpiste |           |
| Kelsey Serwa            | 2014 Sotschi        | Skicross    |           |
| Justine Dufour-Lapointe | 2018 Pyeongchang    | Buckelpiste |           |
| Brittany Phelan         | 2018 Pyeongchang    | Skicross    |           |

| Name                   | Spiele              | Disziplin  | Anmerkung |
| ---------------------- | ------------------- | ---------- | --------- |
| Lloyd Langlois         | 1994 Lillehammer    | Springen   |           |
| Deidra Dionne          | 2002 Salt Lake City | Springen   |           |
| Kim Lamarre            | 2014 Sotschi        | Slopestyle |           |
| Alex Beaulieu-Marchand | 2018 Pyeongchang    | Slopestyle |           |

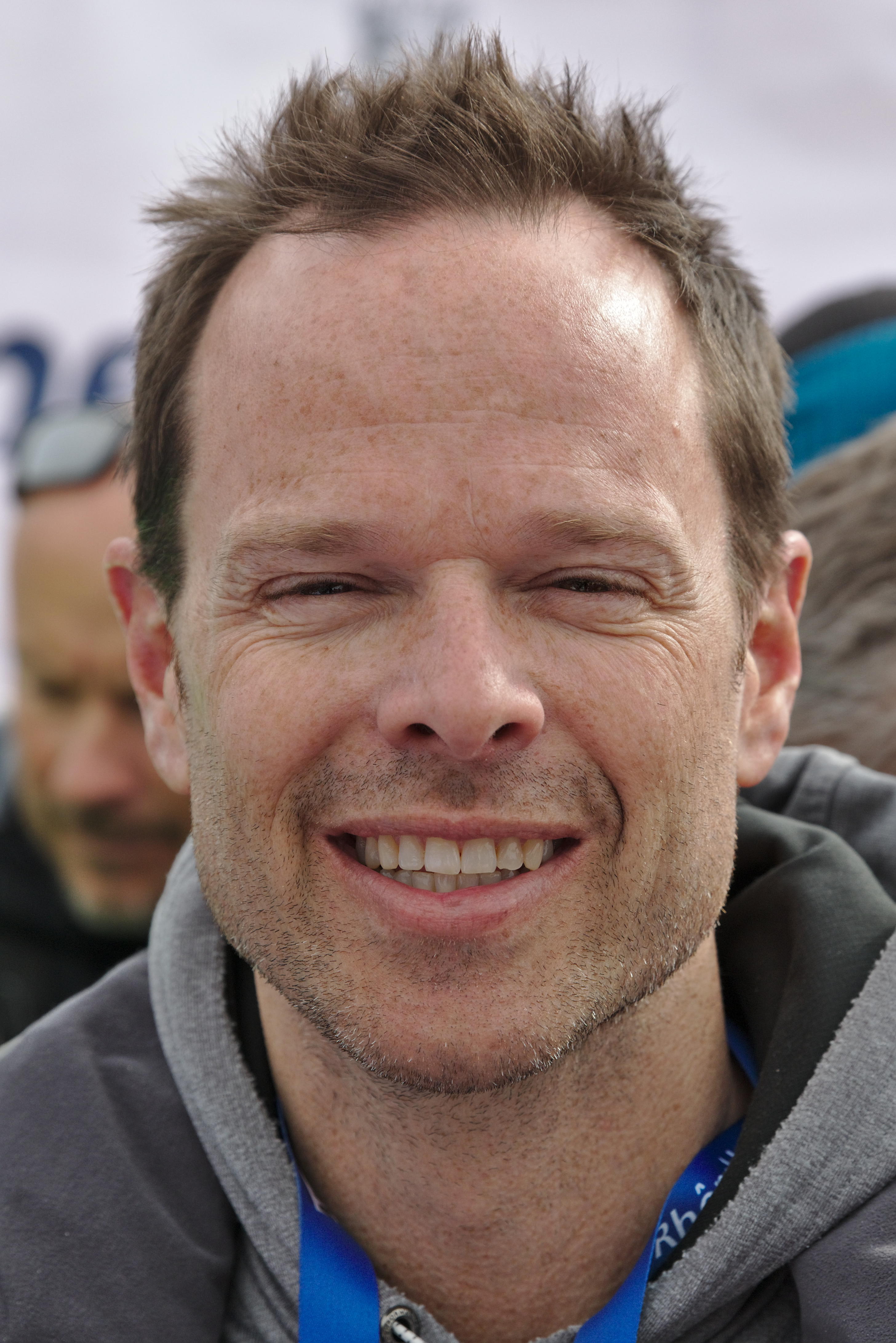
Jean-Luc Brassard (2015)
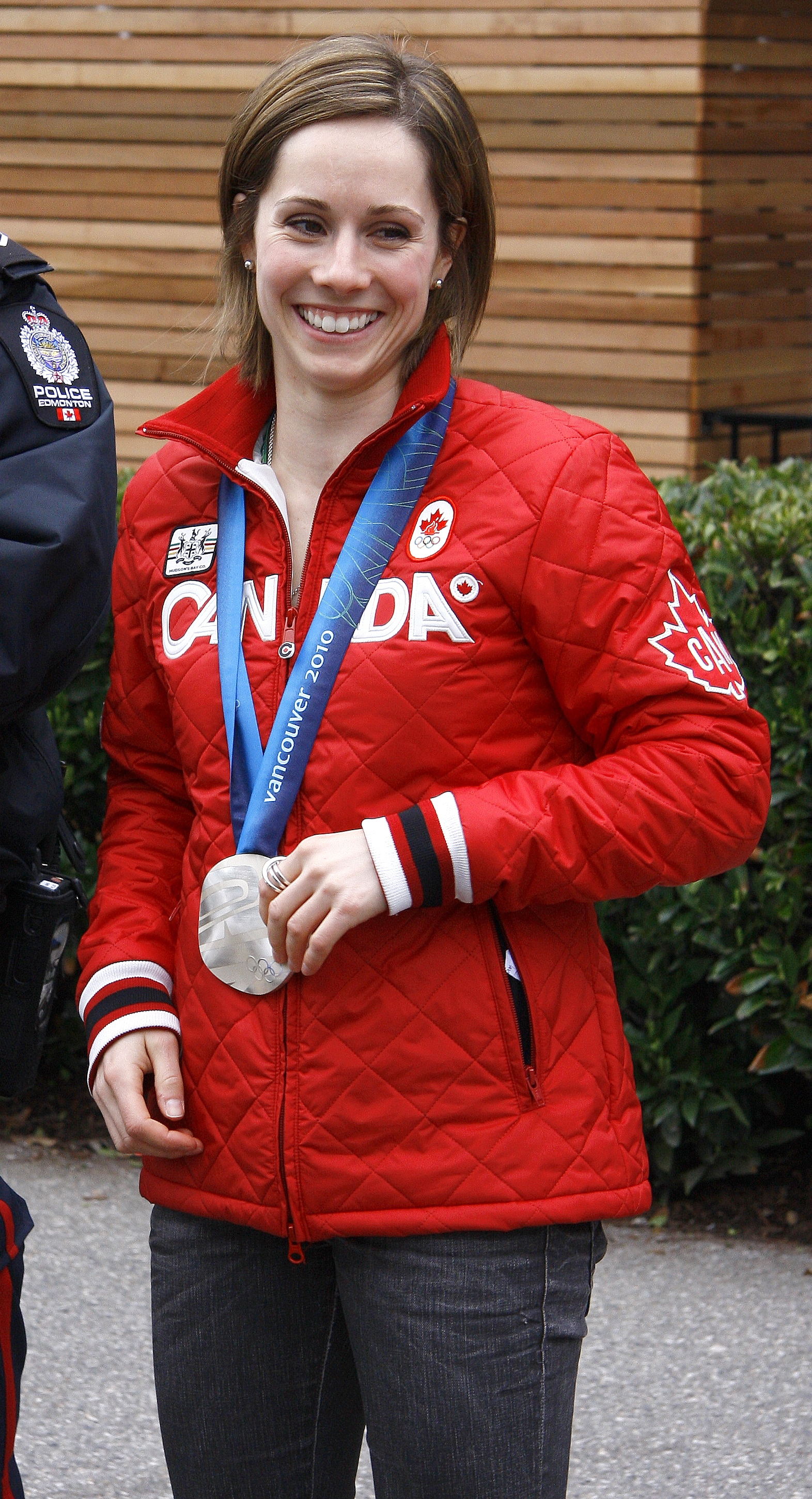
Olympiasieg 2006 im Springen und Silber 2010 auf der Buckelpiste: Jennifer Heil
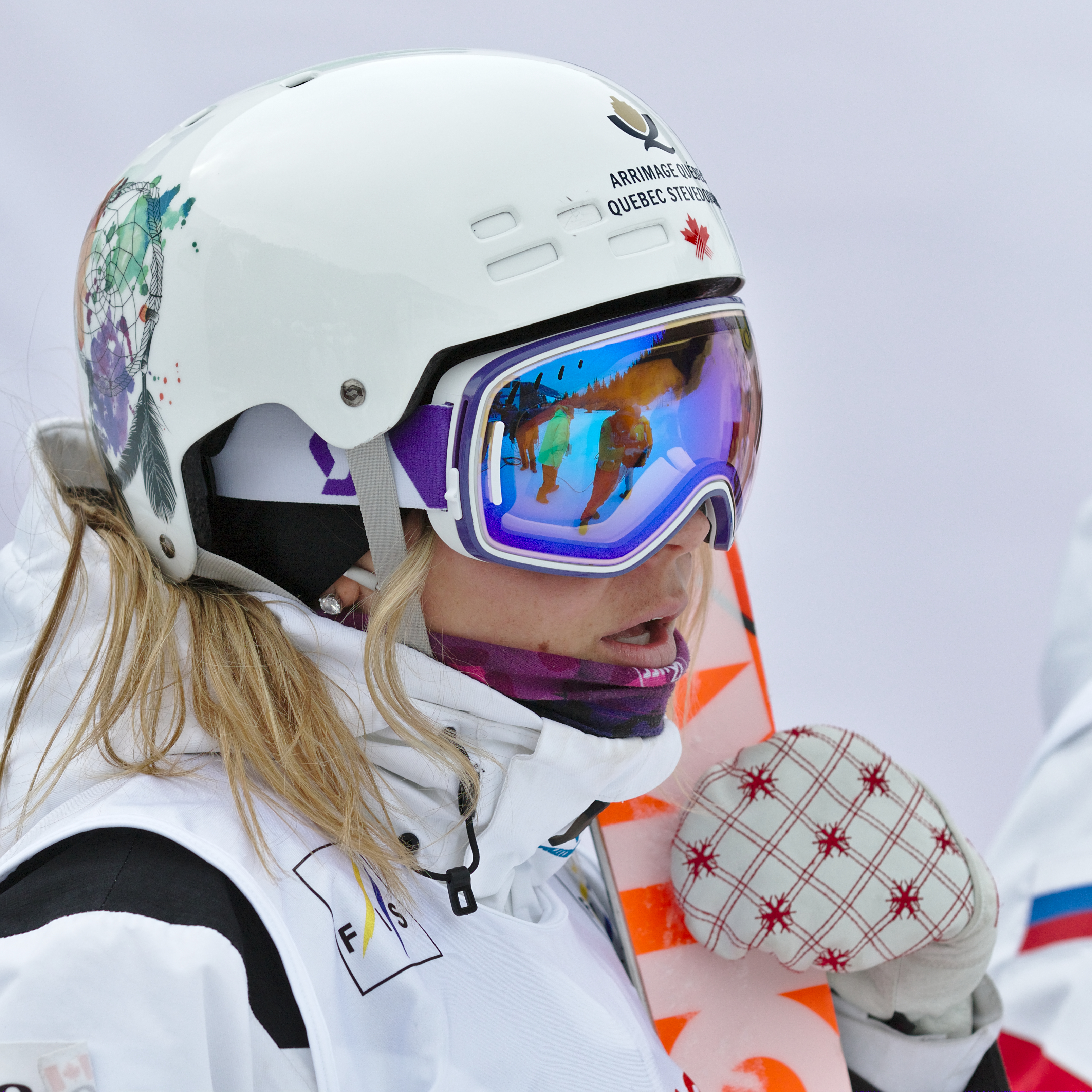
Audrey Robichaud (2015)
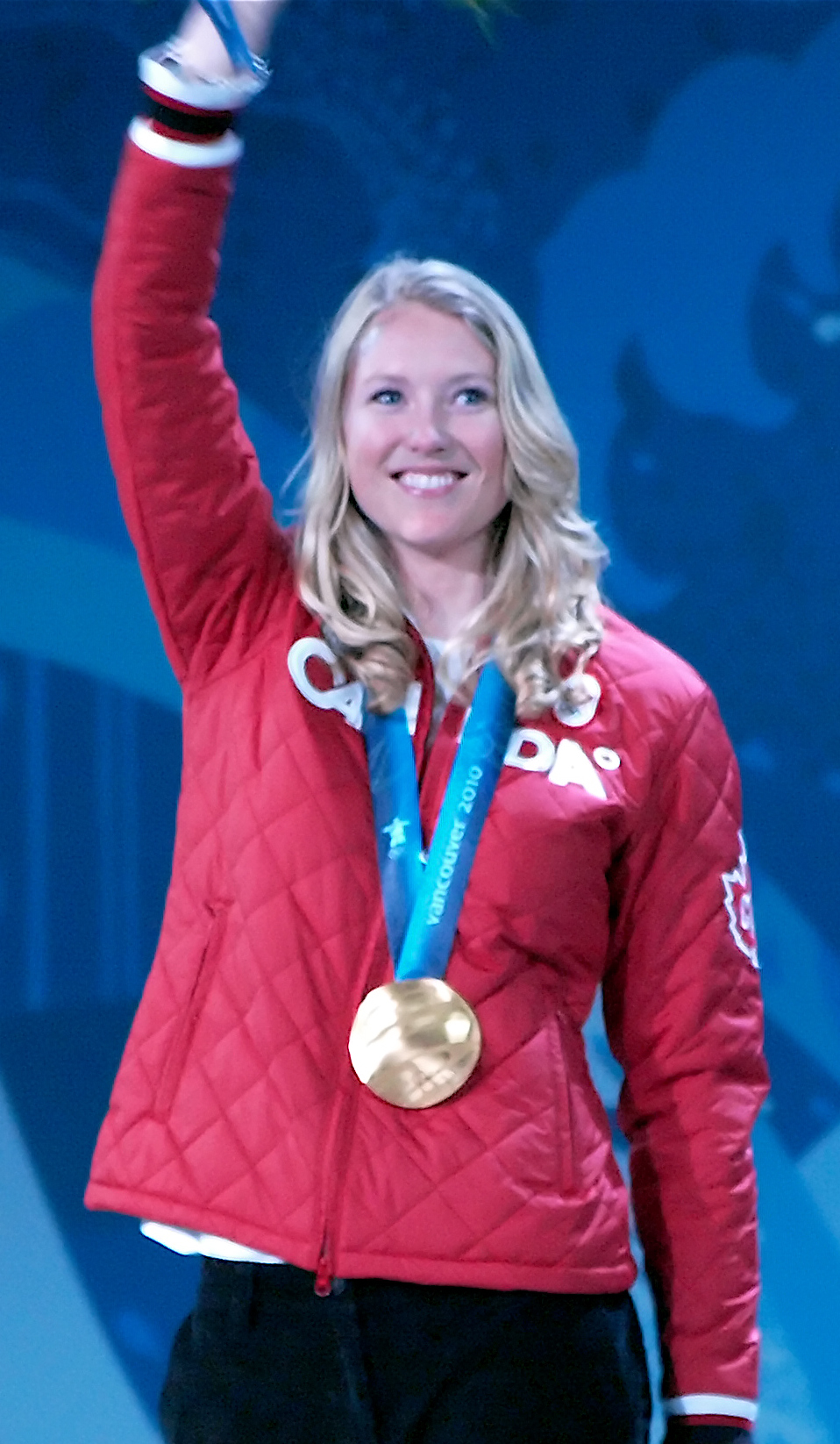
Ashleigh McIvor, Olympiasiegerin 2010 im Skicross
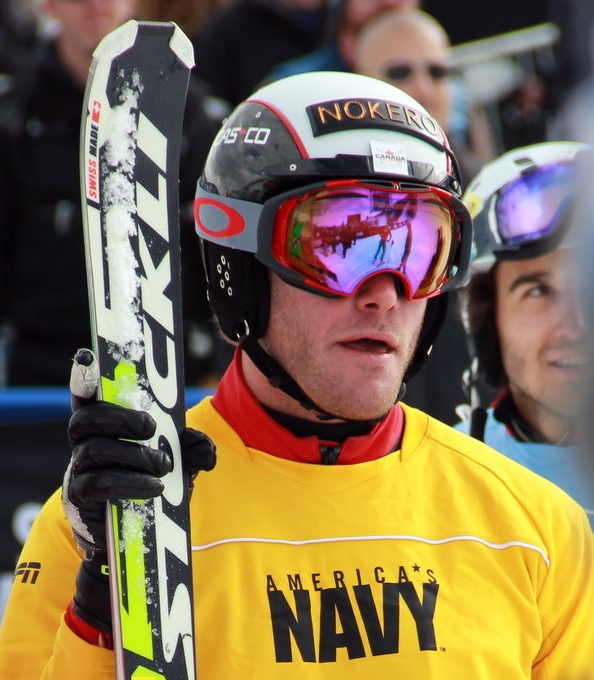
Christopher Del Bosco
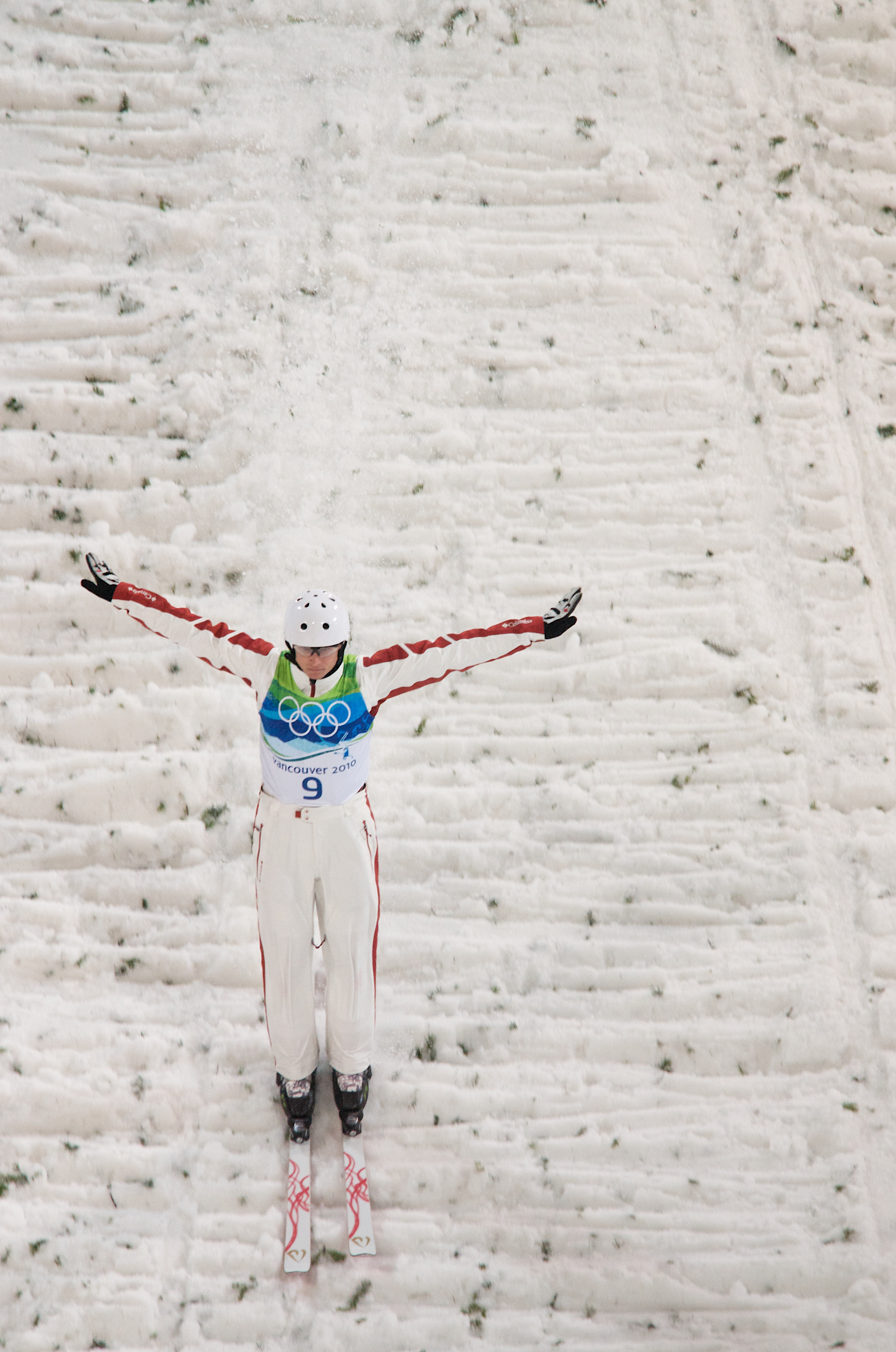
Steve Omischl
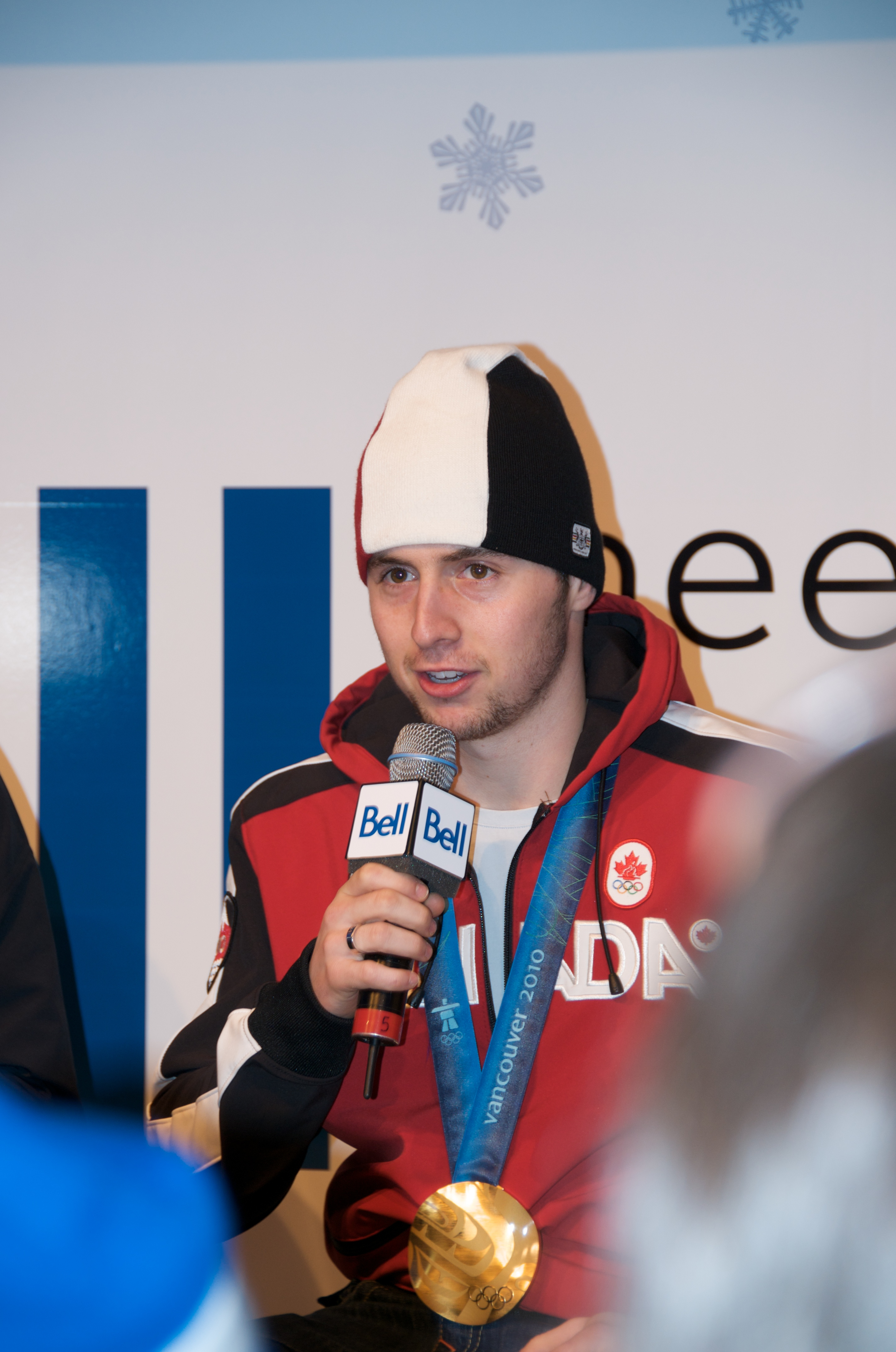
Alexandre Bilodeau, Olympiasieger 2014
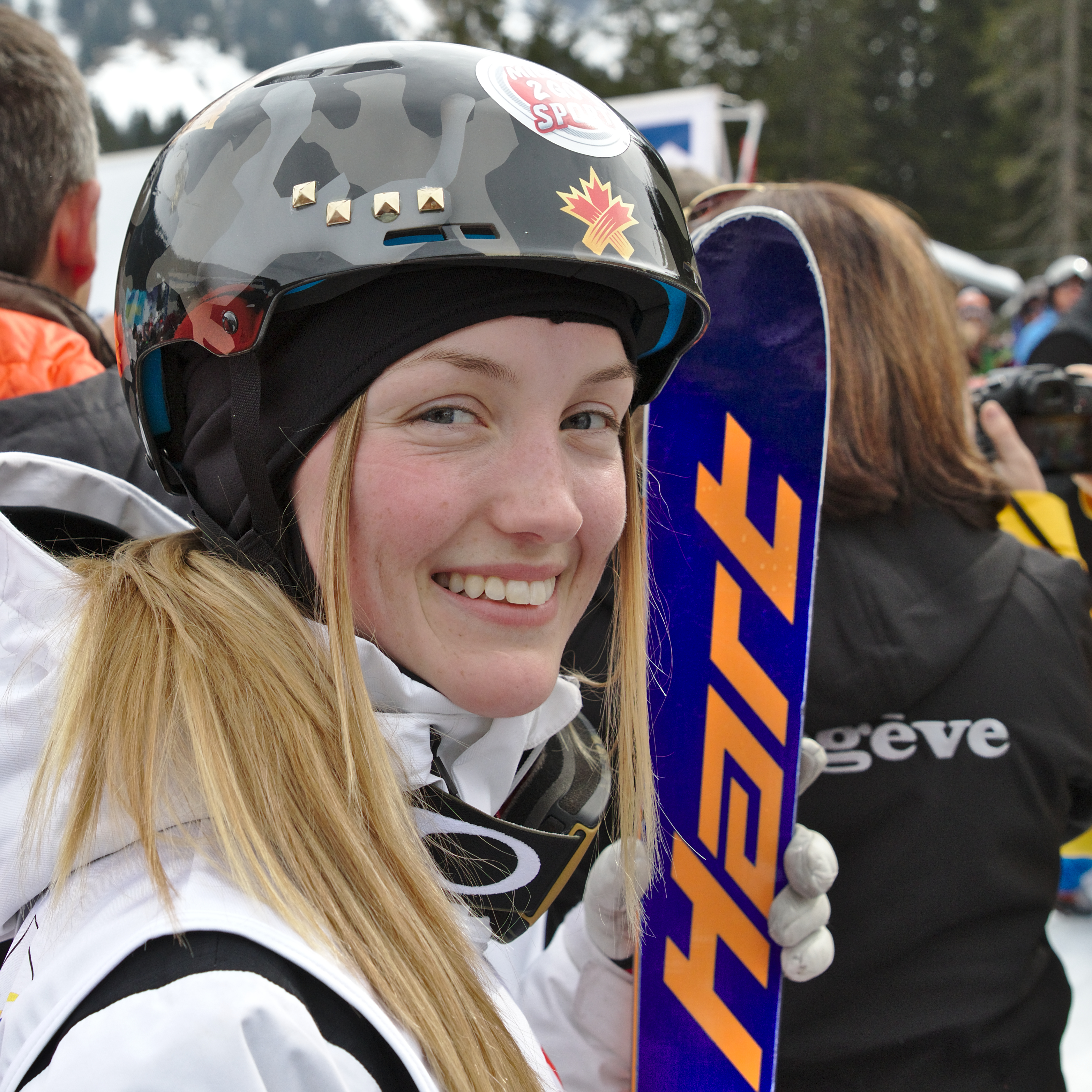
Justine Dufour-Lapointe, Olympiasiegerin 2014, Silber 2018
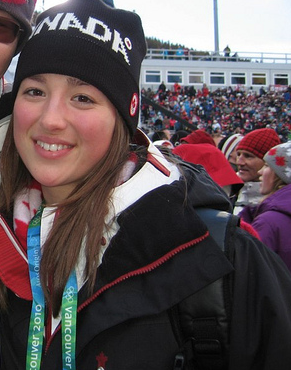
Chloé Dufour-Lapointe, Schwester von Justine, Silber 2014
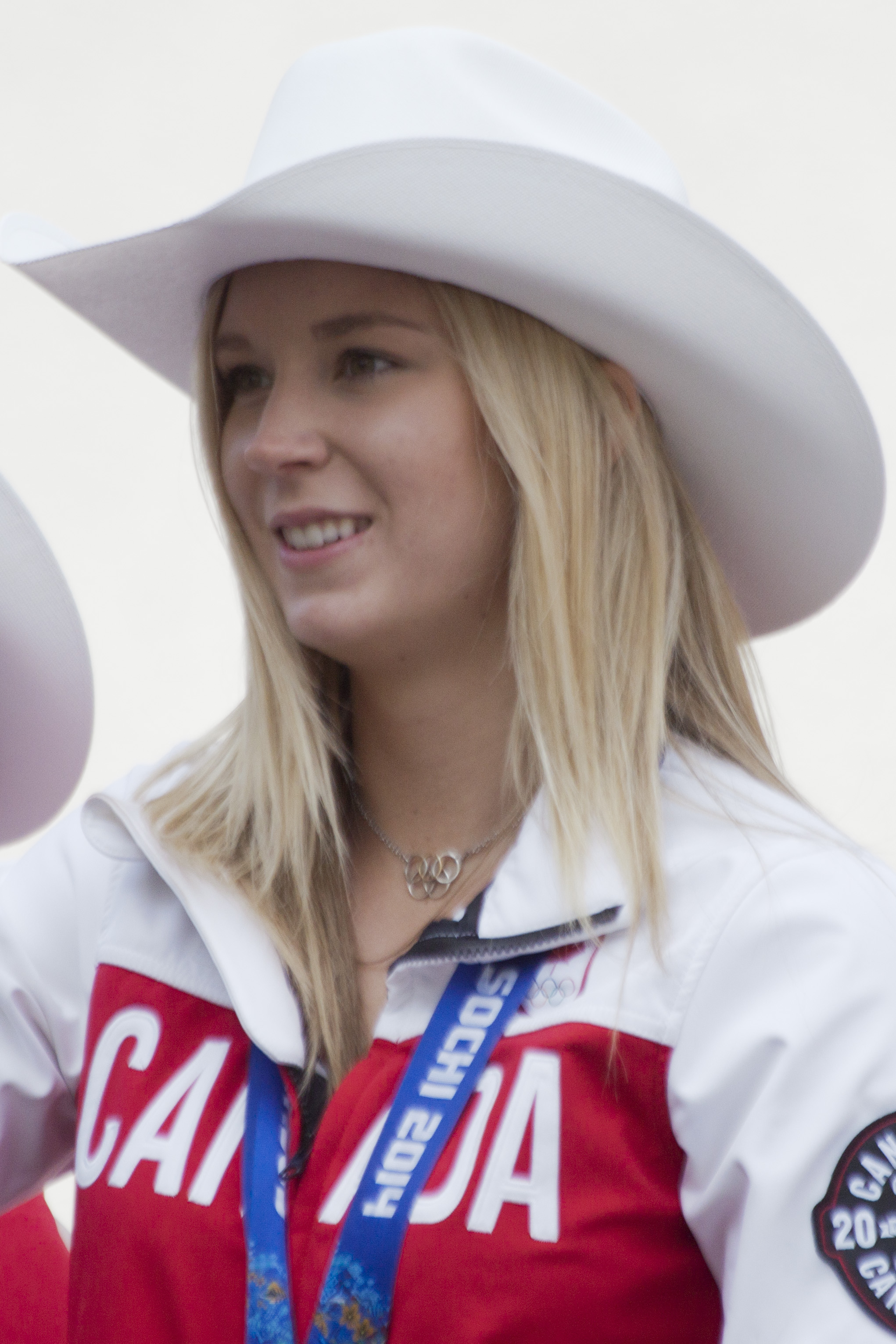
Dara Howell, Olympiasiegerin 2014
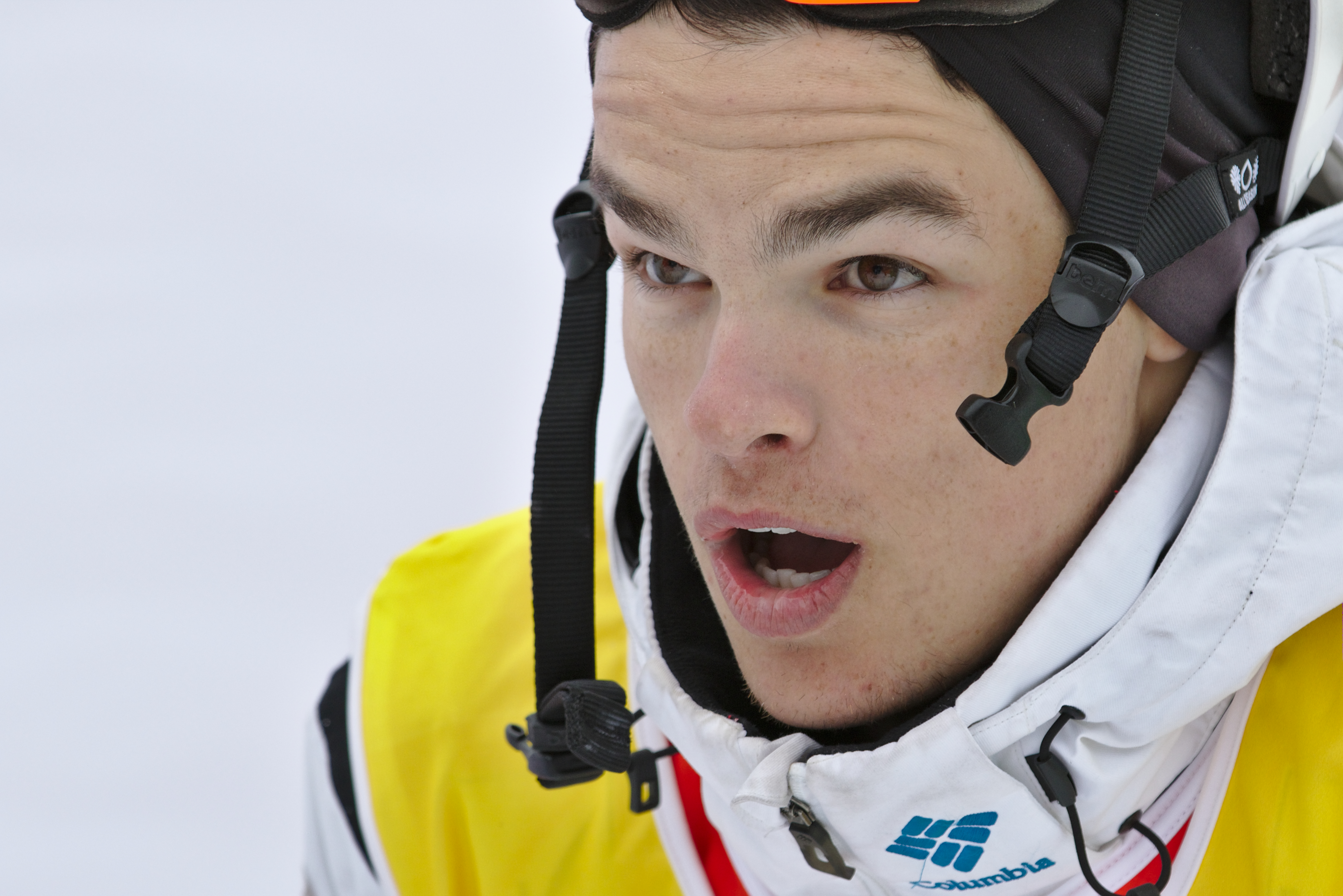
Mikaël Kingsbury, Silber 2014, Olympiasieger 2018
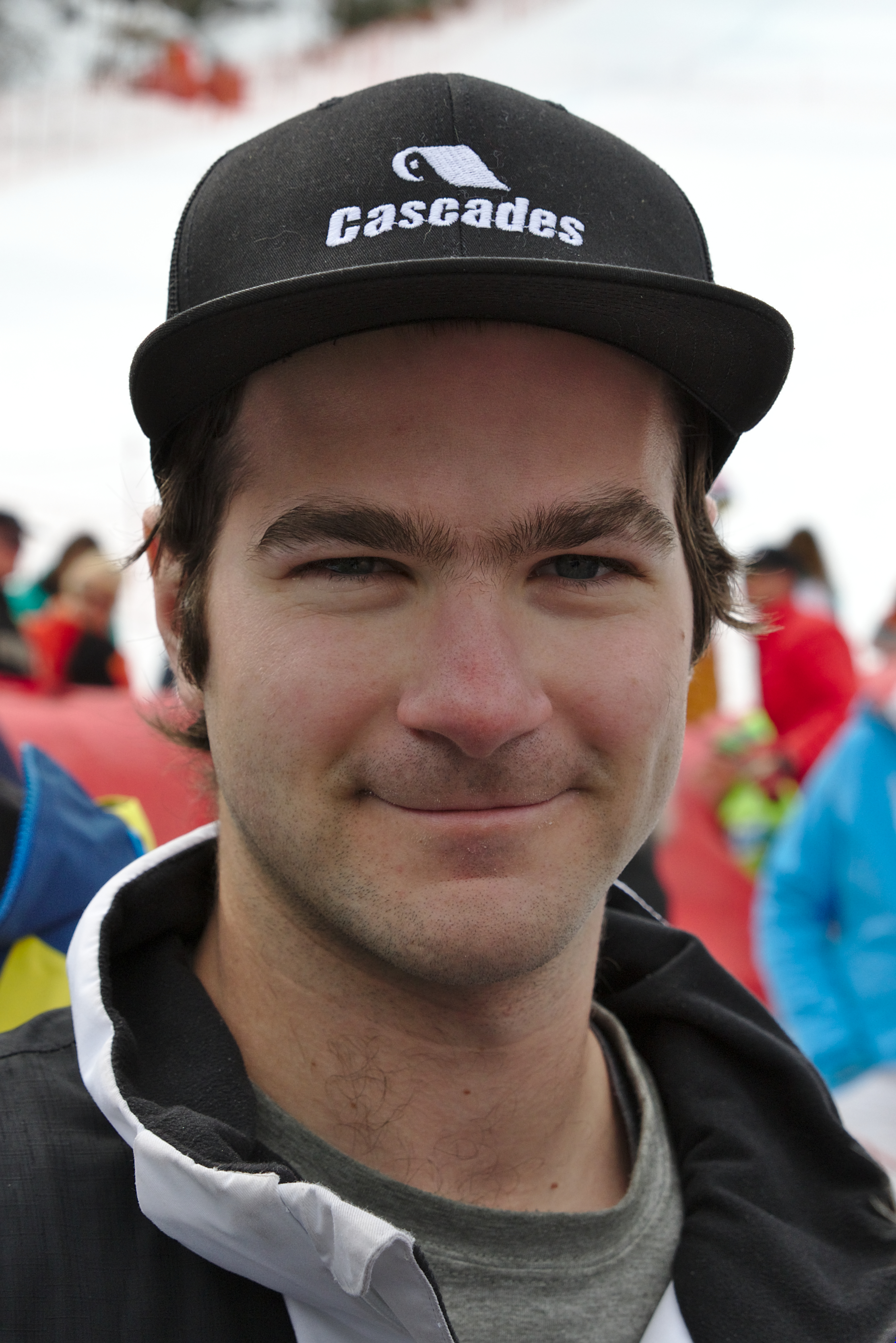
Marc-Antoine Gagnon
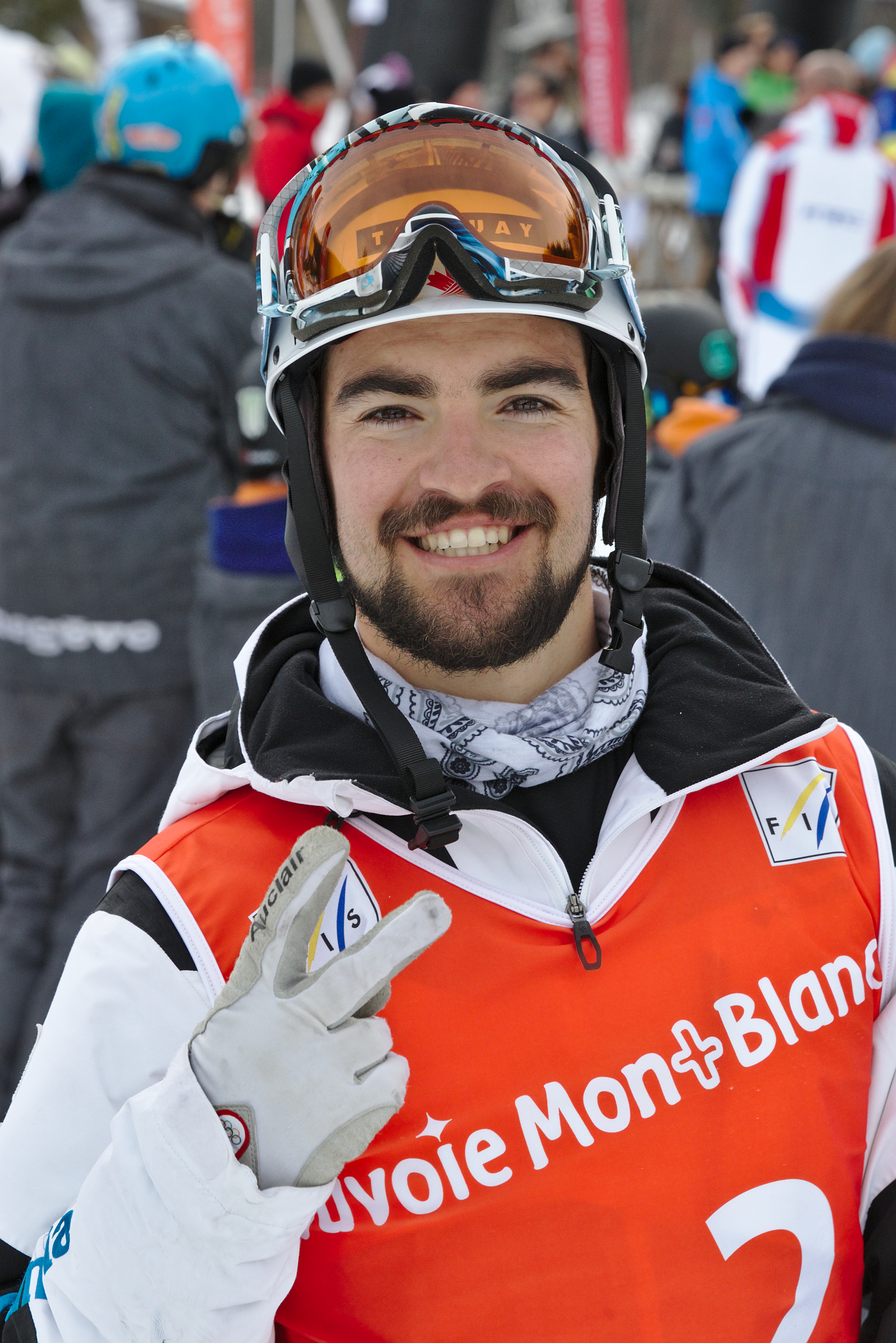
Philippe Marquis
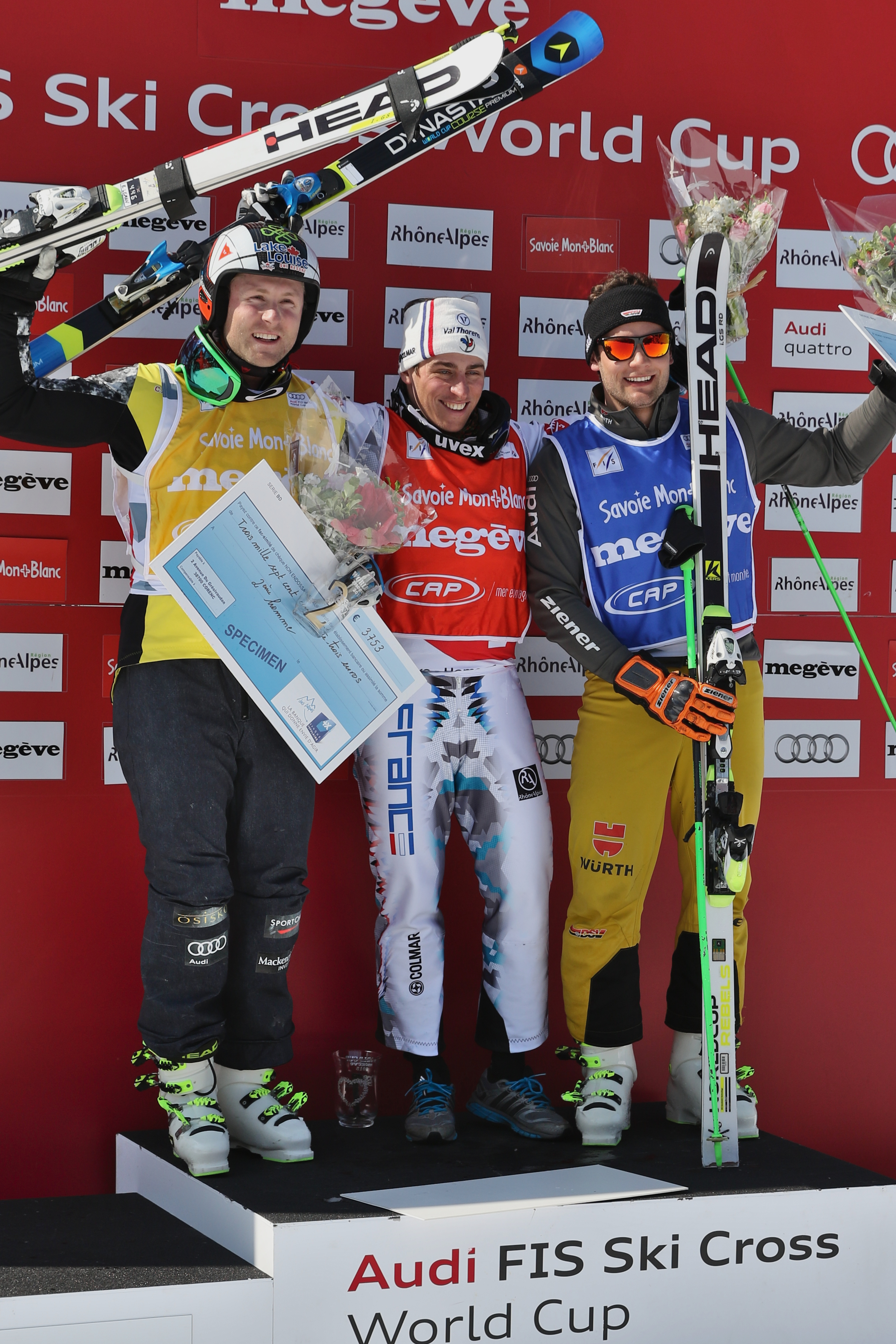
Links Brady Leman, Olympiasieger 2018, beim World Cup 2015

#### Nordische Kombination
| Gelbes Symbol für Goldmedaillen mit stilisierten Olympischen Ringen | Graues Symbol für Silbermedaillen mit stilisierten Olympischen Ringen | Braundes Symbol für Bronzemedaillen mit stilisierten Olympischen Ringen |
| ------------------------------------------------------------------- | --------------------------------------------------------------------- | ----------------------------------------------------------------------- |
| —                                                                   | —                                                                     | —                                                                       |

Erstmals kamen kanadische Kombinierer 1928 in St. Moritz zum Einsatz. Die ersten Athleten dieser Sportart waren William Thompson und Merritt Puttman, die auch im Skilanglauf zum Einsatz kamen.

#### Rodeln
| Gelbes Symbol für Goldmedaillen mit stilisierten Olympischen Ringen | Graues Symbol für Silbermedaillen mit stilisierten Olympischen Ringen | Braundes Symbol für Bronzemedaillen mit stilisierten Olympischen Ringen |
| ------------------------------------------------------------------- | --------------------------------------------------------------------- | ----------------------------------------------------------------------- |
| —                                                                   | 1                                                                     | 1                                                                       |

Der erste kanadische Rodler war Douglas Anakin 1964 in Innsbruck, der wenige Tage später Olympiasieger im Viererbob wurde. Erst fast 40 Jahre später kam der erste Erfolg zu Stande. Im Doppelsitzer wurden Chris Moffat und Eric Pothier Fünfte.
Den größten Erfolg konnten kanadische Rodler 2014 in Sotschi feiern. Bei der erstmals ausgetragenen Teamstaffel erreichte die kanadische Mannschaft Platz 4. Tristan Walker und Justin Snith erreichten im Doppelsitzer Platz 4, ebenso wie Alex Gough im Einzel der Frauen. Kimberley McRae wurde hierbei Fünfte.
Noch besser schnitten die kanadischen Athleten 2018 in Pyeongchang ab. Ales Gough konnte mit Bronze die erste kanadische Rodelmedaille gewinnen. Kimberley McRae wurde wieder Fünfte. Die gemischte Staffel gewann wenige Tage später Silber. Das Duo Walker und Snith belegte im Doppelsitzer Platz 5. Im Einer der Männer belegte Samuel Edney Platz 6.
| Name                                                | Spiele           | Disziplin   | Anmerkung |
| --------------------------------------------------- | ---------------- | ----------- | --------- |
| Samuel Edney Alex Gough Justin Snith Tristan Walker | 2018 Pyeongchang | Teamstaffel |           |

| Name       | Spiele           | Disziplin | Anmerkung              |
| ---------- | ---------------- | --------- | ---------------------- |
| Alex Gough | 2018 Pyeongchang | Einer     | erster Medaillengewinn |

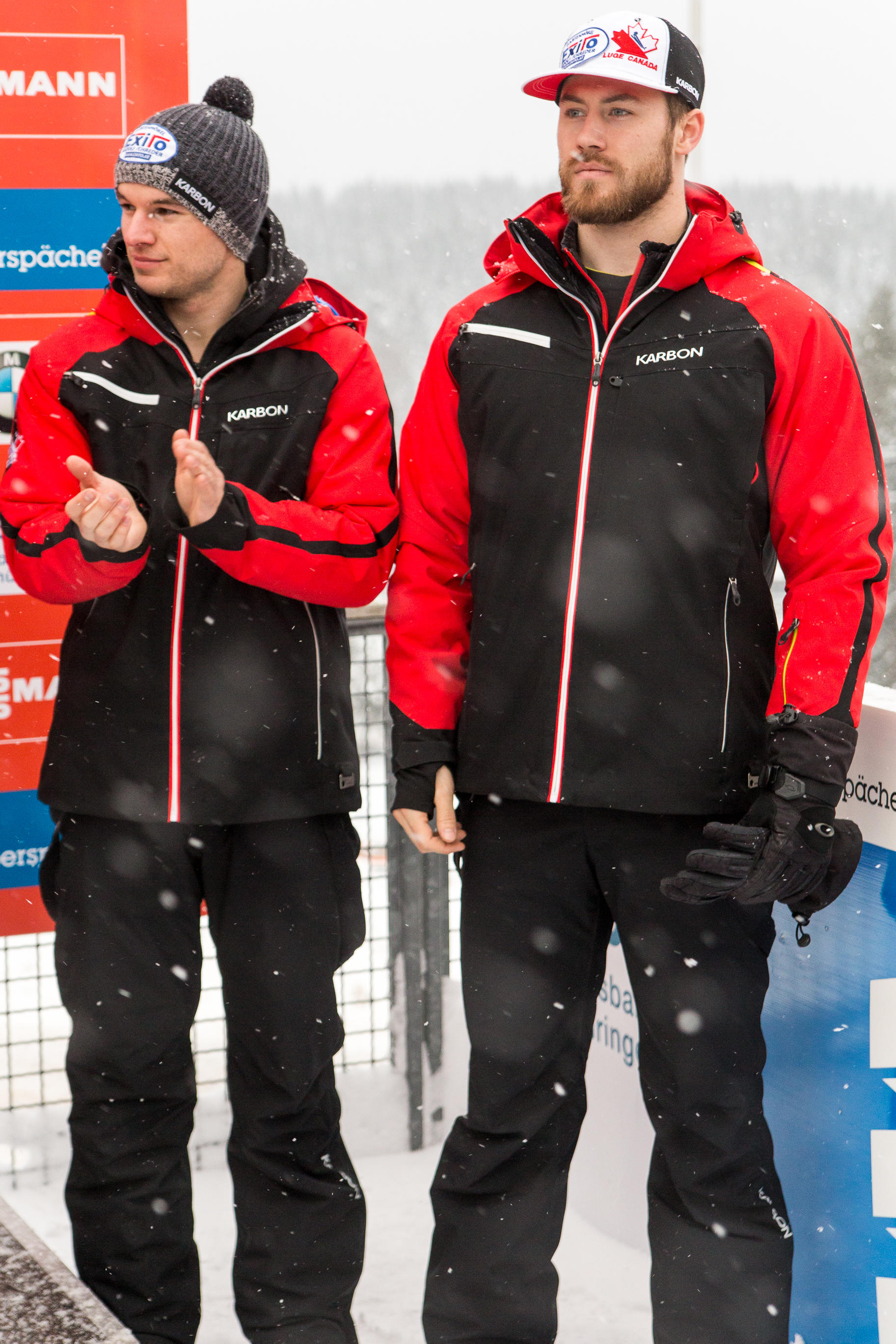
Justin Snith (l.) und Tristan Walker, Silber 2018
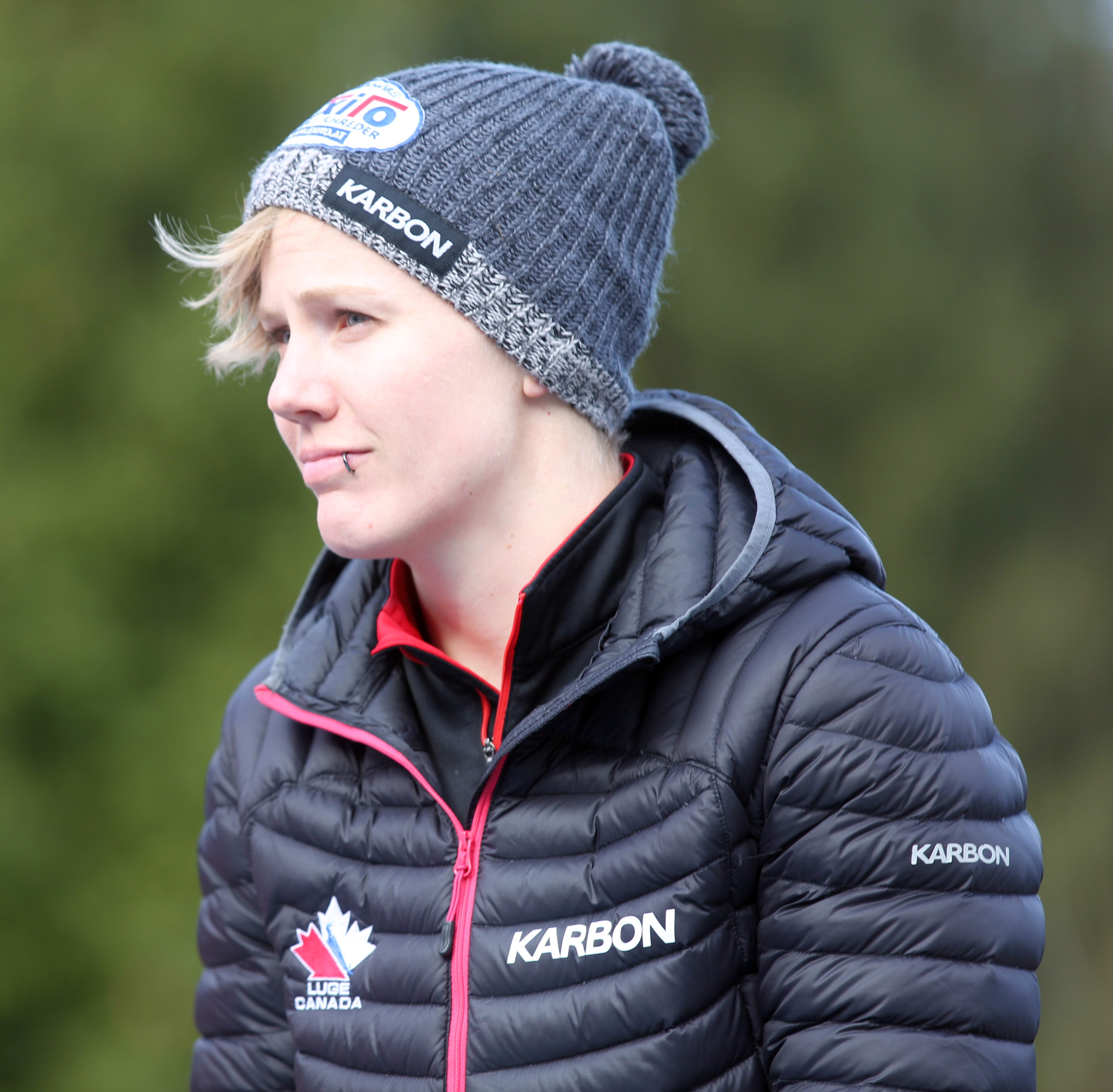
Alex Gough, Silber und Bronze 2018

#### Short Track
| Gelbes Symbol für Goldmedaillen mit stilisierten Olympischen Ringen | Graues Symbol für Silbermedaillen mit stilisierten Olympischen Ringen | Braundes Symbol für Bronzemedaillen mit stilisierten Olympischen Ringen |
| ------------------------------------------------------------------- | --------------------------------------------------------------------- | ----------------------------------------------------------------------- |
| 9                                                                   | 12                                                                    | 12                                                                      |

Das Short Track wurde 1992 olympische Sportart. Schon bei der ersten Austragung in Albertville konnten sich kanadische Teilnehmer auszeichnen. Erster Medaillengewinner wurde Frédéric Blackburn, der im Rennen über 1000 Meter die Silbermedaille gewann. Silber gewann zwei Tage später auch die Männerstaffel, während die Frauenstaffel am gleichen Tag den ersten Olympiasieg in dieser Sportart feiern konnte.
In Lillehammer 1994 gewann die Frauenstaffel Silber, ebenso Nathalie Lambert über 1000 Meter. Marc Gagnon gewann über 1000 Meter Bronze und wurde über 500 Meter Vierter, einen Platz besser als Frédéric Blackburn. Die Männerstaffel wurde ebenfalls Vierte. 1998 in Nagano wurde die Männerstaffel dann Olympiasieger. Éric Bédard gewann Bronze über 1000 Meter, Marc Gagnon wurde über 500 Meter Vierter. Bei den Frauen wurde Annie Perreault Olympiasiegerin über 500 Meter, die Frauenstaffel gewann Bronze. Isabelle Charest wurde jeweils Siebte über 500 und 1000 Meter.
2002 in Salt Lake City gewannen die Männer in jeder Disziplin mindestens eine Medaille. Die Staffel holte sich den Olympiasieg. Über 500 Meter gab es einen Doppelsieg mit Marc Gagnon als Olympiasieger und Jonathan Guilmette als Zweitem. Gagnon konnte über 1500 Meter Bronze gewinnen, Mathieu Turcotte über 1000 Meter. Die Frauen gewannen mit der Staffel Bronze. Über 500 Meter wurde Isabelle Charest Vierte und Alanna Kraus Sechste. Kraus wurde Achte über 1000 Meter. In diesem Rennen wurde Marie-Ève Drolet Vierte. Über 1500 Meter war die Reihenfolge vertauscht. Kraus wurde Fünfte, Drolet Sechste.
Beide Staffeln gewannen 2006 in Turin Silber, beide jeweils hinter Südkorea. François-Louis Tremblay gewann Silber über 500 Meter, sein Teamkamerad Éric Bédard wurde Vierter. Über 1500 wurden Charles Hamelin Vierter und Mathieu Turcotte Sechster. Bei den Frauen gewann Anouk Leblanc-Boucher Bronze über 500 Meter. Kalyna Roberge wurde Vierte. Über 1000 Meter belegte Tania Vicent Platz 4 vor Amanda Overland, die Fünfte über 1500 Meter wurde.
Charles Hamelin wurde 2010 in Vancouver Doppelolympiasieger. Seinem Sieg über 500 Meter, hier wurde François-Louis Tremblay Dritter, folgte der Sieg mit der Männerstaffel. Über 1000 Meter wurde er Vierter vor seinem Bruder François. Es folgte ein siebter Platz über 1500 Meter. Olivier Jean wurde hier Vierter. Bei den Frauen gewann die Staffel Silber. Silber gewann auch Marianne St.-Gelais über 500 Meter. Hier wurden Jessica Gregg Vierte und Kalyna Roberge Sechste. Roberge kam im 1000-Meter-Rennen auf Platz 5, direkt vor Gregg. Über 1500 Meter erreichte Tania Vicent Platz 8.
In Sotschi 2014 wurde Charles Hamelin noch einmal Olympiasieger. Diesmal siegte er über 1500 Meter. Charle Cournoyer gewann Bronze über 500 Meter. Die Männerstaffel wurde Sechste. Bei den Frauen gewann die Staffel Silber. Valérie Maltais belegte zwei Mal Platz 6, erst über 1000 Meter, dann über 1500 Meter.
2018 in Pyeongchang wurde Samuel Girard Olympiasieger über 1000 Meter. Sowohl über 500 als auch über 1500 Meter belegte er Platz 4. Er war Mitglied der Staffel, die Bronze gewinnen konnte. Bei den Frauen konnte Kim Boutin drei Medaillen gewinnen. Über 1000 Meter gewann sie Silber, über 500 und 1500 Meter jeweils Bronze.
| Name                                                                                     | Spiele              | Disziplin     | Anmerkung          |
| ---------------------------------------------------------------------------------------- | ------------------- | ------------- | ------------------ |
| Angela Cutrone Sylvie Daigle Nathalie Lambert Annie Perreault                            | 1992 Albertville    | Frauenstaffel | erster Olympiasieg |
| Éric Bédard Derrick Campbell François Drolet Marc Gagnon                                 | 1998 Nagano         | Staffel       |                    |
| Annie Perreault                                                                          | 1998 Nagano         | 500 Meter     |                    |
| Marc Gagnon                                                                              | 2002 Salt Lake City | 500 Meter     |                    |
| Jonathan Guilmette Marc Gagnon François-Louis Tremblay Mathieu Turcotte Éric Bédard      | 2002 Salt Lake City | Männerstaffel |                    |
| Charles Hamelin                                                                          | 2010 Vancouver      | 500 Meter     |                    |
| François-Louis Tremblay Charles Hamelin François Hamelin Guillaume Bastille Olivier Jean | 2010 Vancouver      | Männerstaffel |                    |
| Charles Hamelin                                                                          | 2014 Sotschi        | 1500 Meter    |                    |
| Samuel Girard                                                                            | 2018 Pyeongchang    | 1000 Meter    |                    |

| Name                                                                                    | Spiele              | Disziplin     | Anmerkung              |
| --------------------------------------------------------------------------------------- | ------------------- | ------------- | ---------------------- |
| Frédéric Blackburn                                                                      | 1992 Albertville    | 1000 Meter    | erster Medaillengewinn |
| Mark Lackie Frédéric Blackburn Michel Daignault Laurent Daignault Sylvain Gagnon        | 1992 Albertville    | Männerstaffel |                        |
| Nathalie Lambert                                                                        | 1994 Lillehammer    | 1000 Meter    |                        |
| Christine Boudrias Isabelle Charest Sylvie Daigle Nathalie Gagnon                       | 1994 Lillehammer    | Frauenstaffel |                        |
| Jonathan Guilmette                                                                      | 2002 Salt Lake City | 500 Meter     |                        |
| François-Louis Tremblay                                                                 | 2006 Turin          | 500 Meter     |                        |
| Éric Bédard Jonathan Guilmette Charles Hamelin François-Louis Tremblay Mathieu Turcotte | 2006 Turin          | Männerstaffel |                        |
| Amanda Overland Alanna Kraus Anouk Leblanc-Boucher Kalyna Roberge Tania Vicent          | 2006 Turin          | Frauenstaffel |                        |
| Marianne St.-Gelais                                                                     | 2010 Vancouver      | 500 Meter     |                        |
| Jessica Gregg Kalyna Roberge Marianne St.-Gelais Tania Vicent                           | 2010 Vancouver      | Frauenstaffel |                        |
| Marie-Ève Drolet Jessica Hewitt Valérie Maltais Marianne St.-Gelais                     | 2014 Sotschi        | Frauenstaffel |                        |
| Kim Boutin                                                                              | 2018 Pyeongchang    | 1000 Meter    |                        |

| Name                                                                            | Spiele              | Disziplin     | Anmerkung |
| ------------------------------------------------------------------------------- | ------------------- | ------------- | --------- |
| Marc Gagnon                                                                     | 1994 Lillehammer    | 1000 Meter    |           |
| Éric Bédard                                                                     | 1998 Nagano         | 500 Meter     |           |
| Christine Boudrias Isabelle Charest Annie Perreault Tania Vicent                | 1998 Nagano         | Frauenstaffel |           |
| Mathieu Turcotte                                                                | 2002 Salt Lake City | 1000 Meter    |           |
| Marc Gagnon                                                                     | 2002 Salt Lake City | 1500 Meter    |           |
| Isabelle Charest Alanna Kraus Amélie Goulet-Nadon Marie-Ève Drolet Tania Vicent | 2002 Salt Lake City | Staffel       |           |
| Anouk Leblanc-Boucher                                                           | 2006 Turin          | 500 Meter     |           |
| François-Louis Tremblay                                                         | 2010 Vancouver      | 500 Meter     |           |
| Charle Cournoyer                                                                | 2014 Sotschi        | 500 Meter     |           |
| Charle Cournoyer Pascal Dion Samuel Girard Charles Hamelin François Hamelin     | 2018 Pyeongchang    | Männerstaffel |           |
| Kim Boutin                                                                      | 2018 Pyeongchang    | 500 Meter     |           |
| Kim Boutin                                                                      | 2018 Pyeongchang    | 1500 Meter    |           |

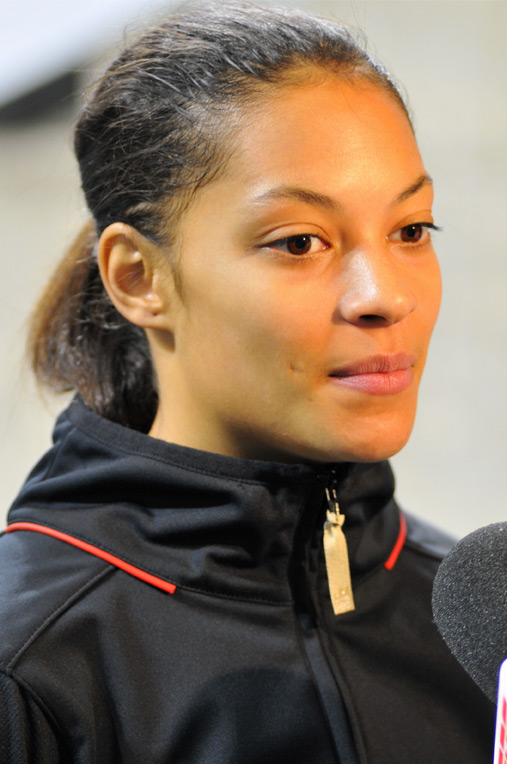
Kalyna Roberge, Staffelsilber 2006 und 2010
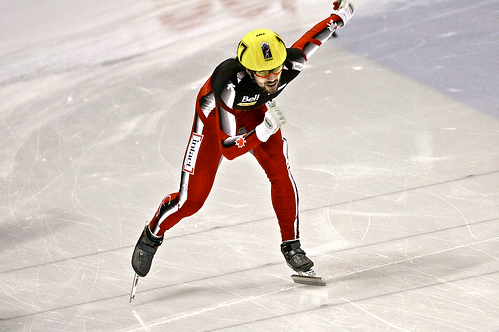
Charles Hamelin, dreifacher Olympiasieger 2010 und 2014
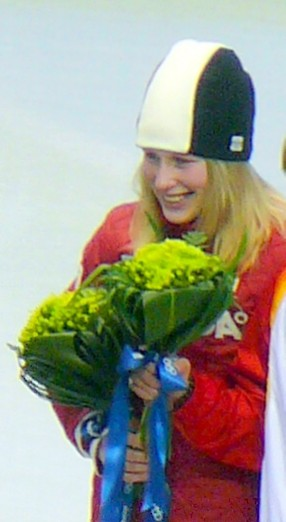
Marianne St.-Gelais bei der Siegerehrung 2010
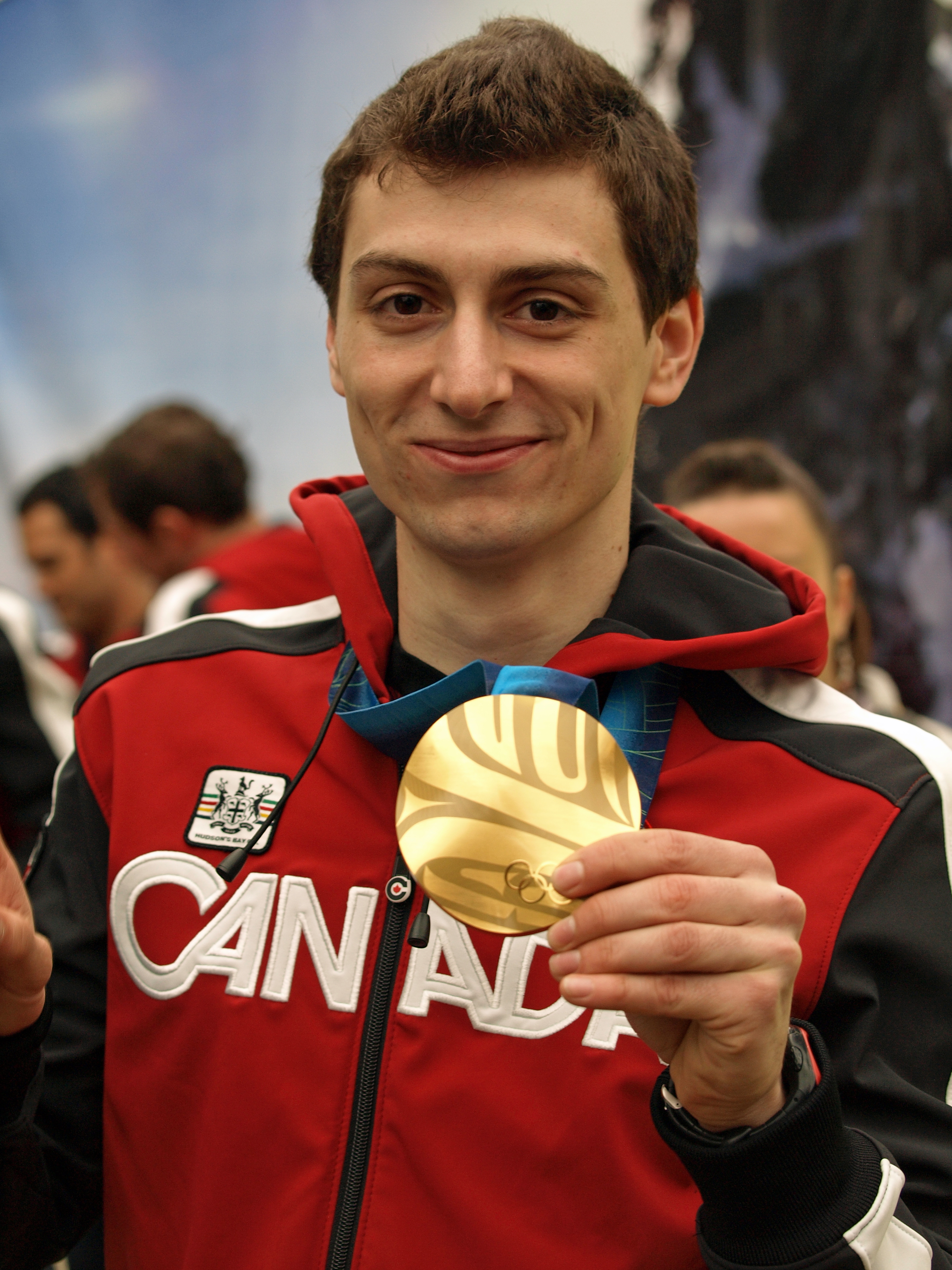
Guillaume Bastille mit seiner Staffel-Goldmedaille 2010
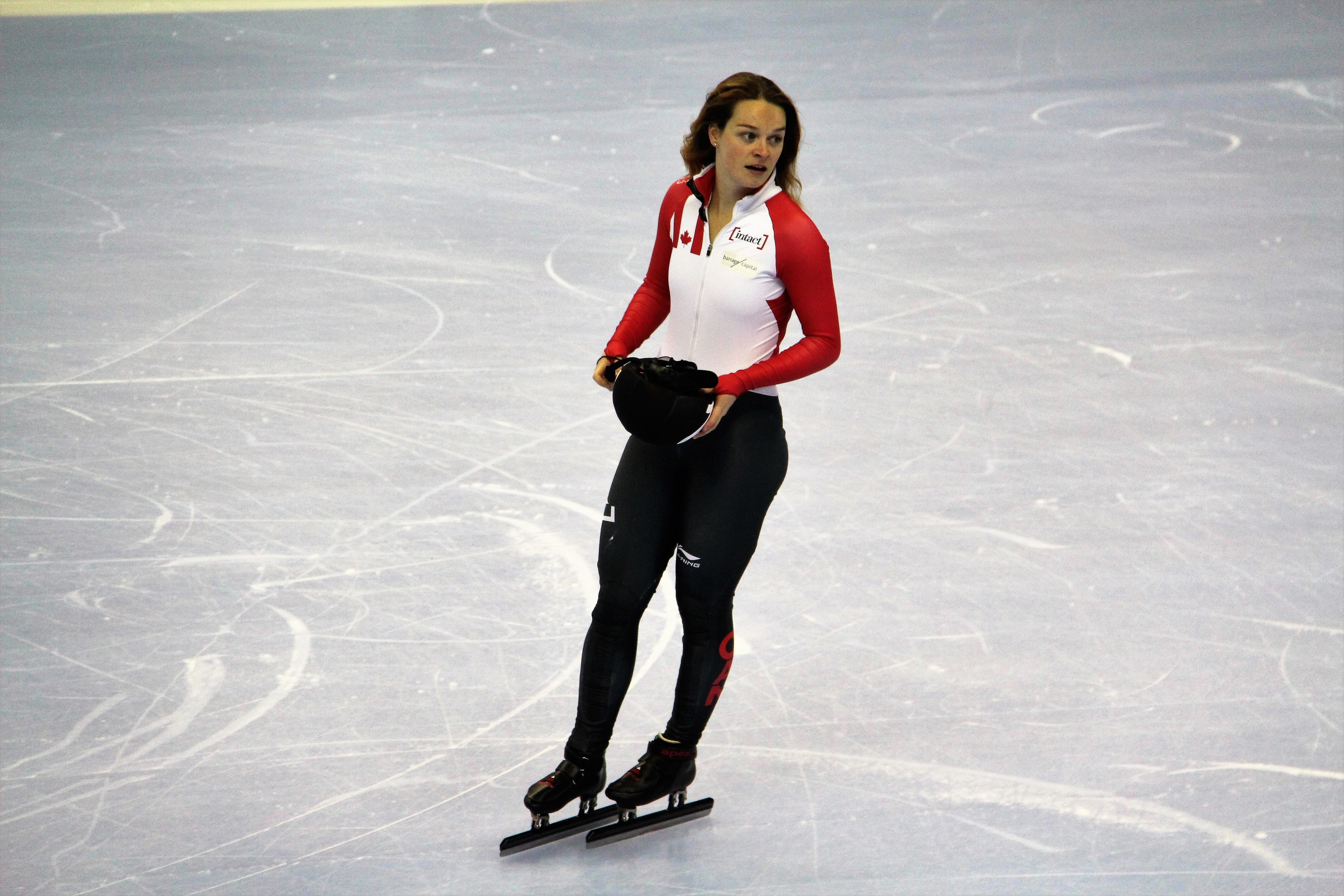
Kim Boutin, Silber und Bronze 2018

#### Skeleton
| Gelbes Symbol für Goldmedaillen mit stilisierten Olympischen Ringen | Graues Symbol für Silbermedaillen mit stilisierten Olympischen Ringen | Braundes Symbol für Bronzemedaillen mit stilisierten Olympischen Ringen |
| ------------------------------------------------------------------- | --------------------------------------------------------------------- | ----------------------------------------------------------------------- |
| 2                                                                   | 1                                                                     | 1                                                                       |

Skeleton wurde nach 1928 und 1948 erstmals wieder 2002 in Salt Lake City olympische Sportart. Im ersten Olympia-Wettbewerb erreichten Jeff Pain und Lindsay Alcock jeweils Platz 6.
2006 in Turin belegten drei Kanadier die ersten vier Plätze in der Männerkonkurrenz. Duff Gibson wurde erster Olympiasieger Kanadas vor seinem Teamkollegen Jeff Pain. Paul Boehm wurde Vierter. Einen Tag vorher hatte Mellisa Hollingsworth mit Bronze die erste kanadische Medaille in dieser Sportart gewonnen.
2010 in Vancouver wurde Jon Montgomery Olympiasieger. Mellisa Hollingsworth erreichte Platz 5.
| Name           | Spiele         | Disziplin | Anmerkung          |
| -------------- | -------------- | --------- | ------------------ |
| Duff Gibson    | 2006 Turin     |           | erster Olympiasieg |
| Jon Montgomery | 2010 Vancouver |           |                    |

| Name      | Spiele     | Disziplin | Anmerkung |
| --------- | ---------- | --------- | --------- |
| Jeff Pain | 2006 Turin |           |           |

| Name                  | Spiele     | Disziplin | Anmerkung              |
| --------------------- | ---------- | --------- | ---------------------- |
| Mellisa Hollingsworth | 2006 Turin |           | erster Medaillengewinn |

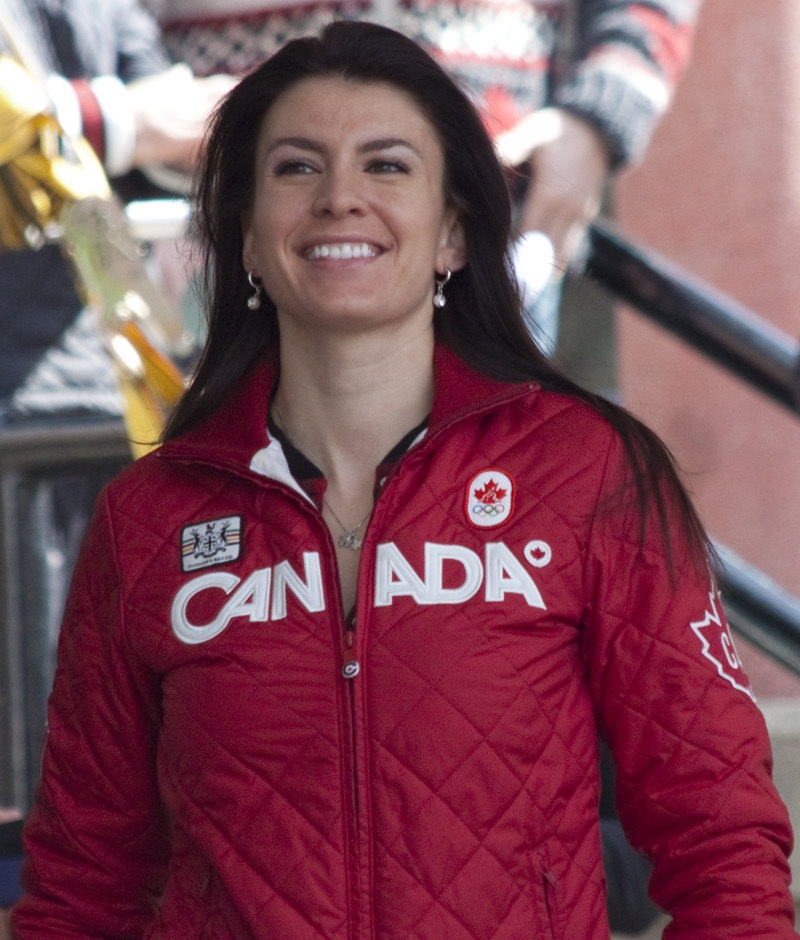
Mellisa Hollingsworth, erste Medaillengewinnerin im Skeleton 2006
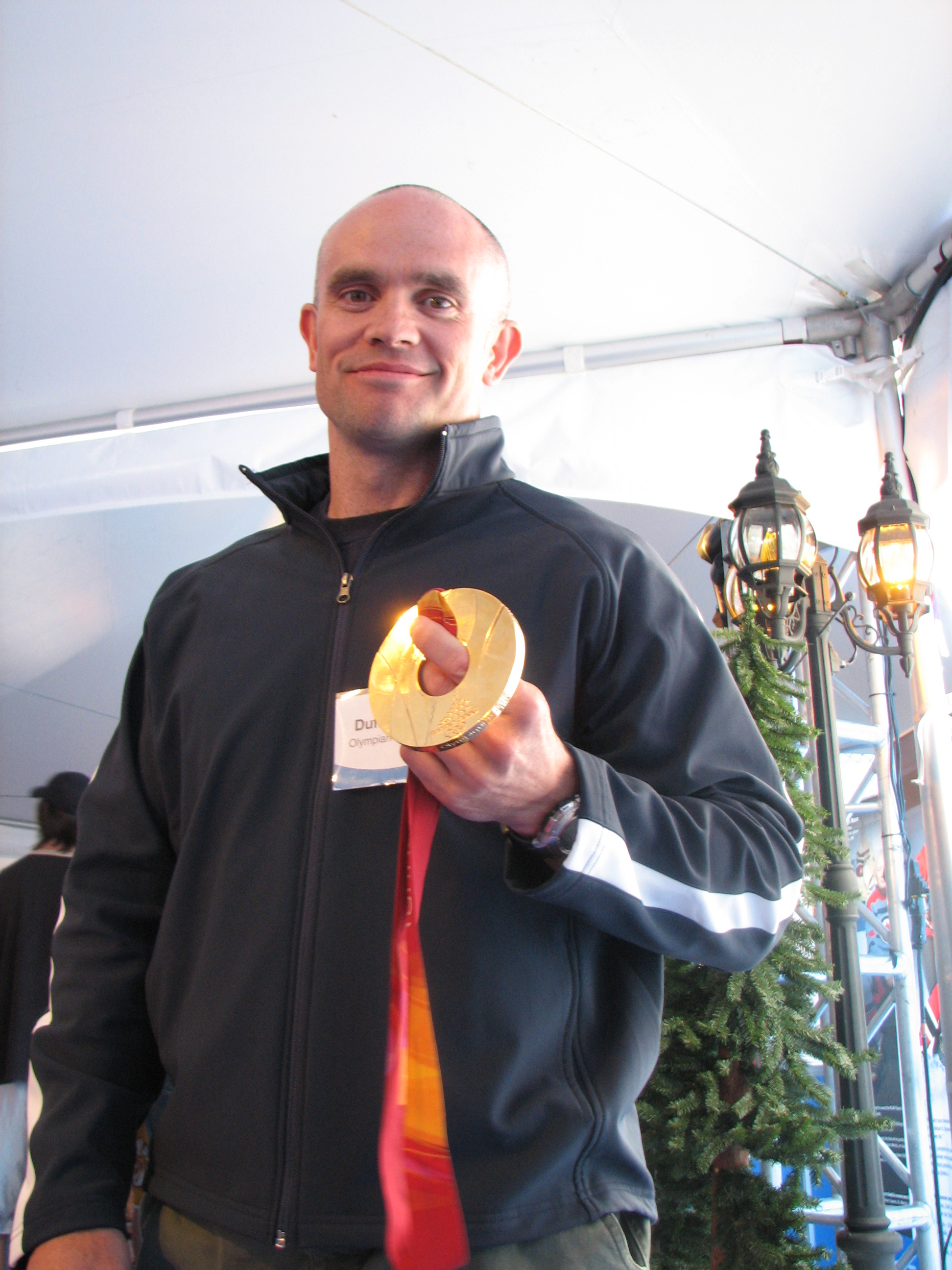
Duff Gibson, Olympiasieger 2006
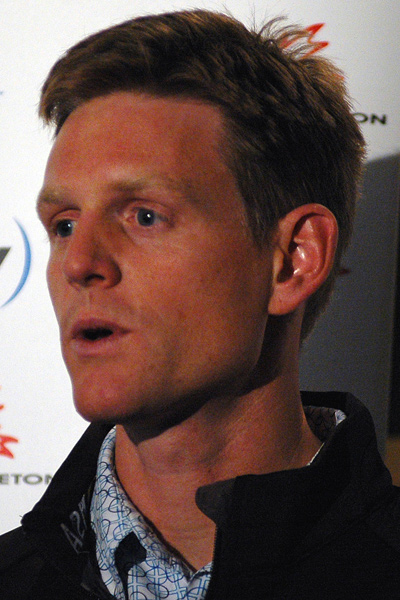
Jeff Pain, Silber 2006
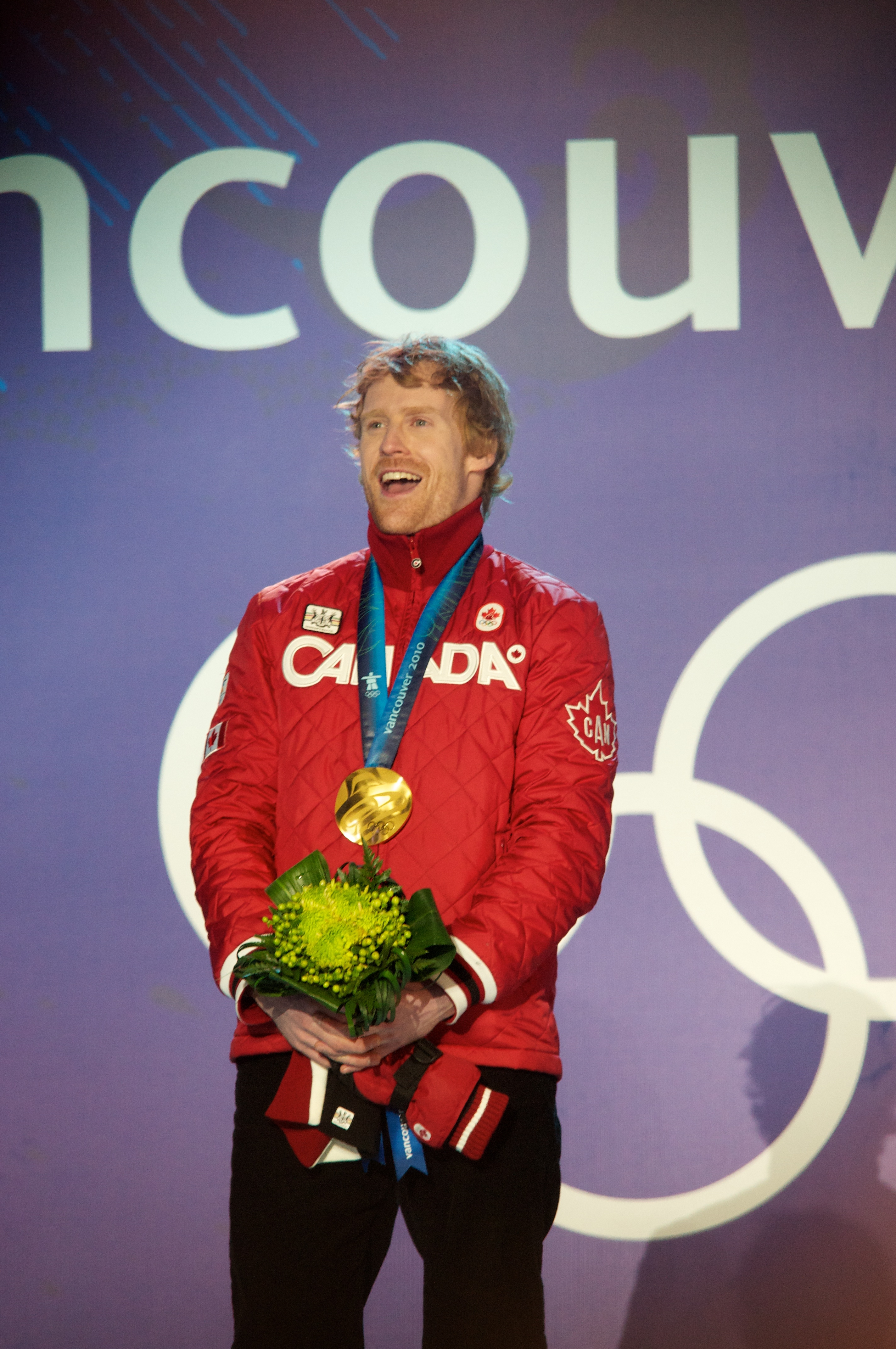
Jon Montgomery, Olympiasieger 2010

#### Ski Alpin
| Gelbes Symbol für Goldmedaillen mit stilisierten Olympischen Ringen | Graues Symbol für Silbermedaillen mit stilisierten Olympischen Ringen | Braundes Symbol für Bronzemedaillen mit stilisierten Olympischen Ringen |
| ------------------------------------------------------------------- | --------------------------------------------------------------------- | ----------------------------------------------------------------------- |
| 4                                                                   | 1                                                                     | 6                                                                       |

Kanadische Skirennfahrer nahmen erstmals 1936 in Garmisch-Partenkirchen an Olympischen Winterspielen teil. Karl Johan Baadsvik, William Ball und William Clark bei den Männern sowie Lois Butler, Marion Miller, Diana Gordon-Lennox und Edwina Chamier bei den Frauen traten in der alpinen Kombination an. Edwina Chamier war mit 45 Jahren die älteste Teilnehmerin dieser Winterspiele.
1952 in Oslo fuhr Joanne Hewson auf Platz 8 in der Abfahrt. Im Riesenslalom kam Rhona Wurtele als Neunte ins Ziel. 1956 konnte der erste Medaillengewinn Kanadas in dieser Sportart gefeiert werden. Lucille Wheeler fuhr in der Abfahrt auf den Bronzerang. Zuvor war sie Sechste im Riesenslalom geworden. 1960 in Squaw Valley schaffte Anne Heggtveit im Slalom den ersten kanadischen Olympiasieg im alpinen Skisport. Nancy Greene wurde vier Jahre später in Innsbruck Siebte in der Abfahrt.
Nancy Greene gewann 1968 in Grenoble zwei Medaillen. Zuerst gewann sie Silber im Slalom, zwei Tage später wurde sie Olympiasiegerin im Riesenslalom. 1972 in Sapporo konnte nur Laurie Kreiner mit Platz 4 im Riesenslalom eine vordere Platzierung herausfahren. Lauries Schwester Kathy Kreiner konnte im Riesenslalom 1976 in Innsbruck Olympiasiegerin werden. Ihre Abfahrtskollegen Ken Read, Dave Irwin, Jim Hunter und Dave Murray kamen alle unter die ersten 20. Read wurde Fünfter, Irwin Achter, Hunter Zehnter, Murray wurde 18.
Kathy Kreiner wurde 1980 in Lake Placid Fünfte in der Abfahrt. Ihr Teamkamerad Steve Podborski holte in der Abfahrt Bronze und war damit der erste Mann aus Kanada, der im alpinen Skisport eine olympische Medaille gewinnen konnte. 1984 in Sarajevo kam Steve Podborski in der Abfahrt als Achter ins Ziel, ein Platz besser als sein Teamkamerad Todd Brooker. Gerry Sorensen wurde bei den Frauen in der Abfahrt Sechste, Liisa Savijarvi Neunte im Riesenslalom.
1988 in Calgary gewann Karen Percy zwei Bronzemedaillen, eine in der Abfahrt, die andere im Super-G. In der Abfahrt belegte Laurie Graham Platz 5. 1992 in Albertville wurde Kerrin Lee-Gartner Olympiasiegerin in der Abfahrt. Im Super-G fuhr sie auf Platz 6. Michelle McKendry belegte in der alpinen Kombination ebenfalls Platz 6.
In Lillehammer 1994 gewann nach 14 Jahren wieder ein Mann eine Medaille. Ed Podivinsky gewann Bronze in der Abfahrt. Bei den Frauen wurde Kate Pace Fünfte in der Abfahrt und Kerrin Lee-Gartner Achte im Super-G. Podivinsky kam in Nagano 1998 auf Platz 5. Zwei siebte und zwei achte Plätze waren die besten Platzierungen 2002 in Salt Lake City. Auf Platz 7 kamen Alison Forsyth im Riesenslalom und Geneviève Simard in der alpinen Kombination. Platz 8 belegte Mélanie Turgeon in der Abfahrt und Jean-Philippe Roy in der alpinen Kombination.
2006 in Turin scheiterten kanadische Skirennfahrer nur knapp an den Medaillenrängen. Erik Guay wurde Vierter im Super-G, François Bourque Vierter im Riesenslalom und Achter im Super-G. Kelly VanderBeek wurde Vierte im Super-G, Geneviève Simard Fünfte im Riesenslalom. Auch 2010 in Vancouver blieben die Athleten medaillenlos. Erik Guay wurde Fünfter in der Abfahrt und im Super-G, Julien Cousineau Achter im Slalom. Bei den Frauen erreichte Britt Janyk Platz 6 in der Abfahrt. 2014 in Sotschi gewann Jan Hudec Bronze im Super-G. Bei diesem Rennen wurde die Bronzemedaille an zwei Athleten vergeben, die bis auf die Hundertstelsekunde genau die gleiche Zeit erzielten. Neben Hudec bekam auch der US-Amerikaner Bode Miller die Bronzemedaille. 2018 in Pyeongchang erreichte Valérie Grenier Platz 6 in der alpinen Kombination.
| Name               | Spiele            | Disziplin    | Anmerkung          |
| ------------------ | ----------------- | ------------ | ------------------ |
| Anne Heggtveit     | 1960 Squaw Valley | Slalom       | erster Olympiasieg |
| Nancy Greene       | 1968 Grenoble     | Riesenslalom |                    |
| Kathy Kreiner      | 1976 Innsbruck    | Riesenslalom |                    |
| Kerrin Lee-Gartner | 1992 Albertville  | Abfahrt      |                    |

| Name         | Spiele        | Disziplin | Anmerkung |
| ------------ | ------------- | --------- | --------- |
| Nancy Greene | 1968 Grenoble | Slalom    |           |

| Name            | Spiele                 | Disziplin | Anmerkung |
| --------------- | ---------------------- | --------- | --------- |
| Lucille Wheeler | 1956 Cortina d’Ampezzo | Abfahrt   |           |
| Steve Podborski | 1980 Lake Placid       | Abfahrt   |           |
| Karen Percy     | 1988 Calgary           | Abfahrt   |           |
| Karen Percy     | 1988 Calgary           | Super-G   |           |
| Ed Podivinsky   | 1994 Lillehammer       | Abfahrt   |           |
| Jan Hudec       | 2014 Sotschi           | Super-G   |           |

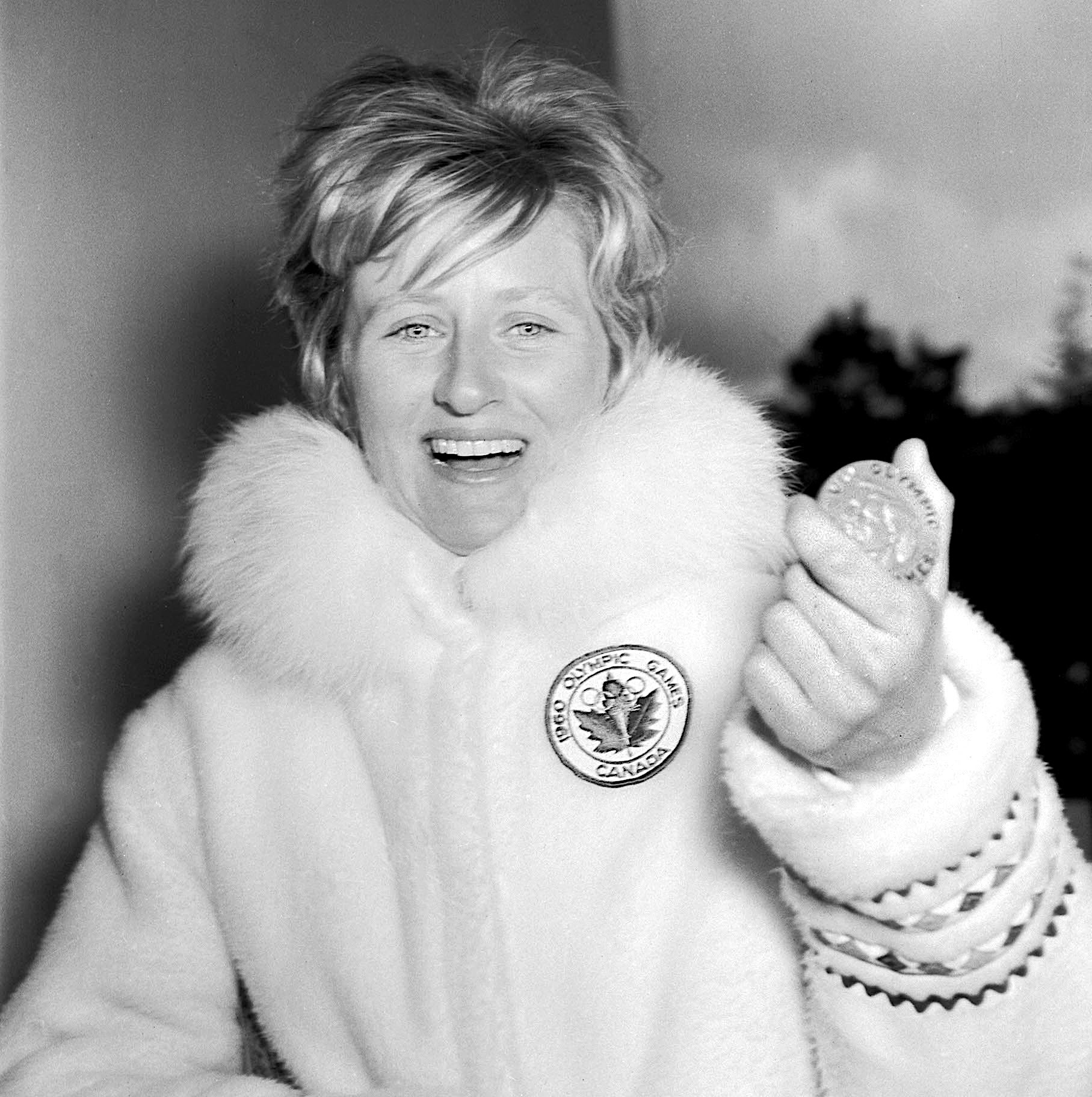
Olympiasiegerin 1960 Anne Heggtveit mit ihrer Goldmedaille
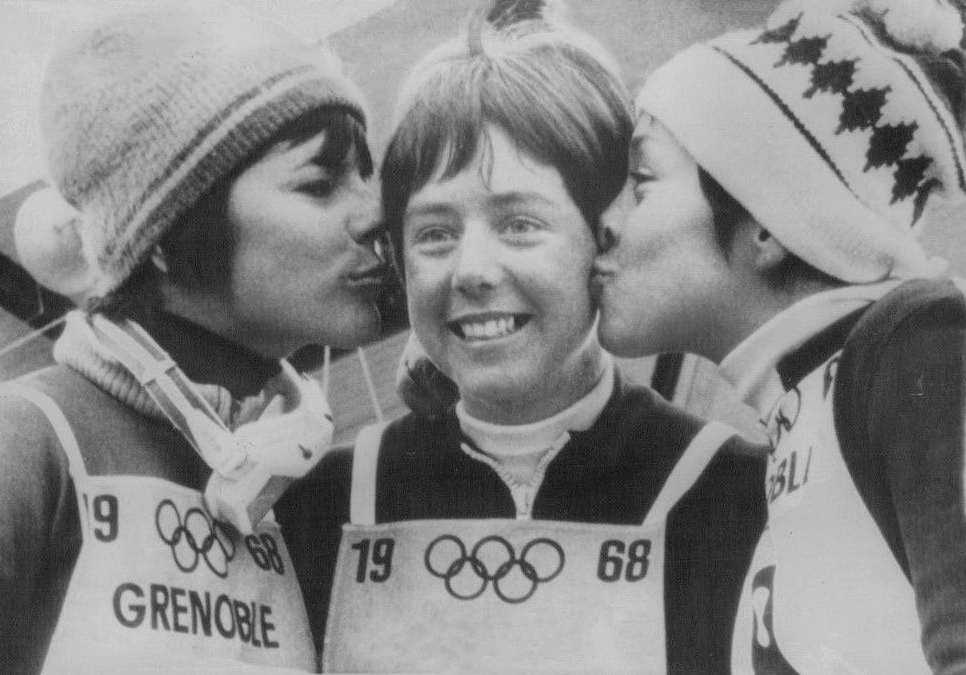
Nach der Siegerehrung im Riesenslalom 1968: Nancy Greene wird von der Französin Annie Famose (l., Silber) und der Schweizerin Fernande Bochatay (r., Bronze) geküsst
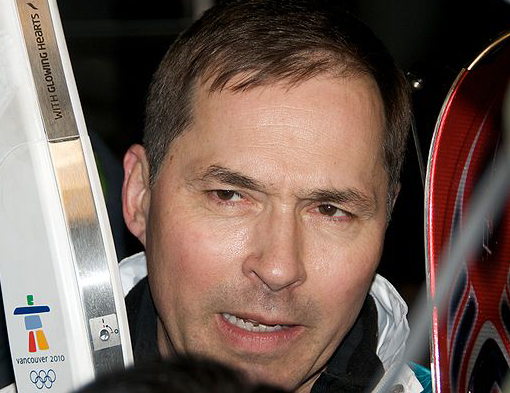
Steve Podborski, 1980 erster Kanadier mit einer olympischen Medaille, im Jahr 2010
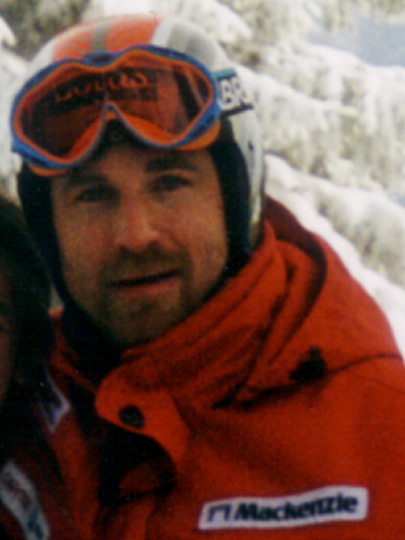
Ed Podivinsky gewann 1994 Bronze in der Abfahrt
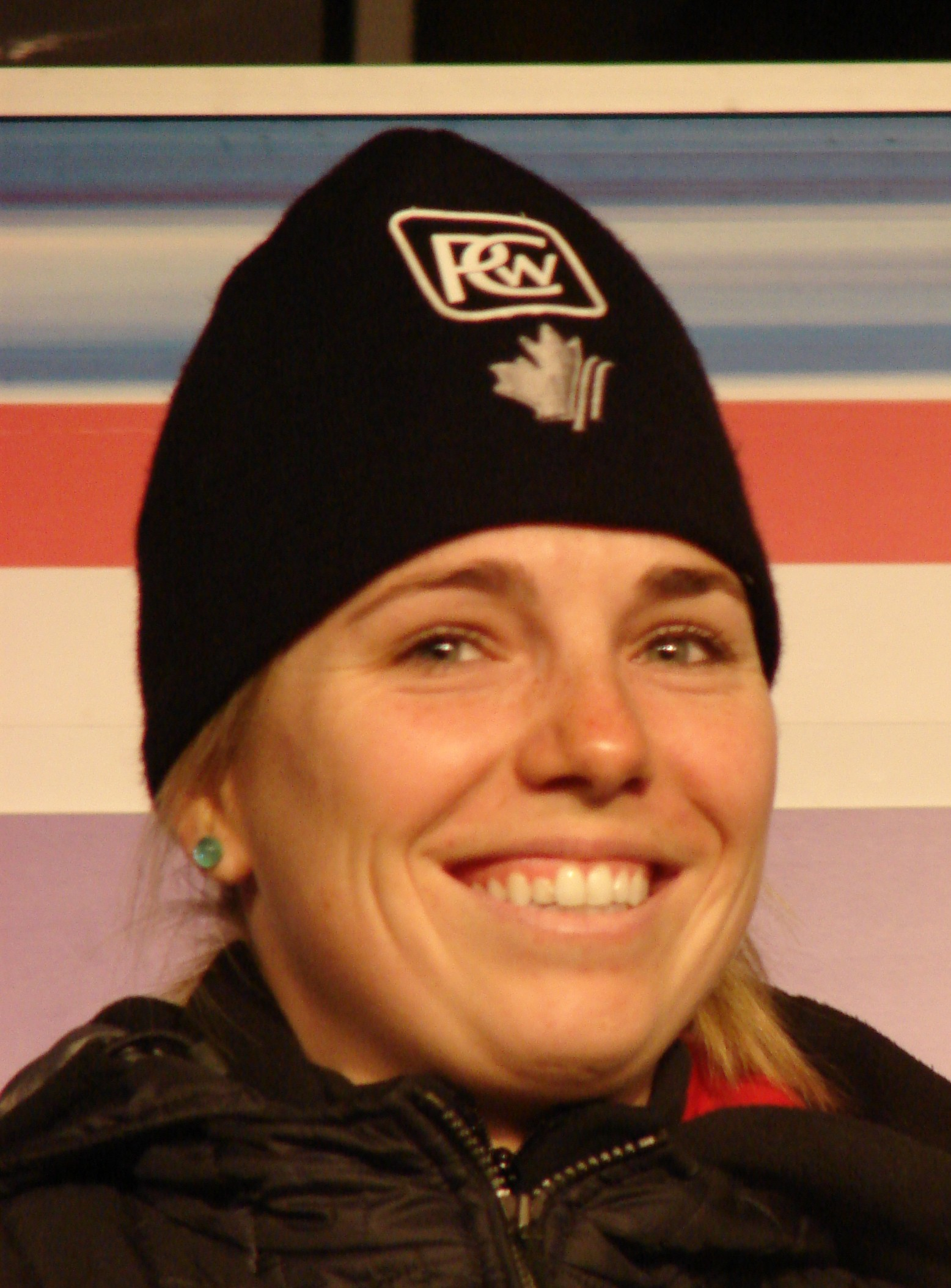
Geneviève Simard
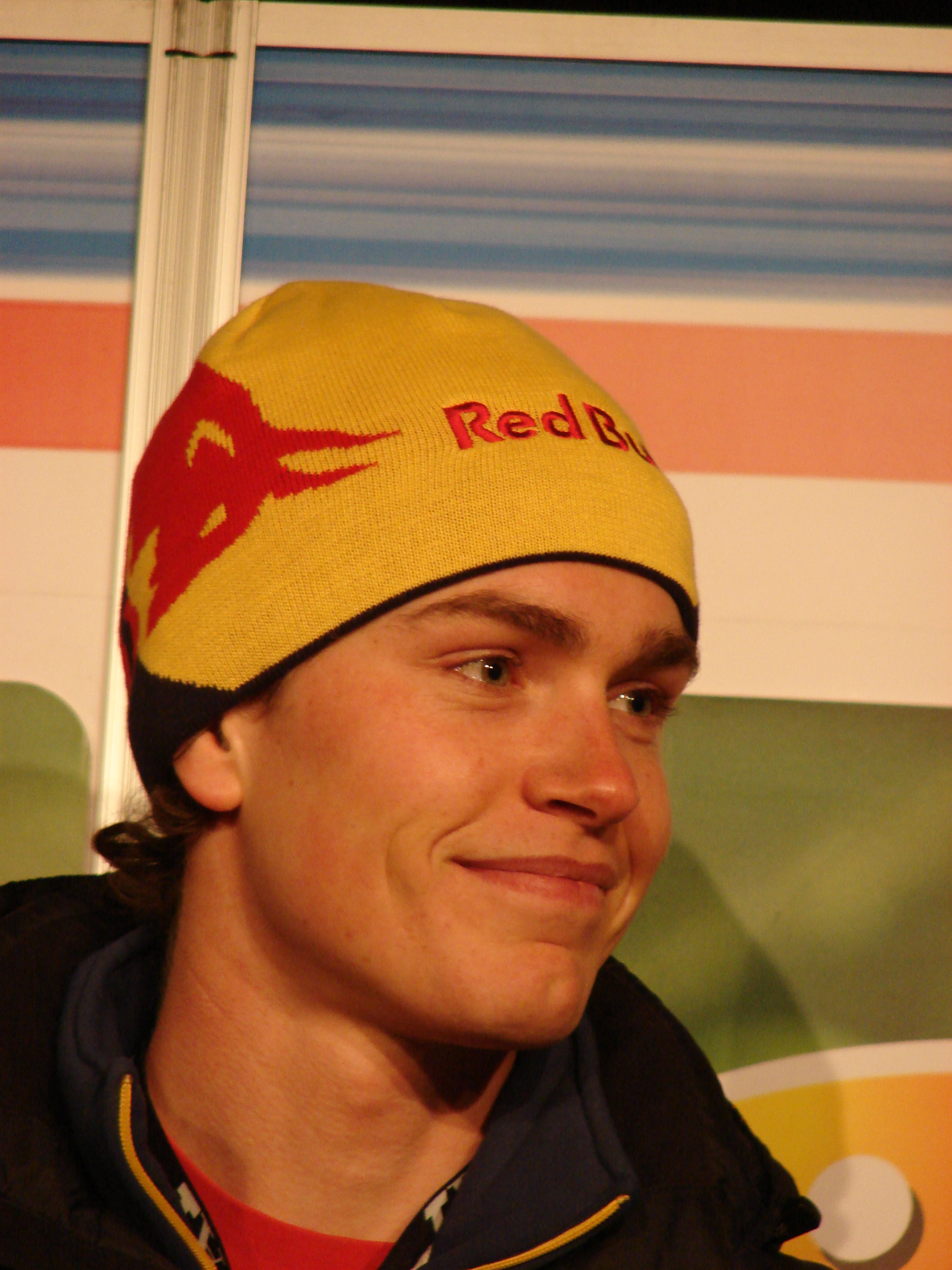
Erik Guay
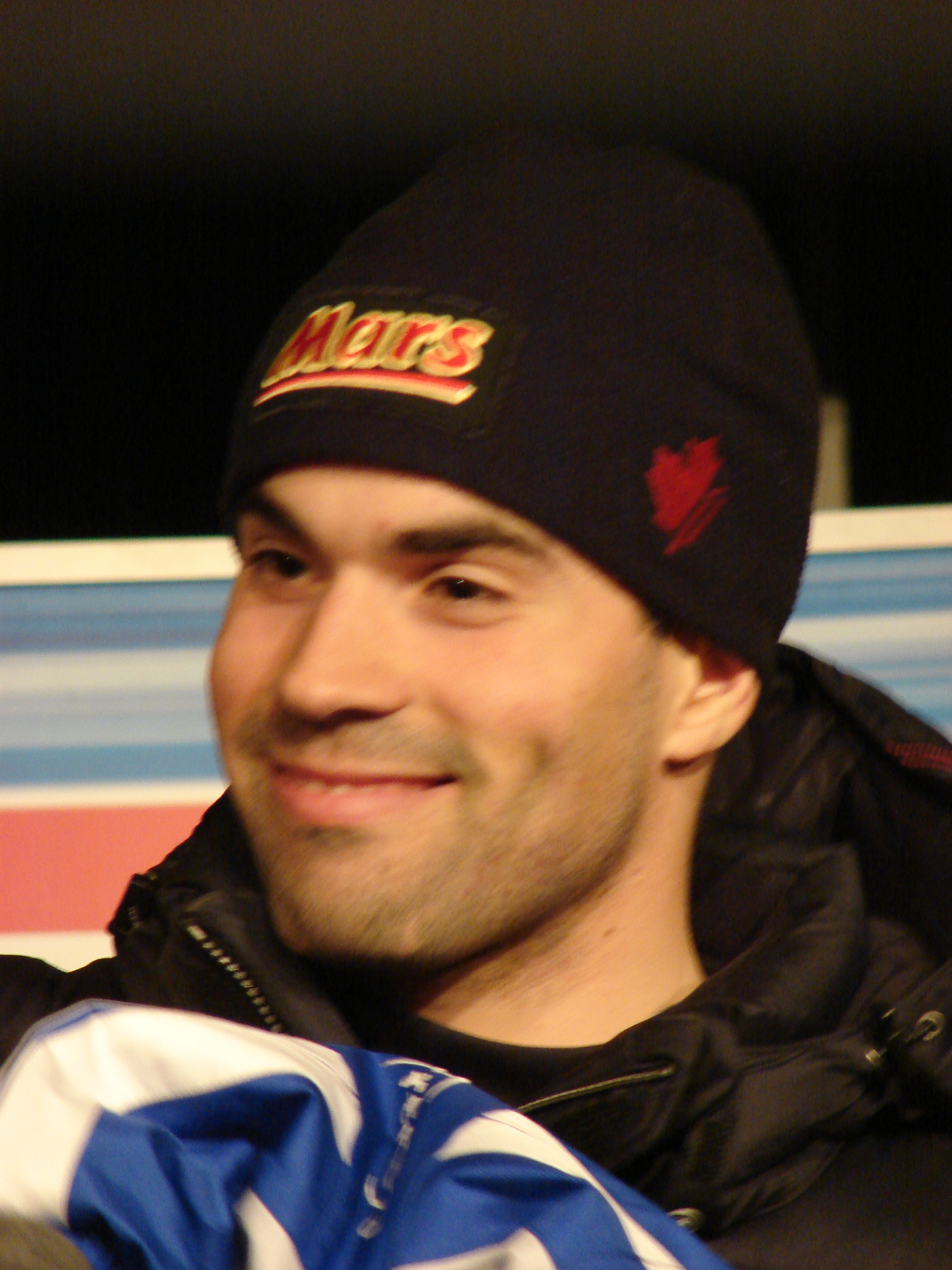
François Bourque
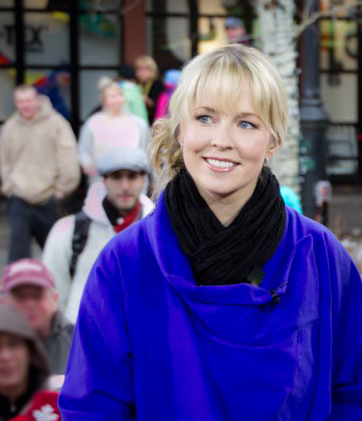
Kelly VanderBeek
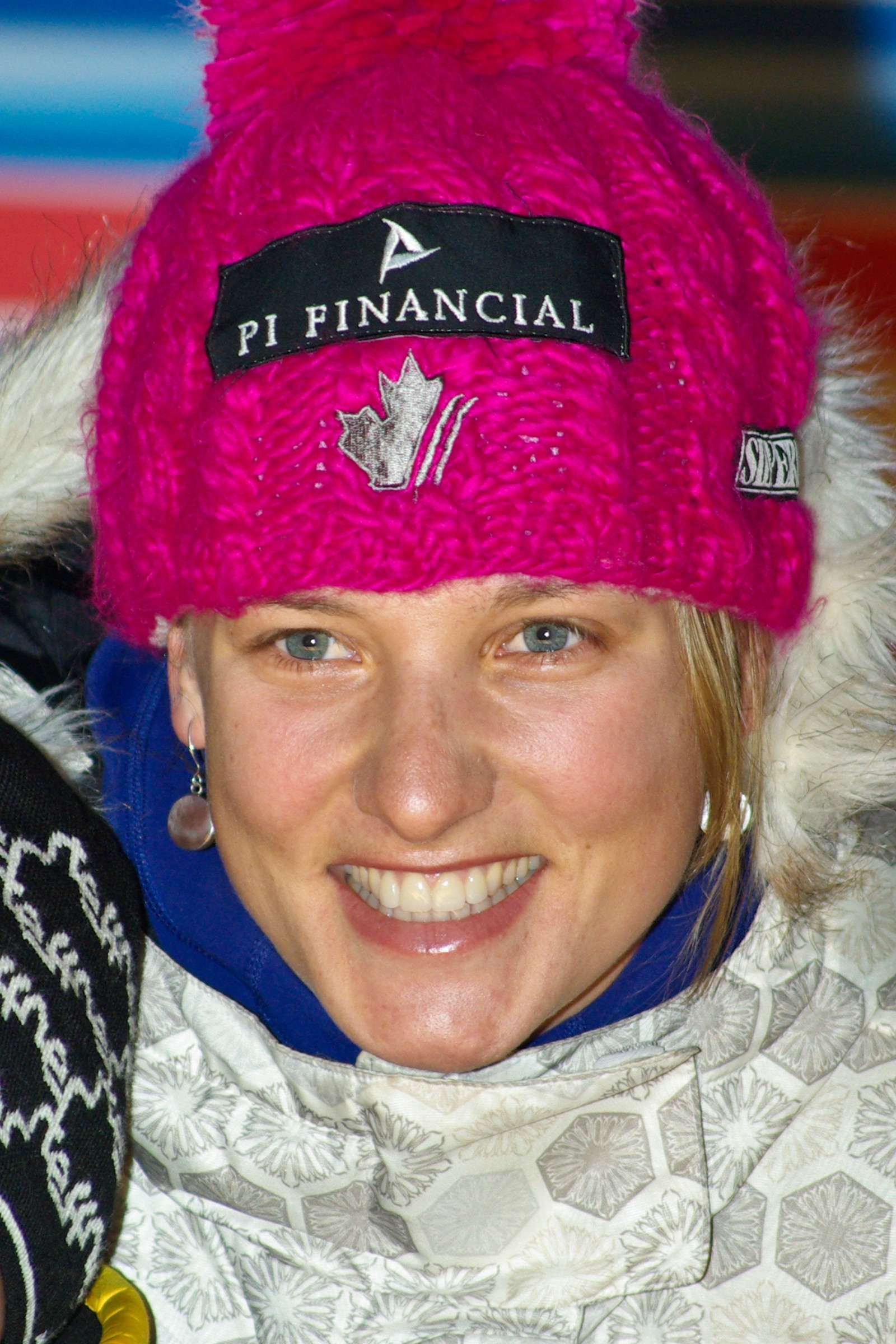
Britt Janyk

#### Skilanglauf
| Gelbes Symbol für Goldmedaillen mit stilisierten Olympischen Ringen | Graues Symbol für Silbermedaillen mit stilisierten Olympischen Ringen | Braundes Symbol für Bronzemedaillen mit stilisierten Olympischen Ringen |
| ------------------------------------------------------------------- | --------------------------------------------------------------------- | ----------------------------------------------------------------------- |
| 2                                                                   | 1                                                                     | —                                                                       |

Erstmals kamen kanadische Skilangläufer 1928 in St. Moritz zum Einsatz. Die ersten Athleten dieser Sportart waren William Thompson und Merritt Puttman, die auch in der Nordischen Kombination zum Einsatz kamen.
1984 trat mit Pierre Harvey ein Athlet an, der auch bei Olympischen Sommerspielen zum Einsatz kam. Harvey nahm 1976 in Montreal und auch 1984 in Los Angeles als Radrennfahrer im Straßenrennen und im Mannschaftszeitfahren teil. Im Skilanglauf kam er 1988 auf Platz 14 im 30-Kilometer-Rennen ins Ziel.
Beckie Scott sorgte 2002 in Salt Lake City für den größten Erfolg der kanadischen Skilangläufer. Einem vierten Platz im 10-Kilometer-Rennen folgte Platz 3 in der Verfolgung. Scott hatte damit die erste kanadische Medaille im Skilanglauf gewonnen. Später wurde dies zum ersten kanadischen Olympiasieg in dieser Sportart, denn die vor Scott platzierten Russinnen Olga Danilowa und Larissa Lasutina wurden des Dopings mit Darbepoetin überführt und disqualifiziert. Dadurch rückten alle nachfolgenden Läuferinnen um zwei Plätze vor, Scott war damit Olympiasiegerin. Im Sprint erreichte Scott dann noch Platz 5.
Zusammen mit Sara Renner gewann Beckie Scott 2006 in Turin Silber im Teamsprint. In der Verfolgung wurde Scott Sechste, Renner Achte über 10 Kilometer. Den Höhepunkt lieferte Chandra Crawford mit ihrem Olympiasieg im Sprint. 2010 wurde Devon Kershaw Fünfter im 50-Kilometer-Rennen. Zusammen mit Alex Harvey belegte er Rang 4 im Teamsprint. Ivan Babikov wurde Fünfter in der Verfolgung. Alex Harvey erreichte 2018 in Pyeongchang Platz 4 über 50 Kilometer im klassischen Stil. Über 15 Kilometer im Freistil wurde er Siebter, im Skiathlon Achter.
| Name             | Spiele              | Disziplin  | Anmerkung                              |
| ---------------- | ------------------- | ---------- | -------------------------------------- |
| Beckie Scott     | 2002 Salt Lake City | Verfolgung | erster Olympiasieg und Medaillengewinn |
| Chandra Crawford | 2006 Turin          | Sprint     |                                        |

| Name                     | Spiele     | Disziplin  | Anmerkung |
| ------------------------ | ---------- | ---------- | --------- |
| Beckie Scott Sara Renner | 2006 Turin | Teamsprint |           |

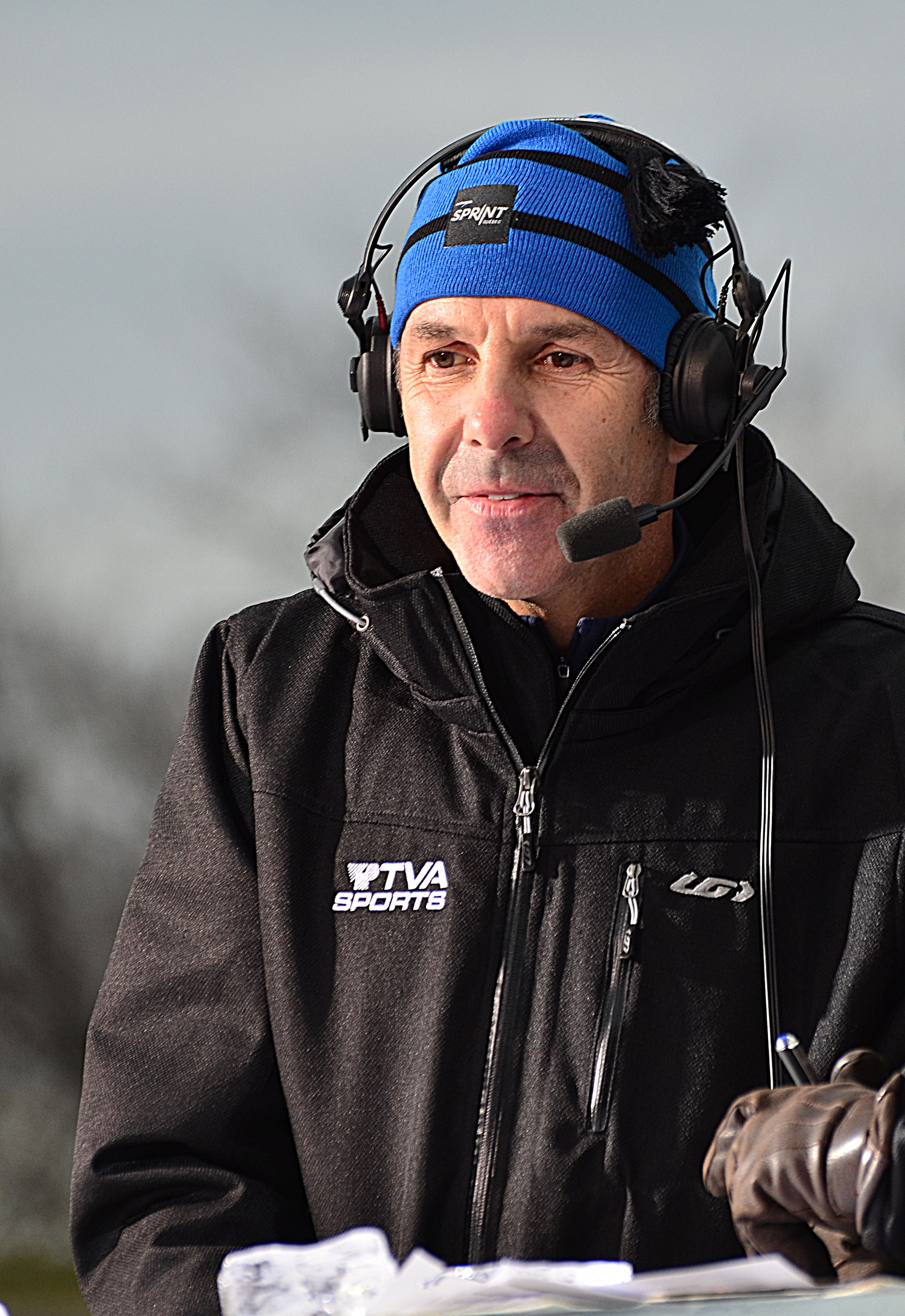
Pierre Harvey (Foto von 2012)
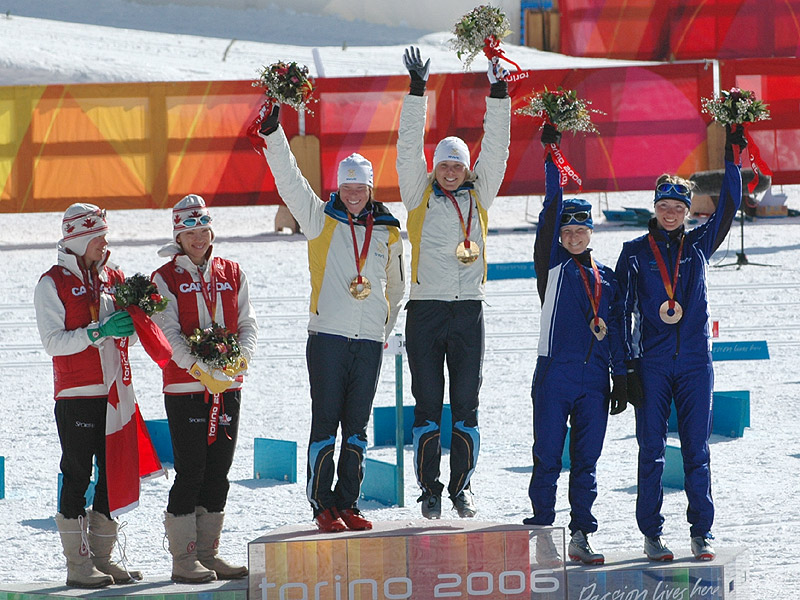
Siegerehrung im Teamsprint 2006: links die Silbermedaillengewinnerinnen Beckie Scott (ganz links) und Sara Renner
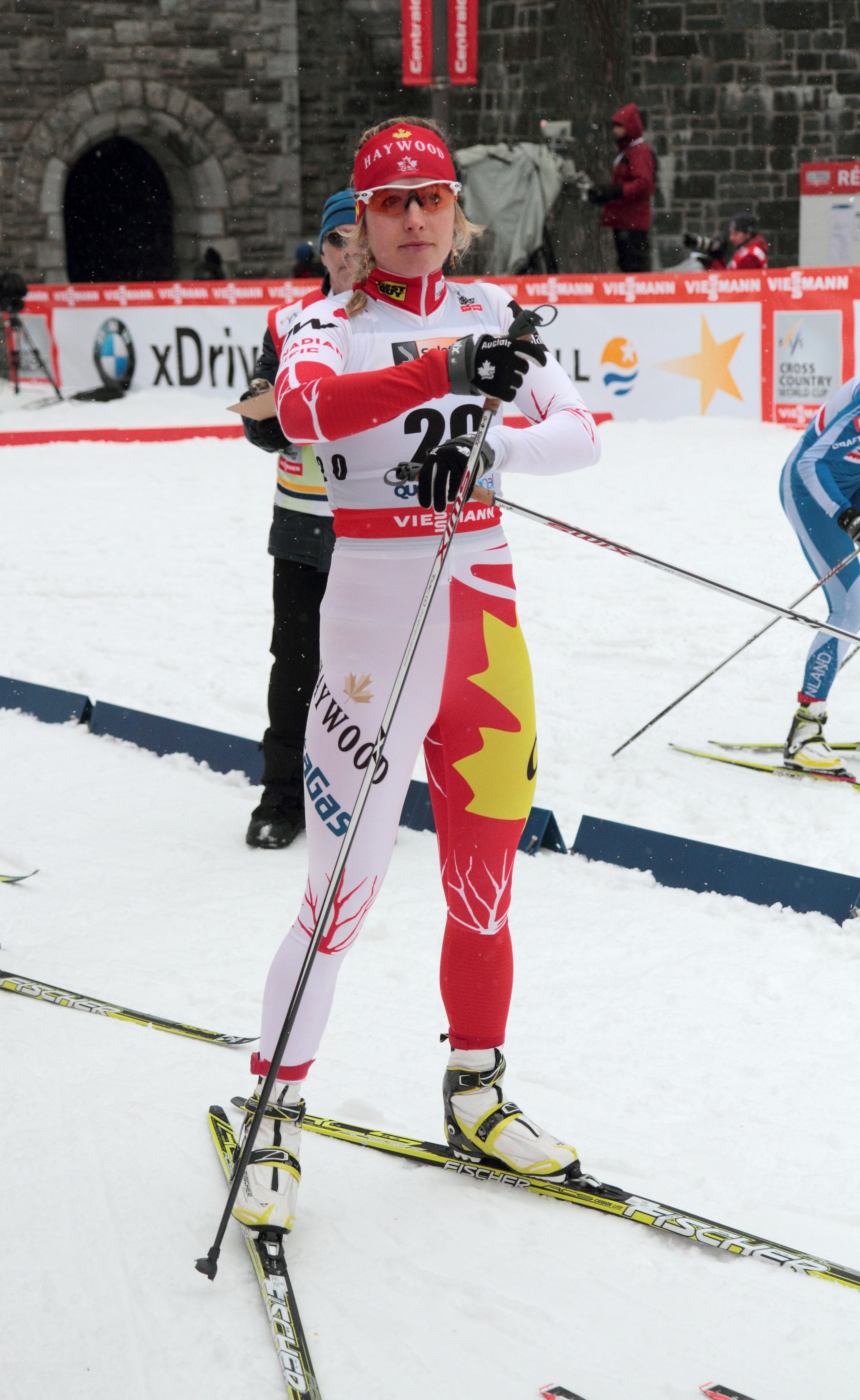
Chandra Crawford, Sprintolympiasiegerin 2006
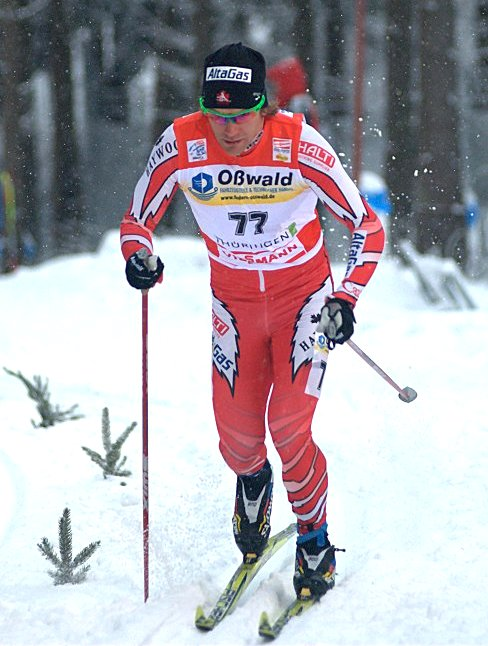
Devon Kershaw
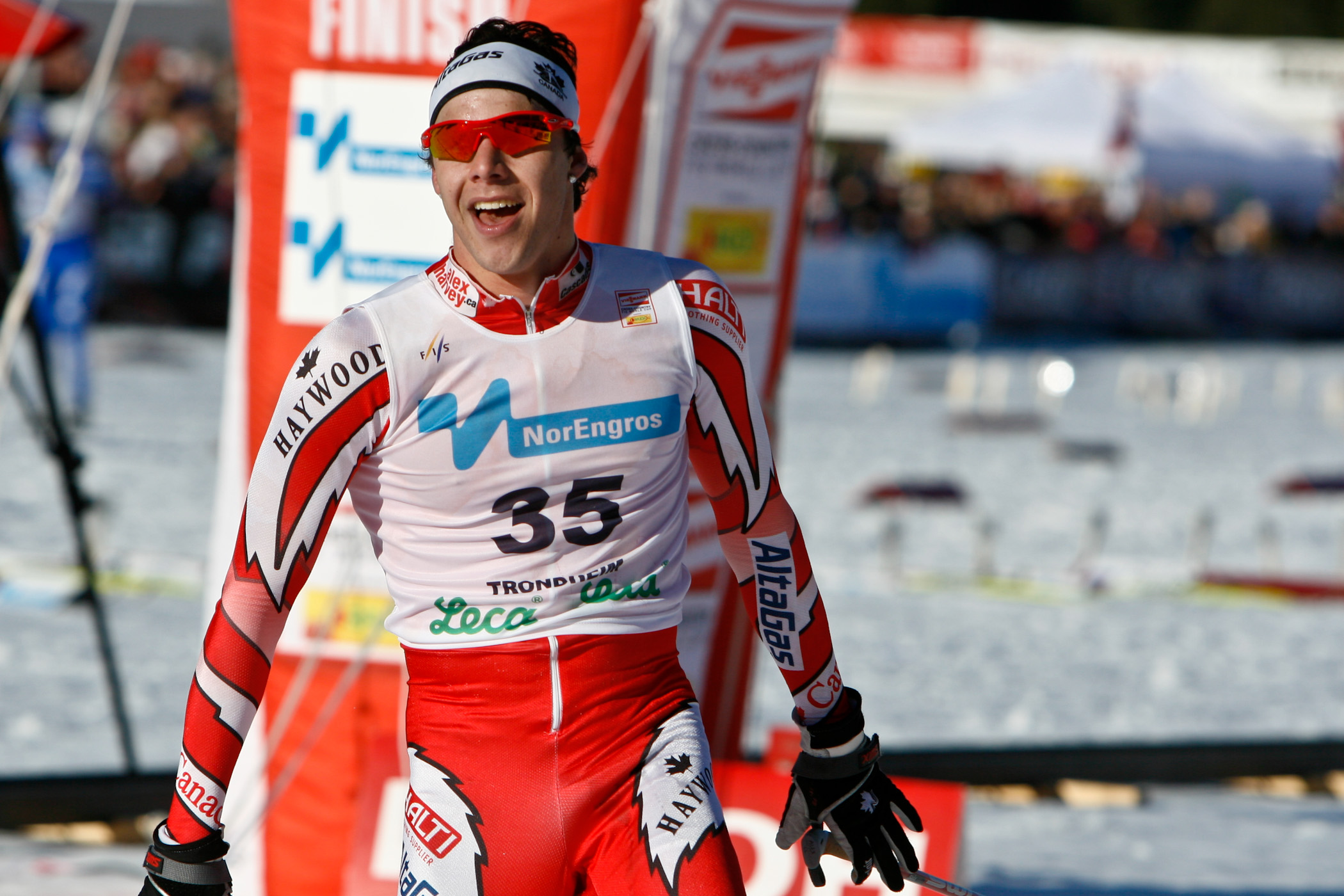
Alex Harvey
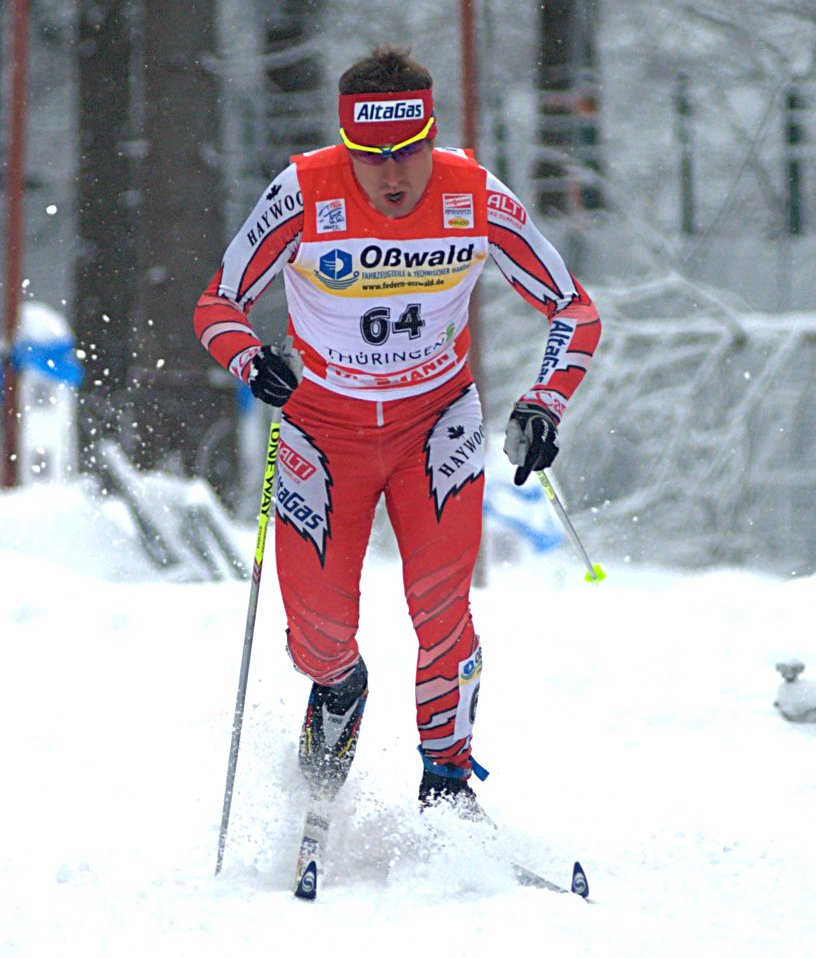
Ivan Babikov

#### Skispringen
| Gelbes Symbol für Goldmedaillen mit stilisierten Olympischen Ringen | Graues Symbol für Silbermedaillen mit stilisierten Olympischen Ringen | Braundes Symbol für Bronzemedaillen mit stilisierten Olympischen Ringen |
| ------------------------------------------------------------------- | --------------------------------------------------------------------- | ----------------------------------------------------------------------- |
| —                                                                   | —                                                                     | —                                                                       |

Der erste kanadische Skispringer bei Olympischen Winterspielen war Jerry Dupuis, der 1928 in St. Moritz von der Normalschanze sprang. Erst 60 Jahre später bei den heimischen Spielen von Calgary 1988 konnte sich mit Horst Bulau ein kanadischer Springer im Vorderfeld platzieren. Bulau sprang auf der Großschanze auf Platz 7.

#### Snowboard
| Gelbes Symbol für Goldmedaillen mit stilisierten Olympischen Ringen | Graues Symbol für Silbermedaillen mit stilisierten Olympischen Ringen | Braundes Symbol für Bronzemedaillen mit stilisierten Olympischen Ringen |
| ------------------------------------------------------------------- | --------------------------------------------------------------------- | ----------------------------------------------------------------------- |
| 4                                                                   | 4                                                                     | 3                                                                       |

Snowboarding wurde 1998 in Nagano olympische Sportart. Im Riesenslalom wurde Ross Rebagliati der erste Olympiasieger in dieser Sportart. Nach seinem Sieg wies man bei ihm Spuren von Marihuana nach. Das IOC disqualifizierte ihn und erkannte seine Medaille ab. Der Internationale Sportgerichtshof (CAS) hob den Beschluss jedoch auf Grund fehlender Rechtsgrundlage wieder auf, da Marihuana nicht auf der Liste verbotener Substanzen stand. Maëlle Ricker wurde in der Halfpipe Fünfte.
2006 in Turin gewann Dominique Maltais Bronze im Boardercross. Bei den Männern wurde Jasey-Jay Anderson Fünfter. Anderson wurde 2010 in Vancouver Olympiasieger im Riesenslalom. Im Boardercross gewann Mike Robertson Silber. Robert Fagan wurde Fünfter. Bei den Frauen wurde Maëlle Ricker Olympiasiegerin im Boardercross. In der Halfpipe erreichte Mercedes Nicoll Platz 6.
2014 in Sotschi gewann Dominique Maltais mit Silber ihre zweite Medaille im Boardercross. Bronze gewann Mark McMorris im Slopestyle, seine Teamkameraden Maxence Parrot und Sébastien Toutant belegten die Plätze 5 und 9. Auch im Riesenslalom der Frauen kamen drei Kanadierinnen in die Top 10. Marianne Leeson wurde Fünfte, Caroline Calvé Sechste und Ariane Lavigne Achte.
Die Männer gewannen 2018 in Pyeongchang einen kompletten Medaillensatz. Sébastien Toutant wurde Olympiasieger in der neu ins olympische Programm aufgenommenen Disziplin Big Air. Im Slopestyle gewannen Maxence Parrot Silber und Mark McMorris Bronze. Bei den Frauen gewann Laurie Blouin Silber im Slopestyle.
| Name               | Spiele           | Disziplin    | Anmerkung                              |
| ------------------ | ---------------- | ------------ | -------------------------------------- |
| Ross Rebagliati    | 1998 Nagano      | Riesenslalom | erster Olympiasieg und Medaillengewinn |
| Jasey-Jay Anderson | 2010 Vancouver   | Riesenslalom |                                        |
| Maëlle Ricker      | 2010 Vancouver   | Boardercross |                                        |
| Sébastien Toutant  | 2018 Pyeongchang | Big Air      |                                        |

| Name              | Spiele           | Disziplin    | Anmerkung |
| ----------------- | ---------------- | ------------ | --------- |
| Mike Robertson    | 2010 Vancouver   | Boardercross |           |
| Dominique Maltais | 2014 Sotschi     | Boardercross |           |
| Maxence Parrot    | 2018 Pyeongchang | Slopestyle   |           |
| Laurie Bouin      | 2018 Pyeongchang | Slopestyle   |           |

| Name              | Spiele           | Disziplin    | Anmerkung |
| ----------------- | ---------------- | ------------ | --------- |
| Dominique Maltais | 2006 Turin       | Boardercross |           |
| Mark McMorris     | 2014 Sotschi     | Slopestyle   |           |
| Mark McMorris     | 2018 Pyeongchang | Slopestyle   |           |

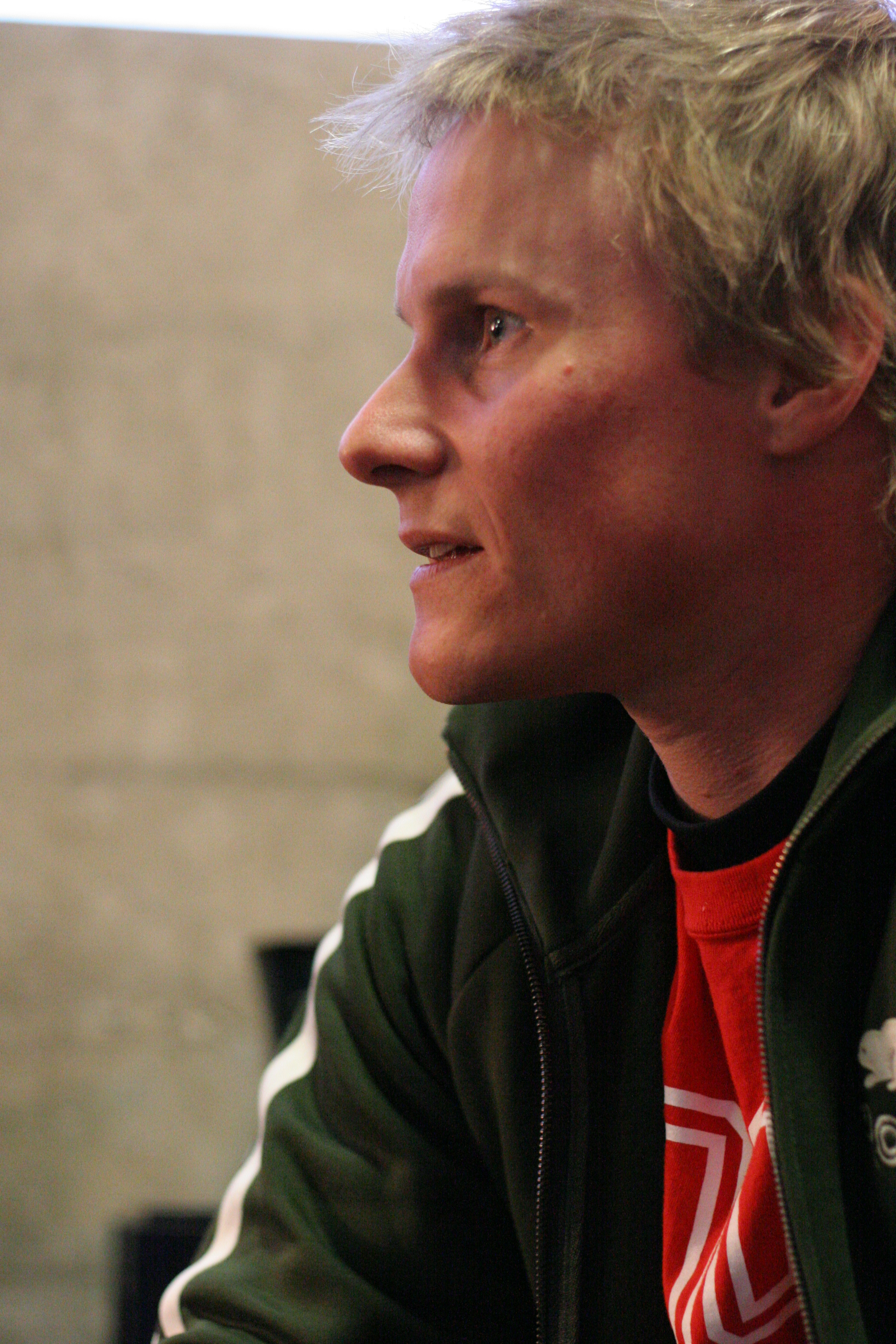
Ross Rebagliati, 1998 erster Olympiasieger im Snowboarding (Foto von 2006)
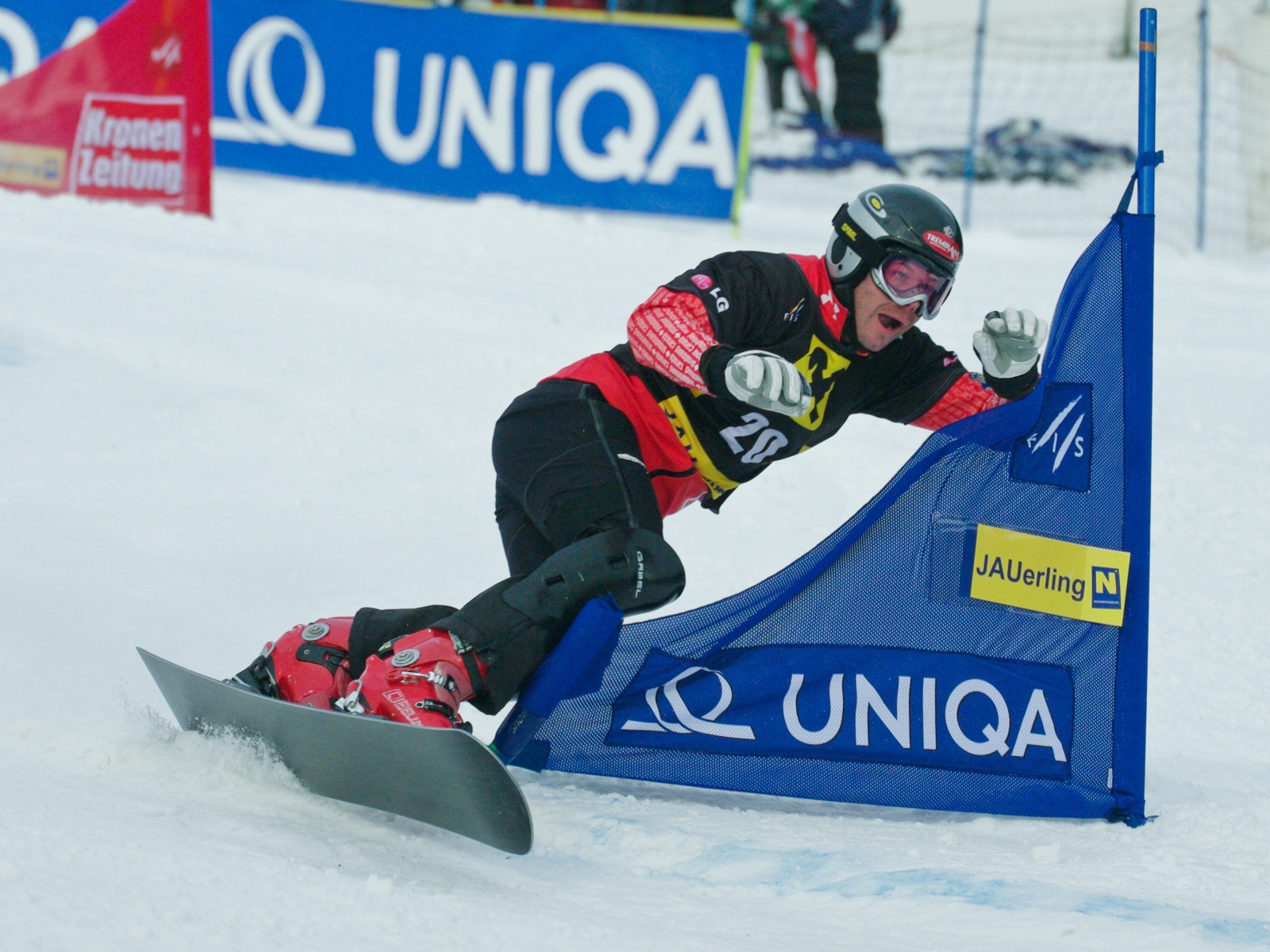
Jasey-Jay Anderson, Olympiasieger 2010
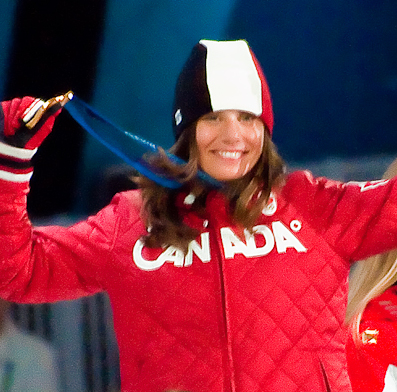
Maëlle Ricker, Olympiasiegerin 2010
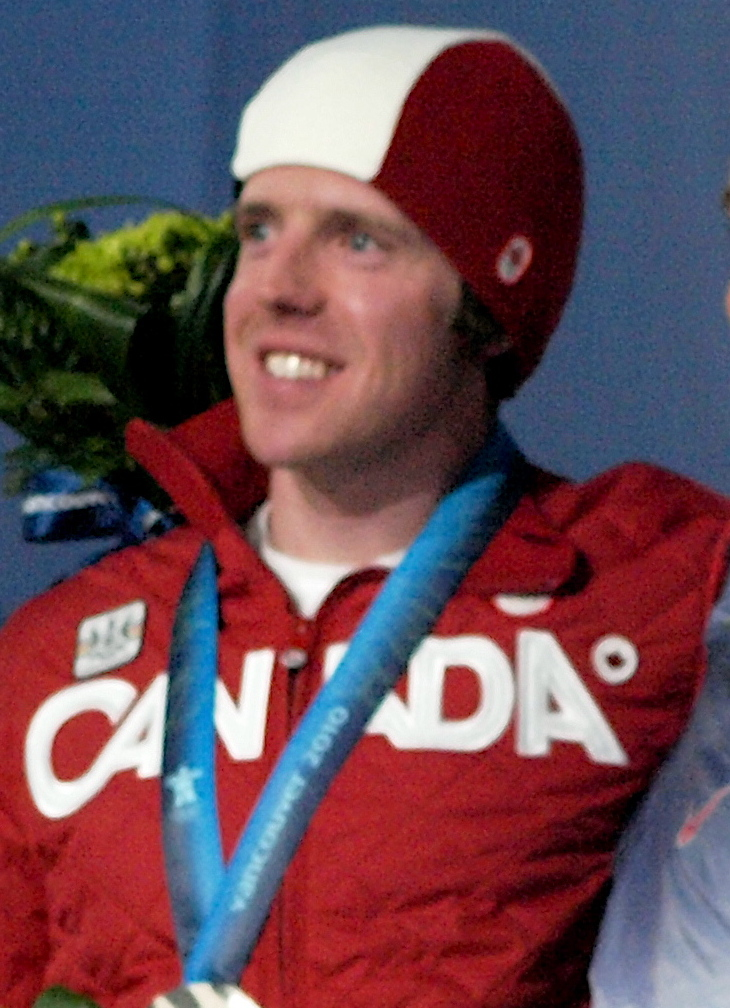
Mike Robertson, Silber 2010
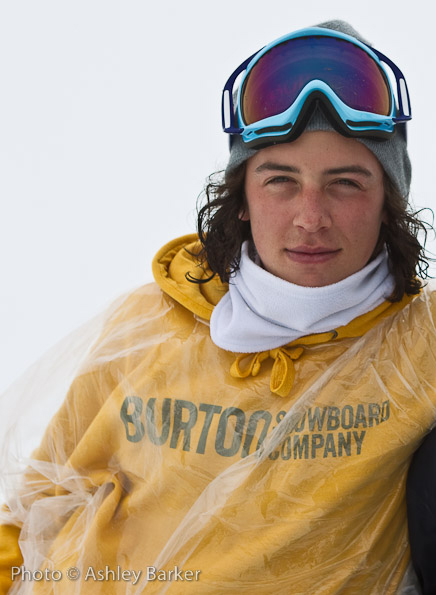
Mark McMorris, Bronze 2014 und 2018

### Zwischenspiele

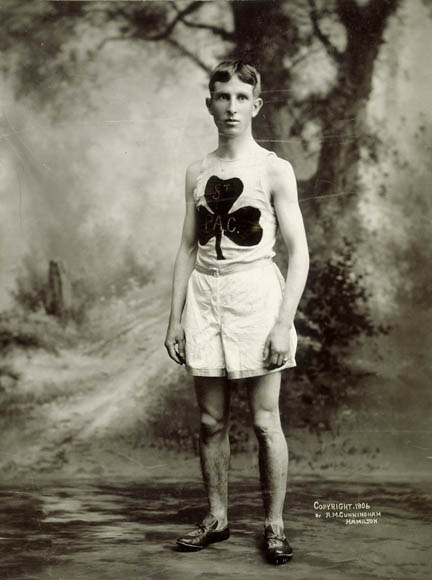
Billy Sherring gewann den Marathon 1906

Drei Leichtathleten reisten zu den Zwischenspielen 1906 in Athen. Billy Sherring gewann den Marathon, Donald Linden wurde Zweiter im 1500-Meter-Bahngehen. Edward Archibald wurde Zehnter im Stabhochsprung und Siebter im antiken Fünfkampf.

### Jugendspiele

#### Jugend-Sommerspiele
Bei der ersten Austragung der Olympischen Jugend-Sommerspiele 2010 in Singapur konnten die kanadischen Teilnehmer insgesamt zwölf Medaillen gewinnen.
Drei Olympiasieger aus Kanada wurden gekürt. Im Schwimmen gewann Rachel Nicol über 50 Meter Brust. Ihre Teamkameradin Tera van Beilen gewann über 100 Meter Brust. Dorothy Yeats gewann im Freistilringen in der Klasse bis 70 kg. Van Beilen gewann zudem Silber über 200 Meter Brust. Acht Bronzemedaillen holten die kanadischen Jugendlichen. Im Schwimmen gewannen Jeremy Bagshaw über 200 Meter Freistil, Lauren Earp über 100 Meter Freistil, Rachel Nicol über 100 Meter Brust sowie die 100-Meter-Freistilstaffel der Mädchen Bronze. Bronze ging im Taekwondo an Melanie Phan in der Klasse bis 49 kg und Stefan Bozalo in der Klasse über 73 kg. Ebenfalls Bronze gewann die Mannschaft in der Rhythmischen Sportgymnastik und der Fechter Alexandre Lyssow mit dem Degen.
Lyssow und seine Fechtkollegin Alanna Goldie gewannen als Mitglied der Gemischten Fechtmannschaft Americas 1 zusammen mit vier US-Fechtern ebenfalls Bronze. Diese Bronzemedaille wird im Medaillenspiegel den Gemischten Teams zugerechnet.
Vier Jahre später fanden die Jugend-Sommerspiele in Nanjing statt. Diesmal gewann die Kanadier vier Silber- und drei Bronzemedaillen. Silber ging an die Mädchenmannschaft im Rugby Sevens sowie an die Hockeymannschaft der Jungen. Die Zwillingsschwester Megan und Nicole McNamara gewannen Silber im Beach-Volleyball und Philippe Gagné im Turmspringen.
Gagné gewann zudem Bronze im Kunstspringen. Weitere Bronzemedaillen gewannen der Ruderer Dan de Groot im Einer sowie Caileigh Filmer und Larissa Werbicki im Zweier. Der Bogenschütze Eric Peters gewann mit seiner finnischen Partnerin Mirjam Tuokkola Bronze in der Wertung für Gemischte Mannschaften.

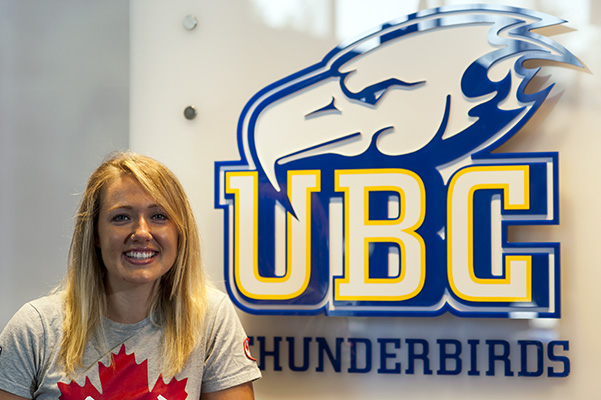
Tera van Beilen gewann 2010 drei Medaillen im Schwimmen

#### Jugend-Winterspiele
In Innsbruck fanden 2012 die ersten Jugend-Winterspiele statt. Die kanadische Mannschaft gewann zwei Gold-, eine Silber- und sechs Bronzemedaillen. Olympiasieger wurden die Snowboarder Michael Ciccarelli und Audrey McManiman, die beide die Konkurrenzen im Slopestyle gewannen. Die Skirennfahrerin Roni Remme gewann Silber im Slalom. Bronze gab es für die Eishockeymannschaft der Jungen, das gemischte Curlingteam (bestehend aus zwei Jungen und zwei Mädchen), dem gemischten Skisprungteam (zwei Jungen, ein Mädchen) sowie den Skeletonfahrern Corey Gillies und Carli Brockway und dem Freestyle-Skifahrer Matt Herauf im Skicross.
2016 wurden die zweiten Jugend-Winterspiele in Lillehammer durchgeführt. Hier gewannen die kanadischen Teilnehmer drei Gold-, zwei Silber- und eine Bronzemedaille. Olympiasieger wurde das gemischte Curlingteam, die Freestyle-Skifahrerin Reece Howden im Skicross und die Rodlerin Brooke Apshkrum. Die Skifahrerin Ali Nullmeyer gewann Silber im Slalom. Auch das Eishockeyteam der Jungen belegte Platz 2. Bronze gewann der Rodler Reid Watts. Die Eiskunstläufer Marjorie Lajoie und Zachary Lagha gewannen als Mitglieder des gemischten Teams Discovery zusammen mit einem Chinesen, einer Chinesin, einem Letten und einer Ungarin die Bronzemedaille in der Wertung der Gemischten Teams. Diese Bronzemedaille wird im Medaillenspiegel den Gemischten Mannschaften zugerechnet.

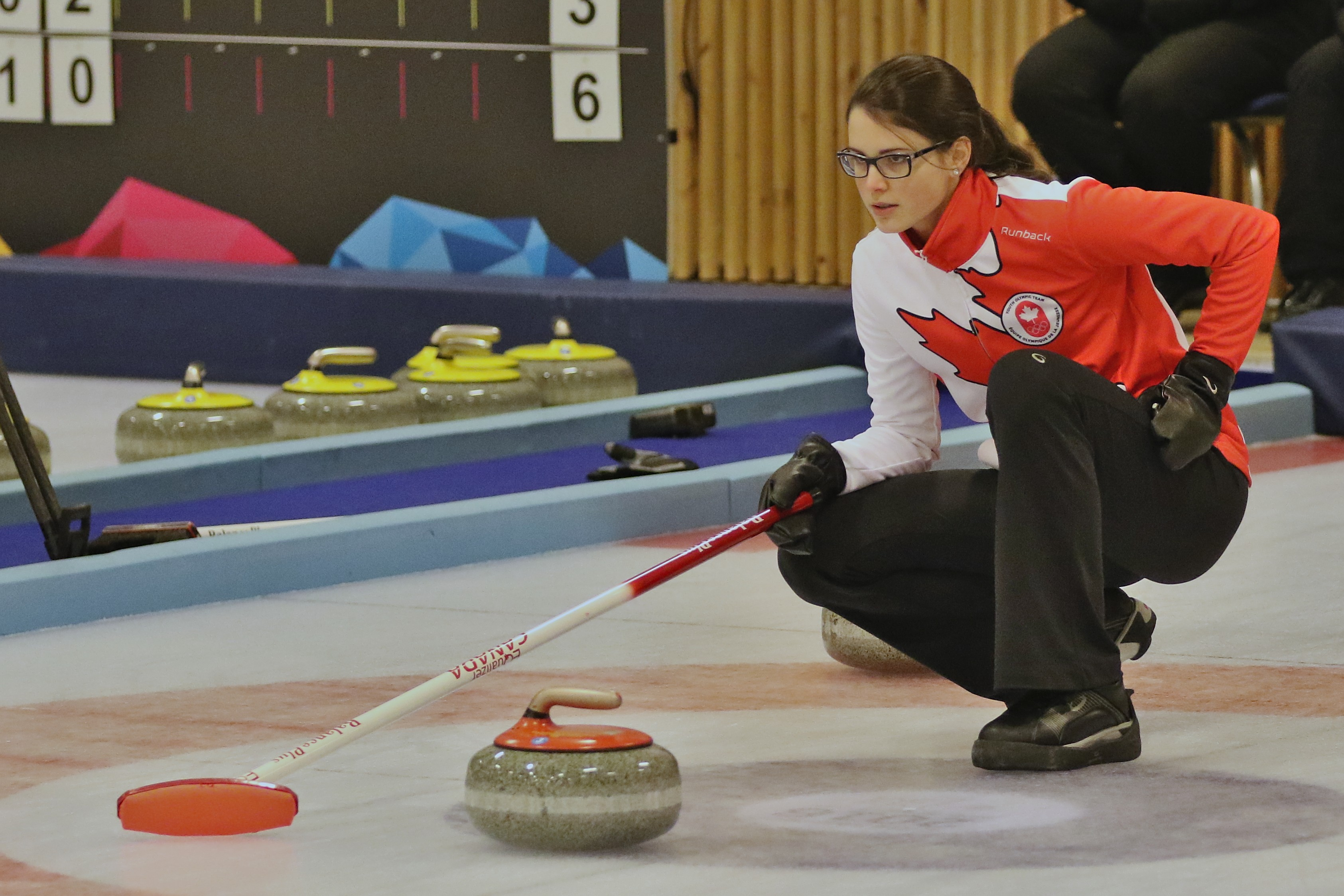
Mary Fay gewann 2016 Gold mit der gemischten Curlingmannschaft
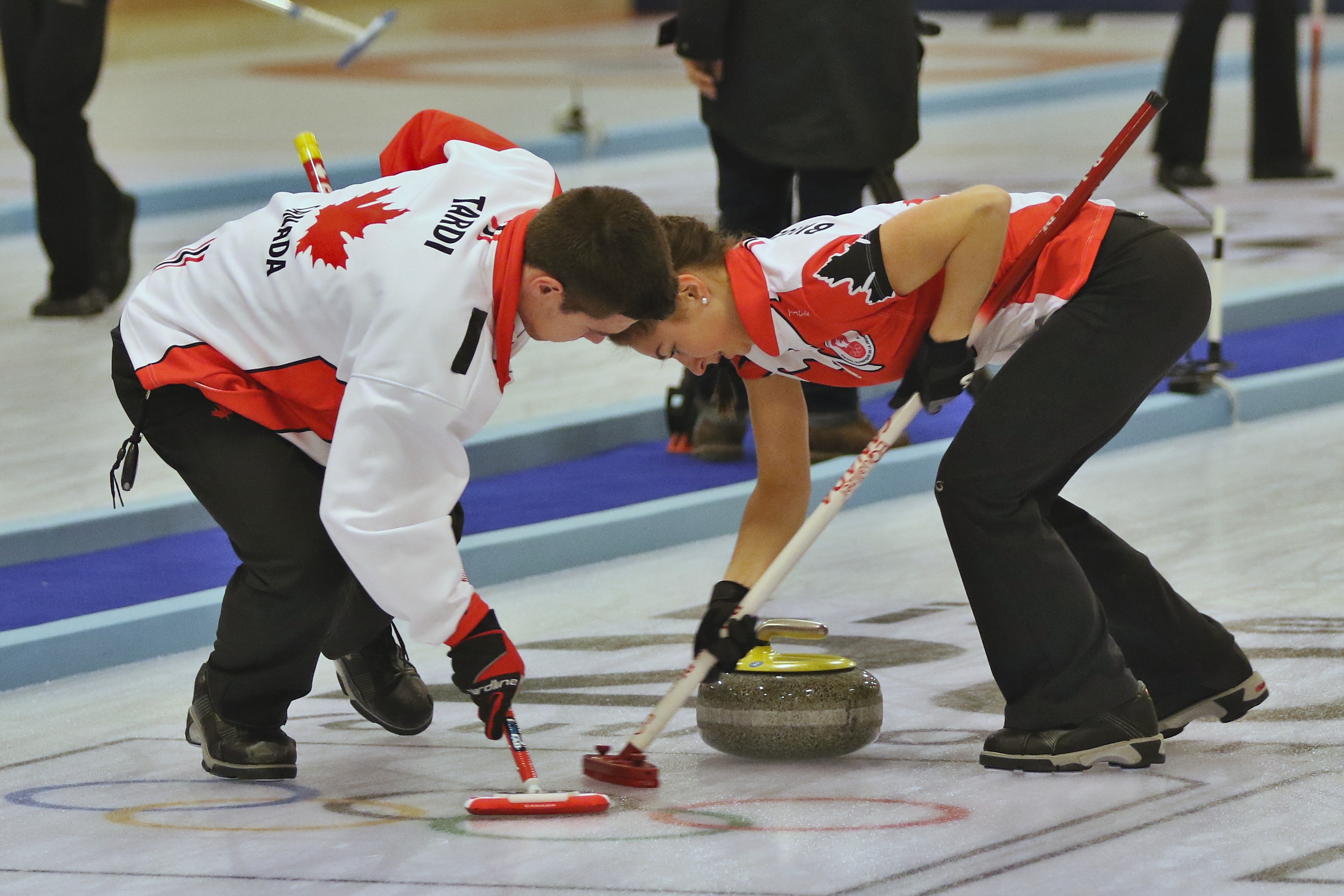
Tyler Tardi (l.) und Karlee Burgess vom Curlingteam 2016

## Kunstwettbewerbe

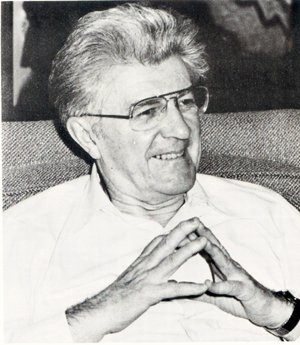
Der Schriftsteller Gérard Bessette

Kanada nahm an zahlreichen Kunstwettbewerben, die zwischen 1912 und 1948 stattfanden, teil. Der Bildhauer Robert Tait McKenzie war dabei der kanadische Künstler, der die meisten Werke einreichte. Von den insgesamt 58 Arbeiten, reichte McKenzie alleine 43 bei den Spielen von Los Angeles 1932 ein. In der Rubrik Relief und Medaillen gewann er 1932 die Bronzemedaille für sein Athleten-Abzeichen.
Der Maler Oliver Wilburn nahm 1932 mit seinem Bild Die Heimmannschaft gewinnt teil.
1948, als Kunstwettbewerbe letztmals Teil des olympischen Programmes waren, nahmen die meisten kanadischen Künstler teil. Es waren die Architekten Ferdinand Marani, Robert Morris, Harold Kaplan und Abraham Sprachman vertreten. Die Autoren Geraldine Wright, Doris Hedges, Gérard Bessette und Rodolpho Dubé legten ihre Arbeiten in der Rubrik Literatur vor. Fritz Brandtner, Caroline Somers, Vera Mathew-Irving, Lucien Bernier und Yvon Lalande nahmen als Maler teil. Neben Robert Tait McKenzie traten Sybil Kennedy und Robert Norgate als Bildhauer an. In der Sparte Musik konnte John Weinzweig mit seinen Divertimenti für Soloflöte und Streichorchester in der Rubrik Soloinstrumente und Kammermusik die Silbermedaille gewinnen. Weitere Musiker waren Clermont Pépin, Alexander Brott, Oskar Morawetz, John Coulthard Adams, Harry Somers und Barbara Pentland.

## Teilnehmer nach Sportart

### Sommerspiele
| Sportart           | Jahr | Jahr | Jahr | Jahr | Jahr | Jahr | Jahr | Jahr | Jahr | Jahr | Jahr | Jahr | Jahr | Jahr | Jahr | Jahr | Jahr | Jahr | Jahr | Jahr | Jahr | Jahr | Jahr | Jahr | Jahr | Jahr |
| Sportart           | 1900 | 1904 | 1908 | 1912 | 1920 | 1924 | 1928 | 1932 | 1936 | 1948 | 1952 | 1956 | 1960 | 1964 | 1968 | 1972 | 1976 | 1984 | 1988 | 1992 | 1996 | 2000 | 2004 | 2008 | 2012 | 2016 |
| ------------------ | ---- | ---- | ---- | ---- | ---- | ---- | ---- | ---- | ---- | ---- | ---- | ---- | ---- | ---- | ---- | ---- | ---- | ---- | ---- | ---- | ---- | ---- | ---- | ---- | ---- | ---- |
| Badminton          |      |      |      |      |      |      |      |      |      |      |      |      |      |      |      |      |      |      |      | 6    | 7    | 8    | 7    | 4    | 4    | 2    |
| Baseball           |      |      |      |      |      |      |      |      |      |      |      |      |      |      |      |      |      |      |      |      |      |      | 24   | 24   |      |      |
| Basketball         |      |      |      |      |      |      |      |      | 9    | 14   | 12   | 12   |      | 11   |      |      | 24   | 24   | 12   |      | 12   | 24   |      |      | 12   | 12   |
| Beach-Volleyball   |      |      |      |      |      |      |      |      |      |      |      |      |      |      |      |      |      |      |      |      | 6    | 4    | 4    |      | 4    | 8    |
| Bogenschießen      |      |      |      |      |      |      |      |      |      |      |      |      |      |      |      | 6    | 4    | 3    | 4    | 3    | 3    | 1    | 2    | 4    | 2    | 2    |
| Boxen              |      |      |      |      | 8    | 9    | 7    | 7    | 4    | 7    | 7    | 6    | 4    | 4    | 4    | 5    | 9    | 10   | 10   | 10   | 11   | 7    | 5    | 1    | 3    | 3    |
| Fechten            |      |      | 1    |      |      |      |      | 5    | 8    | 6    | 2    | 1    | 1    | 3    | 5    | 6    | 13   | 15   | 18   | 16   | 7    | 4    | 6    | 9    | 5    | 5    |
| Fußball            |      | 13   |      |      |      |      |      |      |      |      |      |      |      |      |      |      | 14   | 14   |      |      |      |      |      | 18   | 18   | 18   |
| Gewichtheben       |      |      |      |      |      |      |      |      |      | 5    | 5    | 3    | 3    | 3    | 4    | 4    | 4    | 7    | 3    | 2    | 2    | 2    | 2    | 5    | 3    | 2    |
| Golf               |      | 4    |      |      |      |      |      |      |      |      |      |      |      |      |      |      |      |      |      |      |      |      |      |      |      | 4    |
| Handball           |      |      |      |      |      |      |      |      |      |      |      |      |      |      |      |      | 28   |      |      |      |      |      |      |      |      |      |
| Hockey             |      |      |      |      |      |      |      |      |      |      |      |      |      | 14   |      |      | 16   | 32   | 30   | 15   |      | 16   |      | 16   |      | 16   |
| Judo               |      |      |      |      |      |      |      |      |      |      |      |      |      | 1    |      | 5    | 5    | 8    | 6    | 12   | 11   | 6    | 6    | 5    | 8    | 7    |
| Kanusport          |      |      |      |      |      |      |      |      | 8    | 7    | 11   | 9    | 6    | 6    | 10   | 12   | 14   | 15   | 14   | 18   | 21   | 16   | 19   | 21   | 8    | 11   |
| Lacrosse           |      | 24   | 12   |      |      |      |      |      |      |      |      |      |      |      |      |      |      |      |      |      |      |      |      |      |      |      |
| Leichtathletik     | 4    | 6    | 27   | 18   | 14   | 27   | 32   | 29   | 28   | 27   | 22   | 18   | 16   | 15   | 28   | 32   | 55   | 61   | 63   | 48   | 39   | 36   | 21   | 29   | 42   | 65   |
| Moderner Fünfkampf |      |      |      |      |      |      |      |      |      |      |      |      |      |      |      | 3    | 3    |      | 3    | 2    |      |      | 2    | 3    | 2    | 2    |
| Radsport           |      |      | 5    | 2    | 5    | 1    | 6    | 7    | 6    | 6    | 2    | 3    | 2    |      | 6    | 9    | 11   | 13   | 11   | 15   | 15   | 15   | 12   | 15   | 15   | 19   |
| Reiten             |      |      |      |      |      |      |      |      |      |      | 3    | 4    | 4    | 2    | 11   | 11   | 10   | 11   | 11   | 11   | 11   | 6    | 10   | 12   | 12   | 10   |
| Ringen             |      | 1    | 1    |      | 1    | 5    | 5    | 6    | 5    | 6    | 4    | 2    | 3    | 4    | 7    | 9    | 15   | 13   | 11   | 13   | 14   | 4    | 7    | 10   | 9    | 8    |
| Rudern             |      | 9    | 13   | 10   | 5    | 14   | 11   | 16   | 10   | 11   | 15   | 13   | 15   | 16   | 14   | 16   | 46   | 54   | 40   | 27   | 32   | 30   | 32   | 35   | 30   | 26   |
| Rugby Sevens       |      |      |      |      |      |      |      |      |      |      |      |      |      |      |      |      |      |      |      |      |      |      |      |      |      | 12   |
| Schießen           |      |      | 22   | 3    | 7    | 6    |      |      |      |      | 4    | 5    | 7    | 6    | 10   | 10   | 11   | 17   | 13   | 12   | 9    | 9    | 2    | 4    | 2    | 2    |
| Schwimmen          |      |      | 1    | 1    | 3    | 2    | 6    | 14   | 14   | 9    | 9    | 8    | 8    | 12   | 15   | 38   | 38   | 40   | 34   | 32   | 36   | 38   | 28   | 36   | 42   | 32   |
| Segeln             |      |      |      |      |      | 1    |      | 13   | 1    | 5    | 11   | 8    | 11   | 11   | 11   | 14   | 12   | 13   | 15   | 16   | 16   | 9    | 11   | 14   | 11   | 9    |
| Softball           |      |      |      |      |      |      |      |      |      |      |      |      |      |      |      |      |      |      |      |      | 15   | 15   | 15   | 15   |      |      |
| Taekwondo          |      |      |      |      |      |      |      |      |      |      |      |      |      |      |      |      |      |      |      |      |      | 1    | 2    | 3    | 3    | 1    |
| Tennis             |      |      | 3    |      |      |      |      |      |      |      |      |      |      |      |      |      |      |      | 7    | 5    | 6    | 4    | 2    | 3    | 5    | 4    |
| Tischtennis        |      |      |      |      |      |      |      |      |      |      |      |      |      |      |      |      |      |      | 3    | 2    | 5    | 6    | 4    | 5    | 4    | 2    |
| Triathlon          |      |      |      |      |      |      |      |      |      |      |      |      |      |      |      |      |      |      |      |      |      | 4    | 5    | 6    | 5    | 5    |
| Turnen             |      |      | 2    |      |      |      |      |      |      |      |      | 2    | 3    | 4    | 10   | 9    | 9    | 14   | 14   | 11   | 7    | 11   | 15   | 12   | 15   | 6    |
| Volleyball         |      |      |      |      |      |      |      |      |      |      |      |      |      |      |      |      | 24   | 24   |      | 12   | 12   |      |      |      |      | 12   |
| Wasserball         |      |      |      |      |      |      |      |      |      |      |      |      |      |      |      | 11   | 11   | 13   |      |      |      | 13   | 13   | 13   |      |      |
| Wasserspringen     |      |      | 1    | 2    | 1    |      | 1    | 3    | 3    | 1    |      | 2    | 2    | 3    | 4    | 8    | 9    | 7    | 6    | 8    | 6    | 7    | 6    | 10   | 9    | 7    |

### Winterspiele
| Sportart              | Jahr | Jahr | Jahr | Jahr | Jahr | Jahr | Jahr | Jahr | Jahr | Jahr | Jahr | Jahr | Jahr | Jahr | Jahr | Jahr | Jahr | Jahr | Jahr | Jahr | Jahr | Jahr | Jahr | Jahr |
| Sportart              | 1920 | 1924 | 1928 | 1932 | 1936 | 1948 | 1952 | 1956 | 1960 | 1964 | 1968 | 1972 | 1976 | 1980 | 1984 | 1988 | 1992 | 1994 | 1998 | 2002 | 2006 | 2010 | 2014 | 2018 |
| --------------------- | ---- | ---- | ---- | ---- | ---- | ---- | ---- | ---- | ---- | ---- | ---- | ---- | ---- | ---- | ---- | ---- | ---- | ---- | ---- | ---- | ---- | ---- | ---- | ---- |
| Biathlon              |      |      |      |      |      |      |      |      |      |      | 5    |      |      |      |      | 5    | 9    | 7    | 6    | 1    | 7    | 8    | 8    | 10   |
| Bobsport              |      |      |      |      |      |      |      |      |      | 8    | 6    | 6    | 9    | 6    | 4    | 9    | 9    | 8    | 8    | 8    | 12   | 12   | 18   | 18   |
| Curling               |      |      |      |      |      |      |      |      |      |      |      |      |      |      |      |      |      |      | 10   | 10   | 10   | 10   | 8    | 12   |
| Eishockey             | 8    | 9    | 12   | 14   | 13   | 12   | 16   | 17   | 17   | 16   | 18   |      |      | 20   | 20   | 22   | 22   | 21   | 41   | 42   | 42   | 43   | 44   | 48   |
| Eiskunstlauf          |      | 2    | 5    | 6    | 6    | 4    | 6    | 7    | 8    | 12   | 10   | 7    | 11   | 6    | 15   | 17   | 13   | 13   | 10   | 12   | 13   | 12   | 17   | 17   |
| Eisschnelllauf        |      | 1    | 3    | 7    | 1    | 4    | 4    | 3    | 5    | 4    | 7    | 10   | 8    | 8    | 7    | 16   | 9    | 13   | 17   | 15   | 18   | 15   | 17   | 19   |
| Freestyle Ski         |      |      |      |      |      |      |      |      |      |      |      |      |      |      |      |      | 7    | 11   | 12   | 14   | 14   | 18   | 26   | 30   |
| Nordische Kombination |      |      | 2    | 4    | 4    | 1    |      | 1    | 2    |      |      |      | 1    |      |      | 1    |      |      |      |      | 2    | 1    |      |      |
| Rodeln                |      |      |      |      |      |      |      |      |      | 1    | 7    | 4    | 8    | 4    | 2    | 9    | 6    | 2    | 2    | 7    | 10   | 10   | 8    | 8    |
| Shorttrack            |      |      |      |      |      |      |      |      |      |      |      |      |      |      |      |      | 9    | 8    | 8    | 10   | 10   | 10   | 9    | 10   |
| Skeleton              |      |      |      |      |      |      |      |      |      |      |      |      |      |      |      |      |      |      |      | 5    | 5    | 6    | 4    | 6    |
| Ski Alpin             |      |      |      |      | 7    | 5    | 9    | 5    | 9    | 9    | 11   | 8    | 8    | 7    | 11   | 18   | 10   | 11   | 8    | 11   | 16   | 21   | 15   | 13   |
| Skilanglauf           |      |      | 2    | 7    | 4    | 2    | 2    | 1    | 2    | 4    | 4    | 8    | 10   | 5    | 4    | 11   | 11   | 1    | 10   | 6    | 12   | 13   | 13   | 11   |
| Skispringen           |      |      | 1    | 4    | 3    | 3    | 2    | 1    | 3    | 2    | 3    | 4    | 4    | 3    | 4    | 4    | 3    |      |      |      | 4    | 4    | 6    | 2    |
| Snowboard             |      |      |      |      |      |      |      |      |      |      |      |      |      |      |      |      |      |      | 12   | 9    | 16   | 18   | 24   | 21   |

## Medaillen nach Sportart

### Sommerspiele
| Sportart         | Gold | Silber | Bronze | Gesamt |
| Leichtathletik   | 14   | 15     | 31     | 60     |
| Schwimmen        | 11   | 19     | 27     | 57     |
| Rudern           | 9    | 17     | 15     | 41     |
| Kanusport        | 4    | 10     | 10     | 24     |
| Schießen         | 4    | 3      | 2      | 9      |
| Turnen           | 4    | 3      | 2      | 9      |
| Boxen            | 3    | 7      | 7      | 17     |
| Ringen           | 3    | 7      | 7      | 17     |
| Reiten           | 2    | 2      | 3      | 7      |
| Lacrosse         | 2    | 0      | 1      | 3      |
| Radsport         | 1    | 5      | 8      | 14     |
| Wasserspringen   | 1    | 4      | 8      | 13     |
| Triathlon        | 1    | 1      | 0      | 2      |
| Fußball          | 1    | 0      | 2      | 3      |
| Golf             | 1    | 0      | 0      | 1      |
| Tennis           | 1    | 0      | 0      | 1      |
| Segeln           | 0    | 3      | 6      | 9      |
| Judo             | 1    | 2      | 3      | 5      |
| Gewichtheben     | 0    | 2      | 1      | 3      |
| Taekwondo        | 0    | 1      | 1      | 2      |
| Basketball       | 0    | 1      | 0      | 1      |
| Beach-Volleyball | 0    | 0      | 1      | 1      |
| Rugby Sevens     | 0    | 0      | 1      | 1      |
| Gesamt           | 62   | 102    | 136    | 300    |

### Winterspiele
| Sportart       | Gold | Silber | Bronze | Gesamt |
| Eishockey      | 13   | 6      | 3      | 22     |
| Freestyle Ski  | 12   | 9      | 4      | 25     |
| Eisschnelllauf | 9    | 13     | 15     | 37     |
| Shorttrack     | 9    | 12     | 12     | 33     |
| Eiskunstlauf   | 6    | 11     | 12     | 29     |
| Curling        | 6    | 3      | 2      | 11     |
| Bobsport       | 5    | 2      | 2      | 9      |
| Snowboard      | 4    | 4      | 3      | 11     |
| Ski Alpin      | 4    | 1      | 6      | 11     |
| Skeleton       | 2    | 1      | 1      | 4      |
| Skilanglauf    | 2    | 1      | 0      | 3      |
| Biathlon       | 2    | 0      | 1      | 3      |
| Gesamt         | 73   | 64     | 62     | 199    |